# 上越市
上越市（じょうえつし）は、新潟県南西部、上越地方に位置する市。施行時特例市に指定されている。新潟県内では新潟市、長岡市に次いで第3位の人口を擁し、都市雇用圏人口についても、当市を中心とする上越都市圏は県内第3位。1971年（昭和46年）市制施行。
日本三大夜桜のひとつと称される高田城址公園の桜や、高田城の城下町の総延長16kmもの雁木通りの町並みなどで知られる。地域自治区が設置されており、一部地域の住所に「○○区」が用いられる。

## 概要

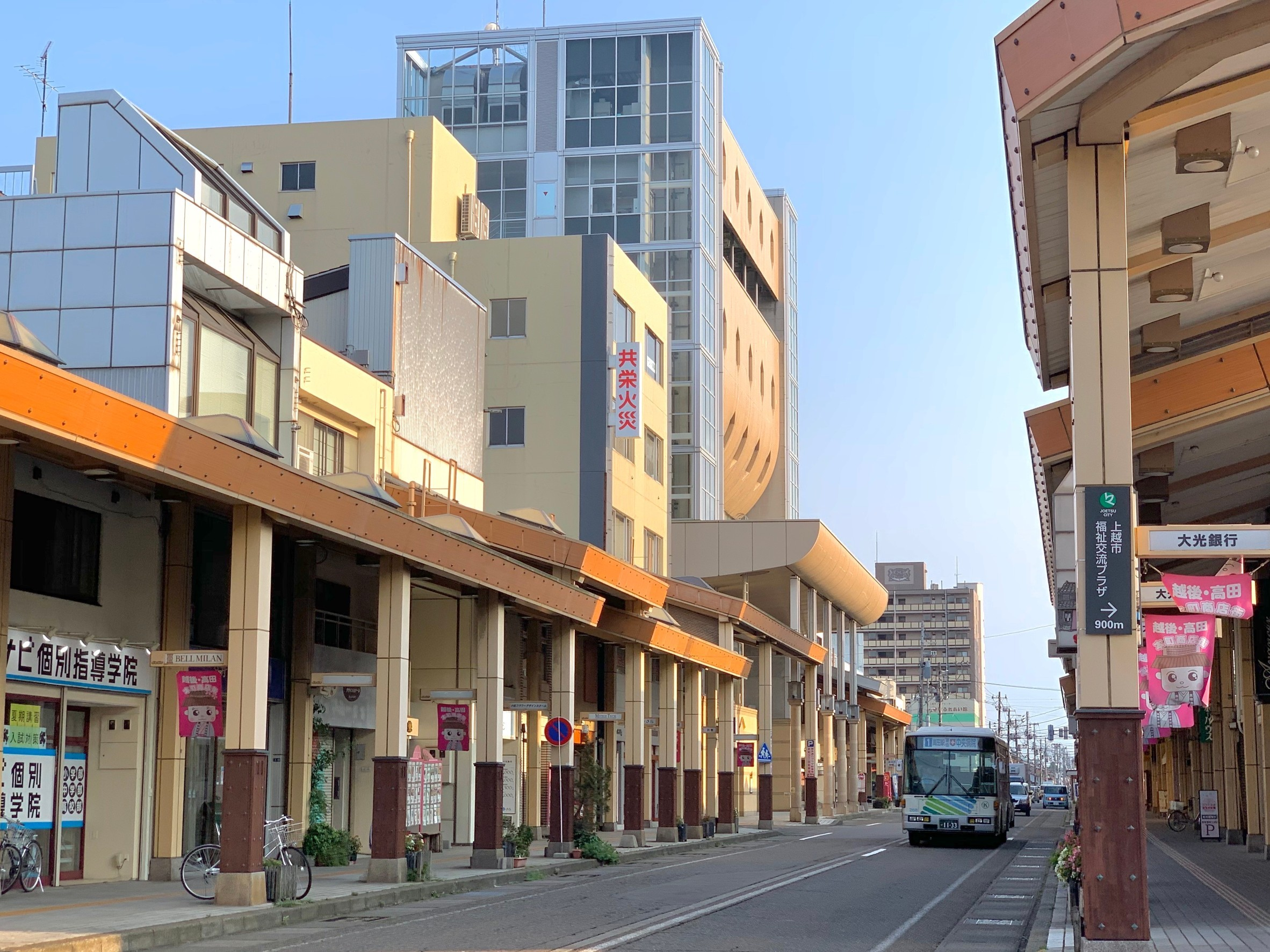
高田城の城下町に由来する高田市街（本町3丁目、2020年8月）

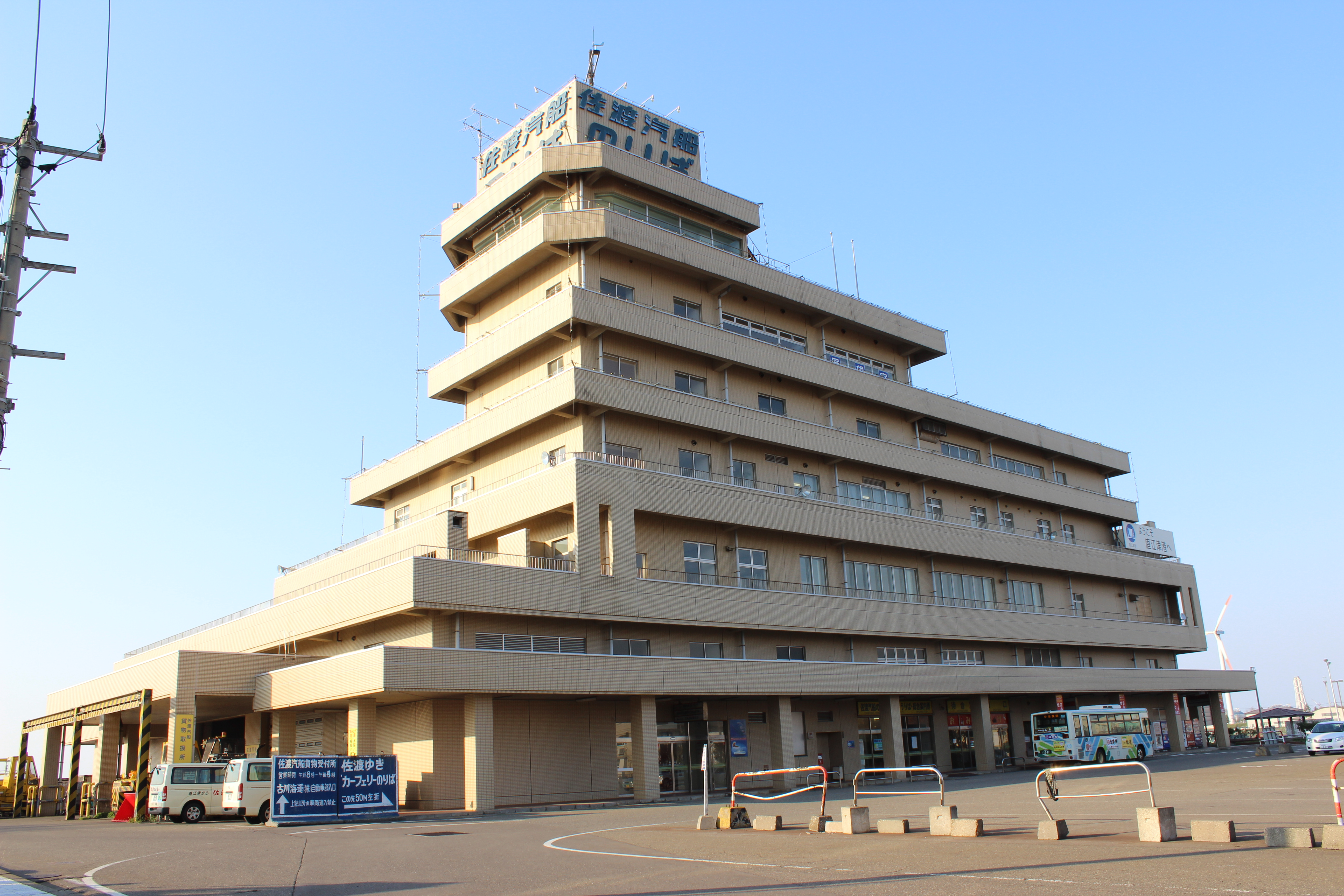
直江津港や直江津駅など交通の要衝となってきた直江津（画像は佐渡汽船ターミナル）

律令時代には越後国の国府が置かれ、戦国時代には長尾景虎（上杉謙信）に代表される長尾氏（上杉氏）が春日山城を居城とした。江戸時代には高田藩の藩庁高田城が置かれた城下町であった。詳細は歴史の節で後述。

### 市の成立
頸城平野で古くから相互補完の関係を築いてきた内陸の城下町である高田と沿岸の港町である直江津であるが、1954年（昭和29年）11月18日、春日村の分村問題に際して、「近き将来において高田市と直江津市を合併して上越中心都市を建設すること」を記した申合書を交換。その後、市街地拡大による連坦が進んだことなどから1970年（昭和45年）12月23日に高田、直江津両市合併協議会が合併期日と新市名が決定し、1971年（昭和46年）1月18日の両市議会での合併可決、同年3月20日の新潟県議会による両市合併の可決を経て、同年4月29日付で両市が対等合併（新設合併）し、発足した（詳細は#編入以前の上越を参照）。合併前時点での両市の人口は、高田市が約7.5万人、直江津市が約4.5万人。
その後、2005年（平成17年）1月1日付で周辺13町村を編入合併し、面積が約4倍に増大。佐渡市（佐渡島の全域）をも超えて県内では村上市に次ぐ第2位の広さとなった。
市町村の合併の特例等に関する法律（合併特例法）に基づく地域自治区制度を初めて導入した市で、現在は地方自治法に基づく28の地域自治区を設置している（詳細は地域の節で後述）。

### 地名の由来
新潟県内では古くから、越後国（新潟県の本土側）を上方（現在の京都市など）に近い南側から順に「上越地方、中越地方、下越地方」と3つに分けた地方名が慣用されており、前述の1954年の申合書にも記されているように上越地方の中心都市としての役割を担うことから、1971年（昭和46年）の新設合併の際に「上越市」を市名とした。
合併時に港や鉄道での交通の要衝だった「直江津」と県の出先機関や高等教育機関などの地域の中心地だった「高田」の合併だったために、市名の決定においてはどちらも譲れないものがあったとされており、折衷案として「上越地方の中心地」と言う意味での上越市で妥協をお互いに行った。
なお、平成の大合併時においては地域自治区として旧町村名が住所に残る形になっている。
「上越」は群馬（上野国）・新潟（越後国）の両県を表す際にも用いられているが、それぞれ指す地域が異なっている。

## 地理
市域の一部は佐渡弥彦米山国定公園に指定されている。

### 位置
東の新潟市まで129km、西の富山市まで131km、南の長野市まで63kmの場所に位置する。
北には日本海に面しており、夏には内陸の関東・長野県方面からの海水浴客が多く訪れる。

### 地形

#### 山岳
主な山
- 春日山
- 金谷山
- 米山
- 菱ヶ岳
- 不動山(上越市最高峰)

主な丘陵
- 東頸城丘陵

#### 河川
主な川
- 関川水系：関川、新堀川、保倉川
- 柿崎川水系：柿崎川

#### 土地
平野
- 高田平野

### 気候

#### 観測方法
市内のアメダスの観測点は、高田地区中心部の大手町に所在する高田特別地域気象観測所内をはじめ、大潟観測所（大潟区潟町）、安塚観測所（安塚区和田）、川谷観測所（吉川区川谷字宮田）、筒方観測所（板倉区筒方）の計5箇所に設置されている。
市内で最初に気象観測が開始されたのは1921年（大正10年）12月に県が開設した高田測候所で、以後86年間にわたって有人観測が行われ、敷地内には桜の開花発表を行うための標本木も植栽されていた。気象庁ではその後合理化等に伴って2007年（平成19年）9月30日を以って有人による業務を終了し、無人観測に切り替えられている。

#### 積雪量（降水量）
冬は季節風が日本海側から吹き，山地にぶつかって雪を降らせることから降水量が多くなる。
市内の一部を除くほぼ全域が豪雪地帯対策特別措置法に基づき特別豪雪地帯に指定されている。年毎の差が大きいものの、多雪年の最深積雪は平野部としては全国トップクラスに多く、市街地でも2mを超えることがある。高田測候所（当時の名称）では1945年（昭和20年）2月26日に、377cmの最深積雪を記録したほか、100cm以上の日降雪量記録が複数あるなど、日本有数の豪雪記録を持つ。高田での積雪量は1986年（昭和61年）2月6日に324cmを記録して以降、最深でも1mに満たないシーズンも多くなっていたが、2012年（平成24年）2月10日には26年ぶりに2mを越え、222cmを観測した。2021年（令和3年）1月11日には249cmを観測し、平成期以降では2度目の積雪2m超えとなった。
市内全域では積雪量に大きな差があり、高田などの内陸部や安塚などの山間部は多く、直江津や大潟などの沿岸部は比較的少ない。
ケッペンの気候区分では地中海性気候に分類されていたが1936年に同気候の定義が変更され温暖湿潤気候となった。
| 高田（高田特別地域気象観測所）の気候                          | 高田（高田特別地域気象観測所）の気候 | 高田（高田特別地域気象観測所）の気候 | 高田（高田特別地域気象観測所）の気候 | 高田（高田特別地域気象観測所）の気候 | 高田（高田特別地域気象観測所）の気候 | 高田（高田特別地域気象観測所）の気候 | 高田（高田特別地域気象観測所）の気候 | 高田（高田特別地域気象観測所）の気候 | 高田（高田特別地域気象観測所）の気候 | 高田（高田特別地域気象観測所）の気候 | 高田（高田特別地域気象観測所）の気候 | 高田（高田特別地域気象観測所）の気候 | 高田（高田特別地域気象観測所）の気候 |
| 月                                                            | 1月                                  | 2月                                  | 3月                                  | 4月                                  | 5月                                  | 6月                                  | 7月                                  | 8月                                  | 9月                                  | 10月                                 | 11月                                 | 12月                                 | 年                                   |
| ------------------------------------------------------------- | ------------------------------------ | ------------------------------------ | ------------------------------------ | ------------------------------------ | ------------------------------------ | ------------------------------------ | ------------------------------------ | ------------------------------------ | ------------------------------------ | ------------------------------------ | ------------------------------------ | ------------------------------------ | ------------------------------------ |
| 最高気温記録 °C （°F）                                        | 19.4 (66.9)                          | 22.5 (72.5)                          | 30.0 (86)                            | 32.3 (90.1)                          | 33.1 (91.6)                          | 36.7 (98.1)                          | 38.9 (102)                           | 40.3 (104.5)                         | 39.3 (102.7)                         | 34.1 (93.4)                          | 28.1 (82.6)                          | 23.7 (74.7)                          | 40.3 (104.5)                         |
| 平均最高気温 °C （°F）                                        | 6.0 (42.8)                           | 6.7 (44.1)                           | 10.9 (51.6)                          | 17.6 (63.7)                          | 22.7 (72.9)                          | 25.8 (78.4)                          | 29.6 (85.3)                          | 31.3 (88.3)                          | 27.1 (80.8)                          | 21.5 (70.7)                          | 15.5 (59.9)                          | 9.3 (48.7)                           | 18.7 (65.7)                          |
| 日平均気温 °C （°F）                                          | 2.5 (36.5)                           | 2.7 (36.9)                           | 5.8 (42.4)                           | 11.7 (53.1)                          | 17.0 (62.6)                          | 20.9 (69.6)                          | 25.0 (77)                            | 26.4 (79.5)                          | 22.3 (72.1)                          | 16.4 (61.5)                          | 10.5 (50.9)                          | 5.3 (41.5)                           | 13.9 (57)                            |
| 平均最低気温 °C （°F）                                        | −0.4 (31.3)                          | −0.8 (30.6)                          | 1.4 (34.5)                           | 6.1 (43)                             | 11.6 (52.9)                          | 16.7 (62.1)                          | 21.5 (70.7)                          | 22.6 (72.7)                          | 18.4 (65.1)                          | 12.1 (53.8)                          | 6.1 (43)                             | 1.8 (35.2)                           | 9.8 (49.6)                           |
| 最低気温記録 °C （°F）                                        | −10.7 (12.7)                         | −13.2 (8.2)                          | −10.3 (13.5)                         | −6.5 (20.3)                          | −0.4 (31.3)                          | 6.4 (43.5)                           | 11.6 (52.9)                          | 13.0 (55.4)                          | 8.3 (46.9)                           | 1.2 (34.2)                           | −2.5 (27.5)                          | −7.8 (18)                            | −13.2 (8.2)                          |
| 降水量 mm （inch）                                            | 429.6 (16.913)                       | 263.3 (10.366)                       | 194.7 (7.665)                        | 105.3 (4.146)                        | 87.0 (3.425)                         | 136.5 (5.374)                        | 206.8 (8.142)                        | 184.5 (7.264)                        | 205.8 (8.102)                        | 213.9 (8.421)                        | 334.2 (13.157)                       | 475.5 (18.72)                        | 2,837.1 (111.697)                    |
| 降雪量 cm （inch）                                            | 171 (67.3)                           | 139 (54.7)                           | 46 (18.1)                            | 2 (0.8)                              | -                                    | -                                    | -                                    | -                                    | -                                    | -                                    | 0 (0)                                | 67 (26.4)                            | 413 (162.6)                          |
| 平均降水日数 （≥0.5 mm）                                      | 26.3                                 | 21.5                                 | 20.3                                 | 13.8                                 | 11.7                                 | 12.6                                 | 14.8                                 | 12.5                                 | 15.3                                 | 16.1                                 | 19.9                                 | 24.5                                 | 209.3                                |
| 平均降雪日数 （≥0 cm）                                        | 25.2                                 | 21.1                                 | 13.7                                 | 1.8                                  | 0                                    | 0                                    | 0                                    | 0                                    | 0                                    | 0                                    | 1.6                                  | 16.6                                 | 81.3                                 |
| % 湿度                                                        | 79                                   | 76                                   | 72                                   | 67                                   | 71                                   | 78                                   | 81                                   | 78                                   | 79                                   | 78                                   | 78                                   | 78                                   | 76                                   |
| 平均月間日照時間                                              | 62.4                                 | 83.2                                 | 128.7                                | 177.6                                | 201.8                                | 153.6                                | 148.4                                | 189.6                                | 136.7                                | 131.8                                | 104.1                                | 73.0                                 | 1,591.8                              |
| 出典：気象庁 (平均値：1991年-2020年、極値：1922年-現在)気象庁 |                                      |                                      |                                      |                                      |                                      |                                      |                                      |                                      |                                      |                                      |                                      |                                      |                                      |

| 大潟（1991年 - 2020年）の気候 | 大潟（1991年 - 2020年）の気候 | 大潟（1991年 - 2020年）の気候 | 大潟（1991年 - 2020年）の気候 | 大潟（1991年 - 2020年）の気候 | 大潟（1991年 - 2020年）の気候 | 大潟（1991年 - 2020年）の気候 | 大潟（1991年 - 2020年）の気候 | 大潟（1991年 - 2020年）の気候 | 大潟（1991年 - 2020年）の気候 | 大潟（1991年 - 2020年）の気候 | 大潟（1991年 - 2020年）の気候 | 大潟（1991年 - 2020年）の気候 | 大潟（1991年 - 2020年）の気候 |
| 月                            | 1月                           | 2月                           | 3月                           | 4月                           | 5月                           | 6月                           | 7月                           | 8月                           | 9月                           | 10月                          | 11月                          | 12月                          | 年                            |
| ----------------------------- | ----------------------------- | ----------------------------- | ----------------------------- | ----------------------------- | ----------------------------- | ----------------------------- | ----------------------------- | ----------------------------- | ----------------------------- | ----------------------------- | ----------------------------- | ----------------------------- | ----------------------------- |
| 最高気温記録 °C （°F）        | 16.7 (62.1)                   | 22.7 (72.9)                   | 24.4 (75.9)                   | 30.4 (86.7)                   | 33.4 (92.1)                   | 37.0 (98.6)                   | 39.5 (103.1)                  | 40.0 (104)                    | 39.5 (103.1)                  | 35.7 (96.3)                   | 27.4 (81.3)                   | 23.5 (74.3)                   | 40.0 (104)                    |
| 平均最高気温 °C （°F）        | 6.3 (43.3)                    | 6.7 (44.1)                    | 10.1 (50.2)                   | 15.6 (60.1)                   | 20.5 (68.9)                   | 23.9 (75)                     | 28.0 (82.4)                   | 30.0 (86)                     | 26.3 (79.3)                   | 20.8 (69.4)                   | 15.1 (59.2)                   | 9.5 (49.1)                    | 17.8 (64)                     |
| 日平均気温 °C （°F）          | 2.9 (37.2)                    | 3.0 (37.4)                    | 5.8 (42.4)                    | 10.9 (51.6)                   | 16.1 (61)                     | 20.3 (68.5)                   | 24.4 (75.9)                   | 26.0 (78.8)                   | 22.1 (71.8)                   | 16.4 (61.5)                   | 10.6 (51.1)                   | 5.5 (41.9)                    | 13.7 (56.7)                   |
| 平均最低気温 °C （°F）        | −0.2 (31.6)                   | −0.6 (30.9)                   | 1.5 (34.7)                    | 6.2 (43.2)                    | 11.9 (53.4)                   | 17.0 (62.6)                   | 21.5 (70.7)                   | 22.6 (72.7)                   | 18.4 (65.1)                   | 12.2 (54)                     | 6.2 (43.2)                    | 1.9 (35.4)                    | 9.9 (49.8)                    |
| 最低気温記録 °C （°F）        | −10.0 (14)                    | −8.0 (17.6)                   | −6.6 (20.1)                   | −3.0 (26.6)                   | 3.2 (37.8)                    | 9.0 (48.2)                    | 13.7 (56.7)                   | 14.2 (57.6)                   | 8.5 (47.3)                    | 1.9 (35.4)                    | −2.1 (28.2)                   | −7.6 (18.3)                   | −10.0 (14)                    |
| 降水量 mm （inch）            | 293.1 (11.539)                | 173.4 (6.827)                 | 143.5 (5.65)                  | 93.4 (3.677)                  | 88.4 (3.48)                   | 140.3 (5.524)                 | 208.7 (8.217)                 | 160.7 (6.327)                 | 187.0 (7.362)                 | 180.4 (7.102)                 | 296.0 (11.654)                | 358.0 (14.094)                | 2,321.7 (91.406)              |
| 平均降水日数 （≥1.0 mm）      | 25.6                          | 20.9                          | 18.4                          | 13.2                          | 10.7                          | 11.1                          | 13.0                          | 10.7                          | 13.8                          | 14.7                          | 19.2                          | 24.9                          | 196.0                         |
| 平均月間日照時間              | 44.3                          | 69.6                          | 131.1                         | 186.5                         | 208.7                         | 166.8                         | 168.5                         | 210.4                         | 149.8                         | 137.0                         | 95.6                          | 59.7                          | 1,639.8                       |
| 出典1：                       |                               |                               |                               |                               |                               |                               |                               |                               |                               |                               |                               |                               |                               |
| 出典2：気象庁                 |                               |                               |                               |                               |                               |                               |                               |                               |                               |                               |                               |                               |                               |

| 安塚（1991年 - 2020年）の気候 | 安塚（1991年 - 2020年）の気候 | 安塚（1991年 - 2020年）の気候 | 安塚（1991年 - 2020年）の気候 | 安塚（1991年 - 2020年）の気候 | 安塚（1991年 - 2020年）の気候 | 安塚（1991年 - 2020年）の気候 | 安塚（1991年 - 2020年）の気候 | 安塚（1991年 - 2020年）の気候 | 安塚（1991年 - 2020年）の気候 | 安塚（1991年 - 2020年）の気候 | 安塚（1991年 - 2020年）の気候 | 安塚（1991年 - 2020年）の気候 | 安塚（1991年 - 2020年）の気候 |
| 月                            | 1月                           | 2月                           | 3月                           | 4月                           | 5月                           | 6月                           | 7月                           | 8月                           | 9月                           | 10月                          | 11月                          | 12月                          | 年                            |
| ----------------------------- | ----------------------------- | ----------------------------- | ----------------------------- | ----------------------------- | ----------------------------- | ----------------------------- | ----------------------------- | ----------------------------- | ----------------------------- | ----------------------------- | ----------------------------- | ----------------------------- | ----------------------------- |
| 最高気温記録 °C （°F）        | 16.9 (62.4)                   | 19.8 (67.6)                   | 25.8 (78.4)                   | 31.0 (87.8)                   | 32.0 (89.6)                   | 36.5 (97.7)                   | 37.6 (99.7)                   | 37.6 (99.7)                   | 36.7 (98.1)                   | 32.9 (91.2)                   | 26.8 (80.2)                   | 21.7 (71.1)                   | 37.6 (99.7)                   |
| 平均最高気温 °C （°F）        | 4.0 (39.2)                    | 4.8 (40.6)                    | 8.6 (47.5)                    | 15.7 (60.3)                   | 21.6 (70.9)                   | 24.6 (76.3)                   | 28.1 (82.6)                   | 29.8 (85.6)                   | 25.7 (78.3)                   | 19.8 (67.6)                   | 13.8 (56.8)                   | 7.3 (45.1)                    | 17.0 (62.6)                   |
| 日平均気温 °C （°F）          | 0.6 (33.1)                    | 0.6 (33.1)                    | 3.2 (37.8)                    | 9.3 (48.7)                    | 15.5 (59.9)                   | 19.6 (67.3)                   | 23.6 (74.5)                   | 24.7 (76.5)                   | 20.6 (69.1)                   | 14.5 (58.1)                   | 8.5 (47.3)                    | 3.1 (37.6)                    | 12.0 (53.6)                   |
| 平均最低気温 °C （°F）        | −2.3 (27.9)                   | −2.9 (26.8)                   | −1.0 (30.2)                   | 3.7 (38.7)                    | 9.8 (49.6)                    | 15.2 (59.4)                   | 19.9 (67.8)                   | 20.7 (69.3)                   | 16.6 (61.9)                   | 10.3 (50.5)                   | 4.2 (39.6)                    | −0.1 (31.8)                   | 7.9 (46.2)                    |
| 最低気温記録 °C （°F）        | −10.9 (12.4)                  | −11.0 (12.2)                  | −9.0 (15.8)                   | −4.5 (23.9)                   | 1.1 (34)                      | 5.4 (41.7)                    | 12.7 (54.9)                   | 12.8 (55)                     | 6.0 (42.8)                    | 1.3 (34.3)                    | −2.6 (27.3)                   | −8.5 (16.7)                   | −11.0 (12.2)                  |
| 降水量 mm （inch）            | 387.3 (15.248)                | 229.5 (9.035)                 | 172.8 (6.803)                 | 114.1 (4.492)                 | 109.3 (4.303)                 | 150.0 (5.906)                 | 213.4 (8.402)                 | 194.0 (7.638)                 | 202.9 (7.988)                 | 207.8 (8.181)                 | 286.5 (11.28)                 | 411.5 (16.201)                | 2,696.3 (106.154)             |
| 降雪量 cm （inch）            | 293 (115.4)                   | 236 (92.9)                    | 125 (49.2)                    | 13 (5.1)                      | 0 (0)                         | 0 (0)                         | 0 (0)                         | 0 (0)                         | 0 (0)                         | 0 (0)                         | 2 (0.8)                       | 134 (52.8)                    | 799 (314.6)                   |
| 平均降水日数 （≥1.0 mm）      | 25.4                          | 21.1                          | 19.6                          | 14.1                          | 11.5                          | 12.0                          | 14.5                          | 11.8                          | 14.9                          | 15.4                          | 18.1                          | 22.9                          | 201.3                         |
| 平均月間日照時間              | 42.2                          | 61.8                          | 107.9                         | 163.7                         | 193.7                         | 142.1                         | 136.8                         | 181.4                         | 129.3                         | 126.8                         | 101.3                         | 61.1                          | 1,444.1                       |
| 出典1：                       |                               |                               |                               |                               |                               |                               |                               |                               |                               |                               |                               |                               |                               |
| 出典2：気象庁                 |                               |                               |                               |                               |                               |                               |                               |                               |                               |                               |                               |                               |                               |

### 地域

平成の大合併により拡大した上越市域と28の地域自治区。黄色の13区は画像内クリックにより各区記事へリンク可能。

#### 編入以前の上越
高田地区と直江津地区
2005年（平成17年）1月以前の旧市域は、大きく分けて旧高田市にあたる内陸の高田地区と、旧直江津市にあたる沿岸の直江津地区の南北2地区となっていた。
高田地区は江戸時代には高田城が築城され、明治以降も国や県の出先が設けられるなど、政治と行政の中心としての歴史が長かった。一方の直江津地区は古くは北前船、明治以降は鉄道と道路など陸海交通の要衝として発展するとともに、港湾に面する立地と、原油や天然ガスなどの地下資源を活かして工業立地が進むなどし、旧市域は両地区を中心とした相互補完の関係の下で発展を遂げてきた。
上越市の発足と春日地区の整備
1971年（昭和46年）4月29日付で両市の新設合併により上越市が発足した。
合併に際し、歴史や特性の異なる2つの地区を融和する必要性から、双方の中心部のほぼ中間点に位置する旧高田市北部の春日地区に市役所、ホール、体育館等の公共施設を整備し、新たな都市核の形成を目指す方針が取られた。このうち市役所については、合併後はまず旧高田市庁舎（1914年8月竣工、1977年6月撤去）を本庁舎、旧直江津市庁舎を分庁舎として5年間運用した後、新しい本庁舎（現在の木田庁舎）を春日地区に建設し、1976年（昭和51年）3月に竣工、同年4月10日に開庁した。
以後、春日地区は市の行政機能の集積地となり、併せて都市基盤整備が著しく進み、複数の都市核を有する「複核型都市」となった。
- ここでは、変遷表による記述にとどめておく。詳しくは各郡の旧自治体または記事を参照されたい。

| 旧 郡       | 明治以前               | 明治以前       | 明治初年 - 明治22年              | 明治初年 - 明治22年              | 明治初年 - 明治22年              | 明治初年 - 明治22年              | 明治22年 4月1日 町村制施行 | 明治22年 - 明治33年           | 明治34年 - 昭和20年            | 明治34年 - 昭和20年            | 明治34年 - 昭和20年            | 昭和21年 - 昭和30年                             | 昭和21年 - 昭和30年           | 昭和31年 - 昭和40年           | 昭和31年 - 昭和40年            | 昭和41年 - 昭和64年    | 平成元年 - 現在             | 現在   |
| ----------- | ---------------------- | -------------- | -------------------------------- | -------------------------------- | -------------------------------- | -------------------------------- | -------------------------- | ----------------------------- | ------------------------------ | ------------------------------ | ------------------------------ | ----------------------------------------------- | ----------------------------- | ----------------------------- | ------------------------------ | ---------------------- | --------------------------- | ------ |
| 刈 羽 郡    | 嶺村                   | 嶺村           | 嶺村                             | 明治12年 所属変更 嶺村           | 明治12年 所属変更 嶺村           | 明治12年 所属変更 嶺村           | 嶺村                       | 嶺村                          | 明治34年11月1日 旭村           | 明治34年11月1日 旭村           | 明治34年11月1日 旭村           | 昭和30年3月31日 大島村                          | 昭和30年3月31日 大島村        | 大島村                        | 大島村                         | 大島村                 | 平成17年1月1日 上越市に編入 | 上越市 |
| 東 頸 城 郡 | 田麦村                 | 田麦村         | 田麦村                           | 田麦村                           | 田麦村                           | 田麦村                           | 旭村                       | 旭村                          | 明治34年11月1日 旭村           | 明治34年11月1日 旭村           | 明治34年11月1日 旭村           | 昭和30年3月31日 大島村                          | 昭和30年3月31日 大島村        | 大島村                        | 大島村                         | 大島村                 | 平成17年1月1日 上越市に編入 | 上越市 |
| 東 頸 城 郡 | 板山村                 | 板山村         | 板山村                           | 板山村                           | 板山村                           | 板山村                           | 旭村                       | 旭村                          | 明治34年11月1日 旭村           | 明治34年11月1日 旭村           | 明治34年11月1日 旭村           | 昭和30年3月31日 大島村                          | 昭和30年3月31日 大島村        | 大島村                        | 大島村                         | 大島村                 | 平成17年1月1日 上越市に編入 | 上越市 |
| 東 頸 城 郡 | 大島村                 | 大島村         | 大島村                           | 大島村                           | 大島村                           | 大島村                           | 大島村                     | 大島村                        | 明治34年11月1日 大島村         | 明治34年11月1日 大島村         | 明治34年11月1日 大島村         | 昭和30年3月31日 大島村                          | 昭和30年3月31日 大島村        | 大島村                        | 大島村                         | 大島村                 | 平成17年1月1日 上越市に編入 | 上越市 |
| 東 頸 城 郡 | 棚岡村                 | 棚岡村         | 棚岡村                           | 棚岡村                           | 棚岡村                           | 棚岡村                           | 大島村                     | 大島村                        | 明治34年11月1日 大島村         | 明治34年11月1日 大島村         | 明治34年11月1日 大島村         | 昭和30年3月31日 大島村                          | 昭和30年3月31日 大島村        | 大島村                        | 大島村                         | 大島村                 | 平成17年1月1日 上越市に編入 | 上越市 |
| 東 頸 城 郡 | 中野村                 | 中野村         | 中野村                           | 中野村                           | 中野村                           | 中野村                           | 大島村                     | 大島村                        | 明治34年11月1日 大島村         | 明治34年11月1日 大島村         | 明治34年11月1日 大島村         | 昭和30年3月31日 大島村                          | 昭和30年3月31日 大島村        | 大島村                        | 大島村                         | 大島村                 | 平成17年1月1日 上越市に編入 | 上越市 |
| 東 頸 城 郡 | 仁上村                 | 仁上村         | 仁上村                           | 仁上村                           | 仁上村                           | 仁上村                           | 仁上村                     | 仁上村                        | 明治34年11月1日 大島村         | 明治34年11月1日 大島村         | 明治34年11月1日 大島村         | 昭和30年3月31日 大島村                          | 昭和30年3月31日 大島村        | 大島村                        | 大島村                         | 大島村                 | 平成17年1月1日 上越市に編入 | 上越市 |
| 東 頸 城 郡 | 菖蒲村                 | 菖蒲村         | 菖蒲村                           | 菖蒲村                           | 菖蒲村                           | 菖蒲村                           | 元保倉村                   | 元保倉村                      | 明治34年11月1日 大島村         | 明治34年11月1日 大島村         | 明治34年11月1日 大島村         | 昭和30年3月31日 大島村                          | 昭和30年3月31日 大島村        | 大島村                        | 大島村                         | 大島村                 | 平成17年1月1日 上越市に編入 | 上越市 |
| 東 頸 城 郡 | 牛ヶ鼻村               | 牛ヶ鼻村       | 牛ヶ鼻村                         | 牛ヶ鼻村                         | 牛ヶ鼻村                         | 牛ヶ鼻村                         | 元保倉村                   | 元保倉村                      | 明治34年11月1日 大島村         | 明治34年11月1日 大島村         | 明治34年11月1日 大島村         | 昭和30年3月31日 大島村                          | 昭和30年3月31日 大島村        | 大島村                        | 大島村                         | 大島村                 | 平成17年1月1日 上越市に編入 | 上越市 |
| 東 頸 城 郡 | 大平村                 | 大平村         | 大平村                           | 大平村                           | 大平村                           | 大平村                           | 保倉村                     | 保倉村                        | 保倉村                         | 保倉村                         | 保倉村                         | 昭和30年3月31日 大島村                          | 昭和30年3月31日 大島村        | 大島村                        | 大島村                         | 大島村                 | 平成17年1月1日 上越市に編入 | 上越市 |
| 東 頸 城 郡 | 上達村                 | 上達村         | 上達村                           | 上達村                           | 上達村                           | 上達村                           | 保倉村                     | 保倉村                        | 保倉村                         | 保倉村                         | 保倉村                         | 昭和30年3月31日 大島村                          | 昭和30年3月31日 大島村        | 大島村                        | 大島村                         | 大島村                 | 平成17年1月1日 上越市に編入 | 上越市 |
| 東 頸 城 郡 | 下達村                 | 下達村         | 下達村                           | 下達村                           | 下達村                           | 下達村                           | 保倉村                     | 保倉村                        | 保倉村                         | 保倉村                         | 保倉村                         | 昭和30年3月31日 大島村                          | 昭和30年3月31日 大島村        | 大島村                        | 大島村                         | 大島村                 | 平成17年1月1日 上越市に編入 | 上越市 |
| 東 頸 城 郡 | 岡村                   | 岡村           | 岡村                             | 岡村                             | 岡村                             | 岡村                             | 保倉村                     | 保倉村                        | 保倉村                         | 保倉村                         | 保倉村                         | 昭和30年3月31日 大島村                          | 昭和30年3月31日 大島村        | 大島村                        | 大島村                         | 大島村                 | 平成17年1月1日 上越市に編入 | 上越市 |
| 中 頸 城 郡 | 鉢崎村                 | 一部           | 鉢崎村                           | 鉢崎村                           | 鉢崎村                           | 鉢崎村                           | 鉢崎村 （一部）            | 鉢崎村（一部）                | 明治34年8月28日 米山村（一部） | 明治34年8月28日 米山村（一部） | 明治34年8月28日 米山村（一部） | 米山村（一部）                                  | 米山村（一部）                | 昭和31年12月19日 柏崎市に編入 | 昭和32年1月1日 柿崎町に編入    | 柿崎町                 | 平成17年1月1日 上越市に編入 | 上越市 |
| 中 頸 城 郡 | 大平村                 | 一部           | 大平村                           | 大平村                           | 大平村                           | 大平村                           | 鉢崎村 （一部）            | 鉢崎村（一部）                | 明治34年8月28日 米山村（一部） | 明治34年8月28日 米山村（一部） | 明治34年8月28日 米山村（一部） | 米山村（一部）                                  | 米山村（一部）                | 昭和31年12月19日 柏崎市に編入 | 昭和32年1月1日 柿崎町に編入    | 柿崎町                 | 平成17年1月1日 上越市に編入 | 上越市 |
| 中 頸 城 郡 | 大清水村               | 一部           | 大清水村                         | 大清水村                         | 大清水村                         | 大清水村                         | 鉢崎村 （一部）            | 鉢崎村（一部）                | 明治34年8月28日 米山村（一部） | 明治34年8月28日 米山村（一部） | 明治34年8月28日 米山村（一部） | 米山村（一部）                                  | 米山村（一部）                | 昭和31年12月19日 柏崎市に編入 | 昭和32年1月1日 柿崎町に編入    | 柿崎町                 | 平成17年1月1日 上越市に編入 | 上越市 |
| 中 頸 城 郡 | 上輪村                 | 一部           | 上輪村                           | 上輪村                           | 上輪村                           | 上輪村                           | 米山村 （一部）            | 米山村（一部）                | 明治34年8月28日 米山村（一部） | 明治34年8月28日 米山村（一部） | 明治34年8月28日 米山村（一部） | 米山村（一部）                                  | 米山村（一部）                | 昭和31年12月19日 柏崎市に編入 | 昭和32年1月1日 柿崎町に編入    | 柿崎町                 | 平成17年1月1日 上越市に編入 | 上越市 |
| 中 頸 城 郡 | 柿崎村                 | 柿崎村         | 柿崎村                           | 柿崎村                           | 柿崎村                           | 柿崎村                           | 柿崎村                     | 柿崎村                        | 明治34年11月1日 柿崎村         | 明治41年10月1日 柿崎村         | 昭和9年1月1日 町制 柿崎町      | 昭和30年3月1日 柿崎町                           | 昭和30年3月1日 柿崎町         | 柿崎町                        | 柿崎町                         | 柿崎町                 | 平成17年1月1日 上越市に編入 | 上越市 |
| 中 頸 城 郡 | 上下浜村               | 上下浜村       | 上下浜村                         | 上下浜村                         | 上下浜村                         | 上下浜村                         | 犀浜村                     | 犀浜村                        | 明治34年11月1日 柿崎村         | 明治41年10月1日 柿崎村         | 昭和9年1月1日 町制 柿崎町      | 昭和30年3月1日 柿崎町                           | 昭和30年3月1日 柿崎町         | 柿崎町                        | 柿崎町                         | 柿崎町                 | 平成17年1月1日 上越市に編入 | 上越市 |
| 中 頸 城 郡 | 三ツ屋浜村             | 三ツ屋浜村     | 三ツ屋浜村                       | 三ツ屋浜村                       | 三ツ屋浜村                       | 三ツ屋浜村                       | 犀浜村                     | 犀浜村                        | 明治34年11月1日 柿崎村         | 明治41年10月1日 柿崎村         | 昭和9年1月1日 町制 柿崎町      | 昭和30年3月1日 柿崎町                           | 昭和30年3月1日 柿崎町         | 柿崎町                        | 柿崎町                         | 柿崎町                 | 平成17年1月1日 上越市に編入 | 上越市 |
| 中 頸 城 郡 | 直海浜村               | 直海浜村       | 直海浜村                         | 直海浜村                         | 直海浜村                         | 直海浜村                         | 犀浜村                     | 犀浜村                        | 明治34年11月1日 柿崎村         | 明治41年10月1日 柿崎村         | 昭和9年1月1日 町制 柿崎町      | 昭和30年3月1日 柿崎町                           | 昭和30年3月1日 柿崎町         | 柿崎町                        | 柿崎町                         | 柿崎町                 | 平成17年1月1日 上越市に編入 | 上越市 |
| 中 頸 城 郡 | 坂田新田               | 坂田新田       | 坂田新田                         | 坂田新田                         | 坂田新田                         | 坂田新田                         | 犀浜村                     | 犀浜村                        | 明治34年11月1日 柿崎村         | 明治41年10月1日 柿崎村         | 昭和9年1月1日 町制 柿崎町      | 昭和30年3月1日 柿崎町                           | 昭和30年3月1日 柿崎町         | 柿崎町                        | 柿崎町                         | 柿崎町                 | 平成17年1月1日 上越市に編入 | 上越市 |
| 中 頸 城 郡 | 上下浜新田             | 上下浜新田     | 上下浜新田                       | 上下浜新田                       | 上下浜新田                       | 上下浜新田                       | 犀浜村                     | 犀浜村                        | 明治34年11月1日 柿崎村         | 明治41年10月1日 柿崎村         | 昭和9年1月1日 町制 柿崎町      | 昭和30年3月1日 柿崎町                           | 昭和30年3月1日 柿崎町         | 柿崎町                        | 柿崎町                         | 柿崎町                 | 平成17年1月1日 上越市に編入 | 上越市 |
| 中 頸 城 郡 | 犀ヶ池新田             | 犀ヶ池新田     | 犀ヶ池新田                       | 犀ヶ池新田                       | 犀ヶ池新田                       | 犀ヶ池新田                       | 犀浜村                     | 犀浜村                        | 明治34年11月1日 柿崎村         | 明治41年10月1日 柿崎村         | 昭和9年1月1日 町制 柿崎町      | 昭和30年3月1日 柿崎町                           | 昭和30年3月1日 柿崎町         | 柿崎町                        | 柿崎町                         | 柿崎町                 | 平成17年1月1日 上越市に編入 | 上越市 |
| 中 頸 城 郡 | 九戸雁子上下浜立会新田 | 一部を除く     | 九戸雁子上下浜立会新田           | 九戸雁子上下浜立会新田           | 九戸雁子上下浜立会新田           | 九戸雁子上下浜立会新田           | 犀浜村                     | 犀浜村                        | 明治34年11月1日 柿崎村         | 明治41年10月1日 柿崎村         | 昭和9年1月1日 町制 柿崎町      | 昭和30年3月1日 柿崎町                           | 昭和30年3月1日 柿崎町         | 柿崎町                        | 柿崎町                         | 柿崎町                 | 平成17年1月1日 上越市に編入 | 上越市 |
| 中 頸 城 郡 | 阿弥陀瀬村             | 阿弥陀瀬村     | 阿弥陀瀬村                       | 阿弥陀瀬村                       | 阿弥陀瀬村                       | 阿弥陀瀬村                       | 七ヶ村                     | 七ヶ村                        | 七ヶ村                         | 明治41年10月1日 柿崎村         | 昭和9年1月1日 町制 柿崎町      | 昭和30年3月1日 柿崎町                           | 昭和30年3月1日 柿崎町         | 柿崎町                        | 柿崎町                         | 柿崎町                 | 平成17年1月1日 上越市に編入 | 上越市 |
| 中 頸 城 郡 | 下小野村               | 下小野村       | 下小野村                         | 下小野村                         | 下小野村                         | 下小野村                         | 七ヶ村                     | 七ヶ村                        | 七ヶ村                         | 明治41年10月1日 柿崎村         | 昭和9年1月1日 町制 柿崎町      | 昭和30年3月1日 柿崎町                           | 昭和30年3月1日 柿崎町         | 柿崎町                        | 柿崎町                         | 柿崎町                 | 平成17年1月1日 上越市に編入 | 上越市 |
| 中 頸 城 郡 | 柳ヶ崎村               | 柳ヶ崎村       | 柳ヶ崎村                         | 柳ヶ崎村                         | 柳ヶ崎村                         | 柳ヶ崎村                         | 七ヶ村                     | 七ヶ村                        | 七ヶ村                         | 明治41年10月1日 柿崎村         | 昭和9年1月1日 町制 柿崎町      | 昭和30年3月1日 柿崎町                           | 昭和30年3月1日 柿崎町         | 柿崎町                        | 柿崎町                         | 柿崎町                 | 平成17年1月1日 上越市に編入 | 上越市 |
| 中 頸 城 郡 | 高寺村                 | 高寺村         | 高寺村                           | 高寺村                           | 高寺村                           | 高寺村                           | 七ヶ村                     | 七ヶ村                        | 七ヶ村                         | 明治41年10月1日 柿崎村         | 昭和9年1月1日 町制 柿崎町      | 昭和30年3月1日 柿崎町                           | 昭和30年3月1日 柿崎町         | 柿崎町                        | 柿崎町                         | 柿崎町                 | 平成17年1月1日 上越市に編入 | 上越市 |
| 中 頸 城 郡 | 荻谷村                 | 荻谷村         | 荻谷村                           | 荻谷村                           | 荻谷村                           | 荻谷村                           | 七ヶ村                     | 七ヶ村                        | 七ヶ村                         | 明治41年10月1日 柿崎村         | 昭和9年1月1日 町制 柿崎町      | 昭和30年3月1日 柿崎町                           | 昭和30年3月1日 柿崎町         | 柿崎町                        | 柿崎町                         | 柿崎町                 | 平成17年1月1日 上越市に編入 | 上越市 |
| 中 頸 城 郡 | 角取村                 | 角取村         | 角取村                           | 角取村                           | 角取村                           | 角取村                           | 七ヶ村                     | 七ヶ村                        | 七ヶ村                         | 明治41年10月1日 柿崎村         | 昭和9年1月1日 町制 柿崎町      | 昭和30年3月1日 柿崎町                           | 昭和30年3月1日 柿崎町         | 柿崎町                        | 柿崎町                         | 柿崎町                 | 平成17年1月1日 上越市に編入 | 上越市 |
| 中 頸 城 郡 | 行法村                 | 行法村         | 行法村                           | 行法村                           | 行法村                           | 行法村                           | 七ヶ村                     | 七ヶ村                        | 七ヶ村                         | 明治41年10月1日 柿崎村         | 昭和9年1月1日 町制 柿崎町      | 昭和30年3月1日 柿崎町                           | 昭和30年3月1日 柿崎町         | 柿崎町                        | 柿崎町                         | 柿崎町                 | 平成17年1月1日 上越市に編入 | 上越市 |
| 中 頸 城 郡 | 川井村                 | 川井村         | 川井村                           | 川井村                           | 川井村                           | 川井村                           | 七ヶ村                     | 七ヶ村                        | 七ヶ村                         | 明治41年10月1日 柿崎村         | 昭和9年1月1日 町制 柿崎町      | 昭和30年3月1日 柿崎町                           | 昭和30年3月1日 柿崎町         | 柿崎町                        | 柿崎町                         | 柿崎町                 | 平成17年1月1日 上越市に編入 | 上越市 |
| 中 頸 城 郡 | 馬正面村               | 馬正面村       | 馬正面村                         | 明治13年 馬正面村                | 明治13年 馬正面村                | 明治13年 馬正面村                | 七ヶ村                     | 七ヶ村                        | 七ヶ村                         | 明治41年10月1日 柿崎村         | 昭和9年1月1日 町制 柿崎町      | 昭和30年3月1日 柿崎町                           | 昭和30年3月1日 柿崎町         | 柿崎町                        | 柿崎町                         | 柿崎町                 | 平成17年1月1日 上越市に編入 | 上越市 |
| 中 頸 城 郡 | 馬正面新田             | 馬正面新田     | 馬正面新田                       | 明治13年 馬正面村                | 明治13年 馬正面村                | 明治13年 馬正面村                | 七ヶ村                     | 七ヶ村                        | 七ヶ村                         | 明治41年10月1日 柿崎村         | 昭和9年1月1日 町制 柿崎町      | 昭和30年3月1日 柿崎町                           | 昭和30年3月1日 柿崎町         | 柿崎町                        | 柿崎町                         | 柿崎町                 | 平成17年1月1日 上越市に編入 | 上越市 |
| 中 頸 城 郡 | 下条村                 | 下条村         | 下条村                           | 下条村                           | 下条村                           | 下条村                           | 七ヶ村                     | 七ヶ村                        | 七ヶ村                         | 明治41年10月1日 柿崎村         | 昭和9年1月1日 町制 柿崎町      | 昭和30年3月1日 柿崎町                           | 昭和30年3月1日 柿崎町         | 柿崎町                        | 柿崎町                         | 柿崎町                 | 平成17年1月1日 上越市に編入 | 上越市 |
| 中 頸 城 郡 | 落合村                 | 落合村         | 落合村                           | 落合村                           | 落合村                           | 落合村                           | 七ヶ村                     | 七ヶ村                        | 七ヶ村                         | 明治41年10月1日 柿崎村         | 昭和9年1月1日 町制 柿崎町      | 昭和30年3月1日 柿崎町                           | 昭和30年3月1日 柿崎町         | 柿崎町                        | 柿崎町                         | 柿崎町                 | 平成17年1月1日 上越市に編入 | 上越市 |
| 中 頸 城 郡 | 上金原村               | 上金原村       | 上金原村                         | 上金原村                         | 上金原村                         | 上金原村                         | 七ヶ村                     | 七ヶ村                        | 七ヶ村                         | 明治41年10月1日 柿崎村         | 昭和9年1月1日 町制 柿崎町      | 昭和30年3月1日 柿崎町                           | 昭和30年3月1日 柿崎町         | 柿崎町                        | 柿崎町                         | 柿崎町                 | 平成17年1月1日 上越市に編入 | 上越市 |
| 中 頸 城 郡 | 桜町新田               | 桜町新田       | 桜町新田                         | 桜町新田                         | 桜町新田                         | 桜町新田                         | 七ヶ村                     | 七ヶ村                        | 七ヶ村                         | 明治41年10月1日 柿崎村         | 昭和9年1月1日 町制 柿崎町      | 昭和30年3月1日 柿崎町                           | 昭和30年3月1日 柿崎町         | 柿崎町                        | 柿崎町                         | 柿崎町                 | 平成17年1月1日 上越市に編入 | 上越市 |
| 中 頸 城 郡 | 百木村                 | 百木村         | 百木村                           | 百木村                           | 百木村                           | 百木村                           | 七ヶ村                     | 七ヶ村                        | 七ヶ村                         | 明治41年10月1日 柿崎村         | 昭和9年1月1日 町制 柿崎町      | 昭和30年3月1日 柿崎町                           | 昭和30年3月1日 柿崎町         | 柿崎町                        | 柿崎町                         | 柿崎町                 | 平成17年1月1日 上越市に編入 | 上越市 |
| 中 頸 城 郡 | 上小野村               | 上小野村       | 上小野村                         | 上小野村                         | 上小野村                         | 上小野村                         | 七ヶ村                     | 七ヶ村                        | 七ヶ村                         | 明治41年10月1日 柿崎村         | 昭和9年1月1日 町制 柿崎町      | 昭和30年3月1日 柿崎町                           | 昭和30年3月1日 柿崎町         | 柿崎町                        | 柿崎町                         | 柿崎町                 | 平成17年1月1日 上越市に編入 | 上越市 |
| 中 頸 城 郡 | 川田村                 | 川田村         | 川田村                           | 川田村                           | 川田村                           | 川田村                           | 七ヶ村                     | 七ヶ村                        | 七ヶ村                         | 明治41年10月1日 柿崎村         | 昭和9年1月1日 町制 柿崎町      | 昭和30年3月1日 柿崎町                           | 昭和30年3月1日 柿崎町         | 柿崎町                        | 柿崎町                         | 柿崎町                 | 平成17年1月1日 上越市に編入 | 上越市 |
| 中 頸 城 郡 | 下金原村               | 下金原村       | 下金原村                         | 下金原村                         | 下金原村                         | 下金原村                         | 七ヶ村                     | 七ヶ村                        | 七ヶ村                         | 明治41年10月1日 柿崎村         | 昭和9年1月1日 町制 柿崎町      | 昭和30年3月1日 柿崎町                           | 昭和30年3月1日 柿崎町         | 柿崎町                        | 柿崎町                         | 柿崎町                 | 平成17年1月1日 上越市に編入 | 上越市 |
| 中 頸 城 郡 | 上直海村               | 上直海村       | 上直海村                         | 上直海村                         | 上直海村                         | 上直海村                         | 七ヶ村                     | 七ヶ村                        | 七ヶ村                         | 明治41年10月1日 柿崎村         | 昭和9年1月1日 町制 柿崎町      | 昭和30年3月1日 柿崎町                           | 昭和30年3月1日 柿崎町         | 柿崎町                        | 柿崎町                         | 柿崎町                 | 平成17年1月1日 上越市に編入 | 上越市 |
| 中 頸 城 郡 | 江島新田               | 江島新田       | 江島新田                         | 江島新田                         | 江島新田                         | 江島新田                         | 七ヶ村                     | 七ヶ村                        | 七ヶ村                         | 明治41年10月1日 柿崎村         | 昭和9年1月1日 町制 柿崎町      | 昭和30年3月1日 柿崎町                           | 昭和30年3月1日 柿崎町         | 柿崎町                        | 柿崎町                         | 柿崎町                 | 平成17年1月1日 上越市に編入 | 上越市 |
| 中 頸 城 郡 | 山谷村                 | 山谷村         | 山谷村                           | 山谷村                           | 山谷村                           | 山谷村                           | 下黒川村                   | 下黒川村                      | 下黒川村                       | 下黒川村                       | 下黒川村                       | 昭和30年3月1日 柿崎町                           | 昭和30年3月1日 柿崎町         | 柿崎町                        | 柿崎町                         | 柿崎町                 | 平成17年1月1日 上越市に編入 | 上越市 |
| 中 頸 城 郡 | 法音寺村               | 法音寺村       | 法音寺村                         | 法音寺村                         | 法音寺村                         | 法音寺村                         | 下黒川村                   | 下黒川村                      | 下黒川村                       | 下黒川村                       | 下黒川村                       | 昭和30年3月1日 柿崎町                           | 昭和30年3月1日 柿崎町         | 柿崎町                        | 柿崎町                         | 柿崎町                 | 平成17年1月1日 上越市に編入 | 上越市 |
| 中 頸 城 郡 | 金谷村                 | 金谷村         | 金谷村                           | 金谷村                           | 金谷村                           | 金谷村                           | 下黒川村                   | 下黒川村                      | 下黒川村                       | 下黒川村                       | 下黒川村                       | 昭和30年3月1日 柿崎町                           | 昭和30年3月1日 柿崎町         | 柿崎町                        | 柿崎町                         | 柿崎町                 | 平成17年1月1日 上越市に編入 | 上越市 |
| 中 頸 城 郡 | 谷内村                 | 谷内村         | 谷内村                           | 明治12年 改称 東谷内村           | 明治12年 改称 東谷内村           | 明治12年 改称 東谷内村           | 下黒川村                   | 下黒川村                      | 下黒川村                       | 下黒川村                       | 下黒川村                       | 昭和30年3月1日 柿崎町                           | 昭和30年3月1日 柿崎町         | 柿崎町                        | 柿崎町                         | 柿崎町                 | 平成17年1月1日 上越市に編入 | 上越市 |
| 中 頸 城 郡 | 雁海村                 | 雁海村         | 雁海村                           | 雁海村                           | 雁海村                           | 雁海村                           | 下黒川村                   | 下黒川村                      | 下黒川村                       | 下黒川村                       | 下黒川村                       | 昭和30年3月1日 柿崎町                           | 昭和30年3月1日 柿崎町         | 柿崎町                        | 柿崎町                         | 柿崎町                 | 平成17年1月1日 上越市に編入 | 上越市 |
| 中 頸 城 郡 | 栃窪村                 | 栃窪村         | 栃窪村                           | 栃窪村                           | 栃窪村                           | 栃窪村                           | 下黒川村                   | 下黒川村                      | 下黒川村                       | 下黒川村                       | 下黒川村                       | 昭和30年3月1日 柿崎町                           | 昭和30年3月1日 柿崎町         | 柿崎町                        | 柿崎町                         | 柿崎町                 | 平成17年1月1日 上越市に編入 | 上越市 |
| 中 頸 城 郡 | 下中山村               | 下中山村       | 下中山村                         | 下中山村                         | 下中山村                         | 下中山村                         | 下黒川村                   | 下黒川村                      | 下黒川村                       | 下黒川村                       | 下黒川村                       | 昭和30年3月1日 柿崎町                           | 昭和30年3月1日 柿崎町         | 柿崎町                        | 柿崎町                         | 柿崎町                 | 平成17年1月1日 上越市に編入 | 上越市 |
| 中 頸 城 郡 | 城腰村                 | 城腰村         | 城腰村                           | 城腰村                           | 城腰村                           | 城腰村                           | 黒川村                     | 黒川村                        | 黒川村                         | 黒川村                         | 黒川村                         | 昭和30年3月1日 柿崎町                           | 昭和30年3月1日 柿崎町         | 柿崎町                        | 柿崎町                         | 柿崎町                 | 平成17年1月1日 上越市に編入 | 上越市 |
| 中 頸 城 郡 | 猿毛村                 | 猿毛村         | 猿毛村                           | 猿毛村                           | 猿毛村                           | 猿毛村                           | 黒川村                     | 黒川村                        | 黒川村                         | 黒川村                         | 黒川村                         | 昭和30年3月1日 柿崎町                           | 昭和30年3月1日 柿崎町         | 柿崎町                        | 柿崎町                         | 柿崎町                 | 平成17年1月1日 上越市に編入 | 上越市 |
| 中 頸 城 郡 | 上中山村               | 上中山村       | 上中山村                         | 上中山村                         | 上中山村                         | 上中山村                         | 黒川村                     | 黒川村                        | 黒川村                         | 黒川村                         | 黒川村                         | 昭和30年3月1日 柿崎町                           | 昭和30年3月1日 柿崎町         | 柿崎町                        | 柿崎町                         | 柿崎町                 | 平成17年1月1日 上越市に編入 | 上越市 |
| 中 頸 城 郡 | 松留村                 | 松留村         | 松留村                           | 松留村                           | 松留村                           | 松留村                           | 黒川村                     | 黒川村                        | 黒川村                         | 黒川村                         | 黒川村                         | 昭和30年3月1日 柿崎町                           | 昭和30年3月1日 柿崎町         | 柿崎町                        | 柿崎町                         | 柿崎町                 | 平成17年1月1日 上越市に編入 | 上越市 |
| 中 頸 城 郡 | 水野村                 | 水野村         | 水野村                           | 水野村                           | 水野村                           | 水野村                           | 黒川村                     | 黒川村                        | 黒川村                         | 黒川村                         | 黒川村                         | 昭和30年3月1日 柿崎町                           | 昭和30年3月1日 柿崎町         | 柿崎町                        | 柿崎町                         | 柿崎町                 | 平成17年1月1日 上越市に編入 | 上越市 |
| 中 頸 城 郡 | 牧村                   | 牧村           | 牧村                             | 明治12年 改称 下牧村             | 明治12年 改称 下牧村             | 明治12年 改称 下牧村             | 黒川村                     | 黒川村                        | 黒川村                         | 黒川村                         | 黒川村                         | 昭和30年3月1日 柿崎町                           | 昭和30年3月1日 柿崎町         | 柿崎町                        | 柿崎町                         | 柿崎町                 | 平成17年1月1日 上越市に編入 | 上越市 |
| 中 頸 城 郡 | 平沢村                 | 平沢村         | 平沢村                           | 平沢村                           | 平沢村                           | 平沢村                           | 黒川村                     | 黒川村                        | 黒川村                         | 黒川村                         | 黒川村                         | 昭和30年3月1日 柿崎町                           | 昭和30年3月1日 柿崎町         | 柿崎町                        | 柿崎町                         | 柿崎町                 | 平成17年1月1日 上越市に編入 | 上越市 |
| 中 頸 城 郡 | 岩野村                 | 岩野村         | 岩野村                           | 明治12年 岩野村                  | 明治12年 岩野村                  | 明治12年 岩野村                  | 黒川村                     | 黒川村                        | 黒川村                         | 黒川村                         | 黒川村                         | 昭和30年3月1日 柿崎町                           | 昭和30年3月1日 柿崎町         | 柿崎町                        | 柿崎町                         | 柿崎町                 | 平成17年1月1日 上越市に編入 | 上越市 |
| 中 頸 城 郡 | 初田村                 | 初田村         | 初田村                           | 明治12年 岩野村                  | 明治12年 岩野村                  | 明治12年 岩野村                  | 黒川村                     | 黒川村                        | 黒川村                         | 黒川村                         | 黒川村                         | 昭和30年3月1日 柿崎町                           | 昭和30年3月1日 柿崎町         | 柿崎町                        | 柿崎町                         | 柿崎町                 | 平成17年1月1日 上越市に編入 | 上越市 |
| 中 頸 城 郡 | 米山寺村               | 米山寺村       | 米山寺村                         | 米山寺村                         | 米山寺村                         | 米山寺村                         | 黒川村                     | 黒川村                        | 黒川村                         | 黒川村                         | 黒川村                         | 昭和30年3月1日 柿崎町                           | 昭和30年3月1日 柿崎町         | 柿崎町                        | 柿崎町                         | 柿崎町                 | 平成17年1月1日 上越市に編入 | 上越市 |
| 中 頸 城 郡 | 芋島村                 | 芋島村         | 芋島村                           | 明治5年頃 芋島村                 | 明治5年頃 芋島村                 | 明治5年頃 芋島村                 | 黒川村                     | 黒川村                        | 黒川村                         | 黒川村                         | 黒川村                         | 昭和30年3月1日 柿崎町                           | 昭和30年3月1日 柿崎町         | 柿崎町                        | 柿崎町                         | 柿崎町                 | 平成17年1月1日 上越市に編入 | 上越市 |
| 中 頸 城 郡 | 上灰庭新田             | 上灰庭新田     | 上灰庭新田                       | 明治5年頃 芋島村                 | 明治5年頃 芋島村                 | 明治5年頃 芋島村                 | 黒川村                     | 黒川村                        | 黒川村                         | 黒川村                         | 黒川村                         | 昭和30年3月1日 柿崎町                           | 昭和30年3月1日 柿崎町         | 柿崎町                        | 柿崎町                         | 柿崎町                 | 平成17年1月1日 上越市に編入 | 上越市 |
| 中 頸 城 郡 | 下灰庭新田             | 下灰庭新田     | 下灰庭新田                       | 下灰庭新田                       | 下灰庭新田                       | 下灰庭新田                       | 黒川村                     | 黒川村                        | 黒川村                         | 黒川村                         | 黒川村                         | 昭和30年3月1日 柿崎町                           | 昭和30年3月1日 柿崎町         | 柿崎町                        | 柿崎町                         | 柿崎町                 | 平成17年1月1日 上越市に編入 | 上越市 |
| 中 頸 城 郡 | 岩手村                 | 岩手村         | 岩手村                           | 岩手村                           | 岩手村                           | 岩手村                           | 黒川村                     | 黒川村                        | 黒川村                         | 黒川村                         | 黒川村                         | 昭和30年3月1日 柿崎町                           | 昭和30年3月1日 柿崎町         | 柿崎町                        | 柿崎町                         | 柿崎町                 | 平成17年1月1日 上越市に編入 | 上越市 |
| 中 頸 城 郡 | 高畑村                 | 高畑村         | 高畑村                           | 高畑村                           | 高畑村                           | 高畑村                           | 黒川村                     | 黒川村                        | 黒川村                         | 黒川村                         | 黒川村                         | 昭和30年3月1日 柿崎町                           | 昭和30年3月1日 柿崎町         | 柿崎町                        | 柿崎町                         | 柿崎町                 | 平成17年1月1日 上越市に編入 | 上越市 |
| 中 頸 城 郡 | 黒岩村                 | 黒岩村         | 黒岩村                           | 黒岩村                           | 黒岩村                           | 黒岩村                           | 黒岩村                     | 黒岩村                        | 明治34年11月1日 黒岩村         | 明治34年11月1日 黒岩村         | 明治34年11月1日 黒岩村         | 昭和30年3月1日 柿崎町                           | 昭和30年3月1日 柿崎町         | 柿崎町                        | 柿崎町                         | 柿崎町                 | 平成17年1月1日 上越市に編入 | 上越市 |
| 中 頸 城 郡 | 横山村                 | 横山村         | 横山村                           | 明治12年 改称 東横山村           | 明治12年 改称 東横山村           | 明治12年 改称 東横山村           | 水源村                     | 水源村                        | 明治34年11月1日 黒岩村         | 明治34年11月1日 黒岩村         | 明治34年11月1日 黒岩村         | 昭和30年3月1日 柿崎町                           | 昭和30年3月1日 柿崎町         | 柿崎町                        | 柿崎町                         | 柿崎町                 | 平成17年1月1日 上越市に編入 | 上越市 |
| 中 頸 城 郡 | 狸平村                 | 狸平村         | 狸平村                           | 狸平村                           | 狸平村                           | 狸平村                           | 水源村                     | 水源村                        | 明治34年11月1日 黒岩村         | 明治34年11月1日 黒岩村         | 明治34年11月1日 黒岩村         | 昭和30年3月1日 柿崎町                           | 昭和30年3月1日 柿崎町         | 柿崎町                        | 柿崎町                         | 柿崎町                 | 平成17年1月1日 上越市に編入 | 上越市 |
| 中 頸 城 郡 | 高沢入村               | 高沢入村       | 高沢入村                         | 高沢入村                         | 高沢入村                         | 高沢入村                         | 水源村                     | 水源村                        | 明治34年11月1日 源村           | 明治34年11月1日 源村           | 明治34年11月1日 源村           | 昭和30年3月31日 吉川町                          | 昭和30年3月31日 吉川町        | 吉川町                        | 吉川町                         | 吉川町                 | 平成17年1月1日 上越市に編入 | 上越市 |
| 中 頸 城 郡 | 坪野村                 | 坪野村         | 坪野村                           | 坪野村                           | 坪野村                           | 坪野村                           | 水源村                     | 水源村                        | 明治34年11月1日 源村           | 明治34年11月1日 源村           | 明治34年11月1日 源村           | 昭和30年3月31日 吉川町                          | 昭和30年3月31日 吉川町        | 吉川町                        | 吉川町                         | 吉川町                 | 平成17年1月1日 上越市に編入 | 上越市 |
| 中 頸 城 郡 | 尾神村                 | 一部           | 尾神村                           | 尾神村                           | 尾神村                           | 尾神村                           | 水源村                     | 水源村                        | 明治34年11月1日 源村           | 明治34年11月1日 源村           | 明治34年11月1日 源村           | 昭和30年3月31日 吉川町                          | 昭和30年3月31日 吉川町        | 吉川町                        | 吉川町                         | 吉川町                 | 平成17年1月1日 上越市に編入 | 上越市 |
| 中 頸 城 郡 | 尾神村                 | 一部           | 尾神村                           | 尾神村                           | 尾神村                           | 尾神村                           | 川谷村                     | 川谷村                        | 明治34年11月1日 源村           | 明治34年11月1日 源村           | 明治34年11月1日 源村           | 昭和30年3月31日 吉川町                          | 昭和30年3月31日 吉川町        | 吉川町                        | 吉川町                         | 吉川町                 | 平成17年1月1日 上越市に編入 | 上越市 |
| 中 頸 城 郡 | 川谷村                 | 川谷村         | 川谷村                           | 川谷村                           | 川谷村                           | 川谷村                           | 川谷村                     | 川谷村                        | 明治34年11月1日 源村           | 明治34年11月1日 源村           | 明治34年11月1日 源村           | 昭和30年3月31日 吉川町                          | 昭和30年3月31日 吉川町        | 吉川町                        | 吉川町                         | 吉川町                 | 平成17年1月1日 上越市に編入 | 上越市 |
| 中 頸 城 郡 | 石谷村                 | 石谷村         | 石谷村                           | 石谷村                           | 石谷村                           | 石谷村                           | 川谷村                     | 川谷村                        | 明治34年11月1日 源村           | 明治34年11月1日 源村           | 明治34年11月1日 源村           | 昭和30年3月31日 吉川町                          | 昭和30年3月31日 吉川町        | 吉川町                        | 吉川町                         | 吉川町                 | 平成17年1月1日 上越市に編入 | 上越市 |
| 中 頸 城 郡 | 名木山村               | 名木山村       | 名木山村                         | 名木山村                         | 名木山村                         | 名木山村                         | 川谷村                     | 川谷村                        | 明治34年11月1日 源村           | 明治34年11月1日 源村           | 明治34年11月1日 源村           | 昭和30年3月31日 吉川町                          | 昭和30年3月31日 吉川町        | 吉川町                        | 吉川町                         | 吉川町                 | 平成17年1月1日 上越市に編入 | 上越市 |
| 中 頸 城 郡 | 大賀村                 | 大賀村         | 大賀村                           | 大賀村                           | 大賀村                           | 大賀村                           | 上吉川村                   | 上吉川村                      | 明治34年11月1日 源村           | 明治34年11月1日 源村           | 明治34年11月1日 源村           | 昭和30年3月31日 吉川町                          | 昭和30年3月31日 吉川町        | 吉川町                        | 吉川町                         | 吉川町                 | 平成17年1月1日 上越市に編入 | 上越市 |
| 中 頸 城 郡 | 山直海村               | 山直海村       | 山直海村                         | 山直海村                         | 山直海村                         | 山直海村                         | 上吉川村                   | 上吉川村                      | 明治34年11月1日 源村           | 明治34年11月1日 源村           | 明治34年11月1日 源村           | 昭和30年3月31日 吉川町                          | 昭和30年3月31日 吉川町        | 吉川町                        | 吉川町                         | 吉川町                 | 平成17年1月1日 上越市に編入 | 上越市 |
| 中 頸 城 郡 | 山中村                 | 山中村         | 山中村                           | 山中村                           | 山中村                           | 山中村                           | 上吉川村                   | 上吉川村                      | 明治34年11月1日 源村           | 明治34年11月1日 源村           | 明治34年11月1日 源村           | 昭和30年3月31日 吉川町                          | 昭和30年3月31日 吉川町        | 吉川町                        | 吉川町                         | 吉川町                 | 平成17年1月1日 上越市に編入 | 上越市 |
| 中 頸 城 郡 | 米山村                 | 米山村         | 米山村                           | 米山村                           | 米山村                           | 米山村                           | 上吉川村                   | 上吉川村                      | 明治34年11月1日 源村           | 明治34年11月1日 源村           | 明治34年11月1日 源村           | 昭和30年3月31日 吉川町                          | 昭和30年3月31日 吉川町        | 吉川町                        | 吉川町                         | 吉川町                 | 平成17年1月1日 上越市に編入 | 上越市 |
| 中 頸 城 郡 | 田中村                 | 田中村         | 田中村                           | 明治12年 改称 東田中村           | 明治12年 改称 東田中村           | 明治12年 改称 東田中村           | 上吉川村                   | 上吉川村                      | 明治34年11月1日 吉川村         | 明治34年11月1日 吉川村         | 明治34年11月1日 吉川村         | 昭和30年3月31日 吉川町                          | 昭和30年3月31日 吉川町        | 吉川町                        | 吉川町                         | 吉川町                 | 平成17年1月1日 上越市に編入 | 上越市 |
| 中 頸 城 郡 | 荒戸河沢村             | 荒戸河沢村     | 荒戸河沢村                       | 荒戸河沢村                       | 明治19年 河沢村                  | 明治19年 河沢村                  | 上吉川村                   | 上吉川村                      | 明治34年11月1日 吉川村         | 明治34年11月1日 吉川村         | 明治34年11月1日 吉川村         | 昭和30年3月31日 吉川町                          | 昭和30年3月31日 吉川町        | 吉川町                        | 吉川町                         | 吉川町                 | 平成17年1月1日 上越市に編入 | 上越市 |
| 中 頸 城 郡 | 荒戸河沢新田           | 荒戸河沢新田   | 荒戸河沢新田                     | 荒戸河沢新田                     | 明治19年 河沢村                  | 明治19年 河沢村                  | 上吉川村                   | 上吉川村                      | 明治34年11月1日 吉川村         | 明治34年11月1日 吉川村         | 明治34年11月1日 吉川村         | 昭和30年3月31日 吉川町                          | 昭和30年3月31日 吉川町        | 吉川町                        | 吉川町                         | 吉川町                 | 平成17年1月1日 上越市に編入 | 上越市 |
| 中 頸 城 郡 | 道之下村               | 道之下村       | 道之下村                         | 道之下村                         | 道之下村                         | 道之下村                         | 上吉川村                   | 上吉川村                      | 明治34年11月1日 吉川村         | 明治34年11月1日 吉川村         | 明治34年11月1日 吉川村         | 昭和30年3月31日 吉川町                          | 昭和30年3月31日 吉川町        | 吉川町                        | 吉川町                         | 吉川町                 | 平成17年1月1日 上越市に編入 | 上越市 |
| 中 頸 城 郡 | 長坂村                 | 長坂村         | 長坂村                           | 長坂村                           | 長坂村                           | 長坂村                           | 上吉川村                   | 上吉川村                      | 明治34年11月1日 吉川村         | 明治34年11月1日 吉川村         | 明治34年11月1日 吉川村         | 昭和30年3月31日 吉川町                          | 昭和30年3月31日 吉川町        | 吉川町                        | 吉川町                         | 吉川町                 | 平成17年1月1日 上越市に編入 | 上越市 |
| 中 頸 城 郡 | 福平村                 | 福平村         | 福平村                           | 福平村                           | 福平村                           | 福平村                           | 上吉川村                   | 上吉川村                      | 明治34年11月1日 吉川村         | 明治34年11月1日 吉川村         | 明治34年11月1日 吉川村         | 昭和30年3月31日 吉川町                          | 昭和30年3月31日 吉川町        | 吉川町                        | 吉川町                         | 吉川町                 | 平成17年1月1日 上越市に編入 | 上越市 |
| 中 頸 城 郡 | 国田村                 | 国田村         | 国田村                           | 国田村                           | 明治19年 国田村                  | 明治19年 国田村                  | 上吉川村                   | 上吉川村                      | 明治34年11月1日 吉川村         | 明治34年11月1日 吉川村         | 明治34年11月1日 吉川村         | 昭和30年3月31日 吉川町                          | 昭和30年3月31日 吉川町        | 吉川町                        | 吉川町                         | 吉川町                 | 平成17年1月1日 上越市に編入 | 上越市 |
| 中 頸 城 郡 | 国田新田               | 国田新田       | 国田新田                         | 国田新田                         | 明治19年 国田村                  | 明治19年 国田村                  | 上吉川村                   | 上吉川村                      | 明治34年11月1日 吉川村         | 明治34年11月1日 吉川村         | 明治34年11月1日 吉川村         | 昭和30年3月31日 吉川町                          | 昭和30年3月31日 吉川町        | 吉川町                        | 吉川町                         | 吉川町                 | 平成17年1月1日 上越市に編入 | 上越市 |
| 中 頸 城 郡 | 入河沢村               | 入河沢村       | 入河沢村                         | 入河沢村                         | 入河沢村                         | 入河沢村                         | 上吉川村                   | 上吉川村                      | 明治34年11月1日 吉川村         | 明治34年11月1日 吉川村         | 明治34年11月1日 吉川村         | 昭和30年3月31日 吉川町                          | 昭和30年3月31日 吉川町        | 吉川町                        | 吉川町                         | 吉川町                 | 平成17年1月1日 上越市に編入 | 上越市 |
| 中 頸 城 郡 | 岩沢村                 | 岩沢村         | 岩沢村                           | 岩沢村                           | 岩沢村                           | 岩沢村                           | 上吉川村                   | 上吉川村                      | 明治34年11月1日 吉川村         | 明治34年11月1日 吉川村         | 明治34年11月1日 吉川村         | 昭和30年3月31日 吉川町                          | 昭和30年3月31日 吉川町        | 吉川町                        | 吉川町                         | 吉川町                 | 平成17年1月1日 上越市に編入 | 上越市 |
| 中 頸 城 郡 | 北代石村               | 北代石村       | 北代石村                         | 明治12年 代石村                  | 明治12年 代石村                  | 明治12年 代石村                  | 大出口村                   | 大出口村                      | 明治34年11月1日 吉川村         | 明治34年11月1日 吉川村         | 明治34年11月1日 吉川村         | 昭和30年3月31日 吉川町                          | 昭和30年3月31日 吉川町        | 吉川町                        | 吉川町                         | 吉川町                 | 平成17年1月1日 上越市に編入 | 上越市 |
| 中 頸 城 郡 | 北代石新田             | 北代石新田     | 北代石新田                       | 明治12年 代石村                  | 明治12年 代石村                  | 明治12年 代石村                  | 大出口村                   | 大出口村                      | 明治34年11月1日 吉川村         | 明治34年11月1日 吉川村         | 明治34年11月1日 吉川村         | 昭和30年3月31日 吉川町                          | 昭和30年3月31日 吉川町        | 吉川町                        | 吉川町                         | 吉川町                 | 平成17年1月1日 上越市に編入 | 上越市 |
| 中 頸 城 郡 | 中条村                 | 中条村         | 中条村                           | 明治12年 改称 下中条村           | 明治12年 改称 下中条村           | 明治12年 改称 下中条村           | 大出口村                   | 大出口村                      | 明治34年11月1日 吉川村         | 明治34年11月1日 吉川村         | 明治34年11月1日 吉川村         | 昭和30年3月31日 吉川町                          | 昭和30年3月31日 吉川町        | 吉川町                        | 吉川町                         | 吉川町                 | 平成17年1月1日 上越市に編入 | 上越市 |
| 中 頸 城 郡 | 小苗代村               | 小苗代村       | 小苗代村                         | 小苗代村                         | 小苗代村                         | 小苗代村                         | 大出口村                   | 大出口村                      | 明治34年11月1日 吉川村         | 明治34年11月1日 吉川村         | 明治34年11月1日 吉川村         | 昭和30年3月31日 吉川町                          | 昭和30年3月31日 吉川町        | 吉川町                        | 吉川町                         | 吉川町                 | 平成17年1月1日 上越市に編入 | 上越市 |
| 中 頸 城 郡 | 赤沢村                 | 赤沢村         | 赤沢村                           | 赤沢村                           | 赤沢村                           | 赤沢村                           | 大出口村                   | 大出口村                      | 明治34年11月1日 吉川村         | 明治34年11月1日 吉川村         | 明治34年11月1日 吉川村         | 昭和30年3月31日 吉川町                          | 昭和30年3月31日 吉川町        | 吉川町                        | 吉川町                         | 吉川町                 | 平成17年1月1日 上越市に編入 | 上越市 |
| 中 頸 城 郡 | 泉村                   | 一部           | 泉村                             | 明治12年 上泉村                  | 明治12年 上泉村                  | 明治12年 上泉村                  | 大出口村                   | 大出口村                      | 明治34年11月1日 吉川村         | 明治34年11月1日 吉川村         | 明治34年11月1日 吉川村         | 昭和30年3月31日 吉川町                          | 昭和30年3月31日 吉川町        | 吉川町                        | 吉川町                         | 吉川町                 | 平成17年1月1日 上越市に編入 | 上越市 |
| 中 頸 城 郡 | 泉村                   | 一部           | 泉村                             | 明治12年 下泉村                  | 明治12年 下泉村                  | 明治12年 下泉村                  | 大出口村                   | 大出口村                      | 明治34年11月1日 吉川村         | 明治34年11月1日 吉川村         | 明治34年11月1日 吉川村         | 昭和30年3月31日 吉川町                          | 昭和30年3月31日 吉川町        | 吉川町                        | 吉川町                         | 吉川町                 | 平成17年1月1日 上越市に編入 | 上越市 |
| 中 頸 城 郡 | 後生寺村               | 後生寺村       | 後生寺村                         | 後生寺村                         | 後生寺村                         | 後生寺村                         | 大出口村                   | 大出口村                      | 明治34年11月1日 吉川村         | 明治34年11月1日 吉川村         | 明治34年11月1日 吉川村         | 昭和30年3月31日 吉川町                          | 昭和30年3月31日 吉川町        | 吉川町                        | 吉川町                         | 吉川町                 | 平成17年1月1日 上越市に編入 | 上越市 |
| 中 頸 城 郡 | 伯母ヶ沢村             | 伯母ヶ沢村     | 伯母ヶ沢村                       | 伯母ヶ沢村                       | 伯母ヶ沢村                       | 伯母ヶ沢村                       | 大出口村                   | 大出口村                      | 明治34年11月1日 吉川村         | 明治34年11月1日 吉川村         | 明治34年11月1日 吉川村         | 昭和30年3月31日 吉川町                          | 昭和30年3月31日 吉川町        | 吉川町                        | 吉川町                         | 吉川町                 | 平成17年1月1日 上越市に編入 | 上越市 |
| 中 頸 城 郡 | 山口村                 | 山口村         | 山口村                           | 山口村                           | 山口村                           | 山口村                           | 中吉川村                   | 中吉川村                      | 明治34年11月1日 吉川村         | 明治34年11月1日 吉川村         | 明治34年11月1日 吉川村         | 昭和30年3月31日 吉川町                          | 昭和30年3月31日 吉川町        | 吉川町                        | 吉川町                         | 吉川町                 | 平成17年1月1日 上越市に編入 | 上越市 |
| 中 頸 城 郡 | 顕法寺村               | 顕法寺村       | 顕法寺村                         | 顕法寺村                         | 顕法寺村                         | 顕法寺村                         | 中吉川村                   | 中吉川村                      | 明治34年11月1日 吉川村         | 明治34年11月1日 吉川村         | 明治34年11月1日 吉川村         | 昭和30年3月31日 吉川町                          | 昭和30年3月31日 吉川町        | 吉川町                        | 吉川町                         | 吉川町                 | 平成17年1月1日 上越市に編入 | 上越市 |
| 中 頸 城 郡 | 谷内村                 | 谷内村         | 谷内村                           | 明治12年 改称 中谷内村           | 明治12年 改称 中谷内村           | 明治12年 改称 中谷内村           | 中吉川村                   | 中吉川村                      | 明治34年11月1日 吉川村         | 明治34年11月1日 吉川村         | 明治34年11月1日 吉川村         | 昭和30年3月31日 吉川町                          | 昭和30年3月31日 吉川町        | 吉川町                        | 吉川町                         | 吉川町                 | 平成17年1月1日 上越市に編入 | 上越市 |
| 中 頸 城 郡 | 深沢村                 | 深沢村         | 深沢村                           | 明治12年 改称 下深沢村           | 明治12年 改称 下深沢村           | 明治12年 改称 下深沢村           | 中吉川村                   | 中吉川村                      | 明治34年11月1日 吉川村         | 明治34年11月1日 吉川村         | 明治34年11月1日 吉川村         | 昭和30年3月31日 吉川町                          | 昭和30年3月31日 吉川町        | 吉川町                        | 吉川町                         | 吉川町                 | 平成17年1月1日 上越市に編入 | 上越市 |
| 中 頸 城 郡 | 片田村                 | 片田村         | 片田村                           | 片田村                           | 片田村                           | 片田村                           | 中吉川村                   | 中吉川村                      | 明治34年11月1日 吉川村         | 明治34年11月1日 吉川村         | 明治34年11月1日 吉川村         | 昭和30年3月31日 吉川町                          | 昭和30年3月31日 吉川町        | 吉川町                        | 吉川町                         | 吉川町                 | 平成17年1月1日 上越市に編入 | 上越市 |
| 中 頸 城 郡 | 吉井村                 | 吉井村         | 吉井村                           | 吉井村                           | 吉井村                           | 吉井村                           | 中吉川村                   | 中吉川村                      | 明治34年11月1日 吉川村         | 明治34年11月1日 吉川村         | 明治34年11月1日 吉川村         | 昭和30年3月31日 吉川町                          | 昭和30年3月31日 吉川町        | 吉川町                        | 吉川町                         | 吉川町                 | 平成17年1月1日 上越市に編入 | 上越市 |
| 中 頸 城 郡 | 東寺村                 | 東寺村         | 東寺村                           | 東寺村                           | 東寺村                           | 東寺村                           | 中吉川村                   | 中吉川村                      | 明治34年11月1日 吉川村         | 明治34年11月1日 吉川村         | 明治34年11月1日 吉川村         | 昭和30年3月31日 吉川町                          | 昭和30年3月31日 吉川町        | 吉川町                        | 吉川町                         | 吉川町                 | 平成17年1月1日 上越市に編入 | 上越市 |
| 中 頸 城 郡 | 平等寺村               | 平等寺村       | 平等寺村                         | 平等寺村                         | 平等寺村                         | 平等寺村                         | 中吉川村                   | 中吉川村                      | 明治34年11月1日 吉川村         | 明治34年11月1日 吉川村         | 明治34年11月1日 吉川村         | 昭和30年3月31日 吉川町                          | 昭和30年3月31日 吉川町        | 吉川町                        | 吉川町                         | 吉川町                 | 平成17年1月1日 上越市に編入 | 上越市 |
| 中 頸 城 郡 | 泉谷村                 | 泉谷村         | 泉谷村                           | 泉谷村                           | 泉谷村                           | 泉谷村                           | 中吉川村                   | 中吉川村                      | 明治34年11月1日 吉川村         | 明治34年11月1日 吉川村         | 明治34年11月1日 吉川村         | 昭和30年3月31日 吉川町                          | 昭和30年3月31日 吉川町        | 吉川町                        | 吉川町                         | 吉川町                 | 平成17年1月1日 上越市に編入 | 上越市 |
| 中 頸 城 郡 | 土尻村                 | 土尻村         | 土尻村                           | 土尻村                           | 土尻村                           | 土尻村                           | 中吉川村                   | 中吉川村                      | 明治34年11月1日 吉川村         | 明治34年11月1日 吉川村         | 明治34年11月1日 吉川村         | 昭和30年3月31日 吉川町                          | 昭和30年3月31日 吉川町        | 吉川町                        | 吉川町                         | 吉川町                 | 平成17年1月1日 上越市に編入 | 上越市 |
| 中 頸 城 郡 | 天林寺村               | 天林寺村       | 天林寺村                         | 天林寺村                         | 天林寺村                         | 天林寺村                         | 中吉川村                   | 中吉川村                      | 明治34年11月1日 吉川村         | 明治34年11月1日 吉川村         | 明治34年11月1日 吉川村         | 昭和30年3月31日 吉川町                          | 昭和30年3月31日 吉川町        | 吉川町                        | 吉川町                         | 吉川町                 | 平成17年1月1日 上越市に編入 | 上越市 |
| 中 頸 城 郡 | 川崎村                 | 川崎村         | 川崎村                           | 川崎村                           | 川崎村                           | 川崎村                           | 中吉川村                   | 中吉川村                      | 明治34年11月1日 吉川村         | 明治34年11月1日 吉川村         | 明治34年11月1日 吉川村         | 昭和30年3月31日 吉川町                          | 昭和30年3月31日 吉川町        | 吉川町                        | 吉川町                         | 吉川町                 | 平成17年1月1日 上越市に編入 | 上越市 |
| 中 頸 城 郡 | 鳥越村                 | 鳥越村         | 鳥越村                           | 明治12年 改称 東鳥越村           | 明治12年 改称 東鳥越村           | 明治12年 改称 東鳥越村           | 中吉川村                   | 中吉川村                      | 明治34年11月1日 吉川村         | 明治34年11月1日 吉川村         | 明治34年11月1日 吉川村         | 昭和30年3月31日 吉川町                          | 昭和30年3月31日 吉川町        | 吉川町                        | 吉川町                         | 吉川町                 | 平成17年1月1日 上越市に編入 | 上越市 |
| 中 頸 城 郡 | 下町村                 | 下町村         | 下町村                           | 下町村                           | 下町村                           | 下町村                           | 中吉川村                   | 中吉川村                      | 明治34年11月1日 吉川村         | 明治34年11月1日 吉川村         | 明治34年11月1日 吉川村         | 昭和30年3月31日 吉川町                          | 昭和30年3月31日 吉川町        | 吉川町                        | 吉川町                         | 吉川町                 | 平成17年1月1日 上越市に編入 | 上越市 |
| 中 頸 城 郡 | 原ノ町村               | 原ノ町村       | 原ノ町村                         | 原ノ町村                         | 原ノ町村                         | 原ノ町村                         | 中吉川村                   | 中吉川村                      | 明治34年11月1日 吉川村         | 明治34年11月1日 吉川村         | 明治34年11月1日 吉川村         | 昭和30年3月31日 吉川町                          | 昭和30年3月31日 吉川町        | 吉川町                        | 吉川町                         | 吉川町                 | 平成17年1月1日 上越市に編入 | 上越市 |
| 中 頸 城 郡 | 大乗寺村               | 大乗寺村       | 大乗寺村                         | 大乗寺村                         | 大乗寺村                         | 大乗寺村                         | 中吉川村                   | 中吉川村                      | 明治34年11月1日 吉川村         | 明治34年11月1日 吉川村         | 明治34年11月1日 吉川村         | 昭和30年3月31日 吉川町                          | 昭和30年3月31日 吉川町        | 吉川町                        | 吉川町                         | 吉川町                 | 平成17年1月1日 上越市に編入 | 上越市 |
| 中 頸 城 郡 | 小沢村                 | 小沢村         | 小沢村                           | 明治12年 改称 下小沢村           | 明治12年 改称 下小沢村           | 明治12年 改称 下小沢村           | 中吉川村                   | 中吉川村                      | 明治34年11月1日 吉川村         | 明治34年11月1日 吉川村         | 明治34年11月1日 吉川村         | 昭和30年3月31日 吉川町                          | 昭和30年3月31日 吉川町        | 吉川町                        | 吉川町                         | 吉川町                 | 平成17年1月1日 上越市に編入 | 上越市 |
| 中 頸 城 郡 | 竹直村                 | 竹直村         | 竹直村                           | 竹直村                           | 竹直村                           | 竹直村                           | 中吉川村                   | 中吉川村                      | 明治34年11月1日 吉川村         | 明治34年11月1日 吉川村         | 明治34年11月1日 吉川村         | 昭和30年3月31日 吉川町                          | 昭和30年3月31日 吉川町        | 吉川町                        | 吉川町                         | 吉川町                 | 平成17年1月1日 上越市に編入 | 上越市 |
| 中 頸 城 郡 | 長峰新田               | 長峰新田       | 長峰新田                         | 長峰新田                         | 長峰新田                         | 長峰新田                         | 中吉川村                   | 中吉川村                      | 明治34年11月1日 吉川村         | 明治34年11月1日 吉川村         | 明治34年11月1日 吉川村         | 昭和30年3月31日 吉川町                          | 昭和30年3月31日 吉川町        | 吉川町                        | 吉川町                         | 吉川町                 | 平成17年1月1日 上越市に編入 | 上越市 |
| 中 頸 城 郡 | 町田村                 | 一部           | 町田村                           | 町田村                           | 町田村                           | 町田村                           | 中吉川村                   | 中吉川村                      | 明治34年11月1日 吉川村         | 明治34年11月1日 吉川村         | 明治34年11月1日 吉川村         | 昭和30年3月31日 吉川町                          | 昭和30年3月31日 吉川町        | 吉川町                        | 吉川町                         | 吉川町                 | 平成17年1月1日 上越市に編入 | 上越市 |
| 中 頸 城 郡 | 町田村                 | 一部           | 町田村                           | 町田村                           | 町田村                           | 町田村                           | 旭村                       | 旭村                          | 旭村                           | 旭村                           | 旭村                           | 昭和30年3月31日 吉川町                          | 昭和30年3月31日 吉川町        | 吉川町                        | 吉川町                         | 吉川町                 | 平成17年1月1日 上越市に編入 | 上越市 |
| 中 頸 城 郡 | 梶村                   | 梶村           | 梶村                             | 梶村                             | 梶村                             | 梶村                             | 旭村                       | 旭村                          | 旭村                           | 旭村                           | 旭村                           | 昭和30年3月31日 吉川町                          | 昭和30年3月31日 吉川町        | 吉川町                        | 吉川町                         | 吉川町                 | 平成17年1月1日 上越市に編入 | 上越市 |
| 中 頸 城 郡 | 大滝新田               | 大滝新田       | 大滝新田                         | 大滝新田                         | 大滝新田                         | 大滝新田                         | 旭村                       | 旭村                          | 旭村                           | 旭村                           | 旭村                           | 昭和30年3月31日 吉川町                          | 昭和30年3月31日 吉川町        | 吉川町                        | 吉川町                         | 吉川町                 | 平成17年1月1日 上越市に編入 | 上越市 |
| 中 頸 城 郡 | 神田町新田             | 神田町新田     | 神田町新田                       | 神田町新田                       | 神田町新田                       | 神田町新田                       | 旭村                       | 旭村                          | 旭村                           | 旭村                           | 旭村                           | 昭和30年3月31日 吉川町                          | 昭和30年3月31日 吉川町        | 吉川町                        | 吉川町                         | 吉川町                 | 平成17年1月1日 上越市に編入 | 上越市 |
| 中 頸 城 郡 | 長沢新田               | 長沢新田       | 長沢新田                         | 長沢新田                         | 長沢新田                         | 長沢新田                         | 旭村                       | 旭村                          | 旭村                           | 旭村                           | 旭村                           | 昭和30年3月31日 吉川町                          | 昭和30年3月31日 吉川町        | 吉川町                        | 吉川町                         | 吉川町                 | 平成17年1月1日 上越市に編入 | 上越市 |
| 中 頸 城 郡 | 八幡新田               | 八幡新田       | 八幡新田                         | 八幡新田                         | 八幡新田                         | 八幡新田                         | 旭村                       | 旭村                          | 旭村                           | 旭村                           | 旭村                           | 昭和30年3月31日 吉川町                          | 昭和30年3月31日 吉川町        | 吉川町                        | 吉川町                         | 吉川町                 | 平成17年1月1日 上越市に編入 | 上越市 |
| 中 頸 城 郡 | 坪ノ内新田             | 坪ノ内新田     | 坪ノ内新田                       | 坪ノ内新田                       | 坪ノ内新田                       | 坪ノ内新田                       | 旭村                       | 旭村                          | 旭村                           | 旭村                           | 旭村                           | 昭和30年3月31日 吉川町                          | 昭和30年3月31日 吉川町        | 吉川町                        | 吉川町                         | 吉川町                 | 平成17年1月1日 上越市に編入 | 上越市 |
| 中 頸 城 郡 | 西野島村               | 西野島村       | 西野島村                         | 西野島村                         | 西野島村                         | 西野島村                         | 旭村                       | 旭村                          | 旭村                           | 旭村                           | 旭村                           | 昭和30年3月31日 吉川町                          | 昭和30年3月31日 吉川町        | 吉川町                        | 吉川町                         | 吉川町                 | 平成17年1月1日 上越市に編入 | 上越市 |
| 中 頸 城 郡 | 六万部村               | 六万部村       | 六万部村                         | 六万部村                         | 六万部村                         | 六万部村                         | 旭村                       | 旭村                          | 旭村                           | 旭村                           | 旭村                           | 昭和30年3月31日 吉川町                          | 昭和30年3月31日 吉川町        | 吉川町                        | 吉川町                         | 吉川町                 | 平成17年1月1日 上越市に編入 | 上越市 |
| 中 頸 城 郡 | 田尻村                 | 田尻村         | 田尻村                           | 田尻村                           | 田尻村                           | 田尻村                           | 旭村                       | 旭村                          | 旭村                           | 旭村                           | 旭村                           | 昭和30年3月31日 吉川町                          | 昭和30年3月31日 吉川町        | 吉川町                        | 吉川町                         | 吉川町                 | 平成17年1月1日 上越市に編入 | 上越市 |
| 中 頸 城 郡 | 山方村                 | 山方村         | 山方村                           | 山方村                           | 山方村                           | 山方村                           | 旭村                       | 旭村                          | 旭村                           | 旭村                           | 旭村                           | 昭和30年3月31日 吉川町                          | 昭和30年3月31日 吉川町        | 吉川町                        | 吉川町                         | 吉川町                 | 平成17年1月1日 上越市に編入 | 上越市 |
| 中 頸 城 郡 | 内雁子村               | 内雁子村       | 内雁子村                         | 内雁子村                         | 内雁子村                         | 内雁子村                         | 旭村                       | 旭村                          | 旭村                           | 旭村                           | 旭村                           | 昭和30年3月31日 潟町村に編入                    | 潟町村                        | 潟町村                        | 昭和32年8月1日 町制改称 大潟町 | 大潟町                 | 平成17年1月1日 上越市に編入 | 上越市 |
| 中 頸 城 郡 | 内雁子新田             | 内雁子新田     | 内雁子新田                       | 内雁子新田                       | 内雁子新田                       | 内雁子新田                       | 旭村                       | 旭村                          | 旭村                           | 旭村                           | 旭村                           | 昭和30年3月31日 潟町村に編入                    | 潟町村                        | 潟町村                        | 昭和32年8月1日 町制改称 大潟町 | 大潟町                 | 平成17年1月1日 上越市に編入 | 上越市 |
| 中 頸 城 郡 | 鵜田中新田             | 鵜田中新田     | 鵜田中新田                       | 鵜田中新田                       | 鵜田中新田                       | 鵜田中新田                       | 旭村                       | 旭村                          | 旭村                           | 旭村                           | 旭村                           | 昭和30年3月31日 潟町村に編入                    | 潟町村                        | 潟町村                        | 昭和32年8月1日 町制改称 大潟町 | 大潟町                 | 平成17年1月1日 上越市に編入 | 上越市 |
| 中 頸 城 郡 | 里鵜島新田             | 里鵜島新田     | 里鵜島新田                       | 里鵜島新田                       | 里鵜島新田                       | 里鵜島新田                       | 旭村                       | 旭村                          | 旭村                           | 旭村                           | 旭村                           | 昭和30年3月31日 潟町村に編入                    | 潟町村                        | 潟町村                        | 昭和32年8月1日 町制改称 大潟町 | 大潟町                 | 平成17年1月1日 上越市に編入 | 上越市 |
| 中 頸 城 郡 | 米倉新田               | 米倉新田       | 米倉新田                         | 米倉新田                         | 米倉新田                         | 米倉新田                         | 旭村                       | 旭村                          | 旭村                           | 旭村                           | 旭村                           | 昭和30年3月31日 潟町村に編入                    | 潟町村                        | 潟町村                        | 昭和32年8月1日 町制改称 大潟町 | 大潟町                 | 平成17年1月1日 上越市に編入 | 上越市 |
| 中 頸 城 郡 | 高橋新田               | 高橋新田       | 高橋新田                         | 高橋新田                         | 高橋新田                         | 高橋新田                         | 旭村                       | 旭村                          | 旭村                           | 旭村                           | 旭村                           | 昭和30年3月31日 潟町村に編入                    | 潟町村                        | 潟町村                        | 昭和32年8月1日 町制改称 大潟町 | 大潟町                 | 平成17年1月1日 上越市に編入 | 上越市 |
| 中 頸 城 郡 | 和泉新田               | 和泉新田       | 和泉新田                         | 和泉新田                         | 和泉新田                         | 和泉新田                         | 旭村                       | 旭村                          | 旭村                           | 旭村                           | 旭村                           | 昭和30年3月31日 潟町村に編入                    | 潟町村                        | 潟町村                        | 昭和32年8月1日 町制改称 大潟町 | 大潟町                 | 平成17年1月1日 上越市に編入 | 上越市 |
| 中 頸 城 郡 | 山鵜島新田             | 山鵜島新田     | 山鵜島新田                       | 山鵜島新田                       | 山鵜島新田                       | 山鵜島新田                       | 旭村                       | 旭村                          | 旭村                           | 旭村                           | 旭村                           | 昭和30年3月31日 潟町村に編入                    | 潟町村                        | 潟町村                        | 昭和32年8月1日 町制改称 大潟町 | 大潟町                 | 平成17年1月1日 上越市に編入 | 上越市 |
| 中 頸 城 郡 | 潟町村                 | 潟町村         | 潟町村                           | 潟町村                           | 潟町村                           | 潟町村                           | 潟町村                     | 潟町村                        | 明治34年11月1日 潟町村         | 明治34年11月1日 潟町村         | 明治34年11月1日 潟町村         | 潟町村                                          | 潟町村                        | 潟町村                        | 昭和32年8月1日 町制改称 大潟町 | 大潟町                 | 平成17年1月1日 上越市に編入 | 上越市 |
| 中 頸 城 郡 | 九戸浜村               | 九戸浜村       | 九戸浜村                         | 九戸浜村                         | 九戸浜村                         | 九戸浜村                         | 潟町村                     | 潟町村                        | 明治34年11月1日 潟町村         | 明治34年11月1日 潟町村         | 明治34年11月1日 潟町村         | 潟町村                                          | 潟町村                        | 潟町村                        | 昭和32年8月1日 町制改称 大潟町 | 大潟町                 | 平成17年1月1日 上越市に編入 | 上越市 |
| 中 頸 城 郡 | 雁子浜村               | 雁子浜村       | 雁子浜村                         | 雁子浜村                         | 雁子浜村                         | 雁子浜村                         | 潟町村                     | 潟町村                        | 明治34年11月1日 潟町村         | 明治34年11月1日 潟町村         | 明治34年11月1日 潟町村         | 潟町村                                          | 潟町村                        | 潟町村                        | 昭和32年8月1日 町制改称 大潟町 | 大潟町                 | 平成17年1月1日 上越市に編入 | 上越市 |
| 中 頸 城 郡 | 浜雁子新田             | 浜雁子新田     | 浜雁子新田                       | 浜雁子新田                       | 浜雁子新田                       | 浜雁子新田                       | 潟町村                     | 潟町村                        | 明治34年11月1日 潟町村         | 明治34年11月1日 潟町村         | 明治34年11月1日 潟町村         | 潟町村                                          | 潟町村                        | 潟町村                        | 昭和32年8月1日 町制改称 大潟町 | 大潟町                 | 平成17年1月1日 上越市に編入 | 上越市 |
| 中 頸 城 郡 | 九戸雁子上下浜立会新田 | 一部           | 九戸雁子上下浜立会新田           | 九戸雁子上下浜立会新田           | 九戸雁子上下浜立会新田           | 九戸雁子上下浜立会新田           | 潟町村                     | 潟町村                        | 明治34年11月1日 潟町村         | 明治34年11月1日 潟町村         | 明治34年11月1日 潟町村         | 潟町村                                          | 潟町村                        | 潟町村                        | 昭和32年8月1日 町制改称 大潟町 | 大潟町                 | 平成17年1月1日 上越市に編入 | 上越市 |
| 中 頸 城 郡 | 田村新田               | 田村新田       | 田村新田                         | 田村新田                         | 明治16年 潟田村                  | 明治16年 潟田村                  | 犀潟村                     | 犀潟村                        | 明治34年11月1日 潟町村         | 明治34年11月1日 潟町村         | 明治34年11月1日 潟町村         | 潟町村                                          | 潟町村                        | 潟町村                        | 昭和32年8月1日 町制改称 大潟町 | 大潟町                 | 平成17年1月1日 上越市に編入 | 上越市 |
| 中 頸 城 郡 | 稲原新田               | 稲原新田       | 稲原新田                         | 稲原新田                         | 明治16年 潟田村                  | 明治16年 潟田村                  | 犀潟村                     | 犀潟村                        | 明治34年11月1日 潟町村         | 明治34年11月1日 潟町村         | 明治34年11月1日 潟町村         | 潟町村                                          | 潟町村                        | 潟町村                        | 昭和32年8月1日 町制改称 大潟町 | 大潟町                 | 平成17年1月1日 上越市に編入 | 上越市 |
| 中 頸 城 郡 | 須浜屋新田             | 須浜屋新田     | 須浜屋新田                       | 須浜屋新田                       | 明治16年 潟田村                  | 明治16年 潟田村                  | 犀潟村                     | 犀潟村                        | 明治34年11月1日 潟町村         | 明治34年11月1日 潟町村         | 明治34年11月1日 潟町村         | 潟町村                                          | 潟町村                        | 潟町村                        | 昭和32年8月1日 町制改称 大潟町 | 大潟町                 | 平成17年1月1日 上越市に編入 | 上越市 |
| 中 頸 城 郡 | 潟守新田               | 潟守新田       | 潟守新田                         | 潟守新田                         | 潟守新田                         | 潟守新田                         | 犀潟村                     | 犀潟村                        | 明治34年11月1日 潟町村         | 明治34年11月1日 潟町村         | 明治34年11月1日 潟町村         | 潟町村                                          | 潟町村                        | 潟町村                        | 昭和32年8月1日 町制改称 大潟町 | 大潟町                 | 平成17年1月1日 上越市に編入 | 上越市 |
| 中 頸 城 郡 | 蜘ヶ池村               | 蜘ヶ池村       | 蜘ヶ池村                         | 蜘ヶ池村                         | 蜘ヶ池村                         | 蜘ヶ池村                         | 犀潟村                     | 犀潟村                        | 明治34年11月1日 潟町村         | 明治34年11月1日 潟町村         | 明治34年11月1日 潟町村         | 潟町村                                          | 潟町村                        | 潟町村                        | 昭和32年8月1日 町制改称 大潟町 | 大潟町                 | 平成17年1月1日 上越市に編入 | 上越市 |
| 中 頸 城 郡 | 吉崎新田               | 吉崎新田       | 吉崎新田                         | 吉崎新田                         | 吉崎新田                         | 吉崎新田                         | 犀潟村                     | 犀潟村                        | 明治34年11月1日 潟町村         | 明治34年11月1日 潟町村         | 明治34年11月1日 潟町村         | 潟町村                                          | 潟町村                        | 潟町村                        | 昭和32年8月1日 町制改称 大潟町 | 大潟町                 | 平成17年1月1日 上越市に編入 | 上越市 |
| 中 頸 城 郡 | 長崎村                 | 長崎村         | 長崎村                           | 長崎村                           | 長崎村                           | 長崎村                           | 犀潟村                     | 犀潟村                        | 明治34年11月1日 潟町村         | 明治34年11月1日 潟町村         | 明治34年11月1日 潟町村         | 潟町村                                          | 潟町村                        | 潟町村                        | 昭和32年8月1日 町制改称 大潟町 | 大潟町                 | 平成17年1月1日 上越市に編入 | 上越市 |
| 中 頸 城 郡 | 上土底新田             | 上土底新田     | 明治初年 土底浜村                | 明治初年 土底浜村                | 明治初年 土底浜村                | 明治初年 土底浜村                | 犀潟村                     | 犀潟村                        | 明治34年11月1日 潟町村         | 明治34年11月1日 潟町村         | 明治34年11月1日 潟町村         | 潟町村                                          | 潟町村                        | 潟町村                        | 昭和32年8月1日 町制改称 大潟町 | 大潟町                 | 平成17年1月1日 上越市に編入 | 上越市 |
| 中 頸 城 郡 | 中土底新田             |                | 明治初年 土底浜村                | 明治初年 土底浜村                | 明治初年 土底浜村                | 明治初年 土底浜村                | 犀潟村                     | 犀潟村                        | 明治34年11月1日 潟町村         | 明治34年11月1日 潟町村         | 明治34年11月1日 潟町村         | 潟町村                                          | 潟町村                        | 潟町村                        | 昭和32年8月1日 町制改称 大潟町 | 大潟町                 | 平成17年1月1日 上越市に編入 | 上越市 |
| 中 頸 城 郡 | 下土底新田             |                | 明治初年 土底浜村                | 明治初年 土底浜村                | 明治初年 土底浜村                | 明治初年 土底浜村                | 犀潟村                     | 犀潟村                        | 明治34年11月1日 潟町村         | 明治34年11月1日 潟町村         | 明治34年11月1日 潟町村         | 潟町村                                          | 潟町村                        | 潟町村                        | 昭和32年8月1日 町制改称 大潟町 | 大潟町                 | 平成17年1月1日 上越市に編入 | 上越市 |
| 中 頸 城 郡 | 上土底浜村             |                | 明治初年 土底浜村                | 明治初年 土底浜村                | 明治初年 土底浜村                | 明治初年 土底浜村                | 犀潟村                     | 犀潟村                        | 明治34年11月1日 潟町村         | 明治34年11月1日 潟町村         | 明治34年11月1日 潟町村         | 潟町村                                          | 潟町村                        | 潟町村                        | 昭和32年8月1日 町制改称 大潟町 | 大潟町                 | 平成17年1月1日 上越市に編入 | 上越市 |
| 中 頸 城 郡 | 中土底浜村             |                | 明治初年 土底浜村                | 明治初年 土底浜村                | 明治初年 土底浜村                | 明治初年 土底浜村                | 犀潟村                     | 犀潟村                        | 明治34年11月1日 潟町村         | 明治34年11月1日 潟町村         | 明治34年11月1日 潟町村         | 潟町村                                          | 潟町村                        | 潟町村                        | 昭和32年8月1日 町制改称 大潟町 | 大潟町                 | 平成17年1月1日 上越市に編入 | 上越市 |
| 中 頸 城 郡 | 下土底浜村             |                | 明治初年 土底浜村                | 明治初年 土底浜村                | 明治初年 土底浜村                | 明治初年 土底浜村                | 犀潟村                     | 犀潟村                        | 明治34年11月1日 潟町村         | 明治34年11月1日 潟町村         | 明治34年11月1日 潟町村         | 潟町村                                          | 潟町村                        | 潟町村                        | 昭和32年8月1日 町制改称 大潟町 | 大潟町                 | 平成17年1月1日 上越市に編入 | 上越市 |
| 中 頸 城 郡 | 行野浜村               | 行野浜村       | 行野浜村                         | 行野浜村                         | 行野浜村                         | 行野浜村                         | 犀潟村                     | 犀潟村                        | 明治34年11月1日 潟町村         | 明治34年11月1日 潟町村         | 明治34年11月1日 潟町村         | 潟町村                                          | 潟町村                        | 潟町村                        | 昭和32年8月1日 町制改称 大潟町 | 大潟町                 | 平成17年1月1日 上越市に編入 | 上越市 |
| 中 頸 城 郡 | 下小舟戸浜村           | 下小舟戸浜村   | 下小舟戸浜村                     | 下小舟戸浜村                     | 下小舟戸浜村                     | 下小舟戸浜村                     | 犀潟村                     | 犀潟村                        | 明治34年11月1日 潟町村         | 明治34年11月1日 潟町村         | 明治34年11月1日 潟町村         | 潟町村                                          | 潟町村                        | 潟町村                        | 昭和32年8月1日 町制改称 大潟町 | 大潟町                 | 平成17年1月1日 上越市に編入 | 上越市 |
| 中 頸 城 郡 | 上小舟戸浜村           | 上小舟戸浜村   | 上小舟戸浜村                     | 上小舟戸浜村                     | 上小舟戸浜村                     | 上小舟戸浜村                     | 犀潟村                     | 犀潟村                        | 明治34年11月1日 潟町村         | 明治34年11月1日 潟町村         | 明治34年11月1日 潟町村         | 潟町村                                          | 潟町村                        | 潟町村                        | 昭和32年8月1日 町制改称 大潟町 | 大潟町                 | 平成17年1月1日 上越市に編入 | 上越市 |
| 中 頸 城 郡 | 渋柿村                 | 渋柿村         | 渋柿村                           | 渋柿村                           | 渋柿村                           | 渋柿村                           | 犀潟村                     | 犀潟村                        | 明治34年11月1日 潟町村         | 明治34年11月1日 潟町村         | 明治34年11月1日 潟町村         | 潟町村                                          | 潟町村                        | 潟町村                        | 昭和32年8月1日 町制改称 大潟町 | 大潟町                 | 平成17年1月1日 上越市に編入 | 上越市 |
| 中 頸 城 郡 | 四ツ屋浜村             | 四ツ屋浜村     | 明治初年頃 四ツ屋浜村            | 明治初年頃 四ツ屋浜村            | 明治初年頃 四ツ屋浜村            | 明治初年頃 四ツ屋浜村            | 犀潟村                     | 犀潟村                        | 明治34年11月1日 潟町村         | 明治34年11月1日 潟町村         | 明治34年11月1日 潟町村         | 潟町村                                          | 潟町村                        | 潟町村                        | 昭和32年8月1日 町制改称 大潟町 | 大潟町                 | 平成17年1月1日 上越市に編入 | 上越市 |
| 中 頸 城 郡 | 四ツ屋新田             |                | 明治初年頃 四ツ屋浜村            | 明治初年頃 四ツ屋浜村            | 明治初年頃 四ツ屋浜村            | 明治初年頃 四ツ屋浜村            | 犀潟村                     | 犀潟村                        | 明治34年11月1日 潟町村         | 明治34年11月1日 潟町村         | 明治34年11月1日 潟町村         | 潟町村                                          | 潟町村                        | 潟町村                        | 昭和32年8月1日 町制改称 大潟町 | 大潟町                 | 平成17年1月1日 上越市に編入 | 上越市 |
| 中 頸 城 郡 | 岩野古新田             | 岩野古新田     | 岩野古新田                       | 岩野古新田                       | 岩野古新田                       | 岩野古新田                       | 犀潟村                     | 犀潟村                        | 明治34年11月1日 潟町村         | 明治34年11月1日 潟町村         | 明治34年11月1日 潟町村         | 潟町村                                          | 潟町村                        | 潟町村                        | 昭和32年8月1日 町制改称 大潟町 | 大潟町                 | 平成17年1月1日 上越市に編入 | 上越市 |
| 中 頸 城 郡 | 下小船戸新田           | 下小船戸新田   | 下小船戸新田                     | 下小船戸新田                     | 下小船戸新田                     | 下小船戸新田                     | 犀潟村                     | 犀潟村                        | 明治34年11月1日 潟町村         | 明治34年11月1日 潟町村         | 明治34年11月1日 潟町村         | 潟町村                                          | 潟町村                        | 潟町村                        | 昭和32年8月1日 町制改称 大潟町 | 大潟町                 | 平成17年1月1日 上越市に編入 | 上越市 |
| 中 頸 城 郡 | 上小船戸新田           | 上小船戸新田   | 上小船戸新田                     | 上小船戸新田                     | 上小船戸新田                     | 上小船戸新田                     | 犀潟村                     | 犀潟村                        | 明治34年11月1日 潟町村         | 明治34年11月1日 潟町村         | 明治34年11月1日 潟町村         | 潟町村                                          | 潟町村                        | 潟町村                        | 昭和32年8月1日 町制改称 大潟町 | 大潟町                 | 平成17年1月1日 上越市に編入 | 上越市 |
| 中 頸 城 郡 | 渋柿浜新田             | 渋柿浜新田     | 渋柿浜新田                       | 渋柿浜新田                       | 渋柿浜新田                       | 渋柿浜新田                       | 犀潟村                     | 犀潟村                        | 明治34年11月1日 潟町村         | 明治34年11月1日 潟町村         | 明治34年11月1日 潟町村         | 潟町村                                          | 潟町村                        | 潟町村                        | 昭和32年8月1日 町制改称 大潟町 | 大潟町                 | 平成17年1月1日 上越市に編入 | 上越市 |
| 中 頸 城 郡 | 五ヶ浜新田             | 五ヶ浜新田     | 五ヶ浜新田                       | 五ヶ浜新田                       | 五ヶ浜新田                       | 五ヶ浜新田                       | 犀潟村                     | 犀潟村                        | 明治34年11月1日 潟町村         | 明治34年11月1日 潟町村         | 明治34年11月1日 潟町村         | 潟町村                                          | 潟町村                        | 潟町村                        | 昭和32年8月1日 町制改称 大潟町 | 大潟町                 | 平成17年1月1日 上越市に編入 | 上越市 |
| 中 頸 城 郡 | 下柳町新田             | 下柳町新田     | 下柳町新田                       | 下柳町新田                       | 下柳町新田                       | 下柳町新田                       | 北大瀁村                   | 明治23年5月 改称 大瀁村       | 明治34年11月1日 大瀁村         | 明治34年11月1日 大瀁村         | 明治34年11月1日 大瀁村         | 大瀁村                                          | 大瀁村                        | 大瀁村                        | 昭和32年4月1日 頸城村          | 頸城村                 | 平成17年1月1日 上越市に編入 | 上越市 |
| 中 頸 城 郡 | 大谷内新田             | 大谷内新田     | 大谷内新田                       | 大谷内新田                       | 大谷内新田                       | 大谷内新田                       | 北大瀁村                   | 明治23年5月 改称 大瀁村       | 明治34年11月1日 大瀁村         | 明治34年11月1日 大瀁村         | 明治34年11月1日 大瀁村         | 大瀁村                                          | 大瀁村                        | 大瀁村                        | 昭和32年4月1日 頸城村          | 頸城村                 | 平成17年1月1日 上越市に編入 | 上越市 |
| 中 頸 城 郡 | 柳町新田               | 柳町新田       | 柳町新田                         | 柳町新田                         | 柳町新田                         | 柳町新田                         | 北大瀁村                   | 明治23年5月 改称 大瀁村       | 明治34年11月1日 大瀁村         | 明治34年11月1日 大瀁村         | 明治34年11月1日 大瀁村         | 大瀁村                                          | 大瀁村                        | 大瀁村                        | 昭和32年4月1日 頸城村          | 頸城村                 | 平成17年1月1日 上越市に編入 | 上越市 |
| 中 頸 城 郡 | 寺田新田               | 寺田新田       | 寺田新田                         | 寺田新田                         | 寺田新田                         | 寺田新田                         | 北大瀁村                   | 明治23年5月 改称 大瀁村       | 明治34年11月1日 大瀁村         | 明治34年11月1日 大瀁村         | 明治34年11月1日 大瀁村         | 大瀁村                                          | 大瀁村                        | 大瀁村                        | 昭和32年4月1日 頸城村          | 頸城村                 | 平成17年1月1日 上越市に編入 | 上越市 |
| 中 頸 城 郡 | 富田新田               | 富田新田       | 富田新田                         | 富田新田                         | 富田新田                         | 富田新田                         | 北大瀁村                   | 明治23年5月 改称 大瀁村       | 明治34年11月1日 大瀁村         | 明治34年11月1日 大瀁村         | 明治34年11月1日 大瀁村         | 大瀁村                                          | 大瀁村                        | 大瀁村                        | 昭和32年4月1日 頸城村          | 頸城村                 | 平成17年1月1日 上越市に編入 | 上越市 |
| 中 頸 城 郡 | 上柳町新田             | 上柳町新田     | 上柳町新田                       | 上柳町新田                       | 上柳町新田                       | 上柳町新田                       | 北大瀁村                   | 明治23年5月 改称 大瀁村       | 明治34年11月1日 大瀁村         | 明治34年11月1日 大瀁村         | 明治34年11月1日 大瀁村         | 大瀁村                                          | 大瀁村                        | 大瀁村                        | 昭和32年4月1日 頸城村          | 頸城村                 | 平成17年1月1日 上越市に編入 | 上越市 |
| 中 頸 城 郡 | 中柳町新田             | 中柳町新田     | 中柳町新田                       | 中柳町新田                       | 中柳町新田                       | 中柳町新田                       | 北大瀁村                   | 明治23年5月 改称 大瀁村       | 明治34年11月1日 大瀁村         | 明治34年11月1日 大瀁村         | 明治34年11月1日 大瀁村         | 大瀁村                                          | 大瀁村                        | 大瀁村                        | 昭和32年4月1日 頸城村          | 頸城村                 | 平成17年1月1日 上越市に編入 | 上越市 |
| 中 頸 城 郡 | 岡田新田               | 岡田新田       | 岡田新田                         | 岡田新田                         | 岡田新田                         | 岡田新田                         | 北大瀁村                   | 明治23年5月 改称 大瀁村       | 明治34年11月1日 大瀁村         | 明治34年11月1日 大瀁村         | 明治34年11月1日 大瀁村         | 大瀁村                                          | 大瀁村                        | 大瀁村                        | 昭和32年4月1日 頸城村          | 頸城村                 | 平成17年1月1日 上越市に編入 | 上越市 |
| 中 頸 城 郡 | 下池田新田             | 下池田新田     | 下池田新田                       | 下池田新田                       | 下池田新田                       | 下池田新田                       | 北大瀁村                   | 明治23年5月 改称 大瀁村       | 明治34年11月1日 大瀁村         | 明治34年11月1日 大瀁村         | 明治34年11月1日 大瀁村         | 大瀁村                                          | 大瀁村                        | 大瀁村                        | 昭和32年4月1日 頸城村          | 頸城村                 | 平成17年1月1日 上越市に編入 | 上越市 |
| 中 頸 城 郡 | 中城新田               | 中城新田       | 中城新田                         | 中城新田                         | 中城新田                         | 中城新田                         | 北大瀁村                   | 明治23年5月 改称 大瀁村       | 明治34年11月1日 大瀁村         | 明治34年11月1日 大瀁村         | 明治34年11月1日 大瀁村         | 大瀁村                                          | 大瀁村                        | 大瀁村                        | 昭和32年4月1日 頸城村          | 頸城村                 | 平成17年1月1日 上越市に編入 | 上越市 |
| 中 頸 城 郡 | 片津村                 | 片津村         | 片津村                           | 片津村                           | 片津村                           | 片津村                           | 北大瀁村                   | 明治23年5月 改称 大瀁村       | 明治34年11月1日 大瀁村         | 明治34年11月1日 大瀁村         | 明治34年11月1日 大瀁村         | 大瀁村                                          | 大瀁村                        | 大瀁村                        | 昭和32年4月1日 頸城村          | 頸城村                 | 平成17年1月1日 上越市に編入 | 上越市 |
| 中 頸 城 郡 | 姥谷内新田村           | 姥谷内新田村   | 姥谷内新田村                     | 姥谷内新田村                     | 姥谷内新田村                     | 姥谷内新田村                     | 北大瀁村                   | 明治23年5月 改称 大瀁村       | 明治34年11月1日 大瀁村         | 明治34年11月1日 大瀁村         | 明治34年11月1日 大瀁村         | 大瀁村                                          | 大瀁村                        | 大瀁村                        | 昭和32年4月1日 頸城村          | 頸城村                 | 平成17年1月1日 上越市に編入 | 上越市 |
| 中 頸 城 郡 | 西湊新田村             | 西湊新田村     | 西湊新田村                       | 西湊新田村                       | 西湊新田村                       | 西湊新田村                       | 北大瀁村                   | 明治23年5月 改称 大瀁村       | 明治34年11月1日 大瀁村         | 明治34年11月1日 大瀁村         | 明治34年11月1日 大瀁村         | 大瀁村                                          | 大瀁村                        | 大瀁村                        | 昭和32年4月1日 頸城村          | 頸城村                 | 平成17年1月1日 上越市に編入 | 上越市 |
| 中 頸 城 郡 | 福田新田               | 福田新田       | 福田新田                         | 明治12年 改称 下福田新田         | 明治19年 大坂井村                | 明治19年 大坂井村                | 北大瀁村                   | 明治23年5月 改称 大瀁村       | 明治34年11月1日 大瀁村         | 明治34年11月1日 大瀁村         | 明治34年11月1日 大瀁村         | 大瀁村                                          | 大瀁村                        | 大瀁村                        | 昭和32年4月1日 頸城村          | 頸城村                 | 平成17年1月1日 上越市に編入 | 上越市 |
| 中 頸 城 郡 | 坂井新田               | 坂井新田       | 坂井新田                         | 坂井新田                         | 明治19年 大坂井村                | 明治19年 大坂井村                | 北大瀁村                   | 明治23年5月 改称 大瀁村       | 明治34年11月1日 大瀁村         | 明治34年11月1日 大瀁村         | 明治34年11月1日 大瀁村         | 大瀁村                                          | 大瀁村                        | 大瀁村                        | 昭和32年4月1日 頸城村          | 頸城村                 | 平成17年1月1日 上越市に編入 | 上越市 |
| 中 頸 城 郡 | 田中新田               | 田中新田       | 田中新田                         | 田中新田                         | 田中新田                         | 田中新田                         | 北大瀁村                   | 明治23年5月 改称 大瀁村       | 明治34年11月1日 大瀁村         | 明治34年11月1日 大瀁村         | 明治34年11月1日 大瀁村         | 大瀁村                                          | 大瀁村                        | 大瀁村                        | 昭和32年4月1日 頸城村          | 頸城村                 | 平成17年1月1日 上越市に編入 | 上越市 |
| 中 頸 城 郡 | 上泉新田村             | 上泉新田村     | 上泉新田村                       | 上泉新田村                       | 上泉新田村                       | 上泉新田村                       | 北大瀁村                   | 明治23年5月 改称 大瀁村       | 明治34年11月1日 大瀁村         | 明治34年11月1日 大瀁村         | 明治34年11月1日 大瀁村         | 大瀁村                                          | 大瀁村                        | 大瀁村                        | 昭和32年4月1日 頸城村          | 頸城村                 | 平成17年1月1日 上越市に編入 | 上越市 |
| 中 頸 城 郡 | 市村新田               | 市村新田       | 市村新田                         | 市村新田                         | 市村新田                         | 市村新田                         | 南川村                     | 南川村                        | 明治34年11月1日 大瀁村         | 明治34年11月1日 大瀁村         | 明治34年11月1日 大瀁村         | 大瀁村                                          | 大瀁村                        | 大瀁村                        | 昭和32年4月1日 頸城村          | 頸城村                 | 平成17年1月1日 上越市に編入 | 上越市 |
| 中 頸 城 郡 | 上三分一村             | 上三分一村     | 上三分一村                       | 上三分一村                       | 上三分一村                       | 上三分一村                       | 南川村                     | 南川村                        | 明治34年11月1日 大瀁村         | 明治34年11月1日 大瀁村         | 明治34年11月1日 大瀁村         | 大瀁村                                          | 大瀁村                        | 大瀁村                        | 昭和32年4月1日 頸城村          | 頸城村                 | 平成17年1月1日 上越市に編入 | 上越市 |
| 中 頸 城 郡 | 下三分一村             | 下三分一村     | 下三分一村                       | 下三分一村                       | 下三分一村                       | 下三分一村                       | 南川村                     | 南川村                        | 明治34年11月1日 大瀁村         | 明治34年11月1日 大瀁村         | 明治34年11月1日 大瀁村         | 大瀁村                                          | 大瀁村                        | 大瀁村                        | 昭和32年4月1日 頸城村          | 頸城村                 | 平成17年1月1日 上越市に編入 | 上越市 |
| 中 頸 城 郡 | 松本新田村             | 松本新田村     | 松本新田村                       | 松本新田村                       | 松本新田村                       | 松本新田村                       | 南川村                     | 南川村                        | 明治34年11月1日 大瀁村         | 明治34年11月1日 大瀁村         | 明治34年11月1日 大瀁村         | 大瀁村                                          | 大瀁村                        | 大瀁村                        | 昭和32年4月1日 頸城村          | 頸城村                 | 平成17年1月1日 上越市に編入 | 上越市 |
| 中 頸 城 郡 | 上吉新田村             | 上吉新田村     | 上吉新田村                       | 上吉新田村                       | 上吉新田村                       | 上吉新田村                       | 南川村                     | 南川村                        | 明治34年11月1日 大瀁村         | 明治34年11月1日 大瀁村         | 明治34年11月1日 大瀁村         | 大瀁村                                          | 大瀁村                        | 大瀁村                        | 昭和32年4月1日 頸城村          | 頸城村                 | 平成17年1月1日 上越市に編入 | 上越市 |
| 中 頸 城 郡 | 下吉新田               | 下吉新田       | 下吉新田                         | 下吉新田                         | 下吉新田                         | 下吉新田                         | 南川村                     | 南川村                        | 明治34年11月1日 大瀁村         | 明治34年11月1日 大瀁村         | 明治34年11月1日 大瀁村         | 大瀁村                                          | 大瀁村                        | 大瀁村                        | 昭和32年4月1日 頸城村          | 頸城村                 | 平成17年1月1日 上越市に編入 | 上越市 |
| 中 頸 城 郡 | 福島村                 | 福島村         | 福島村                           | 明治12年 改称 西福島村           | 明治12年 改称 西福島村           | 明治12年 改称 西福島村           | 南川村                     | 南川村                        | 明治34年11月1日 大瀁村         | 明治34年11月1日 大瀁村         | 明治34年11月1日 大瀁村         | 大瀁村                                          | 大瀁村                        | 大瀁村                        | 昭和32年4月1日 頸城村          | 頸城村                 | 平成17年1月1日 上越市に編入 | 上越市 |
| 中 頸 城 郡 | 四ツ屋新田             | 四ツ屋新田     | 四ツ屋新田                       | 明治12年 改称 北四ツ屋新田       | 明治12年 改称 北四ツ屋新田       | 明治12年 改称 北四ツ屋新田       | 南川村                     | 南川村                        | 明治34年11月1日 大瀁村         | 明治34年11月1日 大瀁村         | 明治34年11月1日 大瀁村         | 大瀁村                                          | 大瀁村                        | 大瀁村                        | 昭和32年4月1日 頸城村          | 頸城村                 | 平成17年1月1日 上越市に編入 | 上越市 |
| 中 頸 城 郡 | 浮島新田               | 浮島新田       | 浮島新田                         | 浮島新田                         | 浮島新田                         | 浮島新田                         | 南川村                     | 南川村                        | 明治34年11月1日 大瀁村         | 明治34年11月1日 大瀁村         | 明治34年11月1日 大瀁村         | 大瀁村                                          | 大瀁村                        | 大瀁村                        | 昭和32年4月1日 頸城村          | 頸城村                 | 平成17年1月1日 上越市に編入 | 上越市 |
| 中 頸 城 郡 | 島田新田村             | 島田新田村     | 島田新田村                       | 島田新田村                       | 島田新田村                       | 島田新田村                       | 頸城村                     | 頸城村                        | 明治34年11月1日 大瀁村         | 明治34年11月1日 大瀁村         | 明治34年11月1日 大瀁村         | 大瀁村                                          | 大瀁村                        | 大瀁村                        | 昭和32年4月1日 頸城村          | 頸城村                 | 平成17年1月1日 上越市に編入 | 上越市 |
| 中 頸 城 郡 | 五十嵐新田村           | 五十嵐新田村   | 五十嵐新田村                     | 五十嵐新田村                     | 五十嵐新田村                     | 五十嵐新田村                     | 頸城村                     | 頸城村                        | 明治34年11月1日 大瀁村         | 明治34年11月1日 大瀁村         | 明治34年11月1日 大瀁村         | 大瀁村                                          | 大瀁村                        | 大瀁村                        | 昭和32年4月1日 頸城村          | 頸城村                 | 平成17年1月1日 上越市に編入 | 上越市 |
| 中 頸 城 郡 | 千原村                 | 千原村         | 千原村                           | 明治12年 改称 下千原村           | 明治12年 改称 下千原村           | 明治12年 改称 下千原村           | 頸城村                     | 頸城村                        | 明治34年11月1日 大瀁村         | 明治34年11月1日 大瀁村         | 明治34年11月1日 大瀁村         | 大瀁村                                          | 大瀁村                        | 大瀁村                        | 昭和32年4月1日 頸城村          | 頸城村                 | 平成17年1月1日 上越市に編入 | 上越市 |
| 中 頸 城 郡 | 千原新田               | 千原新田       | 千原新田                         | 千原新田                         | 千原新田                         | 千原新田                         | 頸城村                     | 頸城村                        | 明治34年11月1日 大瀁村         | 明治34年11月1日 大瀁村         | 明治34年11月1日 大瀁村         | 大瀁村                                          | 大瀁村                        | 大瀁村                        | 昭和32年4月1日 頸城村          | 頸城村                 | 平成17年1月1日 上越市に編入 | 上越市 |
| 中 頸 城 郡 | 諏訪新田村             | 諏訪新田村     | 諏訪新田村                       | 諏訪新田村                       | 諏訪新田村                       | 諏訪新田村                       | 頸城村                     | 頸城村                        | 明治34年11月1日 大瀁村         | 明治34年11月1日 大瀁村         | 明治34年11月1日 大瀁村         | 大瀁村                                          | 大瀁村                        | 大瀁村                        | 昭和32年4月1日 頸城村          | 頸城村                 | 平成17年1月1日 上越市に編入 | 上越市 |
| 中 頸 城 郡 | 百間町新田村           | 百間町新田村   | 百間町新田村                     | 百間町新田村                     | 百間町新田村                     | 百間町新田村                     | 頸城村                     | 頸城村                        | 明治34年11月1日 大瀁村         | 明治34年11月1日 大瀁村         | 明治34年11月1日 大瀁村         | 大瀁村                                          | 大瀁村                        | 大瀁村                        | 昭和32年4月1日 頸城村          | 頸城村                 | 平成17年1月1日 上越市に編入 | 上越市 |
| 中 頸 城 郡 | 立崎新田               | 立崎新田       | 立崎新田                         | 立崎新田                         | 立崎新田                         | 立崎新田                         | 頸城村                     | 頸城村                        | 明治34年11月1日 大瀁村         | 明治34年11月1日 大瀁村         | 明治34年11月1日 大瀁村         | 大瀁村                                          | 大瀁村                        | 大瀁村                        | 昭和32年4月1日 頸城村          | 頸城村                 | 平成17年1月1日 上越市に編入 | 上越市 |
| 中 頸 城 郡 | 鵜木新田               | 鵜木新田       | 鵜木新田                         | 鵜木新田                         | 鵜木新田                         | 鵜木新田                         | 頸城村                     | 頸城村                        | 明治34年11月1日 大瀁村         | 明治34年11月1日 大瀁村         | 明治34年11月1日 大瀁村         | 大瀁村                                          | 大瀁村                        | 大瀁村                        | 昭和32年4月1日 頸城村          | 頸城村                 | 平成17年1月1日 上越市に編入 | 上越市 |
| 中 頸 城 郡 | 川袋新田               | 川袋新田       | 川袋新田                         | 川袋新田                         | 川袋新田                         | 川袋新田                         | 頸城村                     | 頸城村                        | 明治34年11月1日 大瀁村         | 明治34年11月1日 大瀁村         | 明治34年11月1日 大瀁村         | 大瀁村                                          | 大瀁村                        | 大瀁村                        | 昭和32年4月1日 頸城村          | 頸城村                 | 平成17年1月1日 上越市に編入 | 上越市 |
| 中 頸 城 郡 | 柿野新田               | 柿野新田       | 柿野新田                         | 柿野新田                         | 柿野新田                         | 柿野新田                         | 頸城村                     | 頸城村                        | 明治34年11月1日 大瀁村         | 明治34年11月1日 大瀁村         | 明治34年11月1日 大瀁村         | 大瀁村                                          | 大瀁村                        | 大瀁村                        | 昭和32年4月1日 頸城村          | 頸城村                 | 平成17年1月1日 上越市に編入 | 上越市 |
| 中 頸 城 郡 | 中村新田村             | 中村新田村     | 中村新田村                       | 明治12年 改称 下中村新田村       | 明治12年 改称 下中村新田村       | 明治12年 改称 下中村新田村       | 頸城村                     | 頸城村                        | 明治34年11月1日 大瀁村         | 明治34年11月1日 大瀁村         | 明治34年11月1日 大瀁村         | 大瀁村                                          | 大瀁村                        | 大瀁村                        | 昭和32年4月1日 頸城村          | 頸城村                 | 平成17年1月1日 上越市に編入 | 上越市 |
| 中 頸 城 郡 | 東俣新田               | 東俣新田       | 東俣新田                         | 東俣新田                         | 東俣新田                         | 東俣新田                         | 頸城村                     | 頸城村                        | 明治34年11月1日 大瀁村         | 明治34年11月1日 大瀁村         | 明治34年11月1日 大瀁村         | 大瀁村                                          | 大瀁村                        | 大瀁村                        | 昭和32年4月1日 頸城村          | 頸城村                 | 平成17年1月1日 上越市に編入 | 上越市 |
| 中 頸 城 郡 | 飯田新田               | 飯田新田       | 飯田新田                         | 飯田新田                         | 飯田新田                         | 飯田新田                         | 頸城村                     | 頸城村                        | 明治34年11月1日 大瀁村         | 明治34年11月1日 大瀁村         | 明治34年11月1日 大瀁村         | 大瀁村                                          | 大瀁村                        | 大瀁村                        | 昭和32年4月1日 頸城村          | 頸城村                 | 平成17年1月1日 上越市に編入 | 上越市 |
| 中 頸 城 郡 | 戸口野新田村           | 戸口野新田村   | 戸口野新田村                     | 戸口野新田村                     | 戸口野新田村                     | 戸口野新田村                     | 頸城村                     | 頸城村                        | 明治34年11月1日 大瀁村         | 明治34年11月1日 大瀁村         | 明治34年11月1日 大瀁村         | 大瀁村                                          | 大瀁村                        | 大瀁村                        | 昭和32年4月1日 頸城村          | 頸城村                 | 平成17年1月1日 上越市に編入 | 上越市 |
| 中 頸 城 郡 | 潟口新田村             | 潟口新田村     | 潟口新田村                       | 潟口新田村                       | 潟口新田村                       | 潟口新田村                       | 頸城村                     | 頸城村                        | 明治34年11月1日 大瀁村         | 明治34年11月1日 大瀁村         | 明治34年11月1日 大瀁村         | 大瀁村                                          | 大瀁村                        | 大瀁村                        | 昭和32年4月1日 頸城村          | 頸城村                 | 平成17年1月1日 上越市に編入 | 上越市 |
| 中 頸 城 郡 | 青野新田村             | 青野新田村     | 青野新田村                       | 青野新田村                       | 青野新田村                       | 青野新田村                       | 頸城村                     | 頸城村                        | 明治34年11月1日 大瀁村         | 明治34年11月1日 大瀁村         | 明治34年11月1日 大瀁村         | 大瀁村                                          | 大瀁村                        | 大瀁村                        | 昭和32年4月1日 頸城村          | 頸城村                 | 平成17年1月1日 上越市に編入 | 上越市 |
| 中 頸 城 郡 | 北方新田               | 北方新田       | 北方新田                         | 北方新田                         | 北方新田                         | 北方新田                         | 頸城村                     | 頸城村                        | 明治34年11月1日 大瀁村         | 明治34年11月1日 大瀁村         | 明治34年11月1日 大瀁村         | 大瀁村                                          | 大瀁村                        | 大瀁村                        | 昭和32年4月1日 頸城村          | 頸城村                 | 平成17年1月1日 上越市に編入 | 上越市 |
| 中 頸 城 郡 | 宮原新田村             | 宮原新田村     | 宮原新田村                       | 宮原新田村                       | 宮原新田村                       | 宮原新田村                       | 頸城村                     | 頸城村                        | 明治34年11月1日 大瀁村         | 明治34年11月1日 大瀁村         | 明治34年11月1日 大瀁村         | 大瀁村                                          | 大瀁村                        | 大瀁村                        | 昭和32年4月1日 頸城村          | 頸城村                 | 平成17年1月1日 上越市に編入 | 上越市 |
| 中 頸 城 郡 | 宮本新田村             | 宮本新田村     | 宮本新田村                       | 宮本新田村                       | 宮本新田村                       | 宮本新田村                       | 頸城村                     | 頸城村                        | 明治34年11月1日 大瀁村         | 明治34年11月1日 大瀁村         | 明治34年11月1日 大瀁村         | 大瀁村                                          | 大瀁村                        | 大瀁村                        | 昭和32年4月1日 頸城村          | 頸城村                 | 平成17年1月1日 上越市に編入 | 上越市 |
| 中 頸 城 郡 | 森下新田村             | 森下新田村     | 森下新田村                       | 森下新田村                       | 森下新田村                       | 森下新田村                       | 頸城村                     | 頸城村                        | 明治34年11月1日 大瀁村         | 明治34年11月1日 大瀁村         | 明治34年11月1日 大瀁村         | 大瀁村                                          | 大瀁村                        | 大瀁村                        | 昭和32年4月1日 頸城村          | 頸城村                 | 平成17年1月1日 上越市に編入 | 上越市 |
| 中 頸 城 郡 | 船津村                 | 船津村         | 船津村                           | 船津村                           | 船津村                           | 船津村                           | 頸城村                     | 頸城村                        | 明治34年11月1日 大瀁村         | 明治34年11月1日 大瀁村         | 明治34年11月1日 大瀁村         | 大瀁村                                          | 大瀁村                        | 大瀁村                        | 昭和32年4月1日 頸城村          | 頸城村                 | 平成17年1月1日 上越市に編入 | 上越市 |
| 中 頸 城 郡 | 手崎新田               | 手崎新田       | 手崎新田                         | 手崎新田                         | 手崎新田                         | 手崎新田                         | 頸城村                     | 頸城村                        | 明治34年11月1日 大瀁村         | 明治34年11月1日 大瀁村         | 明治34年11月1日 大瀁村         | 大瀁村                                          | 大瀁村                        | 大瀁村                        | 昭和32年4月1日 頸城村          | 頸城村                 | 平成17年1月1日 上越市に編入 | 上越市 |
| 中 頸 城 郡 | 榎下新田村             | 榎下新田村     | 榎下新田村                       | 榎下新田村                       | 榎下新田村                       | 榎下新田村                       | 頸城村                     | 頸城村                        | 明治34年11月1日 大瀁村         | 明治34年11月1日 大瀁村         | 明治34年11月1日 大瀁村         | 大瀁村                                          | 大瀁村                        | 大瀁村                        | 昭和32年4月1日 頸城村          | 頸城村                 | 平成17年1月1日 上越市に編入 | 上越市 |
| 中 頸 城 郡 | 榎井村                 | 榎井村         | 榎井村                           | 榎井村                           | 榎井村                           | 榎井村                           | 頸城村                     | 頸城村                        | 明治34年11月1日 大瀁村         | 明治34年11月1日 大瀁村         | 明治34年11月1日 大瀁村         | 大瀁村                                          | 大瀁村                        | 大瀁村                        | 昭和32年4月1日 頸城村          | 頸城村                 | 平成17年1月1日 上越市に編入 | 上越市 |
| 中 頸 城 郡 | 松橋新田               | 松橋新田       | 松橋新田                         | 松橋新田                         | 松橋新田                         | 松橋新田                         | 頸城村                     | 頸城村                        | 明治34年11月1日 大瀁村         | 明治34年11月1日 大瀁村         | 明治34年11月1日 大瀁村         | 大瀁村                                          | 大瀁村                        | 大瀁村                        | 昭和32年4月1日 頸城村          | 頸城村                 | 平成17年1月1日 上越市に編入 | 上越市 |
| 中 頸 城 郡 | 中島新田               | 中島新田       | 中島新田                         | 明治12年 改称 下中島新田         | 明治12年 改称 下中島新田         | 明治12年 改称 下中島新田         | 頸城村                     | 頸城村                        | 明治34年11月1日 大瀁村         | 明治34年11月1日 大瀁村         | 明治34年11月1日 大瀁村         | 大瀁村                                          | 大瀁村                        | 大瀁村                        | 昭和32年4月1日 頸城村          | 頸城村                 | 平成17年1月1日 上越市に編入 | 上越市 |
| 中 頸 城 郡 | 米岡新田               | 米岡新田       | 米岡新田                         | 明治12年 改称 下米岡新田         | 明治12年 改称 下米岡新田         | 明治12年 改称 下米岡新田         | 頸城村                     | 頸城村                        | 明治34年11月1日 大瀁村         | 明治34年11月1日 大瀁村         | 明治34年11月1日 大瀁村         | 大瀁村                                          | 大瀁村                        | 大瀁村                        | 昭和32年4月1日 頸城村          | 頸城村                 | 平成17年1月1日 上越市に編入 | 上越市 |
| 中 頸 城 郡 | 城野腰新田             | 城野腰新田     | 城野腰新田                       | 城野腰新田                       | 城野腰新田                       | 城野腰新田                       | 頸城村                     | 頸城村                        | 明治34年11月1日 大瀁村         | 明治34年11月1日 大瀁村         | 明治34年11月1日 大瀁村         | 大瀁村                                          | 大瀁村                        | 大瀁村                        | 昭和32年4月1日 頸城村          | 頸城村                 | 平成17年1月1日 上越市に編入 | 上越市 |
| 中 頸 城 郡 | 福崎新田               | 福崎新田       | 福崎新田                         | 明治12年 改称 北福崎新田         | 明治12年 改称 北福崎新田         | 明治12年 改称 北福崎新田         | 頸城村                     | 頸城村                        | 明治34年11月1日 大瀁村         | 明治34年11月1日 大瀁村         | 明治34年11月1日 大瀁村         | 大瀁村                                          | 大瀁村                        | 大瀁村                        | 昭和32年4月1日 頸城村          | 頸城村                 | 平成17年1月1日 上越市に編入 | 上越市 |
| 中 頸 城 郡 | 上神原新田             | 上神原新田     | 上神原新田                       | 上神原新田                       | 上神原新田                       | 上神原新田                       | 頸城村                     | 頸城村                        | 明治34年11月1日 大瀁村         | 明治34年11月1日 大瀁村         | 明治34年11月1日 大瀁村         | 大瀁村                                          | 大瀁村                        | 大瀁村                        | 昭和32年4月1日 頸城村          | 頸城村                 | 平成17年1月1日 上越市に編入 | 上越市 |
| 中 頸 城 郡 | 下神原新田             | 下神原新田     | 下神原新田                       | 下神原新田                       | 下神原新田                       | 下神原新田                       | 頸城村                     | 頸城村                        | 明治34年11月1日 大瀁村         | 明治34年11月1日 大瀁村         | 明治34年11月1日 大瀁村         | 大瀁村                                          | 大瀁村                        | 大瀁村                        | 昭和32年4月1日 頸城村          | 頸城村                 | 平成17年1月1日 上越市に編入 | 上越市 |
| 中 頸 城 郡 | 松橋村                 | 松橋村         | 松橋村                           | 松橋村                           | 松橋村                           | 松橋村                           | 頸城村                     | 頸城村                        | 明治34年11月1日 大瀁村         | 明治34年11月1日 大瀁村         | 明治34年11月1日 大瀁村         | 大瀁村                                          | 大瀁村                        | 大瀁村                        | 昭和32年4月1日 頸城村          | 頸城村                 | 平成17年1月1日 上越市に編入 | 上越市 |
| 中 頸 城 郡 | 上増田新田             | 上増田新田     | 上増田新田                       | 上増田新田                       | 上増田新田                       | 上増田新田                       | 明治村                     | 明治村                        | 明治村                         | 明治村                         | 明治村                         | 明治村                                          | 明治村                        | 明治村                        | 昭和32年4月1日 頸城村          | 頸城村                 | 平成17年1月1日 上越市に編入 | 上越市 |
| 中 頸 城 郡 | 上池田新田             | 上池田新田     | 上池田新田                       | 上池田新田                       | 上池田新田                       | 上池田新田                       | 明治村                     | 明治村                        | 明治村                         | 明治村                         | 明治村                         | 明治村                                          | 明治村                        | 明治村                        | 昭和32年4月1日 頸城村          | 頸城村                 | 平成17年1月1日 上越市に編入 | 上越市 |
| 中 頸 城 郡 | 手島村                 | 手島村         | 手島村                           | 手島村                           | 手島村                           | 手島村                           | 明治村                     | 明治村                        | 明治村                         | 明治村                         | 明治村                         | 明治村                                          | 明治村                        | 明治村                        | 昭和32年4月1日 頸城村          | 頸城村                 | 平成17年1月1日 上越市に編入 | 上越市 |
| 中 頸 城 郡 | 日根津村               | 日根津村       | 日根津村                         | 日根津村                         | 日根津村                         | 日根津村                         | 明治村                     | 明治村                        | 明治村                         | 明治村                         | 明治村                         | 明治村                                          | 明治村                        | 明治村                        | 昭和32年4月1日 頸城村          | 頸城村                 | 平成17年1月1日 上越市に編入 | 上越市 |
| 中 頸 城 郡 | 仁野分村               | 仁野分村       | 仁野分村                         | 仁野分村                         | 仁野分村                         | 仁野分村                         | 明治村                     | 明治村                        | 明治村                         | 明治村                         | 明治村                         | 明治村                                          | 明治村                        | 明治村                        | 昭和32年4月1日 頸城村          | 頸城村                 | 平成17年1月1日 上越市に編入 | 上越市 |
| 中 頸 城 郡 | 花ヶ崎村               | 花ヶ崎村       | 花ヶ崎村                         | 花ヶ崎村                         | 花ヶ崎村                         | 花ヶ崎村                         | 明治村                     | 明治村                        | 明治村                         | 明治村                         | 明治村                         | 明治村                                          | 明治村                        | 明治村                        | 昭和32年4月1日 頸城村          | 頸城村                 | 平成17年1月1日 上越市に編入 | 上越市 |
| 中 頸 城 郡 | 森本村                 | 森本村         | 森本村                           | 森本村                           | 森本村                           | 森本村                           | 明治村                     | 明治村                        | 明治村                         | 明治村                         | 明治村                         | 明治村                                          | 明治村                        | 明治村                        | 昭和32年4月1日 頸城村          | 頸城村                 | 平成17年1月1日 上越市に編入 | 上越市 |
| 中 頸 城 郡 | 河原新田               | 河原新田       | 河原新田                         | 河原新田                         | 河原新田                         | 河原新田                         | 明治村                     | 明治村                        | 明治村                         | 明治村                         | 明治村                         | 明治村                                          | 明治村                        | 明治村                        | 昭和32年4月1日 頸城村          | 頸城村                 | 平成17年1月1日 上越市に編入 | 上越市 |
| 中 頸 城 郡 | 並木新田               | 並木新田       | 並木新田                         | 並木新田                         | 並木新田                         | 並木新田                         | 明治村                     | 明治村                        | 明治村                         | 明治村                         | 明治村                         | 明治村                                          | 明治村                        | 明治村                        | 昭和32年4月1日 頸城村          | 頸城村                 | 平成17年1月1日 上越市に編入 | 上越市 |
| 中 頸 城 郡 | 天ヶ崎新田             | 天ヶ崎新田     | 天ヶ崎新田                       | 天ヶ崎新田                       | 天ヶ崎新田                       | 天ヶ崎新田                       | 明治村                     | 明治村                        | 明治村                         | 明治村                         | 明治村                         | 明治村                                          | 明治村                        | 明治村                        | 昭和32年4月1日 頸城村          | 頸城村                 | 平成17年1月1日 上越市に編入 | 上越市 |
| 中 頸 城 郡 | 大潟新田村             | 大潟新田村     | 大潟新田村                       | 大潟新田村                       | 大潟新田村                       | 大潟新田村                       | 明治村                     | 明治村                        | 明治村                         | 明治村                         | 明治村                         | 明治村                                          | 明治村                        | 明治村                        | 昭和32年4月1日 頸城村          | 頸城村                 | 平成17年1月1日 上越市に編入 | 上越市 |
| 中 頸 城 郡 | 玄僧村                 | 玄僧村         | 玄僧村                           | 玄僧村                           | 玄僧村                           | 玄僧村                           | 明治村                     | 明治村                        | 明治村                         | 明治村                         | 明治村                         | 明治村                                          | 明治村                        | 明治村                        | 昭和32年4月1日 頸城村          | 頸城村                 | 平成17年1月1日 上越市に編入 | 上越市 |
| 中 頸 城 郡 | 中増田新田             | 中増田新田     | 中増田新田                       | 中増田新田                       | 中増田新田                       | 中増田新田                       | 明治村                     | 明治村                        | 明治村                         | 明治村                         | 明治村                         | 明治村                                          | 明治村                        | 明治村                        | 昭和32年4月1日 頸城村          | 頸城村                 | 平成17年1月1日 上越市に編入 | 上越市 |
| 中 頸 城 郡 | 下増田新田             | 下増田新田     | 下増田新田                       | 下増田新田                       | 下増田新田                       | 下増田新田                       | 明治村                     | 明治村                        | 明治村                         | 明治村                         | 明治村                         | 明治村                                          | 明治村                        | 明治村                        | 昭和32年4月1日 頸城村          | 頸城村                 | 平成17年1月1日 上越市に編入 | 上越市 |
| 中 頸 城 郡 | 矢住村                 | 矢住村         | 矢住村                           | 矢住村                           | 矢住村                           | 矢住村                           | 明治村                     | 明治村                        | 明治村                         | 明治村                         | 明治村                         | 明治村                                          | 明治村                        | 明治村                        | 昭和32年4月1日 頸城村          | 頸城村                 | 平成17年1月1日 上越市に編入 | 上越市 |
| 東 頸 城 郡 | 大蒲生田村             | 大蒲生田村     | 大蒲生田村                       | 大蒲生田村                       | 大蒲生田村                       | 大蒲生田村                       | 明治村                     | 明治村                        | 明治村                         | 明治村                         | 明治村                         | 明治村                                          | 明治村                        | 明治村                        | 昭和32年4月1日 頸城村          | 頸城村                 | 平成17年1月1日 上越市に編入 | 上越市 |
| 東 頸 城 郡 | 石神村                 | 石神村         | 石神村                           | 石神村                           | 石神村                           | 石神村                           | 末広村                     | 明治30年11月15日 明治村に編入 | 明治村                         | 明治村                         | 明治村                         | 明治村                                          | 明治村                        | 明治村                        | 昭和32年4月1日 頸城村          | 頸城村                 | 平成17年1月1日 上越市に編入 | 上越市 |
| 東 頸 城 郡 | 石神新田               | 石神新田       | 石神新田                         | 石神新田                         | 石神新田                         | 石神新田                         | 末広村                     | 明治30年11月15日 明治村に編入 | 明治村                         | 明治村                         | 明治村                         | 明治村                                          | 明治村                        | 明治村                        | 昭和32年4月1日 頸城村          | 頸城村                 | 平成17年1月1日 上越市に編入 | 上越市 |
| 東 頸 城 郡 | 石神古川新田           | 石神古川新田   | 石神古川新田                     | 石神古川新田                     | 石神古川新田                     | 石神古川新田                     | 末広村                     | 明治30年11月15日 明治村に編入 | 明治村                         | 明治村                         | 明治村                         | 明治村                                          | 明治村                        | 明治村                        | 昭和32年4月1日 頸城村          | 頸城村                 | 平成17年1月1日 上越市に編入 | 上越市 |
| 東 頸 城 郡 | 塔ヶ崎村               | 塔ヶ崎村       | 塔ヶ崎村                         | 塔ヶ崎村                         | 塔ヶ崎村                         | 塔ヶ崎村                         | 末広村                     | 明治30年11月15日 明治村に編入 | 明治村                         | 明治村                         | 明治村                         | 明治村                                          | 明治村                        | 明治村                        | 昭和32年4月1日 頸城村          | 頸城村                 | 平成17年1月1日 上越市に編入 | 上越市 |
| 東 頸 城 郡 | 上船倉村               | 上船倉村       | 上船倉村                         | 上船倉村                         | 上船倉村                         | 上船倉村                         | 船倉村                     | 船倉村                        | 明治34年11月1日 菱里村         | 明治34年11月1日 菱里村         | 明治34年11月1日 菱里村         | 昭和30年3月31日 安塚村                          | 昭和30年8月1日 町制 安塚町    | 安塚町                        | 安塚町                         | 安塚町                 | 平成17年1月1日 上越市に編入 | 上越市 |
| 東 頸 城 郡 | 下船倉村               | 下船倉村       | 下船倉村                         | 下船倉村                         | 下船倉村                         | 下船倉村                         | 船倉村                     | 船倉村                        | 明治34年11月1日 菱里村         | 明治34年11月1日 菱里村         | 明治34年11月1日 菱里村         | 昭和30年3月31日 安塚村                          | 昭和30年8月1日 町制 安塚町    | 安塚町                        | 安塚町                         | 安塚町                 | 平成17年1月1日 上越市に編入 | 上越市 |
| 東 頸 城 郡 | 二本木村               | 二本木村       | 二本木村                         | 二本木村                         | 二本木村                         | 二本木村                         | 豊坂村                     | 豊坂村                        | 明治34年11月1日 菱里村         | 明治34年11月1日 菱里村         | 明治34年11月1日 菱里村         | 昭和30年3月31日 安塚村                          | 昭和30年8月1日 町制 安塚町    | 安塚町                        | 安塚町                         | 安塚町                 | 平成17年1月1日 上越市に編入 | 上越市 |
| 東 頸 城 郡 | 高沢村                 | 高沢村         | 高沢村                           | 高沢村                           | 高沢村                           | 高沢村                           | 豊坂村                     | 豊坂村                        | 明治34年11月1日 菱里村         | 明治34年11月1日 菱里村         | 明治34年11月1日 菱里村         | 昭和30年3月31日 安塚村                          | 昭和30年8月1日 町制 安塚町    | 安塚町                        | 安塚町                         | 安塚町                 | 平成17年1月1日 上越市に編入 | 上越市 |
| 東 頸 城 郡 | 円平坊村               | 円平坊村       | 円平坊村                         | 円平坊村                         | 円平坊村                         | 円平坊村                         | 豊坂村                     | 豊坂村                        | 明治34年11月1日 菱里村         | 明治34年11月1日 菱里村         | 明治34年11月1日 菱里村         | 昭和30年3月31日 安塚村                          | 昭和30年8月1日 町制 安塚町    | 安塚町                        | 安塚町                         | 安塚町                 | 平成17年1月1日 上越市に編入 | 上越市 |
| 東 頸 城 郡 | 樽田村                 | 樽田村         | 樽田村                           | 樽田村                           | 樽田村                           | 樽田村                           | 豊坂村                     | 豊坂村                        | 明治34年11月1日 菱里村         | 明治34年11月1日 菱里村         | 明治34年11月1日 菱里村         | 昭和30年3月31日 安塚村                          | 昭和30年8月1日 町制 安塚町    | 安塚町                        | 安塚町                         | 安塚町                 | 平成17年1月1日 上越市に編入 | 上越市 |
| 東 頸 城 郡 | 真荻平村               | 真荻平村       | 真荻平村                         | 真荻平村                         | 真荻平村                         | 真荻平村                         | 真荻平村                   | 真荻平村                      | 明治34年11月1日 菱里村         | 明治34年11月1日 菱里村         | 明治34年11月1日 菱里村         | 昭和30年3月31日 安塚村                          | 昭和30年8月1日 町制 安塚町    | 安塚町                        | 安塚町                         | 安塚町                 | 平成17年1月1日 上越市に編入 | 上越市 |
| 東 頸 城 郡 | 信濃坂村               | 信濃坂村       | 信濃坂村                         | 信濃坂村                         | 信濃坂村                         | 信濃坂村                         | 真荻平村                   | 真荻平村                      | 明治34年11月1日 菱里村         | 明治34年11月1日 菱里村         | 明治34年11月1日 菱里村         | 昭和30年3月31日 安塚村                          | 昭和30年8月1日 町制 安塚町    | 安塚町                        | 安塚町                         | 安塚町                 | 平成17年1月1日 上越市に編入 | 上越市 |
| 東 頸 城 郡 | 須川村                 | 須川村         | 須川村                           | 須川村                           | 須川村                           | 須川村                           | 須川村                     | 須川村                        | 明治34年11月1日 菱里村         | 明治34年11月1日 菱里村         | 明治34年11月1日 菱里村         | 昭和30年3月31日 安塚村                          | 昭和30年8月1日 町制 安塚町    | 安塚町                        | 安塚町                         | 安塚町                 | 平成17年1月1日 上越市に編入 | 上越市 |
| 東 頸 城 郡 | 小黒村                 | 小黒村         | 小黒村                           | 小黒村                           | 小黒村                           | 小黒村                           | 小切戸村                   | 小切戸村                      | 明治34年11月1日 小黒村         | 明治34年11月1日 小黒村         | 明治34年11月1日 小黒村         | 昭和30年3月31日 安塚村                          | 昭和30年8月1日 町制 安塚町    | 安塚町                        | 安塚町                         | 安塚町                 | 平成17年1月1日 上越市に編入 | 上越市 |
| 東 頸 城 郡 | 切越村                 | 切越村         | 切越村                           | 切越村                           | 切越村                           | 切越村                           | 小切戸村                   | 小切戸村                      | 明治34年11月1日 小黒村         | 明治34年11月1日 小黒村         | 明治34年11月1日 小黒村         | 昭和30年3月31日 安塚村                          | 昭和30年8月1日 町制 安塚町    | 安塚町                        | 安塚町                         | 安塚町                 | 平成17年1月1日 上越市に編入 | 上越市 |
| 東 頸 城 郡 | 戸沢村                 | 戸沢村         | 戸沢村                           | 戸沢村                           | 戸沢村                           | 戸沢村                           | 小切戸村                   | 小切戸村                      | 明治34年11月1日 小黒村         | 明治34年11月1日 小黒村         | 明治34年11月1日 小黒村         | 昭和30年3月31日 安塚村                          | 昭和30年8月1日 町制 安塚町    | 安塚町                        | 安塚町                         | 安塚町                 | 平成17年1月1日 上越市に編入 | 上越市 |
| 東 頸 城 郡 | 芹田村                 | 芹田村         | 芹田村                           | 芹田村                           | 芹田村                           | 芹田村                           | 小切戸村                   | 小切戸村                      | 明治34年11月1日 小黒村         | 明治34年11月1日 小黒村         | 明治34年11月1日 小黒村         | 昭和30年3月31日 安塚村                          | 昭和30年8月1日 町制 安塚町    | 安塚町                        | 安塚町                         | 安塚町                 | 平成17年1月1日 上越市に編入 | 上越市 |
| 東 頸 城 郡 | 大原村                 | 大原村         | 大原村                           | 大原村                           | 大原村                           | 大原村                           | 小切戸村                   | 小切戸村                      | 明治34年11月1日 小黒村         | 明治34年11月1日 小黒村         | 明治34年11月1日 小黒村         | 昭和30年3月31日 安塚村                          | 昭和30年8月1日 町制 安塚町    | 安塚町                        | 安塚町                         | 安塚町                 | 平成17年1月1日 上越市に編入 | 上越市 |
| 東 頸 城 郡 | 朴之木村               | 朴之木村       | 朴之木村                         | 朴之木村                         | 朴之木村                         | 朴之木村                         | 沼木村                     | 沼木村                        | 明治34年11月1日 小黒村         | 明治34年11月1日 小黒村         | 明治34年11月1日 小黒村         | 昭和30年3月31日 安塚村                          | 昭和30年8月1日 町制 安塚町    | 安塚町                        | 安塚町                         | 安塚町                 | 平成17年1月1日 上越市に編入 | 上越市 |
| 東 頸 城 郡 | 菅沼村                 | 菅沼村         | 菅沼村                           | 菅沼村                           | 菅沼村                           | 菅沼村                           | 沼木村                     | 沼木村                        | 明治34年11月1日 小黒村         | 明治34年11月1日 小黒村         | 明治34年11月1日 小黒村         | 昭和30年3月31日 安塚村                          | 昭和30年8月1日 町制 安塚町    | 安塚町                        | 安塚町                         | 安塚町                 | 平成17年1月1日 上越市に編入 | 上越市 |
| 東 頸 城 郡 | 行野村                 | 行野村         | 行野村                           | 行野村                           | 行野村                           | 行野村                           | 行野村                     | 行野村                        | 明治34年11月1日 小黒村         | 明治34年11月1日 小黒村         | 明治34年11月1日 小黒村         | 昭和30年3月31日 安塚村                          | 昭和30年8月1日 町制 安塚町    | 安塚町                        | 安塚町                         | 安塚町                 | 平成17年1月1日 上越市に編入 | 上越市 |
| 東 頸 城 郡 | 和田村                 | 和田村         | 和田村                           | 和田村                           | 和田村                           | 和田村                           | 安塚村                     | 安塚村                        | 明治34年11月1日 小黒村         | 明治34年11月1日 小黒村         | 明治34年11月1日 小黒村         | 昭和30年3月31日 安塚村                          | 昭和30年8月1日 町制 安塚町    | 安塚町                        | 安塚町                         | 安塚町                 | 平成17年1月1日 上越市に編入 | 上越市 |
| 東 頸 城 郡 | 安塚村                 | 安塚村         | 安塚村                           | 安塚村                           | 安塚村                           | 安塚村                           | 安塚村                     | 安塚村                        | 明治34年11月1日 安塚村         | 明治34年11月1日 安塚村         | 明治34年11月1日 安塚村         | 昭和30年3月31日 安塚村                          | 昭和30年8月1日 町制 安塚町    | 安塚町                        | 安塚町                         | 安塚町                 | 平成17年1月1日 上越市に編入 | 上越市 |
| 東 頸 城 郡 | 上方村                 | 上方村         | 上方村                           | 上方村                           | 上方村                           | 上方村                           | 安塚村                     | 安塚村                        | 明治34年11月1日 安塚村         | 明治34年11月1日 安塚村         | 明治34年11月1日 安塚村         | 昭和30年3月31日 安塚村                          | 昭和30年8月1日 町制 安塚町    | 安塚町                        | 安塚町                         | 安塚町                 | 平成17年1月1日 上越市に編入 | 上越市 |
| 東 頸 城 郡 | 下方村                 | 下方村         | 下方村                           | 下方村                           | 下方村                           | 下方村                           | 安塚村                     | 安塚村                        | 明治34年11月1日 安塚村         | 明治34年11月1日 安塚村         | 明治34年11月1日 安塚村         | 昭和30年3月31日 安塚村                          | 昭和30年8月1日 町制 安塚町    | 安塚町                        | 安塚町                         | 安塚町                 | 平成17年1月1日 上越市に編入 | 上越市 |
| 東 頸 城 郡 | 石橋村                 | 石橋村         | 石橋村                           | 石橋村                           | 石橋村                           | 石橋村                           | 安塚村                     | 安塚村                        | 明治34年11月1日 安塚村         | 明治34年11月1日 安塚村         | 明治34年11月1日 安塚村         | 昭和30年3月31日 安塚村                          | 昭和30年8月1日 町制 安塚町    | 安塚町                        | 安塚町                         | 安塚町                 | 平成17年1月1日 上越市に編入 | 上越市 |
| 東 頸 城 郡 | 牧野村                 | 牧野村         | 牧野村                           | 牧野村                           | 牧野村                           | 牧野村                           | 安塚村                     | 安塚村                        | 明治34年11月1日 安塚村         | 明治34年11月1日 安塚村         | 明治34年11月1日 安塚村         | 昭和30年3月31日 安塚村                          | 昭和30年8月1日 町制 安塚町    | 安塚町                        | 安塚町                         | 安塚町                 | 平成17年1月1日 上越市に編入 | 上越市 |
| 東 頸 城 郡 | 松崎村                 | 松崎村         | 松崎村                           | 松崎村                           | 松崎村                           | 松崎村                           | 安塚村                     | 安塚村                        | 明治34年11月1日 安塚村         | 明治34年11月1日 安塚村         | 明治34年11月1日 安塚村         | 昭和30年3月31日 安塚村                          | 昭和30年8月1日 町制 安塚町    | 安塚町                        | 安塚町                         | 安塚町                 | 平成17年1月1日 上越市に編入 | 上越市 |
| 東 頸 城 郡 | 板尾村                 | 板尾村         | 板尾村                           | 板尾村                           | 板尾村                           | 板尾村                           | 安塚村                     | 安塚村                        | 明治34年11月1日 安塚村         | 明治34年11月1日 安塚村         | 明治34年11月1日 安塚村         | 昭和30年3月31日 安塚村                          | 昭和30年8月1日 町制 安塚町    | 安塚町                        | 安塚町                         | 安塚町                 | 平成17年1月1日 上越市に編入 | 上越市 |
| 東 頸 城 郡 | 袖山村                 | 袖山村         | 袖山村                           | 袖山村                           | 袖山村                           | 袖山村                           | 安塚村                     | 安塚村                        | 明治34年11月1日 安塚村         | 明治34年11月1日 安塚村         | 明治34年11月1日 安塚村         | 昭和30年3月31日 安塚村                          | 昭和30年8月1日 町制 安塚町    | 安塚町                        | 安塚町                         | 安塚町                 | 平成17年1月1日 上越市に編入 | 上越市 |
| 東 頸 城 郡 | 本郷村                 | 本郷村         | 本郷村                           | 本郷村                           | 本郷村                           | 本郷村                           | 安塚村                     | 安塚村                        | 明治34年11月1日 安塚村         | 明治34年11月1日 安塚村         | 明治34年11月1日 安塚村         | 昭和30年3月31日 安塚村                          | 昭和30年8月1日 町制 安塚町    | 安塚町                        | 安塚町                         | 安塚町                 | 平成17年1月1日 上越市に編入 | 上越市 |
| 東 頸 城 郡 | 坊金村                 | 坊金村         | 坊金村                           | 坊金村                           | 坊金村                           | 坊金村                           | 中川村                     | 中川村                        | 明治34年11月1日 安塚村         | 明治34年11月1日 安塚村         | 明治34年11月1日 安塚村         | 昭和30年3月31日 安塚村                          | 昭和30年8月1日 町制 安塚町    | 安塚町                        | 安塚町                         | 安塚町                 | 平成17年1月1日 上越市に編入 | 上越市 |
| 東 頸 城 郡 | 細野村                 | 細野村         | 細野村                           | 細野村                           | 細野村                           | 細野村                           | 中川村                     | 中川村                        | 明治34年11月1日 安塚村         | 明治34年11月1日 安塚村         | 明治34年11月1日 安塚村         | 昭和30年3月31日 安塚村                          | 昭和30年8月1日 町制 安塚町    | 安塚町                        | 安塚町                         | 安塚町                 | 平成17年1月1日 上越市に編入 | 上越市 |
| 東 頸 城 郡 | 横住村                 | 横住村         | 横住村                           | 横住村                           | 横住村                           | 横住村                           | 月影村                     | 月影村                        | 明治34年11月1日 安塚村         | 明治34年11月1日 安塚村         | 明治34年11月1日 安塚村         | 昭和30年3月31日 浦川原村                        | 昭和30年3月31日 浦川原村      | 浦川原村                      | 浦川原村                       | 浦川原村               | 平成17年1月1日 上越市に編入 | 上越市 |
| 東 頸 城 郡 | 真光寺村               | 真光寺村       | 真光寺村                         | 真光寺村                         | 真光寺村                         | 真光寺村                         | 月影村                     | 月影村                        | 明治34年11月1日 安塚村         | 明治34年11月1日 安塚村         | 明治34年11月1日 安塚村         | 昭和30年3月31日 浦川原村                        | 昭和30年3月31日 浦川原村      | 浦川原村                      | 浦川原村                       | 浦川原村               | 平成17年1月1日 上越市に編入 | 上越市 |
| 東 頸 城 郡 | 谷村                   | 谷村           | 谷村                             | 谷村                             | 谷村                             | 谷村                             | 月影村                     | 月影村                        | 明治34年11月1日 安塚村         | 明治34年11月1日 安塚村         | 明治34年11月1日 安塚村         | 昭和30年3月31日 浦川原村                        | 昭和30年3月31日 浦川原村      | 浦川原村                      | 浦川原村                       | 浦川原村               | 平成17年1月1日 上越市に編入 | 上越市 |
| 東 頸 城 郡 | 法定寺村               | 法定寺村       | 法定寺村                         | 法定寺村                         | 法定寺村                         | 法定寺村                         | 月影村                     | 月影村                        | 明治34年11月1日 安塚村         | 明治34年11月1日 安塚村         | 明治34年11月1日 安塚村         | 昭和30年3月31日 浦川原村                        | 昭和30年3月31日 浦川原村      | 浦川原村                      | 浦川原村                       | 浦川原村               | 平成17年1月1日 上越市に編入 | 上越市 |
| 東 頸 城 郡 | 熊沢村                 | 熊沢村         | 熊沢村                           | 熊沢村                           | 熊沢村                           | 熊沢村                           | 月影村                     | 月影村                        | 明治34年11月1日 安塚村         | 明治34年11月1日 安塚村         | 明治34年11月1日 安塚村         | 昭和30年3月31日 浦川原村                        | 昭和30年3月31日 浦川原村      | 浦川原村                      | 浦川原村                       | 浦川原村               | 平成17年1月1日 上越市に編入 | 上越市 |
| 東 頸 城 郡 | 中猪子田村             | 中猪子田村     | 中猪子田村                       | 中猪子田村                       | 中猪子田村                       | 中猪子田村                       | 中保倉村                   | 中保倉村                      | 明治34年11月1日 安塚村         | 明治34年11月1日 安塚村         | 明治34年11月1日 安塚村         | 昭和30年3月31日 浦川原村                        | 昭和30年3月31日 浦川原村      | 浦川原村                      | 浦川原村                       | 浦川原村               | 平成17年1月1日 上越市に編入 | 上越市 |
| 東 頸 城 郡 | 下猪子田村             | 下猪子田村     | 下猪子田村                       | 下猪子田村                       | 下猪子田村                       | 下猪子田村                       | 中保倉村                   | 中保倉村                      | 明治34年11月1日 安塚村         | 明治34年11月1日 安塚村         | 明治34年11月1日 安塚村         | 昭和30年3月31日 浦川原村                        | 昭和30年3月31日 浦川原村      | 浦川原村                      | 浦川原村                       | 浦川原村               | 平成17年1月1日 上越市に編入 | 上越市 |
| 東 頸 城 郡 | 小谷島村               | 小谷島村       | 小谷島村                         | 小谷島村                         | 小谷島村                         | 小谷島村                         | 中保倉村                   | 中保倉村                      | 明治34年11月1日 安塚村         | 明治34年11月1日 安塚村         | 明治34年11月1日 安塚村         | 昭和30年3月31日 浦川原村                        | 昭和30年3月31日 浦川原村      | 浦川原村                      | 浦川原村                       | 浦川原村               | 平成17年1月1日 上越市に編入 | 上越市 |
| 東 頸 城 郡 | 上猪子田村             | 上猪子田村     | 上猪子田村                       | 上猪子田村                       | 上猪子田村                       | 上猪子田村                       | 中保倉村                   | 中保倉村                      | 明治34年11月1日 安塚村         | 明治34年11月1日 安塚村         | 明治34年11月1日 安塚村         | 昭和30年3月31日 浦川原村                        | 昭和30年3月31日 浦川原村      | 浦川原村                      | 浦川原村                       | 浦川原村               | 平成17年1月1日 上越市に編入 | 上越市 |
| 東 頸 城 郡 | 虫川村                 | 虫川村         | 虫川村                           | 虫川村                           | 虫川村                           | 虫川村                           | 中保倉村                   | 中保倉村                      | 明治34年11月1日 安塚村         | 明治34年11月1日 安塚村         | 明治34年11月1日 安塚村         | 昭和30年3月31日 浦川原村                        | 昭和30年3月31日 浦川原村      | 浦川原村                      | 浦川原村                       | 浦川原村               | 平成17年1月1日 上越市に編入 | 上越市 |
| 東 頸 城 郡 | 小蒲生田村             | 小蒲生田村     | 小蒲生田村                       | 小蒲生田村                       | 小蒲生田村                       | 小蒲生田村                       | 中保倉村                   | 中保倉村                      | 明治34年11月1日 安塚村         | 明治34年11月1日 安塚村         | 明治34年11月1日 安塚村         | 昭和30年3月31日 浦川原村                        | 昭和30年3月31日 浦川原村      | 浦川原村                      | 浦川原村                       | 浦川原村               | 平成17年1月1日 上越市に編入 | 上越市 |
| 東 頸 城 郡 | 有島村                 | 有島村         | 有島村                           | 有島村                           | 有島村                           | 有島村                           | 下保倉村                   | 下保倉村                      | 明治34年11月1日 下保倉村       | 明治34年11月1日 下保倉村       | 明治34年11月1日 下保倉村       | 昭和30年3月31日 浦川原村                        | 昭和30年3月31日 浦川原村      | 浦川原村                      | 浦川原村                       | 浦川原村               | 平成17年1月1日 上越市に編入 | 上越市 |
| 東 頸 城 郡 | 釜淵村                 | 釜淵村         | 釜淵村                           | 釜淵村                           | 釜淵村                           | 釜淵村                           | 下保倉村                   | 下保倉村                      | 明治34年11月1日 下保倉村       | 明治34年11月1日 下保倉村       | 明治34年11月1日 下保倉村       | 昭和30年3月31日 浦川原村                        | 昭和30年3月31日 浦川原村      | 浦川原村                      | 浦川原村                       | 浦川原村               | 平成17年1月1日 上越市に編入 | 上越市 |
| 東 頸 城 郡 | 顕聖寺村               | 顕聖寺村       | 顕聖寺村                         | 顕聖寺村                         | 顕聖寺村                         | 顕聖寺村                         | 下保倉村                   | 下保倉村                      | 明治34年11月1日 下保倉村       | 明治34年11月1日 下保倉村       | 明治34年11月1日 下保倉村       | 昭和30年3月31日 浦川原村                        | 昭和30年3月31日 浦川原村      | 浦川原村                      | 浦川原村                       | 浦川原村               | 平成17年1月1日 上越市に編入 | 上越市 |
| 東 頸 城 郡 | 菱田村                 | 菱田村         | 菱田村                           | 菱田村                           | 菱田村                           | 菱田村                           | 下保倉村                   | 下保倉村                      | 明治34年11月1日 下保倉村       | 明治34年11月1日 下保倉村       | 明治34年11月1日 下保倉村       | 昭和30年3月31日 浦川原村                        | 昭和30年3月31日 浦川原村      | 浦川原村                      | 浦川原村                       | 浦川原村               | 平成17年1月1日 上越市に編入 | 上越市 |
| 東 頸 城 郡 | 長走村                 | 長走村         | 長走村                           | 長走村                           | 長走村                           | 長走村                           | 下保倉村                   | 下保倉村                      | 明治34年11月1日 下保倉村       | 明治34年11月1日 下保倉村       | 明治34年11月1日 下保倉村       | 昭和30年3月31日 浦川原村                        | 昭和30年3月31日 浦川原村      | 浦川原村                      | 浦川原村                       | 浦川原村               | 平成17年1月1日 上越市に編入 | 上越市 |
| 東 頸 城 郡 | 横川村                 | 横川村         | 横川村                           | 横川村                           | 横川村                           | 横川村                           | 下保倉村                   | 下保倉村                      | 明治34年11月1日 下保倉村       | 明治34年11月1日 下保倉村       | 明治34年11月1日 下保倉村       | 昭和30年3月31日 浦川原村                        | 昭和30年3月31日 浦川原村      | 浦川原村                      | 浦川原村                       | 浦川原村               | 平成17年1月1日 上越市に編入 | 上越市 |
| 東 頸 城 郡 | 六日町村               | 六日町村       | 六日町村                         | 六日町村                         | 六日町村                         | 六日町村                         | 下保倉村                   | 下保倉村                      | 明治34年11月1日 下保倉村       | 明治34年11月1日 下保倉村       | 明治34年11月1日 下保倉村       | 昭和30年3月31日 浦川原村                        | 昭和30年3月31日 浦川原村      | 浦川原村                      | 浦川原村                       | 浦川原村               | 平成17年1月1日 上越市に編入 | 上越市 |
| 東 頸 城 郡 | 日向村                 | 日向村         | 日向村                           | 日向村                           | 日向村                           | 日向村                           | 下保倉村                   | 下保倉村                      | 明治34年11月1日 下保倉村       | 明治34年11月1日 下保倉村       | 明治34年11月1日 下保倉村       | 昭和30年3月31日 浦川原村                        | 昭和30年3月31日 浦川原村      | 浦川原村                      | 浦川原村                       | 浦川原村               | 平成17年1月1日 上越市に編入 | 上越市 |
| 東 頸 城 郡 | 上柿野村               | 上柿野村       | 上柿野村                         | 上柿野村                         | 上柿野村                         | 上柿野村                         | 下保倉村                   | 下保倉村                      | 明治34年11月1日 下保倉村       | 明治34年11月1日 下保倉村       | 明治34年11月1日 下保倉村       | 昭和30年3月31日 浦川原村                        | 昭和30年3月31日 浦川原村      | 浦川原村                      | 浦川原村                       | 浦川原村               | 平成17年1月1日 上越市に編入 | 上越市 |
| 東 頸 城 郡 | 下柿野村               | 下柿野村       | 下柿野村                         | 下柿野村                         | 下柿野村                         | 下柿野村                         | 下保倉村                   | 下保倉村                      | 明治34年11月1日 下保倉村       | 明治34年11月1日 下保倉村       | 明治34年11月1日 下保倉村       | 昭和30年3月31日 浦川原村                        | 昭和30年3月31日 浦川原村      | 浦川原村                      | 浦川原村                       | 浦川原村               | 平成17年1月1日 上越市に編入 | 上越市 |
| 東 頸 城 郡 | 大栃山村               | 大栃山村       | 大栃山村                         | 大栃山村                         | 大栃山村                         | 大栃山村                         | 下保倉村                   | 下保倉村                      | 明治34年11月1日 下保倉村       | 明治34年11月1日 下保倉村       | 明治34年11月1日 下保倉村       | 昭和30年3月31日 浦川原村                        | 昭和30年3月31日 浦川原村      | 浦川原村                      | 浦川原村                       | 浦川原村               | 平成17年1月1日 上越市に編入 | 上越市 |
| 東 頸 城 郡 | 東俣村                 | 東俣村         | 東俣村                           | 東俣村                           | 東俣村                           | 東俣村                           | 下保倉村                   | 下保倉村                      | 明治34年11月1日 下保倉村       | 明治34年11月1日 下保倉村       | 明治34年11月1日 下保倉村       | 昭和30年3月31日 浦川原村                        | 昭和30年3月31日 浦川原村      | 浦川原村                      | 浦川原村                       | 浦川原村               | 平成17年1月1日 上越市に編入 | 上越市 |
| 東 頸 城 郡 | 杉坪村                 | 杉坪村         | 杉坪村                           | 杉坪村                           | 杉坪村                           | 杉坪村                           | 下保倉村                   | 下保倉村                      | 明治34年11月1日 下保倉村       | 明治34年11月1日 下保倉村       | 明治34年11月1日 下保倉村       | 昭和30年3月31日 浦川原村                        | 昭和30年3月31日 浦川原村      | 浦川原村                      | 浦川原村                       | 浦川原村               | 平成17年1月1日 上越市に編入 | 上越市 |
| 東 頸 城 郡 | 桜島村                 | 桜島村         | 桜島村                           | 桜島村                           | 桜島村                           | 桜島村                           | 下保倉村                   | 下保倉村                      | 明治34年11月1日 下保倉村       | 明治34年11月1日 下保倉村       | 明治34年11月1日 下保倉村       | 昭和30年3月31日 浦川原村                        | 昭和30年3月31日 浦川原村      | 浦川原村                      | 浦川原村                       | 浦川原村               | 平成17年1月1日 上越市に編入 | 上越市 |
| 東 頸 城 郡 | 岩室村                 | 岩室村         | 岩室村                           | 岩室村                           | 岩室村                           | 岩室村                           | 下保倉村                   | 下保倉村                      | 明治34年11月1日 下保倉村       | 明治34年11月1日 下保倉村       | 明治34年11月1日 下保倉村       | 昭和30年3月31日 浦川原村                        | 昭和30年3月31日 浦川原村      | 浦川原村                      | 浦川原村                       | 浦川原村               | 平成17年1月1日 上越市に編入 | 上越市 |
| 東 頸 城 郡 | 印内村                 | 印内村         | 印内村                           | 印内村                           | 印内村                           | 印内村                           | 末広村                     | 末広村                        | 明治34年11月1日 下保倉村       | 明治34年11月1日 下保倉村       | 明治34年11月1日 下保倉村       | 昭和30年3月31日 浦川原村                        | 昭和30年3月31日 浦川原村      | 浦川原村                      | 浦川原村                       | 浦川原村               | 平成17年1月1日 上越市に編入 | 上越市 |
| 東 頸 城 郡 | 山印内新田             | 山印内新田     | 山印内新田                       | 山印内新田                       | 山印内新田                       | 山印内新田                       | 末広村                     | 末広村                        | 明治34年11月1日 下保倉村       | 明治34年11月1日 下保倉村       | 明治34年11月1日 下保倉村       | 昭和30年3月31日 浦川原村                        | 昭和30年3月31日 浦川原村      | 浦川原村                      | 浦川原村                       | 浦川原村               | 平成17年1月1日 上越市に編入 | 上越市 |
| 東 頸 城 郡 | 飯室村                 | 飯室村         | 飯室村                           | 飯室村                           | 飯室村                           | 飯室村                           | 末広村                     | 末広村                        | 明治34年11月1日 下保倉村       | 明治34年11月1日 下保倉村       | 明治34年11月1日 下保倉村       | 昭和30年3月31日 浦川原村                        | 昭和30年3月31日 浦川原村      | 浦川原村                      | 浦川原村                       | 浦川原村               | 平成17年1月1日 上越市に編入 | 上越市 |
| 東 頸 城 郡 | 猿俣村                 | 猿俣村         | 猿俣村                           | 猿俣村                           | 猿俣村                           | 猿俣村                           | 末広村                     | 末広村                        | 明治34年11月1日 下保倉村       | 明治34年11月1日 下保倉村       | 明治34年11月1日 下保倉村       | 昭和30年3月31日 浦川原村                        | 昭和30年3月31日 浦川原村      | 浦川原村                      | 浦川原村                       | 浦川原村               | 平成17年1月1日 上越市に編入 | 上越市 |
| 東 頸 城 郡 | 大印内新田             | 大印内新田     | 大印内新田                       | 大印内新田                       | 大印内新田                       | 大印内新田                       | 末広村                     | 末広村                        | 明治34年11月1日 下保倉村       | 明治34年11月1日 下保倉村       | 明治34年11月1日 下保倉村       | 昭和30年3月31日 浦川原村                        | 昭和30年3月31日 浦川原村      | 浦川原村                      | 浦川原村                       | 浦川原村               | 平成17年1月1日 上越市に編入 | 上越市 |
| 東 頸 城 郡 | 飯室新田               | 飯室新田       | 飯室新田                         | 飯室新田                         | 飯室新田                         | 飯室新田                         | 末広村                     | 末広村                        | 明治34年11月1日 下保倉村       | 明治34年11月1日 下保倉村       | 明治34年11月1日 下保倉村       | 昭和30年3月31日 浦川原村                        | 昭和30年3月31日 浦川原村      | 浦川原村                      | 浦川原村                       | 浦川原村               | 平成17年1月1日 上越市に編入 | 上越市 |
| 東 頸 城 郡 | 横川新田               | 横川新田       | 横川新田                         | 横川新田                         | 横川新田                         | 横川新田                         | 末広村                     | 末広村                        | 明治34年11月1日 下保倉村       | 明治34年11月1日 下保倉村       | 明治34年11月1日 下保倉村       | 昭和30年3月31日 浦川原村                        | 昭和30年3月31日 浦川原村      | 浦川原村                      | 浦川原村                       | 浦川原村               | 平成17年1月1日 上越市に編入 | 上越市 |
| 東 頸 城 郡 | 山本村                 | 山本村         | 山本村                           | 山本村                           | 山本村                           | 山本村                           | 末広村                     | 末広村                        | 明治34年11月1日 下保倉村       | 明治34年11月1日 下保倉村       | 明治34年11月1日 下保倉村       | 昭和30年3月31日 浦川原村                        | 昭和30年3月31日 浦川原村      | 浦川原村                      | 浦川原村                       | 浦川原村               | 平成17年1月1日 上越市に編入 | 上越市 |
| 東 頸 城 郡 | 今熊村                 | 今熊村         | 今熊村                           | 今熊村                           | 今熊村                           | 今熊村                           | 末広村                     | 末広村                        | 明治34年11月1日 下保倉村       | 明治34年11月1日 下保倉村       | 明治34年11月1日 下保倉村       | 昭和30年3月31日 浦川原村                        | 昭和30年3月31日 浦川原村      | 浦川原村                      | 浦川原村                       | 浦川原村               | 平成17年1月1日 上越市に編入 | 上越市 |
| 東 頸 城 郡 | 平山村                 | 一部           | 平山村                           | 平山村                           | 平山村                           | 平山村                           | 沖見村                     | 沖見村                        | 沖見村                         | 沖見村                         | 沖見村                         | 昭和29年11月1日 牧村                            | 昭和29年11月1日 牧村          | 牧村                          | 昭和36年4月1日 浦川原村に編入  | 浦川原村               | 平成17年1月1日 上越市に編入 | 上越市 |
| 東 頸 城 郡 | 平山村                 | 一部           | 平山村                           | 平山村                           | 平山村                           | 平山村                           | 沖見村                     | 沖見村                        | 沖見村                         | 沖見村                         | 沖見村                         | 昭和29年11月1日 牧村                            | 昭和29年11月1日 牧村          | 牧村                          | 牧村                           | 牧村                   | 平成17年1月1日 上越市に編入 | 上越市 |
| 東 頸 城 郡 | 神谷村                 | 神谷村         | 神谷村                           | 神谷村                           | 神谷村                           | 神谷村                           | 沖見村                     | 沖見村                        | 沖見村                         | 沖見村                         | 沖見村                         | 昭和29年11月1日 牧村                            | 昭和29年11月1日 牧村          | 牧村                          | 牧村                           | 牧村                   | 平成17年1月1日 上越市に編入 | 上越市 |
| 東 頸 城 郡 | 大月村                 | 大月村         | 大月村                           | 大月村                           | 大月村                           | 大月村                           | 沖見村                     | 沖見村                        | 沖見村                         | 沖見村                         | 沖見村                         | 昭和29年11月1日 牧村                            | 昭和29年11月1日 牧村          | 牧村                          | 牧村                           | 牧村                   | 平成17年1月1日 上越市に編入 | 上越市 |
| 東 頸 城 郡 | 川井沢村               | 川井沢村       | 川井沢村                         | 川井沢村                         | 川井沢村                         | 川井沢村                         | 沖見村                     | 沖見村                        | 沖見村                         | 沖見村                         | 沖見村                         | 昭和29年11月1日 牧村                            | 昭和29年11月1日 牧村          | 牧村                          | 牧村                           | 牧村                   | 平成17年1月1日 上越市に編入 | 上越市 |
| 東 頸 城 郡 | 池船村                 | 池船村         | 池船村                           | 池船村                           | 池船村                           | 池船村                           | 沖見村                     | 沖見村                        | 沖見村                         | 沖見村                         | 沖見村                         | 昭和29年11月1日 牧村                            | 昭和29年11月1日 牧村          | 牧村                          | 牧村                           | 牧村                   | 平成17年1月1日 上越市に編入 | 上越市 |
| 東 頸 城 郡 | 七森村                 | 七森村         | 七森村                           | 七森村                           | 七森村                           | 七森村                           | 沖見村                     | 沖見村                        | 沖見村                         | 沖見村                         | 沖見村                         | 昭和29年11月1日 牧村                            | 昭和29年11月1日 牧村          | 牧村                          | 牧村                           | 牧村                   | 平成17年1月1日 上越市に編入 | 上越市 |
| 東 頸 城 郡 | 吉坪村                 | 吉坪村         | 吉坪村                           | 吉坪村                           | 吉坪村                           | 吉坪村                           | 沖見村                     | 沖見村                        | 沖見村                         | 沖見村                         | 沖見村                         | 昭和29年11月1日 牧村                            | 昭和29年11月1日 牧村          | 牧村                          | 牧村                           | 牧村                   | 平成17年1月1日 上越市に編入 | 上越市 |
| 東 頸 城 郡 | 片町村                 | 片町村         | 片町村                           | 片町村                           | 片町村                           | 片町村                           | 沖見村                     | 沖見村                        | 沖見村                         | 沖見村                         | 沖見村                         | 昭和29年11月1日 牧村                            | 昭和29年11月1日 牧村          | 牧村                          | 牧村                           | 牧村                   | 平成17年1月1日 上越市に編入 | 上越市 |
| 東 頸 城 郡 | 平方村                 | 平方村         | 平方村                           | 平方村                           | 平方村                           | 平方村                           | 沖見村                     | 沖見村                        | 沖見村                         | 沖見村                         | 沖見村                         | 昭和29年11月1日 牧村                            | 昭和29年11月1日 牧村          | 牧村                          | 牧村                           | 牧村                   | 平成17年1月1日 上越市に編入 | 上越市 |
| 東 頸 城 郡 | 坪山村                 | 坪山村         | 坪山村                           | 坪山村                           | 坪山村                           | 坪山村                           | 沖見村                     | 沖見村                        | 沖見村                         | 沖見村                         | 沖見村                         | 昭和29年11月1日 牧村                            | 昭和29年11月1日 牧村          | 牧村                          | 牧村                           | 牧村                   | 平成17年1月1日 上越市に編入 | 上越市 |
| 東 頸 城 郡 | 国川村                 | 国川村         | 国川村                           | 国川村                           | 国川村                           | 国川村                           | 里見村                     | 里見村                        | 明治34年11月1日 牧村           | 明治34年11月1日 牧村           | 明治34年11月1日 牧村           | 昭和29年11月1日 牧村                            | 昭和29年11月1日 牧村          | 牧村                          | 牧村                           | 牧村                   | 平成17年1月1日 上越市に編入 | 上越市 |
| 東 頸 城 郡 | 小川村                 | 小川村         | 小川村                           | 小川村                           | 小川村                           | 小川村                           | 里見村                     | 里見村                        | 明治34年11月1日 牧村           | 明治34年11月1日 牧村           | 明治34年11月1日 牧村           | 昭和29年11月1日 牧村                            | 昭和29年11月1日 牧村          | 牧村                          | 牧村                           | 牧村                   | 平成17年1月1日 上越市に編入 | 上越市 |
| 東 頸 城 郡 | 樫谷村                 | 樫谷村         | 樫谷村                           | 樫谷村                           | 樫谷村                           | 樫谷村                           | 里見村                     | 里見村                        | 明治34年11月1日 牧村           | 明治34年11月1日 牧村           | 明治34年11月1日 牧村           | 昭和29年11月1日 牧村                            | 昭和29年11月1日 牧村          | 牧村                          | 牧村                           | 牧村                   | 平成17年1月1日 上越市に編入 | 上越市 |
| 東 頸 城 郡 | 山口村                 | 山口村         | 山口村                           | 山口村                           | 山口村                           | 山口村                           | 里見村                     | 里見村                        | 明治34年11月1日 牧村           | 明治34年11月1日 牧村           | 明治34年11月1日 牧村           | 昭和29年11月1日 牧村                            | 昭和29年11月1日 牧村          | 牧村                          | 牧村                           | 牧村                   | 平成17年1月1日 上越市に編入 | 上越市 |
| 東 頸 城 郡 | 宮口村                 | 宮口村         | 宮口村                           | 宮口村                           | 宮口村                           | 宮口村                           | 里見村                     | 里見村                        | 明治34年11月1日 牧村           | 明治34年11月1日 牧村           | 明治34年11月1日 牧村           | 昭和29年11月1日 牧村                            | 昭和29年11月1日 牧村          | 牧村                          | 牧村                           | 牧村                   | 平成17年1月1日 上越市に編入 | 上越市 |
| 東 頸 城 郡 | 岩神村                 | 岩神村         | 岩神村                           | 岩神村                           | 岩神村                           | 岩神村                           | 里見村                     | 里見村                        | 明治34年11月1日 牧村           | 明治34年11月1日 牧村           | 明治34年11月1日 牧村           | 昭和29年11月1日 牧村                            | 昭和29年11月1日 牧村          | 牧村                          | 牧村                           | 牧村                   | 平成17年1月1日 上越市に編入 | 上越市 |
| 東 頸 城 郡 | 高尾村                 | 高尾村         | 高尾村                           | 高尾村                           | 高尾村                           | 高尾村                           | 里見村                     | 里見村                        | 明治34年11月1日 牧村           | 明治34年11月1日 牧村           | 明治34年11月1日 牧村           | 昭和29年11月1日 牧村                            | 昭和29年11月1日 牧村          | 牧村                          | 牧村                           | 牧村                   | 平成17年1月1日 上越市に編入 | 上越市 |
| 東 頸 城 郡 | 高谷村                 | 高谷村         | 高谷村                           | 高谷村                           | 高谷村                           | 高谷村                           | 川上村                     | 川上村                        | 明治34年11月1日 牧村           | 明治34年11月1日 牧村           | 明治34年11月1日 牧村           | 昭和29年11月1日 牧村                            | 昭和29年11月1日 牧村          | 牧村                          | 牧村                           | 牧村                   | 平成17年1月1日 上越市に編入 | 上越市 |
| 東 頸 城 郡 | 切光村                 | 切光村         | 切光村                           | 切光村                           | 切光村                           | 切光村                           | 川上村                     | 川上村                        | 明治34年11月1日 牧村           | 明治34年11月1日 牧村           | 明治34年11月1日 牧村           | 昭和29年11月1日 牧村                            | 昭和29年11月1日 牧村          | 牧村                          | 牧村                           | 牧村                   | 平成17年1月1日 上越市に編入 | 上越市 |
| 東 頸 城 郡 | 今清水村               | 今清水村       | 今清水村                         | 今清水村                         | 今清水村                         | 今清水村                         | 川上村                     | 川上村                        | 明治34年11月1日 牧村           | 明治34年11月1日 牧村           | 明治34年11月1日 牧村           | 昭和29年11月1日 牧村                            | 昭和29年11月1日 牧村          | 牧村                          | 牧村                           | 牧村                   | 平成17年1月1日 上越市に編入 | 上越市 |
| 東 頸 城 郡 | 泉村                   | 泉村           | 泉村                             | 泉村                             | 泉村                             | 泉村                             | 川上村                     | 川上村                        | 明治34年11月1日 牧村           | 明治34年11月1日 牧村           | 明治34年11月1日 牧村           | 昭和29年11月1日 牧村                            | 昭和29年11月1日 牧村          | 牧村                          | 牧村                           | 牧村                   | 平成17年1月1日 上越市に編入 | 上越市 |
| 東 頸 城 郡 | 棚広村                 | 棚広村         | 棚広村                           | 棚広村                           | 棚広村                           | 棚広村                           | 川辺村                     | 川辺村                        | 明治34年11月1日 牧村           | 明治34年11月1日 牧村           | 明治34年11月1日 牧村           | 昭和29年11月1日 牧村                            | 昭和29年11月1日 牧村          | 牧村                          | 牧村                           | 牧村                   | 平成17年1月1日 上越市に編入 | 上越市 |
| 東 頸 城 郡 | 棚広新田               | 棚広新田       | 棚広新田                         | 棚広新田                         | 棚広新田                         | 棚広新田                         | 川辺村                     | 川辺村                        | 明治34年11月1日 牧村           | 明治34年11月1日 牧村           | 明治34年11月1日 牧村           | 昭和29年11月1日 牧村                            | 昭和29年11月1日 牧村          | 牧村                          | 牧村                           | 牧村                   | 平成17年1月1日 上越市に編入 | 上越市 |
| 東 頸 城 郡 | 桜滝村                 | 桜滝村         | 桜滝村                           | 桜滝村                           | 桜滝村                           | 桜滝村                           | 川辺村                     | 川辺村                        | 明治34年11月1日 牧村           | 明治34年11月1日 牧村           | 明治34年11月1日 牧村           | 昭和29年11月1日 牧村                            | 昭和29年11月1日 牧村          | 牧村                          | 牧村                           | 牧村                   | 平成17年1月1日 上越市に編入 | 上越市 |
| 東 頸 城 郡 | 田島村                 | 田島村         | 田島村                           | 田島村                           | 田島村                           | 田島村                           | 川辺村                     | 川辺村                        | 明治34年11月1日 牧村           | 明治34年11月1日 牧村           | 明治34年11月1日 牧村           | 昭和29年11月1日 牧村                            | 昭和29年11月1日 牧村          | 牧村                          | 牧村                           | 牧村                   | 平成17年1月1日 上越市に編入 | 上越市 |
| 中 頸 城 郡 | 倉下村                 |                | 倉下村                           | 倉下村                           | 倉下村                           | 倉下村                           | 川辺村                     | 川辺村                        | 明治34年11月1日 牧村           | 明治34年11月1日 牧村           | 明治34年11月1日 牧村           | 昭和29年11月1日 牧村                            | 昭和29年11月1日 牧村          | 牧村                          | 牧村                           | 牧村                   | 平成17年1月1日 上越市に編入 | 上越市 |
| 中 頸 城 郡 | 倉下村                 | （旧・牧口村） | 明治初年 分立 牧村               | 明治12年 改称 上牧村             | 明治12年 改称 上牧村             | 明治12年 改称 上牧村             | 川辺村                     | 川辺村                        | 明治34年11月1日 牧村           | 明治34年11月1日 牧村           | 明治34年11月1日 牧村           | 昭和29年11月1日 牧村                            | 昭和29年11月1日 牧村          | 牧村                          | 牧村                           | 牧村                   | 平成17年1月1日 上越市に編入 | 上越市 |
| 中 頸 城 郡 | 宇津俣村               | 宇津俣村       | 宇津俣村                         | 宇津俣村                         | 宇津俣村                         | 宇津俣村                         | 川辺村                     | 川辺村                        | 明治34年11月1日 牧村           | 明治34年11月1日 牧村           | 明治34年11月1日 牧村           | 昭和29年11月1日 牧村                            | 昭和29年11月1日 牧村          | 牧村                          | 牧村                           | 牧村                   | 平成17年1月1日 上越市に編入 | 上越市 |
| 中 頸 城 郡 | 府殿村                 | 府殿村         | 府殿村                           | 府殿村                           | 府殿村                           | 府殿村                           | 川辺村                     | 川辺村                        | 明治34年11月1日 牧村           | 明治34年11月1日 牧村           | 明治34年11月1日 牧村           | 昭和29年11月1日 牧村                            | 昭和29年11月1日 牧村          | 牧村                          | 牧村                           | 牧村                   | 平成17年1月1日 上越市に編入 | 上越市 |
| 中 頸 城 郡 | 湯谷村                 | 湯谷村         | 湯谷村                           | 明治12年 改称 下湯谷村           | 明治12年 改称 下湯谷村           | 明治12年 改称 下湯谷村           | 川辺村                     | 川辺村                        | 明治34年11月1日 牧村           | 明治34年11月1日 牧村           | 明治34年11月1日 牧村           | 昭和29年11月1日 牧村                            | 昭和29年11月1日 牧村          | 牧村                          | 牧村                           | 牧村                   | 平成17年1月1日 上越市に編入 | 上越市 |
| 中 頸 城 郡 | 原村                   | 原村           | 原村                             | 原村                             | 原村                             | 原村                             | 川辺村                     | 川辺村                        | 明治34年11月1日 牧村           | 明治34年11月1日 牧村           | 明治34年11月1日 牧村           | 昭和29年11月1日 牧村                            | 昭和29年11月1日 牧村          | 牧村                          | 牧村                           | 牧村                   | 平成17年1月1日 上越市に編入 | 上越市 |
| 中 頸 城 郡 | 上昆子村               | 上昆子村       | 上昆子村                         | 上昆子村                         | 上昆子村                         | 上昆子村                         | 川辺村                     | 川辺村                        | 明治34年11月1日 牧村           | 明治34年11月1日 牧村           | 明治34年11月1日 牧村           | 昭和29年11月1日 牧村                            | 昭和29年11月1日 牧村          | 牧村                          | 牧村                           | 牧村                   | 平成17年1月1日 上越市に編入 | 上越市 |
| 中 頸 城 郡 | 下昆子村               | 下昆子村       | 下昆子村                         | 下昆子村                         | 下昆子村                         | 下昆子村                         | 川辺村                     | 川辺村                        | 明治34年11月1日 牧村           | 明治34年11月1日 牧村           | 明治34年11月1日 牧村           | 昭和29年11月1日 牧村                            | 昭和29年11月1日 牧村          | 牧村                          | 牧村                           | 牧村                   | 平成17年1月1日 上越市に編入 | 上越市 |
| 中 頸 城 郡 | 松ノ木村               | 松ノ木村       | 松ノ木村                         | 松ノ木村                         | 松ノ木村                         | 松ノ木村                         | 川辺村                     | 川辺村                        | 明治34年11月1日 牧村           | 明治34年11月1日 牧村           | 明治34年11月1日 牧村           | 昭和29年11月1日 牧村                            | 昭和29年11月1日 牧村          | 牧村                          | 牧村                           | 牧村                   | 平成17年1月1日 上越市に編入 | 上越市 |
| 中 頸 城 郡 | 荒井村                 | 荒井村         | 荒井村                           | 荒井村                           | 荒井村                           | 荒井村                           | 川辺村                     | 川辺村                        | 明治34年11月1日 牧村           | 明治34年11月1日 牧村           | 明治34年11月1日 牧村           | 昭和29年11月1日 牧村                            | 昭和29年11月1日 牧村          | 牧村                          | 牧村                           | 牧村                   | 平成17年1月1日 上越市に編入 | 上越市 |
| 中 頸 城 郡 | 針村                   | 針村           | 針村                             | 針村                             | 針村                             | 針村                             | 板倉村                     | 板倉村                        | 明治34年11月1日 板倉村         | 明治34年11月1日 板倉村         | 明治34年11月1日 板倉村         | 板倉村                                          | 板倉村                        | 板倉村                        | 昭和33年8月1日 町制 板倉町     | 板倉町                 | 平成17年1月1日 上越市に編入 | 上越市 |
| 中 頸 城 郡 | 関根村                 | 関根村         | 関根村                           | 関根村                           | 関根村                           | 関根村                           | 板倉村                     | 板倉村                        | 明治34年11月1日 板倉村         | 明治34年11月1日 板倉村         | 明治34年11月1日 板倉村         | 板倉村                                          | 板倉村                        | 板倉村                        | 昭和33年8月1日 町制 板倉町     | 板倉町                 | 平成17年1月1日 上越市に編入 | 上越市 |
| 中 頸 城 郡 | 横町村                 | 横町村         | 横町村                           | 横町村                           | 横町村                           | 横町村                           | 板倉村                     | 板倉村                        | 明治34年11月1日 板倉村         | 明治34年11月1日 板倉村         | 明治34年11月1日 板倉村         | 板倉村                                          | 板倉村                        | 板倉村                        | 昭和33年8月1日 町制 板倉町     | 板倉町                 | 平成17年1月1日 上越市に編入 | 上越市 |
| 中 頸 城 郡 | 下田屋村               | 下田屋村       | 下田屋村                         | 下田屋村                         | 下田屋村                         | 下田屋村                         | 板倉村                     | 板倉村                        | 明治34年11月1日 板倉村         | 明治34年11月1日 板倉村         | 明治34年11月1日 板倉村         | 板倉村                                          | 板倉村                        | 板倉村                        | 昭和33年8月1日 町制 板倉町     | 板倉町                 | 平成17年1月1日 上越市に編入 | 上越市 |
| 中 頸 城 郡 | 中島新田               | 中島新田       | 中島新田                         | 明治12年 改称 上中島新田         | 明治12年 改称 上中島新田         | 明治12年 改称 上中島新田         | 板倉村                     | 板倉村                        | 明治34年11月1日 板倉村         | 明治34年11月1日 板倉村         | 明治34年11月1日 板倉村         | 板倉村                                          | 板倉村                        | 板倉村                        | 昭和33年8月1日 町制 板倉町     | 板倉町                 | 平成17年1月1日 上越市に編入 | 上越市 |
| 中 頸 城 郡 | 中島村                 | 中島村         | 中島村                           | 明治12年 改称 南中島村           | 明治12年 改称 南中島村           | 明治12年 改称 南中島村           | 板倉村                     | 板倉村                        | 明治34年11月1日 板倉村         | 明治34年11月1日 板倉村         | 明治34年11月1日 板倉村         | 板倉村                                          | 板倉村                        | 板倉村                        | 昭和33年8月1日 町制 板倉町     | 板倉町                 | 平成17年1月1日 上越市に編入 | 上越市 |
| 中 頸 城 郡 | 小石原村               | 小石原村       | 小石原村                         | 小石原村                         | 小石原村                         | 小石原村                         | 板倉村                     | 板倉村                        | 明治34年11月1日 板倉村         | 明治34年11月1日 板倉村         | 明治34年11月1日 板倉村         | 板倉村                                          | 板倉村                        | 板倉村                        | 昭和33年8月1日 町制 板倉町     | 板倉町                 | 平成17年1月1日 上越市に編入 | 上越市 |
| 中 頸 城 郡 | 下米沢村               | 下米沢村       | 下米沢村                         | 下米沢村                         | 下米沢村                         | 下米沢村                         | 板倉村                     | 板倉村                        | 明治34年11月1日 板倉村         | 明治34年11月1日 板倉村         | 明治34年11月1日 板倉村         | 板倉村                                          | 板倉村                        | 板倉村                        | 昭和33年8月1日 町制 板倉町     | 板倉町                 | 平成17年1月1日 上越市に編入 | 上越市 |
| 中 頸 城 郡 | 高野村                 | 高野村         | 高野村                           | 高野村                           | 高野村                           | 高野村                           | 豊原村                     | 豊原村                        | 明治34年11月1日 板倉村         | 明治34年11月1日 板倉村         | 明治34年11月1日 板倉村         | 板倉村                                          | 板倉村                        | 板倉村                        | 昭和33年8月1日 町制 板倉町     | 板倉町                 | 平成17年1月1日 上越市に編入 | 上越市 |
| 中 頸 城 郡 | 坂井村                 | 坂井村         | 坂井村                           | 坂井村                           | 坂井村                           | 坂井村                           | 豊原村                     | 豊原村                        | 明治34年11月1日 板倉村         | 明治34年11月1日 板倉村         | 明治34年11月1日 板倉村         | 板倉村                                          | 板倉村                        | 板倉村                        | 昭和33年8月1日 町制 板倉町     | 板倉町                 | 平成17年1月1日 上越市に編入 | 上越市 |
| 中 頸 城 郡 | 長塚村                 | 長塚村         | 長塚村                           | 長塚村                           | 長塚村                           | 長塚村                           | 豊原村                     | 豊原村                        | 明治34年11月1日 板倉村         | 明治34年11月1日 板倉村         | 明治34年11月1日 板倉村         | 板倉村                                          | 板倉村                        | 板倉村                        | 昭和33年8月1日 町制 板倉町     | 板倉町                 | 平成17年1月1日 上越市に編入 | 上越市 |
| 中 頸 城 郡 | 四ツ屋新田             | 四ツ屋新田     | 四ツ屋新田                       | 明治12年 改称 南四ツ屋新田       | 明治12年 改称 南四ツ屋新田       | 明治12年 改称 南四ツ屋新田       | 豊原村                     | 豊原村                        | 明治34年11月1日 板倉村         | 明治34年11月1日 板倉村         | 明治34年11月1日 板倉村         | 板倉村                                          | 板倉村                        | 板倉村                        | 昭和33年8月1日 町制 板倉町     | 板倉町                 | 平成17年1月1日 上越市に編入 | 上越市 |
| 中 頸 城 郡 | 福田新田               | 福田新田       | 福田新田                         | 明治12年 改称 上福田新田         | 明治12年 改称 上福田新田         | 明治12年 改称 上福田新田         | 豊原村                     | 豊原村                        | 明治34年11月1日 板倉村         | 明治34年11月1日 板倉村         | 明治34年11月1日 板倉村         | 板倉村                                          | 板倉村                        | 板倉村                        | 昭和33年8月1日 町制 板倉町     | 板倉町                 | 平成17年1月1日 上越市に編入 | 上越市 |
| 中 頸 城 郡 | 戸狩村                 | 戸狩村         | 戸狩村                           | 戸狩村                           | 戸狩村                           | 戸狩村                           | 豊原村                     | 豊原村                        | 明治34年11月1日 板倉村         | 明治34年11月1日 板倉村         | 明治34年11月1日 板倉村         | 板倉村                                          | 板倉村                        | 板倉村                        | 昭和33年8月1日 町制 板倉町     | 板倉町                 | 平成17年1月1日 上越市に編入 | 上越市 |
| 中 頸 城 郡 | 稲増村                 | 稲増村         | 稲増村                           | 稲増村                           | 稲増村                           | 稲増村                           | 豊原村                     | 豊原村                        | 明治34年11月1日 板倉村         | 明治34年11月1日 板倉村         | 明治34年11月1日 板倉村         | 板倉村                                          | 板倉村                        | 板倉村                        | 昭和33年8月1日 町制 板倉町     | 板倉町                 | 平成17年1月1日 上越市に編入 | 上越市 |
| 中 頸 城 郡 | 田井村                 | 田井村         | 田井村                           | 田井村                           | 田井村                           | 田井村                           | 豊原村                     | 豊原村                        | 明治34年11月1日 板倉村         | 明治34年11月1日 板倉村         | 明治34年11月1日 板倉村         | 板倉村                                          | 板倉村                        | 板倉村                        | 昭和33年8月1日 町制 板倉町     | 板倉町                 | 平成17年1月1日 上越市に編入 | 上越市 |
| 中 頸 城 郡 | 長嶺村                 | 長嶺村         | 長嶺村                           | 長嶺村                           | 長嶺村                           | 長嶺村                           | 豊原村                     | 豊原村                        | 明治34年11月1日 板倉村         | 明治34年11月1日 板倉村         | 明治34年11月1日 板倉村         | 板倉村                                          | 板倉村                        | 板倉村                        | 昭和33年8月1日 町制 板倉町     | 板倉町                 | 平成17年1月1日 上越市に編入 | 上越市 |
| 中 頸 城 郡 | 四ツ屋村               | 四ツ屋村       | 四ツ屋村                         | 明治12年 改称 中四ツ屋村         | 明治12年 改称 中四ツ屋村         | 明治12年 改称 中四ツ屋村         | 根越村                     | 根越村                        | 明治34年11月1日 板倉村         | 明治34年11月1日 板倉村         | 明治34年11月1日 板倉村         | 板倉村                                          | 板倉村                        | 板倉村                        | 昭和33年8月1日 町制 板倉町     | 板倉町                 | 平成17年1月1日 上越市に編入 | 上越市 |
| 中 頸 城 郡 | 宮島村                 | 宮島村         | 宮島村                           | 宮島村                           | 宮島村                           | 宮島村                           | 根越村                     | 根越村                        | 明治34年11月1日 板倉村         | 明治34年11月1日 板倉村         | 明治34年11月1日 板倉村         | 板倉村                                          | 板倉村                        | 板倉村                        | 昭和33年8月1日 町制 板倉町     | 板倉町                 | 平成17年1月1日 上越市に編入 | 上越市 |
| 中 頸 城 郡 | 曽根田村               | 曽根田村       | 曽根田村                         | 曽根田村                         | 曽根田村                         | 曽根田村                         | 根越村                     | 根越村                        | 明治34年11月1日 板倉村         | 明治34年11月1日 板倉村         | 明治34年11月1日 板倉村         | 板倉村                                          | 板倉村                        | 板倉村                        | 昭和33年8月1日 町制 板倉町     | 板倉町                 | 平成17年1月1日 上越市に編入 | 上越市 |
| 中 頸 城 郡 | 国川村                 | 国川村         | 国川村                           | 国川村                           | 国川村                           | 国川村                           | 根越村                     | 根越村                        | 明治34年11月1日 板倉村         | 明治34年11月1日 板倉村         | 明治34年11月1日 板倉村         | 板倉村                                          | 板倉村                        | 板倉村                        | 昭和33年8月1日 町制 板倉町     | 板倉町                 | 平成17年1月1日 上越市に編入 | 上越市 |
| 中 頸 城 郡 | 福王寺村               | 福王寺村       | 福王寺村                         | 福王寺村                         | 福王寺村                         | 福王寺村                         | 根越村                     | 根越村                        | 明治34年11月1日 板倉村         | 明治34年11月1日 板倉村         | 明治34年11月1日 板倉村         | 板倉村                                          | 板倉村                        | 板倉村                        | 昭和33年8月1日 町制 板倉町     | 板倉町                 | 平成17年1月1日 上越市に編入 | 上越市 |
| 中 頸 城 郡 | 田屋村                 | 田屋村         | 田屋村                           | 田屋村                           | 田屋村                           | 田屋村                           | 根越村                     | 根越村                        | 明治34年11月1日 板倉村         | 明治34年11月1日 板倉村         | 明治34年11月1日 板倉村         | 板倉村                                          | 板倉村                        | 板倉村                        | 昭和33年8月1日 町制 板倉町     | 板倉町                 | 平成17年1月1日 上越市に編入 | 上越市 |
| 中 頸 城 郡 | 沢田村                 | 沢田村         | 沢田村                           | 沢田村                           | 沢田村                           | 沢田村                           | 根越村                     | 根越村                        | 明治34年11月1日 板倉村         | 明治34年11月1日 板倉村         | 明治34年11月1日 板倉村         | 板倉村                                          | 板倉村                        | 板倉村                        | 昭和33年8月1日 町制 板倉町     | 板倉町                 | 平成17年1月1日 上越市に編入 | 上越市 |
| 中 頸 城 郡 | 別所村                 | 別所村         | 別所村                           | 別所村                           | 別所村                           | 別所村                           | 根越村                     | 根越村                        | 明治34年11月1日 板倉村         | 明治34年11月1日 板倉村         | 明治34年11月1日 板倉村         | 板倉村                                          | 板倉村                        | 板倉村                        | 昭和33年8月1日 町制 板倉町     | 板倉町                 | 平成17年1月1日 上越市に編入 | 上越市 |
| 中 頸 城 郡 | 大嶺新田               | 大嶺新田       | 大嶺新田                         | 大嶺新田                         | 明治18年 達野村                  | 明治18年 達野村                  | 根越村                     | 根越村                        | 明治34年11月1日 板倉村         | 明治34年11月1日 板倉村         | 明治34年11月1日 板倉村         | 板倉村                                          | 板倉村                        | 板倉村                        | 昭和33年8月1日 町制 板倉町     | 板倉町                 | 平成17年1月1日 上越市に編入 | 上越市 |
| 中 頸 城 郡 | 名川新田               | 名川新田       | 名川新田                         | 名川新田                         | 明治18年 達野村                  | 明治18年 達野村                  | 根越村                     | 根越村                        | 明治34年11月1日 板倉村         | 明治34年11月1日 板倉村         | 明治34年11月1日 板倉村         | 板倉村                                          | 板倉村                        | 板倉村                        | 昭和33年8月1日 町制 板倉町     | 板倉町                 | 平成17年1月1日 上越市に編入 | 上越市 |
| 中 頸 城 郡 | 田入山新田             | 田入山新田     | 田入山新田                       | 田入山新田                       | 明治18年 達野村                  | 明治18年 達野村                  | 根越村                     | 根越村                        | 明治34年11月1日 板倉村         | 明治34年11月1日 板倉村         | 明治34年11月1日 板倉村         | 板倉村                                          | 板倉村                        | 板倉村                        | 昭和33年8月1日 町制 板倉町     | 板倉町                 | 平成17年1月1日 上越市に編入 | 上越市 |
| 中 頸 城 郡 | 達野新田               | 達野新田       | 達野新田                         | 達野新田                         | 明治18年 達野村                  | 明治18年 達野村                  | 根越村                     | 根越村                        | 明治34年11月1日 板倉村         | 明治34年11月1日 板倉村         | 明治34年11月1日 板倉村         | 板倉村                                          | 板倉村                        | 板倉村                        | 昭和33年8月1日 町制 板倉町     | 板倉町                 | 平成17年1月1日 上越市に編入 | 上越市 |
| 中 頸 城 郡 | 栗沢村                 | 栗沢村         | 栗沢村                           | 栗沢村                           | 栗沢村                           | 栗沢村                           | 根越村                     | 根越村                        | 明治34年11月1日 板倉村         | 明治34年11月1日 板倉村         | 明治34年11月1日 板倉村         | 板倉村                                          | 板倉村                        | 板倉村                        | 昭和33年8月1日 町制 板倉町     | 板倉町                 | 平成17年1月1日 上越市に編入 | 上越市 |
| 中 頸 城 郡 | 大野新田               | 大野新田       | 大野新田                         | 大野新田                         | 大野新田                         | 大野新田                         | 根越村                     | 根越村                        | 明治34年11月1日 板倉村         | 明治34年11月1日 板倉村         | 明治34年11月1日 板倉村         | 板倉村                                          | 板倉村                        | 板倉村                        | 昭和33年8月1日 町制 板倉町     | 板倉町                 | 平成17年1月1日 上越市に編入 | 上越市 |
| 中 頸 城 郡 | 筒方村                 | 筒方村         | 筒方村                           | 筒方村                           | 筒方村                           | 筒方村                           | 根越村                     | 根越村                        | 明治34年11月1日 板倉村         | 明治34年11月1日 板倉村         | 明治34年11月1日 板倉村         | 板倉村                                          | 板倉村                        | 板倉村                        | 昭和33年8月1日 町制 板倉町     | 板倉町                 | 平成17年1月1日 上越市に編入 | 上越市 |
| 中 頸 城 郡 | 関田村                 | 関田村         | 関田村                           | 関田村                           | 関田村                           | 関田村                           | 根越村                     | 根越村                        | 明治34年11月1日 板倉村         | 明治34年11月1日 板倉村         | 明治34年11月1日 板倉村         | 板倉村                                          | 板倉村                        | 板倉村                        | 昭和33年8月1日 町制 板倉町     | 板倉町                 | 平成17年1月1日 上越市に編入 | 上越市 |
| 中 頸 城 郡 | 玄藤寺新田             | 玄藤寺新田     | 玄藤寺新田                       | 玄藤寺新田                       | 玄藤寺新田                       | 玄藤寺新田                       | 根越村                     | 根越村                        | 明治34年11月1日 板倉村         | 明治34年11月1日 板倉村         | 明治34年11月1日 板倉村         | 板倉村                                          | 板倉村                        | 板倉村                        | 昭和33年8月1日 町制 板倉町     | 板倉町                 | 平成17年1月1日 上越市に編入 | 上越市 |
| 中 頸 城 郡 | 熊川村                 | 熊川村         | 熊川村                           | 熊川村                           | 熊川村                           | 熊川村                           | 箕冠村                     | 箕冠村                        | 明治34年11月1日 板倉村         | 明治34年11月1日 板倉村         | 明治34年11月1日 板倉村         | 板倉村                                          | 板倉村                        | 板倉村                        | 昭和33年8月1日 町制 板倉町     | 板倉町                 | 平成17年1月1日 上越市に編入 | 上越市 |
| 中 頸 城 郡 | 吉増村                 | 吉増村         | 吉増村                           | 吉増村                           | 吉増村                           | 吉増村                           | 箕冠村                     | 箕冠村                        | 明治34年11月1日 板倉村         | 明治34年11月1日 板倉村         | 明治34年11月1日 板倉村         | 板倉村                                          | 板倉村                        | 板倉村                        | 昭和33年8月1日 町制 板倉町     | 板倉町                 | 平成17年1月1日 上越市に編入 | 上越市 |
| 中 頸 城 郡 | 山越村                 | 山越村         | 山越村                           | 山越村                           | 山越村                           | 山越村                           | 箕冠村                     | 箕冠村                        | 明治34年11月1日 板倉村         | 明治34年11月1日 板倉村         | 明治34年11月1日 板倉村         | 板倉村                                          | 板倉村                        | 板倉村                        | 昭和33年8月1日 町制 板倉町     | 板倉町                 | 平成17年1月1日 上越市に編入 | 上越市 |
| 中 頸 城 郡 | 熊川新田               | 熊川新田       | 熊川新田                         | 熊川新田                         | 熊川新田                         | 熊川新田                         | 箕冠村                     | 箕冠村                        | 明治34年11月1日 板倉村         | 明治34年11月1日 板倉村         | 明治34年11月1日 板倉村         | 板倉村                                          | 板倉村                        | 板倉村                        | 昭和33年8月1日 町制 板倉町     | 板倉町                 | 平成17年1月1日 上越市に編入 | 上越市 |
| 中 頸 城 郡 | 山部村                 | 山部村         | 山部村                           | 山部村                           | 山部村                           | 山部村                           | 箕冠村                     | 箕冠村                        | 明治34年11月1日 板倉村         | 明治34年11月1日 板倉村         | 明治34年11月1日 板倉村         | 板倉村                                          | 板倉村                        | 板倉村                        | 昭和33年8月1日 町制 板倉町     | 板倉町                 | 平成17年1月1日 上越市に編入 | 上越市 |
| 中 頸 城 郡 | 米増村                 | 米増村         | 米増村                           | 米増村                           | 米増村                           | 米増村                           | 箕冠村                     | 箕冠村                        | 明治34年11月1日 板倉村         | 明治34年11月1日 板倉村         | 明治34年11月1日 板倉村         | 板倉村                                          | 板倉村                        | 板倉村                        | 昭和33年8月1日 町制 板倉町     | 板倉町                 | 平成17年1月1日 上越市に編入 | 上越市 |
| 中 頸 城 郡 | 中野宮村               | 中野宮村       | 中野宮村                         | 中野宮村                         | 中野宮村                         | 中野宮村                         | 箕冠村                     | 箕冠村                        | 明治34年11月1日 板倉村         | 明治34年11月1日 板倉村         | 明治34年11月1日 板倉村         | 板倉村                                          | 板倉村                        | 板倉村                        | 昭和33年8月1日 町制 板倉町     | 板倉町                 | 平成17年1月1日 上越市に編入 | 上越市 |
| 中 頸 城 郡 | 釜塚村                 | 釜塚村         | 釜塚村                           | 釜塚村                           | 釜塚村                           | 釜塚村                           | 箕冠村                     | 箕冠村                        | 明治34年11月1日 板倉村         | 明治34年11月1日 板倉村         | 明治34年11月1日 板倉村         | 板倉村                                          | 板倉村                        | 板倉村                        | 昭和33年8月1日 町制 板倉町     | 板倉町                 | 平成17年1月1日 上越市に編入 | 上越市 |
| 中 頸 城 郡 | 菰立村                 | 菰立村         | 菰立村                           | 菰立村                           | 菰立村                           | 菰立村                           | 箕冠村                     | 箕冠村                        | 明治34年11月1日 板倉村         | 明治34年11月1日 板倉村         | 明治34年11月1日 板倉村         | 板倉村                                          | 板倉村                        | 板倉村                        | 昭和33年8月1日 町制 板倉町     | 板倉町                 | 平成17年1月1日 上越市に編入 | 上越市 |
| 中 頸 城 郡 | 不動新田               | 不動新田       | 不動新田                         | 不動新田                         | 不動新田                         | 不動新田                         | 箕冠村                     | 箕冠村                        | 明治34年11月1日 板倉村         | 明治34年11月1日 板倉村         | 明治34年11月1日 板倉村         | 板倉村                                          | 板倉村                        | 板倉村                        | 昭和33年8月1日 町制 板倉町     | 板倉町                 | 平成17年1月1日 上越市に編入 | 上越市 |
| 中 頸 城 郡 | 久々野村               | 久々野村       | 久々野村                         | 久々野村                         | 久々野村                         | 久々野村                         | 寺野村                     | 寺野村                        | 寺野村                         | 寺野村                         | 寺野村                         | 寺野村                                          | 寺野村                        | 昭和31年4月1日 板倉村に編入   | 昭和33年8月1日 町制 板倉町     | 板倉町                 | 平成17年1月1日 上越市に編入 | 上越市 |
| 中 頸 城 郡 | 猿供養寺村             | 猿供養寺村     | 猿供養寺村                       | 猿供養寺村                       | 猿供養寺村                       | 猿供養寺村                       | 寺野村                     | 寺野村                        | 寺野村                         | 寺野村                         | 寺野村                         | 寺野村                                          | 寺野村                        | 昭和31年4月1日 板倉村に編入   | 昭和33年8月1日 町制 板倉町     | 板倉町                 | 平成17年1月1日 上越市に編入 | 上越市 |
| 中 頸 城 郡 | 山寺村                 | 山寺村         | 山寺村                           | 明治12年 改称 東山寺村           | 明治12年 改称 東山寺村           | 明治12年 改称 東山寺村           | 寺野村                     | 寺野村                        | 寺野村                         | 寺野村                         | 寺野村                         | 寺野村                                          | 寺野村                        | 昭和31年4月1日 板倉村に編入   | 昭和33年8月1日 町制 板倉町     | 板倉町                 | 平成17年1月1日 上越市に編入 | 上越市 |
| 中 頸 城 郡 | 大池新田村             | 大池新田村     | 大池新田村                       | 大池新田村                       | 大池新田村                       | 大池新田村                       | 寺野村                     | 寺野村                        | 寺野村                         | 寺野村                         | 寺野村                         | 寺野村                                          | 寺野村                        | 昭和31年4月1日 板倉村に編入   | 昭和33年8月1日 町制 板倉町     | 板倉町                 | 平成17年1月1日 上越市に編入 | 上越市 |
| 中 頸 城 郡 | 機織村                 | 機織村         | 機織村                           | 機織村                           | 機織村                           | 機織村                           | 寺野村                     | 寺野村                        | 寺野村                         | 寺野村                         | 寺野村                         | 寺野村                                          | 寺野村                        | 昭和31年4月1日 板倉村に編入   | 昭和33年8月1日 町制 板倉町     | 板倉町                 | 平成17年1月1日 上越市に編入 | 上越市 |
| 中 頸 城 郡 | 菅原村                 | 菅原村         | 菅原村                           | 菅原村                           | 菅原村                           | 菅原村                           | 菅原村                     | 菅原村                        | 菅原村                         | 菅原村                         | 菅原村                         | 昭和30年3月31日 清里村                          | 昭和30年3月31日 清里村        | 清里村                        | 清里村                         | 清里村                 | 平成17年1月1日 上越市に編入 | 上越市 |
| 中 頸 城 郡 | 岡嶺新田               | 岡嶺新田       | 岡嶺新田                         | 岡嶺新田                         | 岡嶺新田                         | 岡嶺新田                         | 菅原村                     | 菅原村                        | 菅原村                         | 菅原村                         | 菅原村                         | 昭和30年3月31日 清里村                          | 昭和30年3月31日 清里村        | 清里村                        | 清里村                         | 清里村                 | 平成17年1月1日 上越市に編入 | 上越市 |
| 中 頸 城 郡 | 岡之町村               | 岡之町村       | 岡之町村                         | 岡之町村                         | 岡之町村                         | 岡之町村                         | 菅原村                     | 菅原村                        | 菅原村                         | 菅原村                         | 菅原村                         | 昭和30年3月31日 清里村                          | 昭和30年3月31日 清里村        | 清里村                        | 清里村                         | 清里村                 | 平成17年1月1日 上越市に編入 | 上越市 |
| 中 頸 城 郡 | 荒牧村                 | 荒牧村         | 荒牧村                           | 荒牧村                           | 荒牧村                           | 荒牧村                           | 菅原村                     | 菅原村                        | 菅原村                         | 菅原村                         | 菅原村                         | 昭和30年3月31日 清里村                          | 昭和30年3月31日 清里村        | 清里村                        | 清里村                         | 清里村                 | 平成17年1月1日 上越市に編入 | 上越市 |
| 中 頸 城 郡 | 深沢村                 | 深沢村         | 深沢村                           | 明治12年 改称 上深沢村           | 明治12年 改称 上深沢村           | 明治12年 改称 上深沢村           | 菅原村                     | 菅原村                        | 菅原村                         | 菅原村                         | 菅原村                         | 昭和30年3月31日 清里村                          | 昭和30年3月31日 清里村        | 清里村                        | 清里村                         | 清里村                 | 平成17年1月1日 上越市に編入 | 上越市 |
| 中 頸 城 郡 | 田島村                 | 田島村         | 田島村                           | 明治12年 改称 上田島村           | 明治12年 改称 上田島村           | 明治12年 改称 上田島村           | 菅原村                     | 菅原村                        | 菅原村                         | 菅原村                         | 菅原村                         | 昭和30年3月31日 清里村                          | 昭和30年3月31日 清里村        | 清里村                        | 清里村                         | 清里村                 | 平成17年1月1日 上越市に編入 | 上越市 |
| 中 頸 城 郡 | 福島村                 | 福島村         | 福島村                           | 明治12年 改称 東福島村           | 明治12年 改称 東福島村           | 明治12年 改称 東福島村           | 菅原村                     | 菅原村                        | 菅原村                         | 菅原村                         | 菅原村                         | 昭和30年3月31日 清里村                          | 昭和30年3月31日 清里村        | 清里村                        | 清里村                         | 清里村                 | 平成17年1月1日 上越市に編入 | 上越市 |
| 中 頸 城 郡 | 馬屋村                 | 馬屋村         | 馬屋村                           | 馬屋村                           | 馬屋村                           | 馬屋村                           | 菅原村                     | 菅原村                        | 菅原村                         | 菅原村                         | 菅原村                         | 昭和30年3月31日 清里村                          | 昭和30年3月31日 清里村        | 清里村                        | 清里村                         | 清里村                 | 平成17年1月1日 上越市に編入 | 上越市 |
| 中 頸 城 郡 | 塩曽根村               | 塩曽根村       | 塩曽根村                         | 塩曽根村                         | 塩曽根村                         | 塩曽根村                         | 菅原村                     | 菅原村                        | 菅原村                         | 菅原村                         | 菅原村                         | 昭和30年3月31日 清里村                          | 昭和30年3月31日 清里村        | 清里村                        | 清里村                         | 清里村                 | 平成17年1月1日 上越市に編入 | 上越市 |
| 中 頸 城 郡 | 今曽根村               | 今曽根村       | 今曽根村                         | 今曽根村                         | 今曽根村                         | 今曽根村                         | 菅原村                     | 菅原村                        | 菅原村                         | 菅原村                         | 菅原村                         | 昭和30年3月31日 清里村                          | 昭和30年3月31日 清里村        | 清里村                        | 清里村                         | 清里村                 | 平成17年1月1日 上越市に編入 | 上越市 |
| 中 頸 城 郡 | 田中村                 | 田中村         | 田中村                           | 明治12年 改称 南田中村           | 明治12年 改称 南田中村           | 明治12年 改称 南田中村           | 菅原村                     | 菅原村                        | 菅原村                         | 菅原村                         | 菅原村                         | 昭和30年3月31日 清里村                          | 昭和30年3月31日 清里村        | 清里村                        | 清里村                         | 清里村                 | 平成17年1月1日 上越市に編入 | 上越市 |
| 中 頸 城 郡 | 武士村                 | 武士村         | 武士村                           | 明治14年 武士村                  | 明治14年 武士村                  | 明治14年 武士村                  | 菅原村                     | 菅原村                        | 菅原村                         | 菅原村                         | 菅原村                         | 昭和30年3月31日 清里村                          | 昭和30年3月31日 清里村        | 清里村                        | 清里村                         | 清里村                 | 平成17年1月1日 上越市に編入 | 上越市 |
| 中 頸 城 郡 | 武士新田               | 武士新田       | 武士新田                         | 明治14年 武士村                  | 明治14年 武士村                  | 明治14年 武士村                  | 菅原村                     | 菅原村                        | 菅原村                         | 菅原村                         | 菅原村                         | 昭和30年3月31日 清里村                          | 昭和30年3月31日 清里村        | 清里村                        | 清里村                         | 清里村                 | 平成17年1月1日 上越市に編入 | 上越市 |
| 中 頸 城 郡 | 上稲塚村               | 上稲塚村       | 上稲塚村                         | 上稲塚村                         | 上稲塚村                         | 上稲塚村                         | 菅原村                     | 菅原村                        | 菅原村                         | 菅原村                         | 菅原村                         | 昭和30年3月31日 清里村                          | 昭和30年3月31日 清里村        | 清里村                        | 清里村                         | 清里村                 | 平成17年1月1日 上越市に編入 | 上越市 |
| 中 頸 城 郡 | 北野村                 | 北野村         | 北野村                           | 北野村                           | 北野村                           | 北野村                           | 櫛池村                     | 櫛池村                        | 櫛池村                         | 櫛池村                         | 櫛池村                         | 昭和30年3月31日 清里村                          | 昭和30年3月31日 清里村        | 清里村                        | 清里村                         | 清里村                 | 平成17年1月1日 上越市に編入 | 上越市 |
| 中 頸 城 郡 | 梨平村                 | 梨平村         | 梨平村                           | 梨平村                           | 梨平村                           | 梨平村                           | 櫛池村                     | 櫛池村                        | 櫛池村                         | 櫛池村                         | 櫛池村                         | 昭和30年3月31日 清里村                          | 昭和30年3月31日 清里村        | 清里村                        | 清里村                         | 清里村                 | 平成17年1月1日 上越市に編入 | 上越市 |
| 中 頸 城 郡 | 赤池村                 | 赤池村         | 赤池村                           | 赤池村                           | 赤池村                           | 赤池村                           | 櫛池村                     | 櫛池村                        | 櫛池村                         | 櫛池村                         | 櫛池村                         | 昭和30年3月31日 清里村                          | 昭和30年3月31日 清里村        | 清里村                        | 清里村                         | 清里村                 | 平成17年1月1日 上越市に編入 | 上越市 |
| 中 頸 城 郡 | 青柳村                 | 青柳村         | 青柳村                           | 青柳村                           | 青柳村                           | 青柳村                           | 櫛池村                     | 櫛池村                        | 櫛池村                         | 櫛池村                         | 櫛池村                         | 昭和30年3月31日 清里村                          | 昭和30年3月31日 清里村        | 清里村                        | 清里村                         | 清里村                 | 平成17年1月1日 上越市に編入 | 上越市 |
| 中 頸 城 郡 | 梨窪村                 | 梨窪村         | 梨窪村                           | 梨窪村                           | 梨窪村                           | 梨窪村                           | 櫛池村                     | 櫛池村                        | 櫛池村                         | 櫛池村                         | 櫛池村                         | 昭和30年3月31日 清里村                          | 昭和30年3月31日 清里村        | 清里村                        | 清里村                         | 清里村                 | 平成17年1月1日 上越市に編入 | 上越市 |
| 中 頸 城 郡 | 鶯沢村                 | 鶯沢村         | 鶯沢村                           | 鶯沢村                           | 鶯沢村                           | 鶯沢村                           | 櫛池村                     | 櫛池村                        | 櫛池村                         | 櫛池村                         | 櫛池村                         | 昭和30年3月31日 清里村                          | 昭和30年3月31日 清里村        | 清里村                        | 清里村                         | 清里村                 | 平成17年1月1日 上越市に編入 | 上越市 |
| 中 頸 城 郡 | 中条村                 | 中条村         | 中条村                           | 明治12年 改称 上中条村           | 明治12年 改称 上中条村           | 明治12年 改称 上中条村           | 櫛池村                     | 櫛池村                        | 櫛池村                         | 櫛池村                         | 櫛池村                         | 昭和30年3月31日 清里村                          | 昭和30年3月31日 清里村        | 清里村                        | 清里村                         | 清里村                 | 平成17年1月1日 上越市に編入 | 上越市 |
| 中 頸 城 郡 | 鈴倉村                 | 鈴倉村         | 鈴倉村                           | 鈴倉村                           | 鈴倉村                           | 鈴倉村                           | 櫛池村                     | 櫛池村                        | 櫛池村                         | 櫛池村                         | 櫛池村                         | 昭和30年3月31日 清里村                          | 昭和30年3月31日 清里村        | 清里村                        | 清里村                         | 清里村                 | 平成17年1月1日 上越市に編入 | 上越市 |
| 中 頸 城 郡 | 寺之脇村               | 寺之脇村       | 寺之脇村                         | 寺之脇村                         | 寺之脇村                         | 寺之脇村                         | 櫛池村                     | 櫛池村                        | 櫛池村                         | 櫛池村                         | 櫛池村                         | 昭和30年3月31日 清里村                          | 昭和30年3月31日 清里村        | 清里村                        | 清里村                         | 清里村                 | 平成17年1月1日 上越市に編入 | 上越市 |
| 中 頸 城 郡 | 戸野村                 | 戸野村         | 戸野村                           | 明治12年 改称 東戸野村           | 明治12年 改称 東戸野村           | 明治12年 改称 東戸野村           | 櫛池村                     | 櫛池村                        | 櫛池村                         | 櫛池村                         | 櫛池村                         | 昭和30年3月31日 清里村                          | 昭和30年3月31日 清里村        | 清里村                        | 清里村                         | 清里村                 | 平成17年1月1日 上越市に編入 | 上越市 |
| 中 頸 城 郡 | 棚田村                 | 棚田村         | 棚田村                           | 棚田村                           | 棚田村                           | 棚田村                           | 櫛池村                     | 櫛池村                        | 櫛池村                         | 櫛池村                         | 櫛池村                         | 昭和30年3月31日 清里村                          | 昭和30年3月31日 清里村        | 清里村                        | 清里村                         | 清里村                 | 平成17年1月1日 上越市に編入 | 上越市 |
| 中 頸 城 郡 | 水草村                 | 水草村         | 水草村                           | 水草村                           | 水草村                           | 水草村                           | 櫛池村                     | 櫛池村                        | 櫛池村                         | 櫛池村                         | 櫛池村                         | 昭和30年3月31日 清里村                          | 昭和30年3月31日 清里村        | 清里村                        | 清里村                         | 清里村                 | 平成17年1月1日 上越市に編入 | 上越市 |
| 中 頸 城 郡 | 川浦村                 | 川浦村         | 川浦村                           | 川浦村                           | 川浦村                           | 川浦村                           | 里五十公野村               | 里五十公野村                  | 里五十公野村                   | 里五十公野村                   | 里五十公野村                   | 里五十公野村                                    | 昭和30年10月1日 三和村        | 三和村                        | 三和村                         | 三和村                 | 平成17年1月1日 上越市に編入 | 上越市 |
| 中 頸 城 郡 | 中野村                 | 中野村         | 中野村                           | 中野村                           | 中野村                           | 中野村                           | 里五十公野村               | 里五十公野村                  | 里五十公野村                   | 里五十公野村                   | 里五十公野村                   | 里五十公野村                                    | 昭和30年10月1日 三和村        | 三和村                        | 三和村                         | 三和村                 | 平成17年1月1日 上越市に編入 | 上越市 |
| 中 頸 城 郡 | 窪村                   | 窪村           | 窪村                             | 窪村                             | 窪村                             | 窪村                             | 里五十公野村               | 里五十公野村                  | 里五十公野村                   | 里五十公野村                   | 里五十公野村                   | 里五十公野村                                    | 昭和30年10月1日 三和村        | 三和村                        | 三和村                         | 三和村                 | 平成17年1月1日 上越市に編入 | 上越市 |
| 中 頸 城 郡 | 法花寺村               | 法花寺村       | 法花寺村                         | 法花寺村                         | 法花寺村                         | 法花寺村                         | 里五十公野村               | 里五十公野村                  | 里五十公野村                   | 里五十公野村                   | 里五十公野村                   | 里五十公野村                                    | 昭和30年10月1日 三和村        | 三和村                        | 三和村                         | 三和村                 | 平成17年1月1日 上越市に編入 | 上越市 |
| 中 頸 城 郡 | 水科村                 | 水科村         | 水科村                           | 水科村                           | 水科村                           | 水科村                           | 里五十公野村               | 里五十公野村                  | 里五十公野村                   | 里五十公野村                   | 里五十公野村                   | 里五十公野村                                    | 昭和30年10月1日 三和村        | 三和村                        | 三和村                         | 三和村                 | 平成17年1月1日 上越市に編入 | 上越市 |
| 中 頸 城 郡 | 水吉村                 | 水吉村         | 水吉村                           | 水吉村                           | 水吉村                           | 水吉村                           | 里五十公野村               | 里五十公野村                  | 里五十公野村                   | 里五十公野村                   | 里五十公野村                   | 里五十公野村                                    | 昭和30年10月1日 三和村        | 三和村                        | 三和村                         | 三和村                 | 平成17年1月1日 上越市に編入 | 上越市 |
| 中 頸 城 郡 | 鴨井村                 | 鴨井村         | 鴨井村                           | 鴨井村                           | 鴨井村                           | 鴨井村                           | 里五十公野村               | 里五十公野村                  | 里五十公野村                   | 里五十公野村                   | 里五十公野村                   | 里五十公野村                                    | 昭和30年10月1日 三和村        | 三和村                        | 三和村                         | 三和村                 | 平成17年1月1日 上越市に編入 | 上越市 |
| 中 頸 城 郡 | 田村                   | 田村           | 田村                             | 田村                             | 田村                             | 田村                             | 里五十公野村               | 里五十公野村                  | 里五十公野村                   | 里五十公野村                   | 里五十公野村                   | 里五十公野村                                    | 昭和30年10月1日 三和村        | 三和村                        | 三和村                         | 三和村                 | 平成17年1月1日 上越市に編入 | 上越市 |
| 中 頸 城 郡 | 中村                   | 中村           | 中村                             | 明治12年 改称 下中村             | 明治12年 改称 下中村             | 明治12年 改称 下中村             | 里五十公野村               | 里五十公野村                  | 里五十公野村                   | 里五十公野村                   | 里五十公野村                   | 里五十公野村                                    | 昭和30年10月1日 三和村        | 三和村                        | 三和村                         | 三和村                 | 平成17年1月1日 上越市に編入 | 上越市 |
| 中 頸 城 郡 | 野村                   | 野村           | 野村                             | 野村                             | 野村                             | 野村                             | 里五十公野村               | 里五十公野村                  | 里五十公野村                   | 里五十公野村                   | 里五十公野村                   | 里五十公野村                                    | 昭和30年10月1日 三和村        | 三和村                        | 三和村                         | 三和村                 | 平成17年1月1日 上越市に編入 | 上越市 |
| 中 頸 城 郡 | 稲原村                 | 稲原村         | 稲原村                           | 稲原村                           | 稲原村                           | 稲原村                           | 里五十公野村               | 里五十公野村                  | 里五十公野村                   | 里五十公野村                   | 里五十公野村                   | 里五十公野村                                    | 昭和30年10月1日 三和村        | 三和村                        | 三和村                         | 三和村                 | 平成17年1月1日 上越市に編入 | 上越市 |
| 中 頸 城 郡 | 宮崎新田               | 宮崎新田       | 宮崎新田                         | 宮崎新田                         | 宮崎新田                         | 宮崎新田                         | 里五十公野村               | 里五十公野村                  | 里五十公野村                   | 里五十公野村                   | 里五十公野村                   | 里五十公野村                                    | 昭和30年10月1日 三和村        | 三和村                        | 三和村                         | 三和村                 | 平成17年1月1日 上越市に編入 | 上越市 |
| 中 頸 城 郡 | 横山新田               | 横山新田       | 横山新田                         | 横山新田                         | 横山新田                         | 横山新田                         | 里五十公野村               | 里五十公野村                  | 里五十公野村                   | 里五十公野村                   | 里五十公野村                   | 里五十公野村                                    | 昭和30年10月1日 三和村        | 三和村                        | 三和村                         | 三和村                 | 平成17年1月1日 上越市に編入 | 上越市 |
| 中 頸 城 郡 | 所山田村               | 所山田村       | 所山田村                         | 所山田村                         | 所山田村                         | 所山田村                         | 上杉村                     | 上杉村                        | 上杉村                         | 上杉村                         | 上杉村                         | 上杉村                                          | 昭和30年10月1日 三和村        | 三和村                        | 三和村                         | 三和村                 | 平成17年1月1日 上越市に編入 | 上越市 |
| 中 頸 城 郡 | 岡田村                 | 岡田村         | 岡田村                           | 岡田村                           | 岡田村                           | 岡田村                           | 上杉村                     | 上杉村                        | 上杉村                         | 上杉村                         | 上杉村                         | 上杉村                                          | 昭和30年10月1日 三和村        | 三和村                        | 三和村                         | 三和村                 | 平成17年1月1日 上越市に編入 | 上越市 |
| 中 頸 城 郡 | 島倉村                 | 島倉村         | 島倉村                           | 島倉村                           | 島倉村                           | 島倉村                           | 上杉村                     | 上杉村                        | 上杉村                         | 上杉村                         | 上杉村                         | 上杉村                                          | 昭和30年10月1日 三和村        | 三和村                        | 三和村                         | 三和村                 | 平成17年1月1日 上越市に編入 | 上越市 |
| 中 頸 城 郡 | 北代村                 | 北代村         | 北代村                           | 北代村                           | 北代村                           | 北代村                           | 上杉村                     | 上杉村                        | 上杉村                         | 上杉村                         | 上杉村                         | 上杉村                                          | 昭和30年10月1日 三和村        | 三和村                        | 三和村                         | 三和村                 | 平成17年1月1日 上越市に編入 | 上越市 |
| 中 頸 城 郡 | 新保村                 | 新保村         | 新保村                           | 明治12年 改称 下新保村           | 明治12年 改称 下新保村           | 明治12年 改称 下新保村           | 上杉村                     | 上杉村                        | 上杉村                         | 上杉村                         | 上杉村                         | 上杉村                                          | 昭和30年10月1日 三和村        | 三和村                        | 三和村                         | 三和村                 | 平成17年1月1日 上越市に編入 | 上越市 |
| 中 頸 城 郡 | 村岡村                 | 村岡村         | 村岡村                           | 明治10年 大村                    | 明治10年 大村                    | 明治10年 大村                    | 上杉村                     | 上杉村                        | 上杉村                         | 上杉村                         | 上杉村                         | 上杉村                                          | 昭和30年10月1日 三和村        | 三和村                        | 三和村                         | 三和村                 | 平成17年1月1日 上越市に編入 | 上越市 |
| 中 頸 城 郡 | 大光寺村               | 大光寺村       | 大光寺村                         | 明治10年 大村                    | 明治10年 大村                    | 明治10年 大村                    | 上杉村                     | 上杉村                        | 上杉村                         | 上杉村                         | 上杉村                         | 上杉村                                          | 昭和30年10月1日 三和村        | 三和村                        | 三和村                         | 三和村                 | 平成17年1月1日 上越市に編入 | 上越市 |
| 中 頸 城 郡 | 田島村                 | 田島村         | 田島村                           | 明治12年 改称 下田島村           | 明治12年 改称 下田島村           | 明治12年 改称 下田島村           | 上杉村                     | 上杉村                        | 上杉村                         | 上杉村                         | 上杉村                         | 上杉村                                          | 昭和30年10月1日 三和村        | 三和村                        | 三和村                         | 三和村                 | 平成17年1月1日 上越市に編入 | 上越市 |
| 中 頸 城 郡 | 三村新田               | 三村新田       | 三村新田                         | 三村新田                         | 三村新田                         | 三村新田                         | 上杉村                     | 上杉村                        | 上杉村                         | 上杉村                         | 上杉村                         | 上杉村                                          | 昭和30年10月1日 三和村        | 三和村                        | 三和村                         | 三和村                 | 平成17年1月1日 上越市に編入 | 上越市 |
| 中 頸 城 郡 | 今保村                 | 今保村         | 今保村                           | 今保村                           | 明治17年 今保村                  | 明治17年 今保村                  | 上杉村                     | 上杉村                        | 上杉村                         | 上杉村                         | 上杉村                         | 上杉村                                          | 昭和30年10月1日 三和村        | 三和村                        | 三和村                         | 三和村                 | 平成17年1月1日 上越市に編入 | 上越市 |
| 中 頸 城 郡 | 今保新田               | 今保新田       | 今保新田                         | 今保新田                         | 明治17年 今保村                  | 明治17年 今保村                  | 上杉村                     | 上杉村                        | 上杉村                         | 上杉村                         | 上杉村                         | 上杉村                                          | 昭和30年10月1日 三和村        | 三和村                        | 三和村                         | 三和村                 | 平成17年1月1日 上越市に編入 | 上越市 |
| 中 頸 城 郡 | 浮島村                 | 浮島村         | 浮島村                           | 浮島村                           | 浮島村                           | 浮島村                           | 上杉村                     | 上杉村                        | 上杉村                         | 上杉村                         | 上杉村                         | 上杉村                                          | 昭和30年10月1日 三和村        | 三和村                        | 三和村                         | 三和村                 | 平成17年1月1日 上越市に編入 | 上越市 |
| 中 頸 城 郡 | 払沢村                 | 払沢村         | 払沢村                           | 払沢村                           | 払沢村                           | 払沢村                           | 上杉村                     | 上杉村                        | 上杉村                         | 上杉村                         | 上杉村                         | 上杉村                                          | 昭和30年10月1日 三和村        | 三和村                        | 三和村                         | 三和村                 | 平成17年1月1日 上越市に編入 | 上越市 |
| 中 頸 城 郡 | 桑曽根村               | 桑曽根村       | 桑曽根村                         | 桑曽根村                         | 桑曽根村                         | 桑曽根村                         | 上杉村                     | 上杉村                        | 上杉村                         | 上杉村                         | 上杉村                         | 上杉村                                          | 昭和30年10月1日 三和村        | 三和村                        | 三和村                         | 三和村                 | 平成17年1月1日 上越市に編入 | 上越市 |
| 中 頸 城 郡 | 山高津村               | 山高津村       | 山高津村                         | 山高津村                         | 山高津村                         | 山高津村                         | 上杉村                     | 上杉村                        | 上杉村                         | 上杉村                         | 上杉村                         | 上杉村                                          | 昭和30年10月1日 三和村        | 三和村                        | 三和村                         | 三和村                 | 平成17年1月1日 上越市に編入 | 上越市 |
| 中 頸 城 郡 | 井ノ口村               | 井ノ口村       | 井ノ口村                         | 井ノ口村                         | 井ノ口村                         | 井ノ口村                         | 上杉村                     | 上杉村                        | 上杉村                         | 上杉村                         | 上杉村                         | 上杉村                                          | 昭和30年10月1日 三和村        | 三和村                        | 三和村                         | 三和村                 | 平成17年1月1日 上越市に編入 | 上越市 |
| 中 頸 城 郡 | 錦村                   | 錦村           | 錦村                             | 錦村                             | 錦村                             | 錦村                             | 美守村                     | 美守村                        | 美守村                         | 美守村                         | 美守村                         | 美守村                                          | 昭和30年10月1日 三和村        | 三和村                        | 三和村                         | 三和村                 | 平成17年1月1日 上越市に編入 | 上越市 |
| 中 頸 城 郡 | 柳林村                 | 柳林村         | 柳林村                           | 柳林村                           | 柳林村                           | 柳林村                           | 美守村                     | 美守村                        | 美守村                         | 美守村                         | 美守村                         | 美守村                                          | 昭和30年10月1日 三和村        | 三和村                        | 三和村                         | 三和村                 | 平成17年1月1日 上越市に編入 | 上越市 |
| 中 頸 城 郡 | 上広田村               | 上広田村       | 上広田村                         | 上広田村                         | 上広田村                         | 上広田村                         | 美守村                     | 美守村                        | 美守村                         | 美守村                         | 美守村                         | 美守村                                          | 昭和30年10月1日 三和村        | 三和村                        | 三和村                         | 三和村                 | 平成17年1月1日 上越市に編入 | 上越市 |
| 中 頸 城 郡 | 岡木村                 | 岡木村         | 岡木村                           | 岡木村                           | 岡木村                           | 岡木村                           | 美守村                     | 美守村                        | 美守村                         | 美守村                         | 美守村                         | 美守村                                          | 昭和30年10月1日 三和村        | 三和村                        | 三和村                         | 三和村                 | 平成17年1月1日 上越市に編入 | 上越市 |
| 中 頸 城 郡 | 米子村                 | 米子村         | 米子村                           | 米子村                           | 米子村                           | 米子村                           | 美守村                     | 美守村                        | 美守村                         | 美守村                         | 美守村                         | 美守村                                          | 昭和30年10月1日 三和村        | 三和村                        | 三和村                         | 三和村                 | 平成17年1月1日 上越市に編入 | 上越市 |
| 中 頸 城 郡 | 広井村                 | 広井村         | 広井村                           | 広井村                           | 広井村                           | 広井村                           | 美守村                     | 美守村                        | 美守村                         | 美守村                         | 美守村                         | 美守村                                          | 昭和30年10月1日 三和村        | 三和村                        | 三和村                         | 三和村                 | 平成17年1月1日 上越市に編入 | 上越市 |
| 中 頸 城 郡 | 下広田村               | 下広田村       | 下広田村                         | 下広田村                         | 下広田村                         | 下広田村                         | 美守村                     | 美守村                        | 美守村                         | 美守村                         | 美守村                         | 美守村                                          | 昭和30年10月1日 三和村        | 三和村                        | 三和村                         | 三和村                 | 平成17年1月1日 上越市に編入 | 上越市 |
| 中 頸 城 郡 | 本郷村                 | 本郷村         | 本郷村                           | 本郷村                           | 本郷村                           | 本郷村                           | 美守村                     | 美守村                        | 美守村                         | 美守村                         | 美守村                         | 美守村                                          | 昭和30年10月1日 三和村        | 三和村                        | 三和村                         | 三和村                 | 平成17年1月1日 上越市に編入 | 上越市 |
| 中 頸 城 郡 | 沖柳村                 | 沖柳村         | 沖柳村                           | 沖柳村                           | 沖柳村                           | 沖柳村                           | 美守村                     | 美守村                        | 美守村                         | 美守村                         | 美守村                         | 美守村                                          | 昭和30年10月1日 三和村        | 三和村                        | 三和村                         | 三和村                 | 平成17年1月1日 上越市に編入 | 上越市 |
| 中 頸 城 郡 | 越柳村                 | 越柳村         | 越柳村                           | 越柳村                           | 越柳村                           | 越柳村                           | 美守村                     | 美守村                        | 美守村                         | 美守村                         | 美守村                         | 美守村                                          | 昭和30年10月1日 三和村        | 三和村                        | 三和村                         | 三和村                 | 平成17年1月1日 上越市に編入 | 上越市 |
| 中 頸 城 郡 | 神田村                 | 神田村         | 神田村                           | 神田村                           | 神田村                           | 神田村                           | 美守村                     | 美守村                        | 美守村                         | 美守村                         | 美守村                         | 美守村                                          | 昭和30年10月1日 三和村        | 三和村                        | 三和村                         | 三和村                 | 平成17年1月1日 上越市に編入 | 上越市 |
| 中 頸 城 郡 | 塔之輪村               | 塔之輪村       | 塔之輪村                         | 塔之輪村                         | 塔之輪村                         | 塔之輪村                         | 美守村                     | 美守村                        | 美守村                         | 美守村                         | 美守村                         | 美守村                                          | 昭和30年10月1日 三和村        | 三和村                        | 三和村                         | 三和村                 | 平成17年1月1日 上越市に編入 | 上越市 |
| 中 頸 城 郡 | 山腰新田               | 山腰新田       | 山腰新田                         | 山腰新田                         | 山腰新田                         | 山腰新田                         | 美守村                     | 美守村                        | 美守村                         | 美守村                         | 美守村                         | 美守村                                          | 昭和30年10月1日 三和村        | 三和村                        | 三和村                         | 三和村                 | 平成17年1月1日 上越市に編入 | 上越市 |
| 中 頸 城 郡 | 末野村                 | 末野村         | 末野村                           | 末野村                           | 末野村                           | 末野村                           | 美守村                     | 美守村                        | 美守村                         | 美守村                         | 美守村                         | 美守村                                          | 昭和30年10月1日 三和村        | 三和村                        | 三和村                         | 三和村                 | 平成17年1月1日 上越市に編入 | 上越市 |
| 中 頸 城 郡 | 末野新田               | 末野新田       | 末野新田                         | 末野新田                         | 末野新田                         | 末野新田                         | 美守村                     | 美守村                        | 美守村                         | 美守村                         | 美守村                         | 美守村                                          | 昭和30年10月1日 三和村        | 三和村                        | 三和村                         | 三和村                 | 平成17年1月1日 上越市に編入 | 上越市 |
| 中 頸 城 郡 | 猿俣新田               | 猿俣新田       | 猿俣新田                         | 猿俣新田                         | 猿俣新田                         | 猿俣新田                         | 美守村                     | 美守村                        | 美守村                         | 美守村                         | 美守村                         | 美守村                                          | 昭和30年10月1日 三和村        | 三和村                        | 三和村                         | 三和村                 | 平成17年1月1日 上越市に編入 | 上越市 |
| 中 頸 城 郡 | 飯田村                 | 飯田村         | 飯田村                           | 飯田村                           | 飯田村                           | 飯田村                           | 飯田村                     | 飯田村                        | 明治34年11月1日 高士村         | 明治34年11月1日 高士村         | 明治34年11月1日 高士村         | 高士村                                          | 高士村                        | 高士村                        | 昭和34年11月1日 高田市に編入   | 昭和46年4月29日 上越市 | 上越市                      | 上越市 |
| 中 頸 城 郡 | 松塚村                 | 松塚村         | 松塚村                           | 松塚村                           | 松塚村                           | 松塚村                           | 高士村                     | 高士村                        | 明治34年11月1日 高士村         | 明治34年11月1日 高士村         | 明治34年11月1日 高士村         | 高士村                                          | 高士村                        | 高士村                        | 昭和34年11月1日 高田市に編入   | 昭和46年4月29日 上越市 | 上越市                      | 上越市 |
| 中 頸 城 郡 | 妙賀村                 | 妙賀村         | 妙賀村                           | 妙賀村                           | 妙賀村                           | 妙賀村                           | 高士村                     | 高士村                        | 明治34年11月1日 高士村         | 明治34年11月1日 高士村         | 明治34年11月1日 高士村         | 高士村                                          | 高士村                        | 高士村                        | 昭和34年11月1日 高田市に編入   | 昭和46年4月29日 上越市 | 上越市                      | 上越市 |
| 中 頸 城 郡 | 油田村                 | 油田村         | 油田村                           | 油田村                           | 油田村                           | 油田村                           | 高士村                     | 高士村                        | 明治34年11月1日 高士村         | 明治34年11月1日 高士村         | 明治34年11月1日 高士村         | 高士村                                          | 高士村                        | 高士村                        | 昭和34年11月1日 高田市に編入   | 昭和46年4月29日 上越市 | 上越市                      | 上越市 |
| 中 頸 城 郡 | 森田村                 | 森田村         | 森田村                           | 森田村                           | 森田村                           | 森田村                           | 高士村                     | 高士村                        | 明治34年11月1日 高士村         | 明治34年11月1日 高士村         | 明治34年11月1日 高士村         | 高士村                                          | 高士村                        | 高士村                        | 昭和34年11月1日 高田市に編入   | 昭和46年4月29日 上越市 | 上越市                      | 上越市 |
| 中 頸 城 郡 | 十二ノ木村             | 十二ノ木村     | 十二ノ木村                       | 十二ノ木村                       | 十二ノ木村                       | 十二ノ木村                       | 高士村                     | 高士村                        | 明治34年11月1日 高士村         | 明治34年11月1日 高士村         | 明治34年11月1日 高士村         | 高士村                                          | 高士村                        | 高士村                        | 昭和34年11月1日 高田市に編入   | 昭和46年4月29日 上越市 | 上越市                      | 上越市 |
| 中 頸 城 郡 | 大口村                 | 大口村         | 大口村                           | 大口村                           | 大口村                           | 大口村                           | 高士村                     | 高士村                        | 明治34年11月1日 高士村         | 明治34年11月1日 高士村         | 明治34年11月1日 高士村         | 高士村                                          | 高士村                        | 高士村                        | 昭和34年11月1日 高田市に編入   | 昭和46年4月29日 上越市 | 上越市                      | 上越市 |
| 中 頸 城 郡 | 南方村                 | 南方村         | 南方村                           | 南方村                           | 南方村                           | 南方村                           | 高士村                     | 高士村                        | 明治34年11月1日 高士村         | 明治34年11月1日 高士村         | 明治34年11月1日 高士村         | 高士村                                          | 高士村                        | 高士村                        | 昭和34年11月1日 高田市に編入   | 昭和46年4月29日 上越市 | 上越市                      | 上越市 |
| 中 頸 城 郡 | 北方村                 | 北方村         | 北方村                           | 北方村                           | 北方村                           | 北方村                           | 高士村                     | 高士村                        | 明治34年11月1日 高士村         | 明治34年11月1日 高士村         | 明治34年11月1日 高士村         | 高士村                                          | 高士村                        | 高士村                        | 昭和34年11月1日 高田市に編入   | 昭和46年4月29日 上越市 | 上越市                      | 上越市 |
| 中 頸 城 郡 | 南京田村               | 南京田村       | 南京田村                         | 南京田村                         | 南京田村                         | 南京田村                         | 高士村                     | 高士村                        | 明治34年11月1日 高士村         | 明治34年11月1日 高士村         | 明治34年11月1日 高士村         | 高士村                                          | 高士村                        | 高士村                        | 昭和34年11月1日 高田市に編入   | 昭和46年4月29日 上越市 | 上越市                      | 上越市 |
| 中 頸 城 郡 | 北京田村               | 北京田村       | 北京田村                         | 北京田村                         | 北京田村                         | 北京田村                         | 高士村                     | 高士村                        | 明治34年11月1日 高士村         | 明治34年11月1日 高士村         | 明治34年11月1日 高士村         | 高士村                                          | 高士村                        | 高士村                        | 昭和34年11月1日 高田市に編入   | 昭和46年4月29日 上越市 | 上越市                      | 上越市 |
| 中 頸 城 郡 | 東高津村               | 東高津村       | 東高津村                         | 東高津村                         | 東高津村                         | 東高津村                         | 高士村                     | 高士村                        | 明治34年11月1日 高士村         | 明治34年11月1日 高士村         | 明治34年11月1日 高士村         | 高士村                                          | 高士村                        | 高士村                        | 昭和34年11月1日 高田市に編入   | 昭和46年4月29日 上越市 | 上越市                      | 上越市 |
| 中 頸 城 郡 | 本高津村               | 本高津村       | 本高津村                         | 本高津村                         | 本高津村                         | 本高津村                         | 高士村                     | 高士村                        | 明治34年11月1日 高士村         | 明治34年11月1日 高士村         | 明治34年11月1日 高士村         | 高士村                                          | 高士村                        | 高士村                        | 昭和34年11月1日 高田市に編入   | 昭和46年4月29日 上越市 | 上越市                      | 上越市 |
| 中 頸 城 郡 | 西高津村               | 西高津村       | 西高津村                         | 西高津村                         | 西高津村                         | 西高津村                         | 高士村                     | 高士村                        | 明治34年11月1日 高士村         | 明治34年11月1日 高士村         | 明治34年11月1日 高士村         | 高士村                                          | 高士村                        | 高士村                        | 昭和34年11月1日 高田市に編入   | 昭和46年4月29日 上越市 | 上越市                      | 上越市 |
| 中 頸 城 郡 | 稲村古新田             | 稲村古新田     | 稲村古新田                       | 稲村古新田                       | 稲村古新田                       | 稲村古新田                       | 高士村                     | 高士村                        | 明治34年11月1日 高士村         | 明治34年11月1日 高士村         | 明治34年11月1日 高士村         | 高士村                                          | 高士村                        | 高士村                        | 昭和34年11月1日 高田市に編入   | 昭和46年4月29日 上越市 | 上越市                      | 上越市 |
| 中 頸 城 郡 | 上元屋敷村             | 上元屋敷村     | 上元屋敷村                       | 上元屋敷村                       | 上元屋敷村                       | 上元屋敷村                       | 高士村                     | 高士村                        | 明治34年11月1日 高士村         | 明治34年11月1日 高士村         | 明治34年11月1日 高士村         | 高士村                                          | 高士村                        | 高士村                        | 昭和34年11月1日 高田市に編入   | 昭和46年4月29日 上越市 | 上越市                      | 上越市 |
| 中 頸 城 郡 | 下元屋敷村             | 下元屋敷村     | 下元屋敷村                       | 下元屋敷村                       | 下元屋敷村                       | 下元屋敷村                       | 高士村                     | 高士村                        | 明治34年11月1日 高士村         | 明治34年11月1日 高士村         | 明治34年11月1日 高士村         | 高士村                                          | 高士村                        | 高士村                        | 昭和34年11月1日 高田市に編入   | 昭和46年4月29日 上越市 | 上越市                      | 上越市 |
| 中 頸 城 郡 | 小村                   | 小村           | 小村                             | 小村                             | 小村                             | 小村                             | 高士村                     | 高士村                        | 明治34年11月1日 高士村         | 明治34年11月1日 高士村         | 明治34年11月1日 高士村         | 高士村                                          | 高士村                        | 高士村                        | 昭和34年11月1日 高田市に編入   | 昭和46年4月29日 上越市 | 上越市                      | 上越市 |
| 中 頸 城 郡 | 保屋村                 | 保屋村         | 保屋村                           | 保屋村                           | 保屋村                           | 保屋村                           | 高士村                     | 高士村                        | 明治34年11月1日 高士村         | 明治34年11月1日 高士村         | 明治34年11月1日 高士村         | 高士村                                          | 高士村                        | 高士村                        | 昭和34年11月1日 高田市に編入   | 昭和46年4月29日 上越市 | 上越市                      | 上越市 |
| 中 頸 城 郡 | 浦梨村                 | 浦梨村         | 浦梨村                           | 浦梨村                           | 浦梨村                           | 浦梨村                           | 高士村                     | 高士村                        | 明治34年11月1日 高士村         | 明治34年11月1日 高士村         | 明治34年11月1日 高士村         | 高士村                                          | 高士村                        | 高士村                        | 昭和34年11月1日 高田市に編入   | 昭和46年4月29日 上越市 | 上越市                      | 上越市 |
| 中 頸 城 郡 | 下曽根村               | 下曽根村       | 下曽根村                         | 下曽根村                         | 下曽根村                         | 下曽根村                         | 高士村                     | 高士村                        | 明治34年11月1日 高士村         | 明治34年11月1日 高士村         | 明治34年11月1日 高士村         | 高士村                                          | 高士村                        | 高士村                        | 昭和34年11月1日 高田市に編入   | 昭和46年4月29日 上越市 | 上越市                      | 上越市 |
| 中 頸 城 郡 | 上曽根村               | 上曽根村       | 上曽根村                         | 上曽根村                         | 上曽根村                         | 上曽根村                         | 高士村                     | 高士村                        | 明治34年11月1日 高士村         | 明治34年11月1日 高士村         | 明治34年11月1日 高士村         | 高士村                                          | 高士村                        | 高士村                        | 昭和34年11月1日 高田市に編入   | 昭和46年4月29日 上越市 | 上越市                      | 上越市 |
| 中 頸 城 郡 | 稲谷村                 | 稲谷村         | 稲谷村                           | 稲谷村                           | 稲谷村                           | 稲谷村                           | 高士村                     | 高士村                        | 明治34年11月1日 高士村         | 明治34年11月1日 高士村         | 明治34年11月1日 高士村         | 高士村                                          | 高士村                        | 高士村                        | 昭和34年11月1日 高田市に編入   | 昭和46年4月29日 上越市 | 上越市                      | 上越市 |
| 中 頸 城 郡 | 稲塚新田               | 稲塚新田       | 稲塚新田                         | 明治12年 改称 東稲塚新田         | 明治12年 改称 東稲塚新田         | 明治12年 改称 東稲塚新田         | 高士村                     | 高士村                        | 明治34年11月1日 三郷村         | 明治34年11月1日 三郷村         | 明治34年11月1日 三郷村         | 昭和30年2月1日 高田市に編入                     | 高田市                        | 高田市                        | 高田市                         | 昭和46年4月29日 上越市 | 上越市                      | 上越市 |
| 中 頸 城 郡 | 下稲塚村               | 下稲塚村       | 下稲塚村                         | 下稲塚村                         | 下稲塚村                         | 下稲塚村                         | 高士村                     | 高士村                        | 明治34年11月1日 三郷村         | 明治34年11月1日 三郷村         | 明治34年11月1日 三郷村         | 昭和30年2月1日 高田市に編入                     | 高田市                        | 高田市                        | 高田市                         | 昭和46年4月29日 上越市 | 上越市                      | 上越市 |
| 中 頸 城 郡 | 本長者原新田           | 本長者原新田   | 本長者原新田                     | 本長者原新田                     | 本長者原新田                     | 本長者原新田                     | 三郷村                     | 三郷村                        | 明治34年11月1日 三郷村         | 明治34年11月1日 三郷村         | 明治34年11月1日 三郷村         | 昭和30年2月1日 高田市に編入                     | 高田市                        | 高田市                        | 高田市                         | 昭和46年4月29日 上越市 | 上越市                      | 上越市 |
| 中 頸 城 郡 | 新長者原村             | 新長者原村     | 新長者原村                       | 新長者原村                       | 新長者原村                       | 新長者原村                       | 三郷村                     | 三郷村                        | 明治34年11月1日 三郷村         | 明治34年11月1日 三郷村         | 明治34年11月1日 三郷村         | 昭和30年2月1日 高田市に編入                     | 高田市                        | 高田市                        | 高田市                         | 昭和46年4月29日 上越市 | 上越市                      | 上越市 |
| 中 頸 城 郡 | 天野原新田             | 天野原新田     | 天野原新田                       | 天野原新田                       | 天野原新田                       | 天野原新田                       | 三郷村                     | 三郷村                        | 明治34年11月1日 三郷村         | 明治34年11月1日 三郷村         | 明治34年11月1日 三郷村         | 昭和30年2月1日 高田市に編入                     | 高田市                        | 高田市                        | 高田市                         | 昭和46年4月29日 上越市 | 上越市                      | 上越市 |
| 中 頸 城 郡 | 辰尾新田               | 辰尾新田       | 辰尾新田                         | 辰尾新田                         | 辰尾新田                         | 辰尾新田                         | 三郷村                     | 三郷村                        | 明治34年11月1日 三郷村         | 明治34年11月1日 三郷村         | 明治34年11月1日 三郷村         | 昭和30年2月1日 高田市に編入                     | 高田市                        | 高田市                        | 高田市                         | 昭和46年4月29日 上越市 | 上越市                      | 上越市 |
| 中 頸 城 郡 | 藪野村                 | 藪野村         | 藪野村                           | 藪野村                           | 藪野村                           | 藪野村                           | 三郷村                     | 三郷村                        | 明治34年11月1日 三郷村         | 明治34年11月1日 三郷村         | 明治34年11月1日 三郷村         | 昭和30年2月1日 高田市に編入                     | 高田市                        | 高田市                        | 高田市                         | 昭和46年4月29日 上越市 | 上越市                      | 上越市 |
| 中 頸 城 郡 | 本長者原村             | 本長者原村     | 本長者原村                       | 本長者原村                       | 本長者原村                       | 本長者原村                       | 三郷村                     | 三郷村                        | 明治34年11月1日 三郷村         | 明治34年11月1日 三郷村         | 明治34年11月1日 三郷村         | 昭和30年2月1日 高田市に編入                     | 高田市                        | 高田市                        | 高田市                         | 昭和46年4月29日 上越市 | 上越市                      | 上越市 |
| 中 頸 城 郡 | 今池村                 | 今池村         | 今池村                           | 今池村                           | 今池村                           | 今池村                           | 三郷村                     | 三郷村                        | 明治34年11月1日 三郷村         | 明治34年11月1日 三郷村         | 明治34年11月1日 三郷村         | 昭和30年2月1日 高田市に編入                     | 高田市                        | 高田市                        | 高田市                         | 昭和46年4月29日 上越市 | 上越市                      | 上越市 |
| 中 頸 城 郡 | 四ツ屋村               | 四ツ屋村       | 四ツ屋村                         | 明治12年 改称 下四ツ屋村         | 明治12年 改称 下四ツ屋村         | 明治12年 改称 下四ツ屋村         | 三郷村                     | 三郷村                        | 明治34年11月1日 三郷村         | 明治34年11月1日 三郷村         | 明治34年11月1日 三郷村         | 昭和30年2月1日 高田市に編入                     | 高田市                        | 高田市                        | 高田市                         | 昭和46年4月29日 上越市 | 上越市                      | 上越市 |
| 中 頸 城 郡 | 松之木村               | 松之木村       | 松之木村                         | 明治12年 改称 西松之木村         | 明治12年 改称 西松之木村         | 明治12年 改称 西松之木村         | 三郷村                     | 三郷村                        | 明治34年11月1日 三郷村         | 明治34年11月1日 三郷村         | 明治34年11月1日 三郷村         | 昭和30年2月1日 高田市に編入                     | 高田市                        | 高田市                        | 高田市                         | 昭和46年4月29日 上越市 | 上越市                      | 上越市 |
| 中 頸 城 郡 | 門前村                 | 門前村         | 門前村                           | 明治12年 改称 中門前村           | 明治12年 改称 中門前村           | 明治12年 改称 中門前村           | 春日村                     | 春日村                        | 明治34年11月1日 春日村         | 明治34年11月1日 春日村         | 明治34年11月1日 春日村         | 昭和30年2月1日 高田市に編入                     | 高田市                        | 高田市                        | 高田市                         | 昭和46年4月29日 上越市 | 上越市                      | 上越市 |
| 中 頸 城 郡 | 寺分村                 | 寺分村         | 寺分村                           | 寺分村                           | 寺分村                           | 寺分村                           | 春日村                     | 春日村                        | 明治34年11月1日 春日村         | 明治34年11月1日 春日村         | 明治34年11月1日 春日村         | 昭和30年2月1日 高田市に編入                     | 高田市                        | 高田市                        | 高田市                         | 昭和46年4月29日 上越市 | 上越市                      | 上越市 |
| 中 頸 城 郡 | 大豆村                 | 大豆村         | 明治初年頃 大豆村                | 明治初年頃 大豆村                | 明治初年頃 大豆村                | 明治初年頃 大豆村                | 春日村                     | 春日村                        | 明治34年11月1日 春日村         | 明治34年11月1日 春日村         | 明治34年11月1日 春日村         | 昭和30年2月1日 高田市に編入                     | 高田市                        | 高田市                        | 高田市                         | 昭和46年4月29日 上越市 | 上越市                      | 上越市 |
| 中 頸 城 郡 | 四ツ屋分               |                | 明治初年頃 大豆村                | 明治初年頃 大豆村                | 明治初年頃 大豆村                | 明治初年頃 大豆村                | 春日村                     | 春日村                        | 明治34年11月1日 春日村         | 明治34年11月1日 春日村         | 明治34年11月1日 春日村         | 昭和30年2月1日 高田市に編入                     | 高田市                        | 高田市                        | 高田市                         | 昭和46年4月29日 上越市 | 上越市                      | 上越市 |
| 中 頸 城 郡 | 林道寺新田             | 一部           | 明治初年頃 大豆村                | 明治初年頃 大豆村                | 明治初年頃 大豆村                | 明治初年頃 大豆村                | 春日村                     | 春日村                        | 明治34年11月1日 春日村         | 明治34年11月1日 春日村         | 明治34年11月1日 春日村         | 昭和30年2月1日 高田市に編入                     | 高田市                        | 高田市                        | 高田市                         | 昭和46年4月29日 上越市 | 上越市                      | 上越市 |
| 中 頸 城 郡 | 林道寺新田             | 一部           | 明治初年頃 中屋敷村              | 明治初年頃 中屋敷村              | 明治初年頃 中屋敷村              | 明治初年頃 中屋敷村              | 春日村                     | 春日村                        | 明治34年11月1日 春日村         | 明治34年11月1日 春日村         | 明治34年11月1日 春日村         | 昭和30年2月1日 高田市に編入                     | 高田市                        | 高田市                        | 高田市                         | 昭和46年4月29日 上越市 | 上越市                      | 上越市 |
| 中 頸 城 郡 | 中屋敷村               |                | 明治初年頃 中屋敷村              | 明治初年頃 中屋敷村              | 明治初年頃 中屋敷村              | 明治初年頃 中屋敷村              | 春日村                     | 春日村                        | 明治34年11月1日 春日村         | 明治34年11月1日 春日村         | 明治34年11月1日 春日村         | 昭和30年2月1日 高田市に編入                     | 高田市                        | 高田市                        | 高田市                         | 昭和46年4月29日 上越市 | 上越市                      | 上越市 |
| 中 頸 城 郡 | 春日村                 | 春日村         | 春日村                           | 春日村                           | 春日村                           | 春日村                           | 春日村                     | 春日村                        | 明治34年11月1日 春日村         | 明治34年11月1日 春日村         | 明治34年11月1日 春日村         | 昭和30年2月1日 高田市に編入                     | 高田市                        | 高田市                        | 高田市                         | 昭和46年4月29日 上越市 | 上越市                      | 上越市 |
| 中 頸 城 郡 | 宮野尾村               | 宮野尾村       | 宮野尾村                         | 宮野尾村                         | 宮野尾村                         | 宮野尾村                         | 春日村                     | 春日村                        | 明治34年11月1日 春日村         | 明治34年11月1日 春日村         | 明治34年11月1日 春日村         | 昭和30年2月1日 高田市に編入                     | 高田市                        | 高田市                        | 高田市                         | 昭和46年4月29日 上越市 | 上越市                      | 上越市 |
| 中 頸 城 郡 | 牛池新田               | 牛池新田       | 牛池新田                         | 牛池新田                         | 牛池新田                         | 牛池新田                         | 春日村                     | 春日村                        | 明治34年11月1日 春日村         | 明治34年11月1日 春日村         | 明治34年11月1日 春日村         | 昭和30年2月1日 高田市に編入                     | 高田市                        | 高田市                        | 高田市                         | 昭和46年4月29日 上越市 | 上越市                      | 上越市 |
| 中 頸 城 郡 | 上正善寺村             | 上正善寺村     | 上正善寺村                       | 上正善寺村                       | 上正善寺村                       | 上正善寺村                       | 春日村                     | 春日村                        | 明治34年11月1日 春日村         | 明治34年11月1日 春日村         | 明治34年11月1日 春日村         | 昭和30年2月1日 高田市に編入                     | 高田市                        | 高田市                        | 高田市                         | 昭和46年4月29日 上越市 | 上越市                      | 上越市 |
| 中 頸 城 郡 | 岩木村                 | 岩木村         | 岩木村                           | 岩木村                           | 岩木村                           | 岩木村                           | 春日村                     | 春日村                        | 明治34年11月1日 春日村         | 明治34年11月1日 春日村         | 明治34年11月1日 春日村         | 昭和30年2月1日 高田市に編入                     | 高田市                        | 高田市                        | 高田市                         | 昭和46年4月29日 上越市 | 上越市                      | 上越市 |
| 中 頸 城 郡 | 土橋村                 | 土橋村         | 土橋村                           | 土橋村                           | 土橋村                           | 土橋村                           | 高志村                     | 高志村                        | 明治34年11月1日 春日村         | 明治34年11月1日 春日村         | 明治34年11月1日 春日村         | 昭和30年2月1日 高田市に編入                     | 高田市                        | 高田市                        | 高田市                         | 昭和46年4月29日 上越市 | 上越市                      | 上越市 |
| 中 頸 城 郡 | 塚田新田               | 塚田新田       | 塚田新田                         | 塚田新田                         | 塚田新田                         | 塚田新田                         | 高志村                     | 高志村                        | 明治34年11月1日 春日村         | 明治34年11月1日 春日村         | 明治34年11月1日 春日村         | 昭和30年2月1日 高田市に編入                     | 高田市                        | 高田市                        | 高田市                         | 昭和46年4月29日 上越市 | 上越市                      | 上越市 |
| 中 頸 城 郡 | 藤巻村                 | 藤巻村         | 藤巻村                           | 藤巻村                           | 藤巻村                           | 藤巻村                           | 高志村                     | 高志村                        | 明治34年11月1日 春日村         | 明治34年11月1日 春日村         | 明治34年11月1日 春日村         | 昭和30年2月1日 高田市に編入                     | 高田市                        | 高田市                        | 高田市                         | 昭和46年4月29日 上越市 | 上越市                      | 上越市 |
| 中 頸 城 郡 | 藤新田村               | 藤新田村       | 藤新田村                         | 藤新田村                         | 藤新田村                         | 藤新田村                         | 高志村                     | 高志村                        | 明治34年11月1日 春日村         | 明治34年11月1日 春日村         | 明治34年11月1日 春日村         | 昭和30年2月1日 高田市に編入                     | 高田市                        | 高田市                        | 高田市                         | 昭和46年4月29日 上越市 | 上越市                      | 上越市 |
| 中 頸 城 郡 | 木田新田村             | 木田新田村     | 木田新田村                       | 木田新田村                       | 木田新田村                       | 木田新田村                       | 高志村                     | 高志村                        | 明治34年11月1日 春日村         | 明治34年11月1日 春日村         | 明治34年11月1日 春日村         | 昭和30年2月1日 高田市に編入                     | 高田市                        | 高田市                        | 高田市                         | 昭和46年4月29日 上越市 | 上越市                      | 上越市 |
| 中 頸 城 郡 | 木田村                 | 木田村         | 木田村                           | 木田村                           | 木田村                           | 木田村                           | 高志村                     | 高志村                        | 明治34年11月1日 春日村         | 明治34年11月1日 春日村         | 明治34年11月1日 春日村         | 昭和30年2月1日 高田市に編入                     | 高田市                        | 高田市                        | 高田市                         | 昭和46年4月29日 上越市 | 上越市                      | 上越市 |
| 中 頸 城 郡 | 薄袋村                 | 薄袋村         | 薄袋村                           | 薄袋村                           | 薄袋村                           | 薄袋村                           | 高志村                     | 高志村                        | 明治34年11月1日 春日村         | 明治34年11月1日 春日村         | 明治34年11月1日 春日村         | 昭和30年2月1日 高田市に編入                     | 高田市                        | 高田市                        | 高田市                         | 昭和46年4月29日 上越市 | 上越市                      | 上越市 |
| 中 頸 城 郡 | 十二原新田             | 十二原新田     | 十二原新田                       | 明治13年 三交村                  | 明治13年 三交村                  | 明治13年 三交村                  | 高志村                     | 高志村                        | 明治34年11月1日 春日村         | 明治34年11月1日 春日村         | 明治34年11月1日 春日村         | 昭和30年2月1日 高田市に編入                     | 高田市                        | 高田市                        | 高田市                         | 昭和46年4月29日 上越市 | 上越市                      | 上越市 |
| 中 頸 城 郡 | 高畑新田               | 高畑新田       | 高畑新田                         | 明治13年 三交村                  | 明治13年 三交村                  | 明治13年 三交村                  | 高志村                     | 高志村                        | 明治34年11月1日 春日村         | 明治34年11月1日 春日村         | 明治34年11月1日 春日村         | 昭和30年2月1日 高田市に編入                     | 高田市                        | 高田市                        | 高田市                         | 昭和46年4月29日 上越市 | 上越市                      | 上越市 |
| 中 頸 城 郡 | 石橋新田               | 石橋新田       | 石橋新田                         | 明治13年 三交村                  | 明治13年 三交村                  | 明治13年 三交村                  | 高志村                     | 高志村                        | 明治34年11月1日 春日村         | 明治34年11月1日 春日村         | 明治34年11月1日 春日村         | 昭和30年2月1日 高田市に編入                     | 高田市                        | 高田市                        | 高田市                         | 昭和46年4月29日 上越市 | 上越市                      | 上越市 |
| 中 頸 城 郡 | 五智国分村             | 五智国分村     | 五智国分村                       | 五智国分村                       | 五智国分村                       | 五智国分村                       | 国府村                     | 国府村                        | 明治34年11月1日 春日村         | 明治34年11月1日 春日村         | 明治34年11月1日 春日村         | 昭和30年2月1日 高田市に編入                     | 昭和30年4月1日 直江津市に編入 | 直江津市                      | 直江津市                       | 昭和46年4月29日 上越市 | 上越市                      | 上越市 |
| 中 頸 城 郡 | 愛宕国分村             | 愛宕国分村     | 愛宕国分村                       | 愛宕国分村                       | 愛宕国分村                       | 愛宕国分村                       | 国府村                     | 国府村                        | 明治34年11月1日 春日村         | 明治34年11月1日 春日村         | 明治34年11月1日 春日村         | 昭和30年2月1日 高田市に編入                     | 昭和30年4月1日 直江津市に編入 | 直江津市                      | 直江津市                       | 昭和46年4月29日 上越市 | 上越市                      | 上越市 |
| 中 頸 城 郡 | 毘沙門国分村           | 毘沙門国分村   | 毘沙門国分村                     | 毘沙門国分村                     | 毘沙門国分村                     | 毘沙門国分村                     | 国府村                     | 国府村                        | 明治34年11月1日 春日村         | 明治34年11月1日 春日村         | 明治34年11月1日 春日村         | 昭和30年2月1日 高田市に編入                     | 昭和30年4月1日 直江津市に編入 | 直江津市                      | 直江津市                       | 昭和46年4月29日 上越市 | 上越市                      | 上越市 |
| 中 頸 城 郡 | 大場村                 | 大場村         | 大場村                           | 大場村                           | 大場村                           | 大場村                           | 国府村                     | 国府村                        | 明治34年11月1日 春日村         | 明治34年11月1日 春日村         | 明治34年11月1日 春日村         | 昭和30年2月1日 高田市に編入                     | 昭和30年4月1日 直江津市に編入 | 直江津市                      | 直江津市                       | 昭和46年4月29日 上越市 | 上越市                      | 上越市 |
| 中 頸 城 郡 | 善光寺浜村             | 善光寺浜村     | 善光寺浜村                       | 善光寺浜村                       | 善光寺浜村                       | 善光寺浜村                       | 国府村                     | 国府村                        | 明治34年11月1日 春日村         | 明治34年11月1日 春日村         | 明治34年11月1日 春日村         | 昭和30年2月1日 高田市に編入                     | 昭和30年4月1日 直江津市に編入 | 直江津市                      | 直江津市                       | 昭和46年4月29日 上越市 | 上越市                      | 上越市 |
| 中 頸 城 郡 | 居多村                 | 居多村         | 居多村                           | 居多村                           | 居多村                           | 居多村                           | 国府村                     | 国府村                        | 明治34年11月1日 春日村         | 明治34年11月1日 春日村         | 明治34年11月1日 春日村         | 昭和30年2月1日 高田市に編入                     | 昭和30年4月1日 直江津市に編入 | 直江津市                      | 直江津市                       | 昭和46年4月29日 上越市 | 上越市                      | 上越市 |
| 中 頸 城 郡 | 国分寺村               | 国分寺村       | 国分寺村                         | 国分寺村                         | 国分寺村                         | 国分寺村                         | 国府村                     | 国府村                        | 明治34年11月1日 春日村         | 明治34年11月1日 春日村         | 明治34年11月1日 春日村         | 昭和30年2月1日 高田市に編入                     | 昭和30年4月1日 直江津市に編入 | 直江津市                      | 直江津市                       | 昭和46年4月29日 上越市 | 上越市                      | 上越市 |
| 中 頸 城 郡 | 虫生岩戸村             | 虫生岩戸村     | 虫生岩戸村                       | 虫生岩戸村                       | 虫生岩戸村                       | 虫生岩戸村                       | 国府村                     | 国府村                        | 明治34年11月1日 春日村         | 明治34年11月1日 春日村         | 明治34年11月1日 春日村         | 昭和30年2月1日 高田市に編入                     | 昭和30年4月1日 直江津市に編入 | 直江津市                      | 直江津市                       | 昭和46年4月29日 上越市 | 上越市                      | 上越市 |
| 中 頸 城 郡 | 居田村                 | 居田村         | 居田村                           | 居田村                           | 居田村                           | 居田村                           | 国府村                     | 国府村                        | 明治34年11月1日 春日村         | 明治34年11月1日 春日村         | 明治34年11月1日 春日村         | 昭和30年2月1日 高田市に編入                     | 昭和30年4月1日 直江津市に編入 | 直江津市                      | 直江津市                       | 昭和46年4月29日 上越市 | 上越市                      | 上越市 |
| 中 頸 城 郡 | 有間川村               | 有間川村       | 有間川村                         | 有間川村                         | 有間川村                         | 有間川村                         | 谷浜村                     | 谷浜村                        | 明治34年11月1日 谷浜村         | 明治34年11月1日 谷浜村         | 明治34年11月1日 谷浜村         | 谷浜村                                          | 昭和30年4月1日 直江津市に編入 | 直江津市                      | 直江津市                       | 昭和46年4月29日 上越市 | 上越市                      | 上越市 |
| 中 頸 城 郡 | 長浜村                 | 長浜村         | 長浜村                           | 長浜村                           | 長浜村                           | 長浜村                           | 谷浜村                     | 谷浜村                        | 明治34年11月1日 谷浜村         | 明治34年11月1日 谷浜村         | 明治34年11月1日 谷浜村         | 谷浜村                                          | 昭和30年4月1日 直江津市に編入 | 直江津市                      | 直江津市                       | 昭和46年4月29日 上越市 | 上越市                      | 上越市 |
| 中 頸 城 郡 | 丹原村                 | 丹原村         | 丹原村                           | 丹原村                           | 丹原村                           | 丹原村                           | 谷浜村                     | 谷浜村                        | 明治34年11月1日 谷浜村         | 明治34年11月1日 谷浜村         | 明治34年11月1日 谷浜村         | 谷浜村                                          | 昭和30年4月1日 直江津市に編入 | 直江津市                      | 直江津市                       | 昭和46年4月29日 上越市 | 上越市                      | 上越市 |
| 中 頸 城 郡 | 鍋ヶ浦村               | 鍋ヶ浦村       | 鍋ヶ浦村                         | 鍋ヶ浦村                         | 鍋ヶ浦村                         | 鍋ヶ浦村                         | 谷浜村                     | 谷浜村                        | 明治34年11月1日 谷浜村         | 明治34年11月1日 谷浜村         | 明治34年11月1日 谷浜村         | 谷浜村                                          | 昭和30年4月1日 直江津市に編入 | 直江津市                      | 直江津市                       | 昭和46年4月29日 上越市 | 上越市                      | 上越市 |
| 中 頸 城 郡 | 吉浦村                 | 吉浦村         | 吉浦村                           | 吉浦村                           | 吉浦村                           | 吉浦村                           | 谷浜村                     | 谷浜村                        | 明治34年11月1日 谷浜村         | 明治34年11月1日 谷浜村         | 明治34年11月1日 谷浜村         | 谷浜村                                          | 昭和30年4月1日 直江津市に編入 | 直江津市                      | 直江津市                       | 昭和46年4月29日 上越市 | 上越市                      | 上越市 |
| 中 頸 城 郡 | 上宇山村               | 上宇山村       | 上宇山村                         | 上宇山村                         | 上宇山村                         | 上宇山村                         | 谷浜村                     | 谷浜村                        | 明治34年11月1日 谷浜村         | 明治34年11月1日 谷浜村         | 明治34年11月1日 谷浜村         | 谷浜村                                          | 昭和30年4月1日 直江津市に編入 | 直江津市                      | 直江津市                       | 昭和46年4月29日 上越市 | 上越市                      | 上越市 |
| 中 頸 城 郡 | 下宇山村               | 下宇山村       | 下宇山村                         | 下宇山村                         | 下宇山村                         | 下宇山村                         | 谷浜村                     | 谷浜村                        | 明治34年11月1日 谷浜村         | 明治34年11月1日 谷浜村         | 明治34年11月1日 谷浜村         | 谷浜村                                          | 昭和30年4月1日 直江津市に編入 | 直江津市                      | 直江津市                       | 昭和46年4月29日 上越市 | 上越市                      | 上越市 |
| 中 頸 城 郡 | 茶屋ヶ原村             | 茶屋ヶ原村     | 茶屋ヶ原村                       | 茶屋ヶ原村                       | 茶屋ヶ原村                       | 茶屋ヶ原村                       | 谷浜村                     | 谷浜村                        | 明治34年11月1日 谷浜村         | 明治34年11月1日 谷浜村         | 明治34年11月1日 谷浜村         | 谷浜村                                          | 昭和30年4月1日 直江津市に編入 | 直江津市                      | 直江津市                       | 昭和46年4月29日 上越市 | 上越市                      | 上越市 |
| 中 頸 城 郡 | 高住村                 | 高住村         | 高住村                           | 高住村                           | 高住村                           | 高住村                           | 和泉村                     | 和泉村                        | 明治34年11月1日 谷浜村         | 明治34年11月1日 谷浜村         | 明治34年11月1日 谷浜村         | 谷浜村                                          | 昭和30年4月1日 直江津市に編入 | 直江津市                      | 直江津市                       | 昭和46年4月29日 上越市 | 上越市                      | 上越市 |
| 中 頸 城 郡 | 戸野村                 | 戸野村         | 戸野村                           | 明治12年 改称 西戸野村           | 明治12年 改称 西戸野村           | 明治12年 改称 西戸野村           | 和泉村                     | 和泉村                        | 明治34年11月1日 谷浜村         | 明治34年11月1日 谷浜村         | 明治34年11月1日 谷浜村         | 谷浜村                                          | 昭和30年4月1日 直江津市に編入 | 直江津市                      | 直江津市                       | 昭和46年4月29日 上越市 | 上越市                      | 上越市 |
| 中 頸 城 郡 | 鍛冶免分               | 鍛冶免分       | 鍛冶免分                         | 鍛冶免分                         | 鍛冶免分                         | 鍛冶免分                         | 和泉村                     | 和泉村                        | 明治34年11月1日 谷浜村         | 明治34年11月1日 谷浜村         | 明治34年11月1日 谷浜村         | 谷浜村                                          | 昭和30年4月1日 直江津市に編入 | 直江津市                      | 直江津市                       | 昭和46年4月29日 上越市 | 上越市                      | 上越市 |
| 中 頸 城 郡 | 花立村                 | 花立村         | 花立村                           | 花立村                           | 花立村                           | 花立村                           | 和泉村                     | 和泉村                        | 明治34年11月1日 谷浜村         | 明治34年11月1日 谷浜村         | 明治34年11月1日 谷浜村         | 谷浜村                                          | 昭和30年4月1日 直江津市に編入 | 直江津市                      | 直江津市                       | 昭和46年4月29日 上越市 | 上越市                      | 上越市 |
| 中 頸 城 郡 | 山寺村                 | 山寺村         | 山寺村                           | 明治12年 改称 西山寺村           | 明治12年 改称 西山寺村           | 明治12年 改称 西山寺村           | 和泉村                     | 和泉村                        | 明治34年11月1日 谷浜村         | 明治34年11月1日 谷浜村         | 明治34年11月1日 谷浜村         | 谷浜村                                          | 昭和30年4月1日 直江津市に編入 | 直江津市                      | 直江津市                       | 昭和46年4月29日 上越市 | 上越市                      | 上越市 |
| 中 頸 城 郡 | 下綱子村               | 下綱子村       | 下綱子村                         | 下綱子村                         | 下綱子村                         | 下綱子村                         | 和泉村                     | 和泉村                        | 明治34年11月1日 谷浜村         | 明治34年11月1日 谷浜村         | 明治34年11月1日 谷浜村         | 谷浜村                                          | 昭和30年4月1日 直江津市に編入 | 直江津市                      | 直江津市                       | 昭和46年4月29日 上越市 | 上越市                      | 上越市 |
| 中 頸 城 郡 | 中桑取村               | 中桑取村       | 中桑取村                         | 中桑取村                         | 中桑取村                         | 中桑取村                         | 和泉村                     | 和泉村                        | 明治34年11月1日 谷浜村         | 明治34年11月1日 谷浜村         | 明治34年11月1日 谷浜村         | 谷浜村                                          | 昭和30年4月1日 直江津市に編入 | 直江津市                      | 直江津市                       | 昭和46年4月29日 上越市 | 上越市                      | 上越市 |
| 中 頸 城 郡 | 三伝村                 | 三伝村         | 三伝村                           | 三伝村                           | 三伝村                           | 三伝村                           | 和泉村                     | 和泉村                        | 明治34年11月1日 谷浜村         | 明治34年11月1日 谷浜村         | 明治34年11月1日 谷浜村         | 谷浜村                                          | 昭和30年4月1日 直江津市に編入 | 直江津市                      | 直江津市                       | 昭和46年4月29日 上越市 | 上越市                      | 上越市 |
| 中 頸 城 郡 | 諏訪分村               | 諏訪分村       | 諏訪分村                         | 諏訪分村                         | 諏訪分村                         | 諏訪分村                         | 和泉村                     | 和泉村                        | 明治34年11月1日 谷浜村         | 明治34年11月1日 谷浜村         | 明治34年11月1日 谷浜村         | 谷浜村                                          | 昭和30年4月1日 直江津市に編入 | 直江津市                      | 直江津市                       | 昭和46年4月29日 上越市 | 上越市                      | 上越市 |
| 中 頸 城 郡 | 鳥越村                 | 鳥越村         | 鳥越村                           | 明治12年 改称 西鳥越村           | 明治12年 改称 西鳥越村           | 明治12年 改称 西鳥越村           | 和泉村                     | 和泉村                        | 明治34年11月1日 谷浜村         | 明治34年11月1日 谷浜村         | 明治34年11月1日 谷浜村         | 谷浜村                                          | 昭和30年4月1日 直江津市に編入 | 直江津市                      | 直江津市                       | 昭和46年4月29日 上越市 | 上越市                      | 上越市 |
| 中 頸 城 郡 | 小池村                 | 小池村         | 小池村                           | 小池村                           | 小池村                           | 明治20年 小池村                  | 和泉村                     | 和泉村                        | 明治34年11月1日 谷浜村         | 明治34年11月1日 谷浜村         | 明治34年11月1日 谷浜村         | 谷浜村                                          | 昭和30年4月1日 直江津市に編入 | 直江津市                      | 直江津市                       | 昭和46年4月29日 上越市 | 上越市                      | 上越市 |
| 中 頸 城 郡 | 北小池村               | 北小池村       | 北小池村                         | 北小池村                         | 北小池村                         | 明治20年 小池村                  | 和泉村                     | 和泉村                        | 明治34年11月1日 谷浜村         | 明治34年11月1日 谷浜村         | 明治34年11月1日 谷浜村         | 谷浜村                                          | 昭和30年4月1日 直江津市に編入 | 直江津市                      | 直江津市                       | 昭和46年4月29日 上越市 | 上越市                      | 上越市 |
| 中 頸 城 郡 | 小池新田               | 小池新田       | 小池新田                         | 小池新田                         | 小池新田                         | 小池新田                         | 和泉村                     | 和泉村                        | 明治34年11月1日 谷浜村         | 明治34年11月1日 谷浜村         | 明治34年11月1日 谷浜村         | 谷浜村                                          | 昭和30年4月1日 直江津市に編入 | 直江津市                      | 直江津市                       | 昭和46年4月29日 上越市 | 上越市                      | 上越市 |
| 中 頸 城 郡 | 中桑取新田             | 中桑取新田     | 中桑取新田                       | 中桑取新田                       | 中桑取新田                       | 中桑取新田                       | 和泉村                     | 和泉村                        | 明治34年11月1日 谷浜村         | 明治34年11月1日 谷浜村         | 明治34年11月1日 谷浜村         | 谷浜村                                          | 昭和30年4月1日 直江津市に編入 | 直江津市                      | 直江津市                       | 昭和46年4月29日 上越市 | 上越市                      | 上越市 |
| 中 頸 城 郡 | 横山村                 | 横山村         | 横山村                           | 明治12年 改称 西横山村           | 明治12年 改称 西横山村           | 明治12年 改称 西横山村           | 和泉村                     | 和泉村                        | 明治34年11月1日 谷浜村         | 明治34年11月1日 谷浜村         | 明治34年11月1日 谷浜村         | 谷浜村                                          | 昭和30年4月1日 直江津市に編入 | 直江津市                      | 直江津市                       | 昭和46年4月29日 上越市 | 上越市                      | 上越市 |
| 中 頸 城 郡 | 横畑村                 | 横畑村         | 横畑村                           | 横畑村                           | 横畑村                           | 横畑村                           | 桑取村                     | 桑取村                        | 桑取村                         | 桑取村                         | 桑取村                         | 桑取村                                          | 昭和30年4月1日 直江津市に編入 | 直江津市                      | 直江津市                       | 昭和46年4月29日 上越市 | 上越市                      | 上越市 |
| 中 頸 城 郡 | 皆口村                 | 皆口村         | 皆口村                           | 皆口村                           | 皆口村                           | 皆口村                           | 桑取村                     | 桑取村                        | 桑取村                         | 桑取村                         | 桑取村                         | 桑取村                                          | 昭和30年4月1日 直江津市に編入 | 直江津市                      | 直江津市                       | 昭和46年4月29日 上越市 | 上越市                      | 上越市 |
| 中 頸 城 郡 | 谷内村                 | 谷内村         | 谷内村                           | 明治12年 改称 西谷内村           | 明治12年 改称 西谷内村           | 明治12年 改称 西谷内村           | 桑取村                     | 桑取村                        | 桑取村                         | 桑取村                         | 桑取村                         | 桑取村                                          | 昭和30年4月1日 直江津市に編入 | 直江津市                      | 直江津市                       | 昭和46年4月29日 上越市 | 上越市                      | 上越市 |
| 中 頸 城 郡 | 北谷村                 | 北谷村         | 北谷村                           | 北谷村                           | 北谷村                           | 北谷村                           | 桑取村                     | 桑取村                        | 桑取村                         | 桑取村                         | 桑取村                         | 桑取村                                          | 昭和30年4月1日 直江津市に編入 | 直江津市                      | 直江津市                       | 昭和46年4月29日 上越市 | 上越市                      | 上越市 |
| 中 頸 城 郡 | 土口村                 | 土口村         | 土口村                           | 土口村                           | 土口村                           | 土口村                           | 桑取村                     | 桑取村                        | 桑取村                         | 桑取村                         | 桑取村                         | 桑取村                                          | 昭和30年4月1日 直江津市に編入 | 直江津市                      | 直江津市                       | 昭和46年4月29日 上越市 | 上越市                      | 上越市 |
| 中 頸 城 郡 | 増沢村                 | 増沢村         | 増沢村                           | 増沢村                           | 増沢村                           | 増沢村                           | 桑取村                     | 桑取村                        | 桑取村                         | 桑取村                         | 桑取村                         | 桑取村                                          | 昭和30年4月1日 直江津市に編入 | 直江津市                      | 直江津市                       | 昭和46年4月29日 上越市 | 上越市                      | 上越市 |
| 中 頸 城 郡 | 大淵村                 | 大淵村         | 大淵村                           | 大淵村                           | 大淵村                           | 大淵村                           | 桑取村                     | 桑取村                        | 桑取村                         | 桑取村                         | 桑取村                         | 桑取村                                          | 昭和30年4月1日 直江津市に編入 | 直江津市                      | 直江津市                       | 昭和46年4月29日 上越市 | 上越市                      | 上越市 |
| 中 頸 城 郡 | 東吉尾村               | 東吉尾村       | 東吉尾村                         | 東吉尾村                         | 東吉尾村                         | 東吉尾村                         | 桑取村                     | 桑取村                        | 桑取村                         | 桑取村                         | 桑取村                         | 桑取村                                          | 昭和30年4月1日 直江津市に編入 | 直江津市                      | 直江津市                       | 昭和46年4月29日 上越市 | 上越市                      | 上越市 |
| 中 頸 城 郡 | 西吉尾村               | 西吉尾村       | 西吉尾村                         | 西吉尾村                         | 西吉尾村                         | 西吉尾村                         | 桑取村                     | 桑取村                        | 桑取村                         | 桑取村                         | 桑取村                         | 桑取村                                          | 昭和30年4月1日 直江津市に編入 | 直江津市                      | 直江津市                       | 昭和46年4月29日 上越市 | 上越市                      | 上越市 |
| 中 頸 城 郡 | 三ツ橋村               | 三ツ橋村       | 三ツ橋村                         | 三ツ橋村                         | 明治18年 三ツ橋村                | 明治18年 三ツ橋村                | 有田村                     | 有田村                        | 有田村                         | 有田村                         | 有田村                         | 昭和29年6月1日 直江津町に編入 即日市制 直江津市 | 直江津市                      | 直江津市                      | 直江津市                       | 昭和46年4月29日 上越市 | 上越市                      | 上越市 |
| 中 頸 城 郡 | 深谷新田               | 深谷新田       | 深谷新田                         | 深谷新田                         | 明治18年 三ツ橋村                | 明治18年 三ツ橋村                | 有田村                     | 有田村                        | 有田村                         | 有田村                         | 有田村                         | 昭和29年6月1日 直江津町に編入 即日市制 直江津市 | 直江津市                      | 直江津市                      | 直江津市                       | 昭和46年4月29日 上越市 | 上越市                      | 上越市 |
| 中 頸 城 郡 | 三ツ橋新田             | 三ツ橋新田     | 三ツ橋新田                       | 三ツ橋新田                       | 明治19年 三ツ橋新田              | 明治19年 三ツ橋新田              | 有田村                     | 有田村                        | 有田村                         | 有田村                         | 有田村                         | 昭和29年6月1日 直江津町に編入 即日市制 直江津市 | 直江津市                      | 直江津市                      | 直江津市                       | 昭和46年4月29日 上越市 | 上越市                      | 上越市 |
| 中 頸 城 郡 | 大塚新田               | 大塚新田       | 大塚新田                         | 明治12年 改称 下大塚新田         | 明治19年 三ツ橋新田              | 明治19年 三ツ橋新田              | 有田村                     | 有田村                        | 有田村                         | 有田村                         | 有田村                         | 昭和29年6月1日 直江津町に編入 即日市制 直江津市 | 直江津市                      | 直江津市                      | 直江津市                       | 昭和46年4月29日 上越市 | 上越市                      | 上越市 |
| 中 頸 城 郡 | 安江村                 | 安江村         | 明治初年頃 安江村                | 明治初年頃 安江村                | 明治初年頃 安江村                | 明治初年頃 安江村                | 有田村                     | 有田村                        | 有田村                         | 有田村                         | 有田村                         | 昭和29年6月1日 直江津町に編入 即日市制 直江津市 | 直江津市                      | 直江津市                      | 直江津市                       | 昭和46年4月29日 上越市 | 上越市                      | 上越市 |
| 中 頸 城 郡 | 安江新田               |                | 明治初年頃 安江村                | 明治初年頃 安江村                | 明治初年頃 安江村                | 明治初年頃 安江村                | 有田村                     | 有田村                        | 有田村                         | 有田村                         | 有田村                         | 昭和29年6月1日 直江津町に編入 即日市制 直江津市 | 直江津市                      | 直江津市                      | 直江津市                       | 昭和46年4月29日 上越市 | 上越市                      | 上越市 |
| 中 頸 城 郡 | 門前村                 | 門前村         | 門前村                           | 明治12年 改称 下門前村           | 明治16年 下門前村                | 明治16年 下門前村                | 有田村                     | 有田村                        | 有田村                         | 有田村                         | 有田村                         | 昭和29年6月1日 直江津町に編入 即日市制 直江津市 | 直江津市                      | 直江津市                      | 直江津市                       | 昭和46年4月29日 上越市 | 上越市                      | 上越市 |
| 中 頸 城 郡 | 今善光寺新田           | 今善光寺新田   | 今善光寺新田                     | 今善光寺新田                     | 明治16年 下門前村                | 明治16年 下門前村                | 有田村                     | 有田村                        | 有田村                         | 有田村                         | 有田村                         | 昭和29年6月1日 直江津町に編入 即日市制 直江津市 | 直江津市                      | 直江津市                      | 直江津市                       | 昭和46年4月29日 上越市 | 上越市                      | 上越市 |
| 中 頸 城 郡 | 三ツ屋新田             | 三ツ屋新田     | 三ツ屋新田                       | 三ツ屋新田                       | 明治19年 改称 三ツ屋村           | 明治19年 改称 三ツ屋村           | 有田村                     | 有田村                        | 有田村                         | 有田村                         | 有田村                         | 昭和29年6月1日 直江津町に編入 即日市制 直江津市 | 直江津市                      | 直江津市                      | 直江津市                       | 昭和46年4月29日 上越市 | 上越市                      | 上越市 |
| 中 頸 城 郡 | 福田佐内古新田         | 福田佐内古新田 | 福田佐内古新田                   | 福田佐内古新田                   | 明治19年 改称 佐内村             | 明治19年 改称 佐内村             | 有田村                     | 有田村                        | 有田村                         | 有田村                         | 有田村                         | 昭和29年6月1日 直江津町に編入 即日市制 直江津市 | 直江津市                      | 直江津市                      | 直江津市                       | 昭和46年4月29日 上越市 | 上越市                      | 上越市 |
| 中 頸 城 郡 | 春日新田村             | 一部を除く     | 春日新田村                       | 春日新田村                       | 春日新田村                       | 春日新田村                       | 有田村                     | 有田村                        | 有田村                         | 有田村                         | 有田村                         | 昭和29年6月1日 直江津町に編入 即日市制 直江津市 | 直江津市                      | 直江津市                      | 直江津市                       | 昭和46年4月29日 上越市 | 上越市                      | 上越市 |
| 中 頸 城 郡 | 春日新田村             | 一部           | 春日新田村                       | 春日新田村                       | 春日新田村                       | 春日新田村                       | 直江津町                   | 直江津町                      | 直江津町                       | 直江津町                       | 直江津町                       | 昭和29年6月1日 市制 直江津市                    | 直江津市                      | 直江津市                      | 直江津市                       | 昭和46年4月29日 上越市 | 上越市                      | 上越市 |
| 中 頸 城 郡 |                        |                | 明治初年 起立 直江津19町         | 明治初年 起立 直江津19町         | 明治19年 直江津町                | 明治19年 直江津町                | 直江津町                   | 直江津町                      | 直江津町                       | 直江津町                       | 直江津町                       | 昭和29年6月1日 市制 直江津市                    | 直江津市                      | 直江津市                      | 直江津市                       | 昭和46年4月29日 上越市 | 上越市                      | 上越市 |
| 中 頸 城 郡 | 直江津今町             | 直江津今町     | 直江津今町                       | 直江津今町                       | 明治19年 直江津町                | 明治19年 直江津町                | 直江津町                   | 直江津町                      | 直江津町                       | 直江津町                       | 直江津町                       | 昭和29年6月1日 市制 直江津市                    | 直江津市                      | 直江津市                      | 直江津市                       | 昭和46年4月29日 上越市 | 上越市                      | 上越市 |
| 中 頸 城 郡 | 至徳寺村               | 至徳寺村       | 至徳寺村                         | 至徳寺村                         | 至徳寺村                         | 至徳寺村                         | 直江津町                   | 直江津町                      | 直江津町                       | 直江津町                       | 直江津町                       | 昭和29年6月1日 市制 直江津市                    | 直江津市                      | 直江津市                      | 直江津市                       | 昭和46年4月29日 上越市 | 上越市                      | 上越市 |
| 中 頸 城 郡 | 砂山村                 | 砂山村         | 砂山村                           | 砂山村                           | 砂山村                           | 砂山村                           | 直江津町                   | 直江津町                      | 直江津町                       | 直江津町                       | 直江津町                       | 昭和29年6月1日 市制 直江津市                    | 直江津市                      | 直江津市                      | 直江津市                       | 昭和46年4月29日 上越市 | 上越市                      | 上越市 |
| 中 頸 城 郡 | 安国寺村               | 安国寺村       | 安国寺村                         | 安国寺村                         | 安国寺村                         | 安国寺村                         | 直江津町                   | 直江津町                      | 直江津町                       | 直江津町                       | 直江津町                       | 昭和29年6月1日 市制 直江津市                    | 直江津市                      | 直江津市                      | 直江津市                       | 昭和46年4月29日 上越市 | 上越市                      | 上越市 |
| 中 頸 城 郡 | 八幡村                 | 八幡村         | 八幡村                           | 八幡村                           | 八幡村                           | 八幡村                           | 直江津町                   | 直江津町                      | 直江津町                       | 直江津町                       | 直江津町                       | 昭和29年6月1日 市制 直江津市                    | 直江津市                      | 直江津市                      | 直江津市                       | 昭和46年4月29日 上越市 | 上越市                      | 上越市 |
| 中 頸 城 郡 | 轟木村                 | 轟木村         | 轟木村                           | 轟木村                           | 轟木村                           | 轟木村                           | 直江津町                   | 直江津町                      | 直江津町                       | 直江津町                       | 直江津町                       | 昭和29年6月1日 市制 直江津市                    | 直江津市                      | 直江津市                      | 直江津市                       | 昭和46年4月29日 上越市 | 上越市                      | 上越市 |
| 中 頸 城 郡 | 高崎新田               | 高崎新田       | 高崎新田                         | 高崎新田                         | 高崎新田                         | 高崎新田                         | 直江津町                   | 直江津町                      | 直江津町                       | 直江津町                       | 直江津町                       | 昭和29年6月1日 市制 直江津市                    | 直江津市                      | 直江津市                      | 直江津市                       | 昭和46年4月29日 上越市 | 上越市                      | 上越市 |
| 中 頸 城 郡 | 塩屋新田村             | 一部を除く     | 塩谷新田村                       | 塩谷新田村                       | 塩谷新田村                       | 塩谷新田村                       | 直江津町                   | 直江津町                      | 直江津町                       | 直江津町                       | 直江津町                       | 昭和29年6月1日 市制 直江津市                    | 直江津市                      | 直江津市                      | 直江津市                       | 昭和46年4月29日 上越市 | 上越市                      | 上越市 |
| 中 頸 城 郡 | 塩屋新田村             | 一部           | 塩谷新田村                       | 塩谷新田村                       | 塩谷新田村                       | 塩谷新田村                       | 有田村                     | 有田村                        | 有田村                         | 有田村                         | 有田村                         | 昭和29年6月1日 直江津町に編入 即日市制 直江津市 | 直江津市                      | 直江津市                      | 直江津市                       | 昭和46年4月29日 上越市 | 上越市                      | 上越市 |
| 中 頸 城 郡 | 小猿屋村               | 小猿屋村       | 小猿屋村                         | 小猿屋村                         | 小猿屋村                         | 小猿屋村                         | 有田村                     | 有田村                        | 有田村                         | 有田村                         | 有田村                         | 昭和29年6月1日 直江津町に編入 即日市制 直江津市 | 直江津市                      | 直江津市                      | 直江津市                       | 昭和46年4月29日 上越市 | 上越市                      | 上越市 |
| 中 頸 城 郡 | 小猿屋新田             | 小猿屋新田     | 小猿屋新田                       | 小猿屋新田                       | 小猿屋新田                       | 小猿屋新田                       | 有田村                     | 有田村                        | 有田村                         | 有田村                         | 有田村                         | 昭和29年6月1日 直江津町に編入 即日市制 直江津市 | 直江津市                      | 直江津市                      | 直江津市                       | 昭和46年4月29日 上越市 | 上越市                      | 上越市 |
| 中 頸 城 郡 | 三田村                 | 三田村         | 三田村                           | 三田村                           | 三田村                           | 三田村                           | 有田村                     | 有田村                        | 有田村                         | 有田村                         | 有田村                         | 昭和29年6月1日 直江津町に編入 即日市制 直江津市 | 直江津市                      | 直江津市                      | 直江津市                       | 昭和46年4月29日 上越市 | 上越市                      | 上越市 |
| 中 頸 城 郡 | 三田新田               | 三田新田       | 三田新田                         | 三田新田                         | 三田新田                         | 三田新田                         | 有田村                     | 有田村                        | 有田村                         | 有田村                         | 有田村                         | 昭和29年6月1日 直江津町に編入 即日市制 直江津市 | 直江津市                      | 直江津市                      | 直江津市                       | 昭和46年4月29日 上越市 | 上越市                      | 上越市 |
| 中 頸 城 郡 | 福田村                 | 福田村         | 福田村                           | 福田村                           | 福田村                           | 福田村                           | 有田村                     | 有田村                        | 有田村                         | 有田村                         | 有田村                         | 昭和29年6月1日 直江津町に編入 即日市制 直江津市 | 直江津市                      | 直江津市                      | 直江津市                       | 昭和46年4月29日 上越市 | 上越市                      | 上越市 |
| 中 頸 城 郡 | 上源入村               | 上源入村       | 上源入村                         | 上源入村                         | 上源入村                         | 上源入村                         | 有田村                     | 有田村                        | 有田村                         | 有田村                         | 有田村                         | 昭和29年6月1日 直江津町に編入 即日市制 直江津市 | 直江津市                      | 直江津市                      | 直江津市                       | 昭和46年4月29日 上越市 | 上越市                      | 上越市 |
| 中 頸 城 郡 | 下源入村               | 下源入村       | 下源入村                         | 下源入村                         | 下源入村                         | 下源入村                         | 有田村                     | 有田村                        | 有田村                         | 有田村                         | 有田村                         | 昭和29年6月1日 直江津町に編入 即日市制 直江津市 | 直江津市                      | 直江津市                      | 直江津市                       | 昭和46年4月29日 上越市 | 上越市                      | 上越市 |
| 中 頸 城 郡 | 松村新田               | 松村新田       | 松村新田                         | 松村新田                         | 松村新田                         | 松村新田                         | 有田村                     | 有田村                        | 有田村                         | 有田村                         | 有田村                         | 昭和29年6月1日 直江津町に編入 即日市制 直江津市 | 直江津市                      | 直江津市                      | 直江津市                       | 昭和46年4月29日 上越市 | 上越市                      | 上越市 |
| 中 頸 城 郡 | 百々村                 | 百々村         | 百々村                           | 明治12年 改称 下百々村           | 明治12年 改称 下百々村           | 明治12年 改称 下百々村           | 保倉村                     | 保倉村                        | 保倉村                         | 保倉村                         | 保倉村                         | 昭和29年6月1日 直江津町に編入 即日市制 直江津市 | 直江津市                      | 直江津市                      | 直江津市                       | 昭和46年4月29日 上越市 | 上越市                      | 上越市 |
| 中 頸 城 郡 | 駒林村                 | 駒林村         | 駒林村                           | 駒林村                           | 駒林村                           | 駒林村                           | 保倉村                     | 保倉村                        | 保倉村                         | 保倉村                         | 保倉村                         | 昭和29年6月1日 直江津町に編入 即日市制 直江津市 | 直江津市                      | 直江津市                      | 直江津市                       | 昭和46年4月29日 上越市 | 上越市                      | 上越市 |
| 中 頸 城 郡 | 小泉村                 | 小泉村         | 小泉村                           | 小泉村                           | 小泉村                           | 小泉村                           | 保倉村                     | 保倉村                        | 保倉村                         | 保倉村                         | 保倉村                         | 昭和29年6月1日 直江津町に編入 即日市制 直江津市 | 直江津市                      | 直江津市                      | 直江津市                       | 昭和46年4月29日 上越市 | 上越市                      | 上越市 |
| 中 頸 城 郡 | 長岡村                 | 長岡村         | 長岡村                           | 長岡村                           | 長岡村                           | 長岡村                           | 保倉村                     | 保倉村                        | 保倉村                         | 保倉村                         | 保倉村                         | 昭和29年6月1日 直江津町に編入 即日市制 直江津市 | 直江津市                      | 直江津市                      | 直江津市                       | 昭和46年4月29日 上越市 | 上越市                      | 上越市 |
| 中 頸 城 郡 | 長岡新田               | 長岡新田       | 長岡新田                         | 長岡新田                         | 長岡新田                         | 長岡新田                         | 保倉村                     | 保倉村                        | 保倉村                         | 保倉村                         | 保倉村                         | 昭和29年6月1日 直江津町に編入 即日市制 直江津市 | 直江津市                      | 直江津市                      | 直江津市                       | 昭和46年4月29日 上越市 | 上越市                      | 上越市 |
| 中 頸 城 郡 | 上名柄村               | 上名柄村       | 上名柄村                         | 上名柄村                         | 上名柄村                         | 上名柄村                         | 保倉村                     | 保倉村                        | 保倉村                         | 保倉村                         | 保倉村                         | 昭和29年6月1日 直江津町に編入 即日市制 直江津市 | 直江津市                      | 直江津市                      | 直江津市                       | 昭和46年4月29日 上越市 | 上越市                      | 上越市 |
| 中 頸 城 郡 | 下名柄村               | 下名柄村       | 下名柄村                         | 下名柄村                         | 下名柄村                         | 下名柄村                         | 保倉村                     | 保倉村                        | 保倉村                         | 保倉村                         | 保倉村                         | 昭和29年6月1日 直江津町に編入 即日市制 直江津市 | 直江津市                      | 直江津市                      | 直江津市                       | 昭和46年4月29日 上越市 | 上越市                      | 上越市 |
| 中 頸 城 郡 | 田屋新田               | 田屋新田       | 田屋新田                         | 田屋新田                         | 田屋新田                         | 田屋新田                         | 保倉村                     | 保倉村                        | 保倉村                         | 保倉村                         | 保倉村                         | 昭和29年6月1日 直江津町に編入 即日市制 直江津市 | 直江津市                      | 直江津市                      | 直江津市                       | 昭和46年4月29日 上越市 | 上越市                      | 上越市 |
| 中 頸 城 郡 | 榎井新田               | 榎井新田       | 榎井新田                         | 榎井新田                         | 榎井新田                         | 榎井新田                         | 保倉村                     | 保倉村                        | 保倉村                         | 保倉村                         | 保倉村                         | 昭和29年6月1日 直江津町に編入 即日市制 直江津市 | 直江津市                      | 直江津市                      | 直江津市                       | 昭和46年4月29日 上越市 | 上越市                      | 上越市 |
| 中 頸 城 郡 | 米岡新田               | 米岡新田       | 米岡新田                         | 明治12年 改称 上米岡新田         | 明治12年 改称 上米岡新田         | 明治12年 改称 上米岡新田         | 保倉村                     | 保倉村                        | 保倉村                         | 保倉村                         | 保倉村                         | 昭和29年6月1日 直江津町に編入 即日市制 直江津市 | 直江津市                      | 直江津市                      | 直江津市                       | 昭和46年4月29日 上越市 | 上越市                      | 上越市 |
| 中 頸 城 郡 | 下吉野村               | 下吉野村       | 下吉野村                         | 下吉野村                         | 下吉野村                         | 下吉野村                         | 保倉村                     | 保倉村                        | 保倉村                         | 保倉村                         | 保倉村                         | 昭和29年6月1日 直江津町に編入 即日市制 直江津市 | 直江津市                      | 直江津市                      | 直江津市                       | 昭和46年4月29日 上越市 | 上越市                      | 上越市 |
| 中 頸 城 郡 | 上吉野村               | 上吉野村       | 上吉野村                         | 上吉野村                         | 上吉野村                         | 上吉野村                         | 保倉村                     | 保倉村                        | 保倉村                         | 保倉村                         | 保倉村                         | 昭和29年6月1日 直江津町に編入 即日市制 直江津市 | 直江津市                      | 直江津市                      | 直江津市                       | 昭和46年4月29日 上越市 | 上越市                      | 上越市 |
| 中 頸 城 郡 | 上吉野新田             | 上吉野新田     | 上吉野新田                       | 上吉野新田                       | 上吉野新田                       | 上吉野新田                       | 保倉村                     | 保倉村                        | 保倉村                         | 保倉村                         | 保倉村                         | 昭和29年6月1日 直江津町に編入 即日市制 直江津市 | 直江津市                      | 直江津市                      | 直江津市                       | 昭和46年4月29日 上越市 | 上越市                      | 上越市 |
| 中 頸 城 郡 | 五野井村               | 五野井村       | 五野井村                         | 五野井村                         | 五野井村                         | 五野井村                         | 保倉村                     | 保倉村                        | 保倉村                         | 保倉村                         | 保倉村                         | 昭和29年6月1日 直江津町に編入 即日市制 直江津市 | 直江津市                      | 直江津市                      | 直江津市                       | 昭和46年4月29日 上越市 | 上越市                      | 上越市 |
| 中 頸 城 郡 | 岡崎新田               | 岡崎新田       | 岡崎新田                         | 岡崎新田                         | 岡崎新田                         | 岡崎新田                         | 保倉村                     | 保倉村                        | 保倉村                         | 保倉村                         | 保倉村                         | 昭和29年6月1日 直江津町に編入 即日市制 直江津市 | 直江津市                      | 直江津市                      | 直江津市                       | 昭和46年4月29日 上越市 | 上越市                      | 上越市 |
| 中 頸 城 郡 | 梅田新田               | 梅田新田       | 梅田新田                         | 梅田新田                         | 梅田新田                         | 梅田新田                         | 保倉村                     | 保倉村                        | 保倉村                         | 保倉村                         | 保倉村                         | 昭和29年6月1日 直江津町に編入 即日市制 直江津市 | 直江津市                      | 直江津市                      | 直江津市                       | 昭和46年4月29日 上越市 | 上越市                      | 上越市 |
| 中 頸 城 郡 | 青野村                 | 青野村         | 青野村                           | 青野村                           | 青野村                           | 青野村                           | 保倉村                     | 保倉村                        | 保倉村                         | 保倉村                         | 保倉村                         | 昭和29年6月1日 直江津町に編入 即日市制 直江津市 | 直江津市                      | 直江津市                      | 直江津市                       | 昭和46年4月29日 上越市 | 上越市                      | 上越市 |
| 中 頸 城 郡 | 田沢新田               | 田沢新田       | 田沢新田                         | 田沢新田                         | 田沢新田                         | 田沢新田                         | 保倉村                     | 保倉村                        | 保倉村                         | 保倉村                         | 保倉村                         | 昭和29年6月1日 直江津町に編入 即日市制 直江津市 | 直江津市                      | 直江津市                      | 直江津市                       | 昭和46年4月29日 上越市 | 上越市                      | 上越市 |
| 中 頸 城 郡 | 福岡新田               | 福岡新田       | 福岡新田                         | 福岡新田                         | 福岡新田                         | 福岡新田                         | 保倉村                     | 保倉村                        | 保倉村                         | 保倉村                         | 保倉村                         | 昭和29年6月1日 直江津町に編入 即日市制 直江津市 | 直江津市                      | 直江津市                      | 直江津市                       | 昭和46年4月29日 上越市 | 上越市                      | 上越市 |
| 中 頸 城 郡 | 石川村                 | 石川村         | 石川村                           | 石川村                           | 石川村                           | 石川村                           | 保倉村                     | 保倉村                        | 保倉村                         | 保倉村                         | 保倉村                         | 昭和29年6月1日 直江津町に編入 即日市制 直江津市 | 直江津市                      | 直江津市                      | 直江津市                       | 昭和46年4月29日 上越市 | 上越市                      | 上越市 |
| 中 頸 城 郡 | 黒井村                 | 黒井村         | 黒井村                           | 黒井村                           | 黒井村                           | 黒井村                           | 八千浦村                   | 八千浦村                      | 八千浦村                       | 八千浦村                       | 八千浦村                       | 昭和29年6月1日 直江津町に編入 即日市制 直江津市 | 直江津市                      | 直江津市                      | 直江津市                       | 昭和46年4月29日 上越市 | 上越市                      | 上越市 |
| 中 頸 城 郡 | 石橋新田               | 石橋新田       | 石橋新田                         | 石橋新田                         | 石橋新田                         | 石橋新田                         | 八千浦村                   | 八千浦村                      | 八千浦村                       | 八千浦村                       | 八千浦村                       | 昭和29年6月1日 直江津町に編入 即日市制 直江津市 | 直江津市                      | 直江津市                      | 直江津市                       | 昭和46年4月29日 上越市 | 上越市                      | 上越市 |
| 中 頸 城 郡 | 遊光寺村               | 遊光寺村       | 遊光寺村                         | 遊光寺村                         | 遊光寺村                         | 遊光寺村                         | 八千浦村                   | 八千浦村                      | 八千浦村                       | 八千浦村                       | 八千浦村                       | 昭和29年6月1日 直江津町に編入 即日市制 直江津市 | 直江津市                      | 直江津市                      | 直江津市                       | 昭和46年4月29日 上越市 | 上越市                      | 上越市 |
| 中 頸 城 郡 | 美子浜村               | 美子浜村       | 美子浜村                         | 美子浜村                         | 美子浜村                         | 美子浜村                         | 八千浦村                   | 八千浦村                      | 八千浦村                       | 八千浦村                       | 八千浦村                       | 昭和29年6月1日 直江津町に編入 即日市制 直江津市 | 直江津市                      | 直江津市                      | 直江津市                       | 昭和46年4月29日 上越市 | 上越市                      | 上越市 |
| 中 頸 城 郡 | 西ヶ窪村               | 西ヶ窪村       | 西ヶ窪村                         | 西ヶ窪村                         | 西ヶ窪村                         | 西ヶ窪村                         | 八千浦村                   | 八千浦村                      | 八千浦村                       | 八千浦村                       | 八千浦村                       | 昭和29年6月1日 直江津町に編入 即日市制 直江津市 | 直江津市                      | 直江津市                      | 直江津市                       | 昭和46年4月29日 上越市 | 上越市                      | 上越市 |
| 中 頸 城 郡 | 上荒浜村               | 上荒浜村       | 上荒浜村                         | 上荒浜村                         | 上荒浜村                         | 上荒浜村                         | 八千浦村                   | 八千浦村                      | 八千浦村                       | 八千浦村                       | 八千浦村                       | 昭和29年6月1日 直江津町に編入 即日市制 直江津市 | 直江津市                      | 直江津市                      | 直江津市                       | 昭和46年4月29日 上越市 | 上越市                      | 上越市 |
| 中 頸 城 郡 | 下荒浜村               | 下荒浜村       | 下荒浜村                         | 下荒浜村                         | 明治19年 下荒浜村                | 明治19年 下荒浜村                | 八千浦村                   | 八千浦村                      | 八千浦村                       | 八千浦村                       | 八千浦村                       | 昭和29年6月1日 直江津町に編入 即日市制 直江津市 | 直江津市                      | 直江津市                      | 直江津市                       | 昭和46年4月29日 上越市 | 上越市                      | 上越市 |
| 中 頸 城 郡 | 荒浜新田               | 荒浜新田       | 荒浜新田                         | 荒浜新田                         | 明治19年 下荒浜村                | 明治19年 下荒浜村                | 八千浦村                   | 八千浦村                      | 八千浦村                       | 八千浦村                       | 八千浦村                       | 昭和29年6月1日 直江津町に編入 即日市制 直江津市 | 直江津市                      | 直江津市                      | 直江津市                       | 昭和46年4月29日 上越市 | 上越市                      | 上越市 |
| 中 頸 城 郡 | 夷浜新田               | 夷浜新田       | 夷浜新田                         | 夷浜新田                         | 夷浜新田                         | 夷浜新田                         | 八千浦村                   | 八千浦村                      | 八千浦村                       | 八千浦村                       | 八千浦村                       | 昭和29年6月1日 直江津町に編入 即日市制 直江津市 | 直江津市                      | 直江津市                      | 直江津市                       | 昭和46年4月29日 上越市 | 上越市                      | 上越市 |
| 中 頸 城 郡 | 飯塚村                 | 飯塚村         | 飯塚村                           | 飯塚村                           | 飯塚村                           | 飯塚村                           | 諏訪村                     | 諏訪村                        | 諏訪村                         | 諏訪村                         | 諏訪村                         | 昭和29年6月1日 直江津町に編入 即日市制 直江津市 | 直江津市                      | 直江津市                      | 直江津市                       | 昭和46年4月29日 上越市 | 上越市                      | 上越市 |
| 中 頸 城 郡 | 中真砂村               | 中真砂村       | 中真砂村                         | 中真砂村                         | 中真砂村                         | 中真砂村                         | 諏訪村                     | 諏訪村                        | 諏訪村                         | 諏訪村                         | 諏訪村                         | 昭和29年6月1日 直江津町に編入 即日市制 直江津市 | 直江津市                      | 直江津市                      | 直江津市                       | 昭和46年4月29日 上越市 | 上越市                      | 上越市 |
| 中 頸 城 郡 | 川端村                 | 川端村         | 川端村                           | 川端村                           | 川端村                           | 川端村                           | 諏訪村                     | 諏訪村                        | 諏訪村                         | 諏訪村                         | 諏訪村                         | 昭和29年6月1日 直江津町に編入 即日市制 直江津市 | 直江津市                      | 直江津市                      | 直江津市                       | 昭和46年4月29日 上越市 | 上越市                      | 上越市 |
| 中 頸 城 郡 | 中島村                 | 中島村         | 中島村                           | 明治12年 改称 東中島村           | 明治12年 改称 東中島村           | 明治12年 改称 東中島村           | 諏訪村                     | 諏訪村                        | 諏訪村                         | 諏訪村                         | 諏訪村                         | 昭和29年6月1日 直江津町に編入 即日市制 直江津市 | 直江津市                      | 直江津市                      | 直江津市                       | 昭和46年4月29日 上越市 | 上越市                      | 上越市 |
| 中 頸 城 郡 | 千原村                 | 千原村         | 千原村                           | 明治12年 改称 上千原村           | 明治12年 改称 上千原村           | 明治12年 改称 上千原村           | 諏訪村                     | 諏訪村                        | 諏訪村                         | 諏訪村                         | 諏訪村                         | 昭和29年6月1日 直江津町に編入 即日市制 直江津市 | 直江津市                      | 直江津市                      | 直江津市                       | 昭和46年4月29日 上越市 | 上越市                      | 上越市 |
| 中 頸 城 郡 | 下真砂村               | 下真砂村       | 下真砂村                         | 下真砂村                         | 下真砂村                         | 下真砂村                         | 諏訪村                     | 諏訪村                        | 諏訪村                         | 諏訪村                         | 諏訪村                         | 昭和29年6月1日 直江津町に編入 即日市制 直江津市 | 直江津市                      | 直江津市                      | 直江津市                       | 昭和46年4月29日 上越市 | 上越市                      | 上越市 |
| 中 頸 城 郡 | 福橋村                 | 福橋村         | 福橋村                           | 福橋村                           | 福橋村                           | 福橋村                           | 諏訪村                     | 諏訪村                        | 諏訪村                         | 諏訪村                         | 諏訪村                         | 昭和29年6月1日 直江津町に編入 即日市制 直江津市 | 直江津市                      | 直江津市                      | 直江津市                       | 昭和46年4月29日 上越市 | 上越市                      | 上越市 |
| 中 頸 城 郡 | 横曽根村               | 横曽根村       | 横曽根村                         | 横曽根村                         | 横曽根村                         | 横曽根村                         | 諏訪村                     | 諏訪村                        | 諏訪村                         | 諏訪村                         | 諏訪村                         | 昭和29年6月1日 直江津町に編入 即日市制 直江津市 | 直江津市                      | 直江津市                      | 直江津市                       | 昭和46年4月29日 上越市 | 上越市                      | 上越市 |
| 中 頸 城 郡 | 横曽根古新田           | 横曽根古新田   | 横曽根古新田                     | 横曽根古新田                     | 横曽根古新田                     | 横曽根古新田                     | 諏訪村                     | 諏訪村                        | 諏訪村                         | 諏訪村                         | 諏訪村                         | 昭和30年2月1日 高田市に編入                     | 高田市                        | 高田市                        | 高田市                         | 昭和46年4月29日 上越市 | 上越市                      | 上越市 |
| 中 頸 城 郡 | 米岡村                 | 米岡村         | 明治初年頃 米岡村                | 明治初年頃 米岡村                | 明治初年頃 米岡村                | 明治初年頃 米岡村                | 諏訪村                     | 諏訪村                        | 諏訪村                         | 諏訪村                         | 諏訪村                         | 昭和30年2月1日 高田市に編入                     | 高田市                        | 高田市                        | 高田市                         | 昭和46年4月29日 上越市 | 上越市                      | 上越市 |
| 中 頸 城 郡 | 米岡古新田分           |                | 明治初年頃 米岡村                | 明治初年頃 米岡村                | 明治初年頃 米岡村                | 明治初年頃 米岡村                | 諏訪村                     | 諏訪村                        | 諏訪村                         | 諏訪村                         | 諏訪村                         | 昭和30年2月1日 高田市に編入                     | 高田市                        | 高田市                        | 高田市                         | 昭和46年4月29日 上越市 | 上越市                      | 上越市 |
| 中 頸 城 郡 | 田中村                 | 田中村         | 田中村                           | 明治12年 改称 北田中村           | 明治12年 改称 北田中村           | 明治12年 改称 北田中村           | 諏訪村                     | 諏訪村                        | 諏訪村                         | 諏訪村                         | 諏訪村                         | 昭和30年2月1日 高田市に編入                     | 高田市                        | 高田市                        | 高田市                         | 昭和46年4月29日 上越市 | 上越市                      | 上越市 |
| 中 頸 城 郡 | 鶴町村                 | 鶴町村         | 鶴町村                           | 鶴町村                           | 鶴町村                           | 鶴町村                           | 諏訪村                     | 諏訪村                        | 諏訪村                         | 諏訪村                         | 諏訪村                         | 昭和30年2月1日 高田市に編入                     | 高田市                        | 高田市                        | 高田市                         | 昭和46年4月29日 上越市 | 上越市                      | 上越市 |
| 中 頸 城 郡 | 東原村                 | 東原村         | 東原村                           | 東原村                           | 東原村                           | 東原村                           | 諏訪村                     | 諏訪村                        | 諏訪村                         | 諏訪村                         | 諏訪村                         | 昭和30年2月1日 高田市に編入                     | 高田市                        | 高田市                        | 高田市                         | 昭和46年4月29日 上越市 | 上越市                      | 上越市 |
| 中 頸 城 郡 | 荻野村                 | 荻野村         | 荻野村                           | 荻野村                           | 荻野村                           | 荻野村                           | 諏訪村                     | 諏訪村                        | 諏訪村                         | 諏訪村                         | 諏訪村                         | 昭和30年2月1日 高田市に編入                     | 高田市                        | 高田市                        | 高田市                         | 昭和46年4月29日 上越市 | 上越市                      | 上越市 |
| 中 頸 城 郡 | 堀ノ内村               | 堀ノ内村       | 堀ノ内村                         | 明治12年 改称 下堀ノ内村         | 明治12年 改称 下堀ノ内村         | 明治12年 改称 下堀ノ内村         | 諏訪村                     | 諏訪村                        | 諏訪村                         | 諏訪村                         | 諏訪村                         | 昭和30年2月1日 高田市に編入                     | 高田市                        | 高田市                        | 高田市                         | 昭和46年4月29日 上越市 | 上越市                      | 上越市 |
| 中 頸 城 郡 | 高森村                 | 高森村         | 高森村                           | 高森村                           | 高森村                           | 高森村                           | 諏訪村                     | 諏訪村                        | 諏訪村                         | 諏訪村                         | 諏訪村                         | 昭和30年2月1日 高田市に編入                     | 高田市                        | 高田市                        | 高田市                         | 昭和46年4月29日 上越市 | 上越市                      | 上越市 |
| 中 頸 城 郡 | 南新保村               | 南新保村       | 南新保村                         | 南新保村                         | 南新保村                         | 南新保村                         | 諏訪村                     | 諏訪村                        | 諏訪村                         | 諏訪村                         | 諏訪村                         | 昭和30年2月1日 高田市に編入                     | 高田市                        | 高田市                        | 高田市                         | 昭和46年4月29日 上越市 | 上越市                      | 上越市 |
| 中 頸 城 郡 | 北新保村               | 北新保村       | 北新保村                         | 北新保村                         | 北新保村                         | 北新保村                         | 諏訪村                     | 諏訪村                        | 諏訪村                         | 諏訪村                         | 諏訪村                         | 昭和30年2月1日 高田市に編入                     | 高田市                        | 高田市                        | 高田市                         | 昭和46年4月29日 上越市 | 上越市                      | 上越市 |
| 中 頸 城 郡 | 上真砂村               | 上真砂村       | 上真砂村                         | 上真砂村                         | 上真砂村                         | 上真砂村                         | 諏訪村                     | 諏訪村                        | 諏訪村                         | 諏訪村                         | 諏訪村                         | 昭和30年2月1日 高田市に編入                     | 高田市                        | 高田市                        | 高田市                         | 昭和46年4月29日 上越市 | 上越市                      | 上越市 |
| 中 頸 城 郡 | 杉ノ袋村               | 杉ノ袋村       | 杉ノ袋村                         | 杉ノ袋村                         | 杉ノ袋村                         | 杉ノ袋村                         | 諏訪村                     | 諏訪村                        | 諏訪村                         | 諏訪村                         | 諏訪村                         | 昭和30年2月1日 高田市に編入                     | 高田市                        | 高田市                        | 高田市                         | 昭和46年4月29日 上越市 | 上越市                      | 上越市 |
| 中 頸 城 郡 | 上野田村               | 一部           | 上野田村                         | 上野田村                         | 上野田村                         | 上野田村                         | 諏訪村                     | 諏訪村                        | 諏訪村                         | 諏訪村                         | 諏訪村                         | 昭和30年2月1日 高田市に編入                     | 高田市                        | 高田市                        | 高田市                         | 昭和46年4月29日 上越市 | 上越市                      | 上越市 |
| 中 頸 城 郡 | 上野田村               | 大部分         | 上野田村                         | 上野田村                         | 上野田村                         | 上野田村                         | 津有村                     | 津有村                        | 津有村                         | 津有村                         | 津有村                         | 昭和30年2月1日 高田市に編入                     | 高田市                        | 高田市                        | 高田市                         | 昭和46年4月29日 上越市 | 上越市                      | 上越市 |
| 中 頸 城 郡 | 四ヶ所村               | 四ヶ所村       | 四ヶ所村                         | 四ヶ所村                         | 四ヶ所村                         | 四ヶ所村                         | 津有村                     | 津有村                        | 津有村                         | 津有村                         | 津有村                         | 昭和30年2月1日 高田市に編入                     | 高田市                        | 高田市                        | 高田市                         | 昭和46年4月29日 上越市 | 上越市                      | 上越市 |
| 中 頸 城 郡 | 市ノ口新田             | 市ノ口新田     | 市ノ口新田                       | 市ノ口新田                       | 市ノ口新田                       | 市ノ口新田                       | 津有村                     | 津有村                        | 津有村                         | 津有村                         | 津有村                         | 昭和30年2月1日 高田市に編入                     | 高田市                        | 高田市                        | 高田市                         | 昭和46年4月29日 上越市 | 上越市                      | 上越市 |
| 中 頸 城 郡 | 戸野目村               | 戸野目村       | 戸野目村                         | 戸野目村                         | 戸野目村                         | 戸野目村                         | 津有村                     | 津有村                        | 津有村                         | 津有村                         | 津有村                         | 昭和30年2月1日 高田市に編入                     | 高田市                        | 高田市                        | 高田市                         | 昭和46年4月29日 上越市 | 上越市                      | 上越市 |
| 中 頸 城 郡 | 戸野目古新田           | 戸野目古新田   | 戸野目古新田                     | 戸野目古新田                     | 戸野目古新田                     | 戸野目古新田                     | 津有村                     | 津有村                        | 津有村                         | 津有村                         | 津有村                         | 昭和30年2月1日 高田市に編入                     | 高田市                        | 高田市                        | 高田市                         | 昭和46年4月29日 上越市 | 上越市                      | 上越市 |
| 中 頸 城 郡 | 門田新田               | 門田新田       | 門田新田                         | 門田新田                         | 門田新田                         | 門田新田                         | 津有村                     | 津有村                        | 津有村                         | 津有村                         | 津有村                         | 昭和30年2月1日 高田市に編入                     | 高田市                        | 高田市                        | 高田市                         | 昭和46年4月29日 上越市 | 上越市                      | 上越市 |
| 中 頸 城 郡 | 市ノ江村               | 市ノ江村       | 市ノ江村                         | 市ノ江村                         | 市ノ江村                         | 市ノ江村                         | 津有村                     | 津有村                        | 津有村                         | 津有村                         | 津有村                         | 昭和30年2月1日 高田市に編入                     | 高田市                        | 高田市                        | 高田市                         | 昭和46年4月29日 上越市 | 上越市                      | 上越市 |
| 中 頸 城 郡 | 桐原村                 | 桐原村         | 桐原村                           | 桐原村                           | 桐原村                           | 桐原村                           | 津有村                     | 津有村                        | 津有村                         | 津有村                         | 津有村                         | 昭和30年2月1日 高田市に編入                     | 高田市                        | 高田市                        | 高田市                         | 昭和46年4月29日 上越市 | 上越市                      | 上越市 |
| 中 頸 城 郡 | 本道村                 | 本道村         | 本道村                           | 本道村                           | 本道村                           | 本道村                           | 津有村                     | 津有村                        | 津有村                         | 津有村                         | 津有村                         | 昭和30年2月1日 高田市に編入                     | 高田市                        | 高田市                        | 高田市                         | 昭和46年4月29日 上越市 | 上越市                      | 上越市 |
| 中 頸 城 郡 | 下野田村               | 下野田村       | 下野田村                         | 下野田村                         | 下野田村                         | 下野田村                         | 津有村                     | 津有村                        | 津有村                         | 津有村                         | 津有村                         | 昭和30年2月1日 高田市に編入                     | 高田市                        | 高田市                        | 高田市                         | 昭和46年4月29日 上越市 | 上越市                      | 上越市 |
| 中 頸 城 郡 | 長面村                 | 長面村         | 長面村                           | 長面村                           | 長面村                           | 長面村                           | 津有村                     | 津有村                        | 津有村                         | 津有村                         | 津有村                         | 昭和30年2月1日 高田市に編入                     | 高田市                        | 高田市                        | 高田市                         | 昭和46年4月29日 上越市 | 上越市                      | 上越市 |
| 中 頸 城 郡 | 三王新田               | 三王新田       | 三王新田                         | 三王新田                         | 三王新田                         | 三王新田                         | 津有村                     | 津有村                        | 津有村                         | 津有村                         | 津有村                         | 昭和30年2月1日 高田市に編入                     | 高田市                        | 高田市                        | 高田市                         | 昭和46年4月29日 上越市 | 上越市                      | 上越市 |
| 中 頸 城 郡 | 吉岡村                 | 吉岡村         | 吉岡村                           | 吉岡村                           | 吉岡村                           | 吉岡村                           | 津有村                     | 津有村                        | 津有村                         | 津有村                         | 津有村                         | 昭和30年2月1日 高田市に編入                     | 高田市                        | 高田市                        | 高田市                         | 昭和46年4月29日 上越市 | 上越市                      | 上越市 |
| 中 頸 城 郡 | 上池部村               | 上池部村       | 上池部村                         | 上池部村                         | 上池部村                         | 上池部村                         | 津有村                     | 津有村                        | 津有村                         | 津有村                         | 津有村                         | 昭和30年2月1日 高田市に編入                     | 高田市                        | 高田市                        | 高田市                         | 昭和46年4月29日 上越市 | 上越市                      | 上越市 |
| 中 頸 城 郡 | 下池部村               | 下池部村       | 下池部村                         | 下池部村                         | 下池部村                         | 下池部村                         | 津有村                     | 津有村                        | 津有村                         | 津有村                         | 津有村                         | 昭和30年2月1日 高田市に編入                     | 高田市                        | 高田市                        | 高田市                         | 昭和46年4月29日 上越市 | 上越市                      | 上越市 |
| 中 頸 城 郡 | 剣村                   | 剣村           | 剣村                             | 剣村                             | 剣村                             | 剣村                             | 津有村                     | 津有村                        | 津有村                         | 津有村                         | 津有村                         | 昭和30年2月1日 高田市に編入                     | 高田市                        | 高田市                        | 高田市                         | 昭和46年4月29日 上越市 | 上越市                      | 上越市 |
| 中 頸 城 郡 | 藤塚村                 | 藤塚村         | 藤塚村                           | 藤塚村                           | 藤塚村                           | 藤塚村                           | 津有村                     | 津有村                        | 津有村                         | 津有村                         | 津有村                         | 昭和30年2月1日 高田市に編入                     | 高田市                        | 高田市                        | 高田市                         | 昭和46年4月29日 上越市 | 上越市                      | 上越市 |
| 中 頸 城 郡 | 下新町村               | 下新町村       | 下新町村                         | 下新町村                         | 下新町村                         | 下新町村                         | 津有村                     | 津有村                        | 津有村                         | 津有村                         | 津有村                         | 昭和30年2月1日 高田市に編入                     | 高田市                        | 高田市                        | 高田市                         | 昭和46年4月29日 上越市 | 上越市                      | 上越市 |
| 中 頸 城 郡 | 池村                   | 池村           | 池村                             | 池村                             | 池村                             | 池村                             | 津有村                     | 津有村                        | 津有村                         | 津有村                         | 津有村                         | 昭和30年2月1日 高田市に編入                     | 高田市                        | 高田市                        | 高田市                         | 昭和46年4月29日 上越市 | 上越市                      | 上越市 |
| 中 頸 城 郡 | 上富川村               | 上富川村       | 上富川村                         | 上富川村                         | 上富川村                         | 上富川村                         | 津有村                     | 津有村                        | 津有村                         | 津有村                         | 津有村                         | 昭和30年2月1日 高田市に編入                     | 高田市                        | 高田市                        | 高田市                         | 昭和46年4月29日 上越市 | 上越市                      | 上越市 |
| 中 頸 城 郡 | 熊塚村                 | 熊塚村         | 熊塚村                           | 熊塚村                           | 熊塚村                           | 熊塚村                           | 津有村                     | 津有村                        | 津有村                         | 津有村                         | 津有村                         | 昭和30年2月1日 高田市に編入                     | 高田市                        | 高田市                        | 高田市                         | 昭和46年4月29日 上越市 | 上越市                      | 上越市 |
| 中 頸 城 郡 | 熊留新田               | 熊留新田       | 熊留新田                         | 熊留新田                         | 熊留新田                         | 熊留新田                         | 津有村                     | 津有村                        | 津有村                         | 津有村                         | 津有村                         | 昭和30年2月1日 高田市に編入                     | 高田市                        | 高田市                        | 高田市                         | 昭和46年4月29日 上越市 | 上越市                      | 上越市 |
| 中 頸 城 郡 | 下富川村               | 下富川村       | 下富川村                         | 下富川村                         | 下富川村                         | 下富川村                         | 津有村                     | 津有村                        | 津有村                         | 津有村                         | 津有村                         | 昭和30年2月1日 高田市に編入                     | 高田市                        | 高田市                        | 高田市                         | 昭和46年4月29日 上越市 | 上越市                      | 上越市 |
| 中 頸 城 郡 | 上新町村               | 上新町村       | 上新町村                         | 上新町村                         | 上新町村                         | 上新町村                         | 津有村                     | 津有村                        | 津有村                         | 津有村                         | 津有村                         | 昭和30年2月1日 高田市に編入                     | 高田市                        | 高田市                        | 高田市                         | 昭和46年4月29日 上越市 | 上越市                      | 上越市 |
| 中 頸 城 郡 | 新保古新田             | 新保古新田     | 新保古新田                       | 新保古新田                       | 新保古新田                       | 新保古新田                       | 津有村                     | 津有村                        | 津有村                         | 津有村                         | 津有村                         | 昭和30年2月1日 高田市に編入                     | 高田市                        | 高田市                        | 高田市                         | 昭和46年4月29日 上越市 | 上越市                      | 上越市 |
| 中 頸 城 郡 | 本新保村               | 本新保村       | 本新保村                         | 本新保村                         | 本新保村                         | 本新保村                         | 津有村                     | 津有村                        | 津有村                         | 津有村                         | 津有村                         | 昭和30年2月1日 高田市に編入                     | 高田市                        | 高田市                        | 高田市                         | 昭和46年4月29日 上越市 | 上越市                      | 上越市 |
| 中 頸 城 郡 | 野尻村                 | 野尻村         | 野尻村                           | 野尻村                           | 野尻村                           | 野尻村                           | 津有村                     | 津有村                        | 津有村                         | 津有村                         | 津有村                         | 昭和30年2月1日 高田市に編入                     | 高田市                        | 高田市                        | 高田市                         | 昭和46年4月29日 上越市 | 上越市                      | 上越市 |
| 中 頸 城 郡 | 上稲村                 | 上稲村         | 上稲村                           | 明治9年 稲村                     | 明治9年 稲村                     | 明治9年 稲村                     | 津有村                     | 津有村                        | 津有村                         | 津有村                         | 津有村                         | 昭和30年2月1日 高田市に編入                     | 高田市                        | 高田市                        | 高田市                         | 昭和46年4月29日 上越市 | 上越市                      | 上越市 |
| 中 頸 城 郡 | 小稲村                 | 小稲村         | 小稲村                           | 明治9年 稲村                     | 明治9年 稲村                     | 明治9年 稲村                     | 津有村                     | 津有村                        | 津有村                         | 津有村                         | 津有村                         | 昭和30年2月1日 高田市に編入                     | 高田市                        | 高田市                        | 高田市                         | 昭和46年4月29日 上越市 | 上越市                      | 上越市 |
| 中 頸 城 郡 | 下稲村                 | 下稲村         | 下稲村                           | 明治9年 稲村                     | 明治9年 稲村                     | 明治9年 稲村                     | 津有村                     | 津有村                        | 津有村                         | 津有村                         | 津有村                         | 昭和30年2月1日 高田市に編入                     | 高田市                        | 高田市                        | 高田市                         | 昭和46年4月29日 上越市 | 上越市                      | 上越市 |
| 中 頸 城 郡 | 上雲寺村               | 上雲寺村       | 上雲寺村                         | 上雲寺村                         | 上雲寺村                         | 上雲寺村                         | 津有村                     | 津有村                        | 津有村                         | 津有村                         | 津有村                         | 昭和30年2月1日 高田市に編入                     | 高田市                        | 高田市                        | 高田市                         | 昭和46年4月29日 上越市 | 上越市                      | 上越市 |
| 中 頸 城 郡 | 中野新田               | 中野新田       | 中野新田                         | 中野新田                         | 中野新田                         | 中野新田                         | 津有村                     | 津有村                        | 津有村                         | 津有村                         | 津有村                         | 昭和30年2月1日 高田市に編入                     | 高田市                        | 高田市                        | 高田市                         | 昭和46年4月29日 上越市 | 上越市                      | 上越市 |
| 中 頸 城 郡 | 茨沢村                 | 茨沢村         | 茨沢村                           | 茨沢村                           | 茨沢村                           | 茨沢村                           | 津有村                     | 津有村                        | 津有村                         | 津有村                         | 津有村                         | 昭和30年2月1日 高田市に編入                     | 高田市                        | 高田市                        | 高田市                         | 昭和46年4月29日 上越市 | 上越市                      | 上越市 |
| 中 頸 城 郡 | 荒屋村                 | 荒屋村         | 荒屋村                           | 荒屋村                           | 荒屋村                           | 荒屋村                           | 津有村                     | 津有村                        | 津有村                         | 津有村                         | 津有村                         | 昭和30年2月1日 高田市に編入                     | 高田市                        | 高田市                        | 高田市                         | 昭和46年4月29日 上越市 | 上越市                      | 上越市 |
| 中 頸 城 郡 | 虫川村                 | 虫川村         | 虫川村                           | 虫川村                           | 虫川村                           | 虫川村                           | 津有村                     | 津有村                        | 津有村                         | 津有村                         | 津有村                         | 昭和30年2月1日 高田市に編入                     | 高田市                        | 高田市                        | 高田市                         | 昭和46年4月29日 上越市 | 上越市                      | 上越市 |
| 中 頸 城 郡 | 四ツ辻村               | 四ツ辻村       | 四ツ辻村                         | 四ツ辻村                         | 四ツ辻村                         | 四ツ辻村                         | 津有村                     | 津有村                        | 津有村                         | 津有村                         | 津有村                         | 昭和30年2月1日 高田市に編入                     | 高田市                        | 高田市                        | 高田市                         | 昭和46年4月29日 上越市 | 上越市                      | 上越市 |
| 中 頸 城 郡 | 角川村                 | 角川村         | 角川村                           | 角川村                           | 角川村                           | 角川村                           | 津有村                     | 津有村                        | 津有村                         | 津有村                         | 津有村                         | 昭和30年2月1日 高田市に編入                     | 高田市                        | 高田市                        | 高田市                         | 昭和46年4月29日 上越市 | 上越市                      | 上越市 |
| 中 頸 城 郡 | 角川古新田             | 角川古新田     | 角川古新田                       | 角川古新田                       | 角川古新田                       | 角川古新田                       | 津有村                     | 津有村                        | 津有村                         | 津有村                         | 津有村                         | 昭和30年2月1日 高田市に編入                     | 高田市                        | 高田市                        | 高田市                         | 昭和46年4月29日 上越市 | 上越市                      | 上越市 |
| 中 頸 城 郡 | 重川新田               | 重川新田       | 重川新田                         | 重川新田                         | 重川新田                         | 重川新田                         | 津有村                     | 津有村                        | 津有村                         | 津有村                         | 津有村                         | 昭和30年2月1日 高田市に編入                     | 高田市                        | 高田市                        | 高田市                         | 昭和46年4月29日 上越市 | 上越市                      | 上越市 |
| 中 頸 城 郡 | 新屋敷村               | 新屋敷村       | 新屋敷村                         | 新屋敷村                         | 新屋敷村                         | 新屋敷村                         | 津有村                     | 津有村                        | 津有村                         | 津有村                         | 津有村                         | 昭和30年2月1日 高田市に編入                     | 高田市                        | 高田市                        | 高田市                         | 昭和46年4月29日 上越市 | 上越市                      | 上越市 |
| 中 頸 城 郡 | 下紺屋町               | 下紺屋町       | 明治初年 改称 高田下紺屋町       | 明治初年 改称 高田下紺屋町       | 明治初年 改称 高田下紺屋町       | 明治初年 改称 高田下紺屋町       | 高田町                     | 高田町                        | 高田町                         | 明治41年11月1日 高田町         | 明治44年9月1日 市制 高田市     | 高田市                                          | 高田市                        | 高田市                        | 高田市                         | 昭和46年4月29日 上越市 | 上越市                      | 上越市 |
| 中 頸 城 郡 | 下小町                 | 下小町         | 明治初年 改称 高田下小町         | 明治初年 改称 高田下小町         | 明治初年 改称 高田下小町         | 明治初年 改称 高田下小町         | 高田町                     | 高田町                        | 高田町                         | 明治41年11月1日 高田町         | 明治44年9月1日 市制 高田市     | 高田市                                          | 高田市                        | 高田市                        | 高田市                         | 昭和46年4月29日 上越市 | 上越市                      | 上越市 |
| 中 頸 城 郡 | 寄大工町               | 寄大工町       | 明治初年 改称 高田寄大工町       | 明治初年 改称 高田寄大工町       | 明治初年 改称 高田寄大工町       | 明治初年 改称 高田寄大工町       | 高田町                     | 高田町                        | 高田町                         | 明治41年11月1日 高田町         | 明治44年9月1日 市制 高田市     | 高田市                                          | 高田市                        | 高田市                        | 高田市                         | 昭和46年4月29日 上越市 | 上越市                      | 上越市 |
| 中 頸 城 郡 | 大鋸町                 | 大鋸町         | 明治初年 改称 高田大鋸町         | 明治初年 改称 高田大鋸町         | 明治初年 改称 高田大鋸町         | 明治初年 改称 高田大鋸町         | 高田町                     | 高田町                        | 高田町                         | 明治41年11月1日 高田町         | 明治44年9月1日 市制 高田市     | 高田市                                          | 高田市                        | 高田市                        | 高田市                         | 昭和46年4月29日 上越市 | 上越市                      | 上越市 |
| 中 頸 城 郡 | 本杉鍛冶町             | 本杉鍛冶町     | 明治初年 改称 高田本杉鍛冶町     | 明治初年 改称 高田本杉鍛冶町     | 明治初年 改称 高田本杉鍛冶町     | 明治初年 改称 高田本杉鍛冶町     | 高田町                     | 高田町                        | 高田町                         | 明治41年11月1日 高田町         | 明治44年9月1日 市制 高田市     | 高田市                                          | 高田市                        | 高田市                        | 高田市                         | 昭和46年4月29日 上越市 | 上越市                      | 上越市 |
| 中 頸 城 郡 | 新本杉鍛冶町           | 新本杉鍛冶町   | 明治初年 改称 高田新本杉鍛冶町   | 明治初年 改称 高田新本杉鍛冶町   | 明治初年 改称 高田新本杉鍛冶町   | 明治初年 改称 高田新本杉鍛冶町   | 高田町                     | 高田町                        | 高田町                         | 明治41年11月1日 高田町         | 明治44年9月1日 市制 高田市     | 高田市                                          | 高田市                        | 高田市                        | 高田市                         | 昭和46年4月29日 上越市 | 上越市                      | 上越市 |
| 中 頸 城 郡 | 元府古町               | 元府古町       | 明治初年 改称 高田元府古町       | 明治初年 改称 高田元府古町       | 明治初年 改称 高田元府古町       | 明治初年 改称 高田元府古町       | 高田町                     | 高田町                        | 高田町                         | 明治41年11月1日 高田町         | 明治44年9月1日 市制 高田市     | 高田市                                          | 高田市                        | 高田市                        | 高田市                         | 昭和46年4月29日 上越市 | 上越市                      | 上越市 |
| 中 頸 城 郡 | 本大工町               | 本大工町       | 明治初年 改称 高田本大工町       | 明治初年 改称 高田本大工町       | 明治初年 改称 高田本大工町       | 明治初年 改称 高田本大工町       | 高田町                     | 高田町                        | 高田町                         | 明治41年11月1日 高田町         | 明治44年9月1日 市制 高田市     | 高田市                                          | 高田市                        | 高田市                        | 高田市                         | 昭和46年4月29日 上越市 | 上越市                      | 上越市 |
| 中 頸 城 郡 | 中寺町                 | 中寺町         | 明治初年 改称 高田中寺町         | 明治初年 改称 高田中寺町         | 明治初年 改称 高田中寺町         | 明治初年 改称 高田中寺町         | 高田町                     | 高田町                        | 高田町                         | 明治41年11月1日 高田町         | 明治44年9月1日 市制 高田市     | 高田市                                          | 高田市                        | 高田市                        | 高田市                         | 昭和46年4月29日 上越市 | 上越市                      | 上越市 |
| 中 頸 城 郡 | 下寺町                 | 下寺町         | 明治初年 改称 高田下寺町         | 明治初年 改称 高田下寺町         | 明治初年 改称 高田下寺町         | 明治初年 改称 高田下寺町         | 高田町                     | 高田町                        | 高田町                         | 明治41年11月1日 高田町         | 明治44年9月1日 市制 高田市     | 高田市                                          | 高田市                        | 高田市                        | 高田市                         | 昭和46年4月29日 上越市 | 上越市                      | 上越市 |
| 中 頸 城 郡 | 刃物鍛冶町             | 刃物鍛冶町     | 明治初年 改称 高田刃物鍛冶町     | 明治初年 改称 高田刃物鍛冶町     | 明治初年 改称 高田刃物鍛冶町     | 明治初年 改称 高田刃物鍛冶町     | 高田町                     | 高田町                        | 高田町                         | 明治41年11月1日 高田町         | 明治44年9月1日 市制 高田市     | 高田市                                          | 高田市                        | 高田市                        | 高田市                         | 昭和46年4月29日 上越市 | 上越市                      | 上越市 |
| 中 頸 城 郡 | 土橋町                 | 土橋町         | 明治初年 改称 高田土橋町         | 明治初年 改称 高田土橋町         | 明治初年 改称 高田土橋町         | 明治初年 改称 高田土橋町         | 高田町                     | 高田町                        | 高田町                         | 明治41年11月1日 高田町         | 明治44年9月1日 市制 高田市     | 高田市                                          | 高田市                        | 高田市                        | 高田市                         | 昭和46年4月29日 上越市 | 上越市                      | 上越市 |
| 中 頸 城 郡 | 陀羅尼町               | 陀羅尼町       | 明治初年 改称 高田陀羅尼町       | 明治初年 改称 高田陀羅尼町       | 明治初年 改称 高田陀羅尼町       | 明治初年 改称 高田陀羅尼町       | 高田町                     | 高田町                        | 高田町                         | 明治41年11月1日 高田町         | 明治44年9月1日 市制 高田市     | 高田市                                          | 高田市                        | 高田市                        | 高田市                         | 昭和46年4月29日 上越市 | 上越市                      | 上越市 |
| 中 頸 城 郡 | 新田町                 | 新田町         | 明治初年 改称 高田新田町         | 明治初年 改称 高田新田町         | 明治初年 改称 高田新田町         | 明治初年 改称 高田新田町         | 高田町                     | 高田町                        | 高田町                         | 明治41年11月1日 高田町         | 明治44年9月1日 市制 高田市     | 高田市                                          | 高田市                        | 高田市                        | 高田市                         | 昭和46年4月29日 上越市 | 上越市                      | 上越市 |
| 中 頸 城 郡 | 下職人町               | 下職人町       | 明治初年 改称 高田下職人町       | 明治初年 改称 高田下職人町       | 明治初年 改称 高田下職人町       | 明治初年 改称 高田下職人町       | 高田町                     | 高田町                        | 高田町                         | 明治41年11月1日 高田町         | 明治44年9月1日 市制 高田市     | 高田市                                          | 高田市                        | 高田市                        | 高田市                         | 昭和46年4月29日 上越市 | 上越市                      | 上越市 |
| 中 頸 城 郡 | 善光寺町               | 善光寺町       | 明治初年 改称 高田善光寺町       | 明治初年 改称 高田善光寺町       | 明治初年 改称 高田善光寺町       | 明治初年 改称 高田善光寺町       | 高田町                     | 高田町                        | 高田町                         | 明治41年11月1日 高田町         | 明治44年9月1日 市制 高田市     | 高田市                                          | 高田市                        | 高田市                        | 高田市                         | 昭和46年4月29日 上越市 | 上越市                      | 上越市 |
| 中 頸 城 郡 | 長門町                 | 長門町         | 明治初年 改称 高田長門町         | 明治初年 改称 高田長門町         | 明治初年 改称 高田長門町         | 明治初年 改称 高田長門町         | 高田町                     | 高田町                        | 高田町                         | 明治41年11月1日 高田町         | 明治44年9月1日 市制 高田市     | 高田市                                          | 高田市                        | 高田市                        | 高田市                         | 昭和46年4月29日 上越市 | 上越市                      | 上越市 |
| 中 頸 城 郡 | 中屋敷町               | 中屋敷町       | 明治初年 改称 高田中屋敷町       | 明治初年 改称 高田中屋敷町       | 明治初年 改称 高田中屋敷町       | 明治初年 改称 高田中屋敷町       | 高田町                     | 高田町                        | 高田町                         | 明治41年11月1日 高田町         | 明治44年9月1日 市制 高田市     | 高田市                                          | 高田市                        | 高田市                        | 高田市                         | 昭和46年4月29日 上越市 | 上越市                      | 上越市 |
| 中 頸 城 郡 | 本誓寺町               | 本誓寺町       | 明治初年 改称 高田本誓寺町       | 明治初年 改称 高田本誓寺町       | 明治初年 改称 高田本誓寺町       | 明治初年 改称 高田本誓寺町       | 高田町                     | 高田町                        | 高田町                         | 明治41年11月1日 高田町         | 明治44年9月1日 市制 高田市     | 高田市                                          | 高田市                        | 高田市                        | 高田市                         | 昭和46年4月29日 上越市 | 上越市                      | 上越市 |
| 中 頸 城 郡 | 直江町                 | 直江町         | 明治初年 改称 高田直江町         | 明治初年 改称 高田直江町         | 明治初年 改称 高田直江町         | 明治初年 改称 高田直江町         | 高田町                     | 高田町                        | 高田町                         | 明治41年11月1日 高田町         | 明治44年9月1日 市制 高田市     | 高田市                                          | 高田市                        | 高田市                        | 高田市                         | 昭和46年4月29日 上越市 | 上越市                      | 上越市 |
| 中 頸 城 郡 | 稲田鍛冶町             | 稲田鍛冶町     | 明治初年 改称 高田稲田鍛冶町     | 明治初年 改称 高田稲田鍛冶町     | 明治初年 改称 高田稲田鍛冶町     | 明治初年 改称 高田稲田鍛冶町     | 高田町                     | 高田町                        | 高田町                         | 明治41年11月1日 高田町         | 明治44年9月1日 市制 高田市     | 高田市                                          | 高田市                        | 高田市                        | 高田市                         | 昭和46年4月29日 上越市 | 上越市                      | 上越市 |
| 中 頸 城 郡 | 鍋屋町                 | 鍋屋町         | 明治初年 改称 高田鍋屋町         | 明治初年 改称 高田鍋屋町         | 明治初年 改称 高田鍋屋町         | 明治初年 改称 高田鍋屋町         | 高田町                     | 高田町                        | 高田町                         | 明治41年11月1日 高田町         | 明治44年9月1日 市制 高田市     | 高田市                                          | 高田市                        | 高田市                        | 高田市                         | 昭和46年4月29日 上越市 | 上越市                      | 上越市 |
| 中 頸 城 郡 | 伊勢町                 | 伊勢町         | 明治初年 改称 高田伊勢町         | 明治初年 改称 高田伊勢町         | 明治初年 改称 高田伊勢町         | 明治初年 改称 高田伊勢町         | 高田町                     | 高田町                        | 高田町                         | 明治41年11月1日 高田町         | 明治44年9月1日 市制 高田市     | 高田市                                          | 高田市                        | 高田市                        | 高田市                         | 昭和46年4月29日 上越市 | 上越市                      | 上越市 |
| 中 頸 城 郡 | 出雲町                 | 出雲町         | 明治初年 改称 高田出雲町         | 明治初年 改称 高田出雲町         | 明治初年 改称 高田出雲町         | 明治初年 改称 高田出雲町         | 高田町                     | 高田町                        | 高田町                         | 明治41年11月1日 高田町         | 明治44年9月1日 市制 高田市     | 高田市                                          | 高田市                        | 高田市                        | 高田市                         | 昭和46年4月29日 上越市 | 上越市                      | 上越市 |
| 中 頸 城 郡 | 関町                   | 関町           | 明治初年 改称 高田関町           | 明治初年 改称 高田関町           | 明治初年 改称 高田関町           | 明治初年 改称 高田関町           | 高田町                     | 高田町                        | 高田町                         | 明治41年11月1日 高田町         | 明治44年9月1日 市制 高田市     | 高田市                                          | 高田市                        | 高田市                        | 高田市                         | 昭和46年4月29日 上越市 | 上越市                      | 上越市 |
| 中 頸 城 郡 | 横春日町               | 横春日町       | 明治初年 改称 高田横春日町       | 明治初年 改称 高田横春日町       | 明治初年 改称 高田横春日町       | 明治初年 改称 高田横春日町       | 高田町                     | 高田町                        | 高田町                         | 明治41年11月1日 高田町         | 明治44年9月1日 市制 高田市     | 高田市                                          | 高田市                        | 高田市                        | 高田市                         | 昭和46年4月29日 上越市 | 上越市                      | 上越市 |
| 中 頸 城 郡 | 竪春日町               | 竪春日町       | 明治初年 改称 高田竪春日町       | 明治初年 改称 高田竪春日町       | 明治初年 改称 高田竪春日町       | 明治初年 改称 高田竪春日町       | 高田町                     | 高田町                        | 高田町                         | 明治41年11月1日 高田町         | 明治44年9月1日 市制 高田市     | 高田市                                          | 高田市                        | 高田市                        | 高田市                         | 昭和46年4月29日 上越市 | 上越市                      | 上越市 |
| 中 頸 城 郡 | 府古町                 | 府古町         | 明治初年 改称 高田府古町         | 明治初年 改称 高田府古町         | 明治初年 改称 高田府古町         | 明治初年 改称 高田府古町         | 高田町                     | 高田町                        | 高田町                         | 明治41年11月1日 高田町         | 明治44年9月1日 市制 高田市     | 高田市                                          | 高田市                        | 高田市                        | 高田市                         | 昭和46年4月29日 上越市 | 上越市                      | 上越市 |
| 中 頸 城 郡 | 上紺屋町               | 上紺屋町       | 明治初年 改称 高田上紺屋町       | 明治初年 改称 高田上紺屋町       | 明治初年 改称 高田上紺屋町       | 明治初年 改称 高田上紺屋町       | 高田町                     | 高田町                        | 高田町                         | 明治41年11月1日 高田町         | 明治44年9月1日 市制 高田市     | 高田市                                          | 高田市                        | 高田市                        | 高田市                         | 昭和46年4月29日 上越市 | 上越市                      | 上越市 |
| 中 頸 城 郡 | 上蔵番町               | 上蔵番町       | 明治初年 改称 高田上蔵番町       | 明治初年 改称 高田上蔵番町       | 明治初年 改称 高田上蔵番町       | 明治初年 改称 高田上蔵番町       | 高田町                     | 高田町                        | 高田町                         | 明治41年11月1日 高田町         | 明治44年9月1日 市制 高田市     | 高田市                                          | 高田市                        | 高田市                        | 高田市                         | 昭和46年4月29日 上越市 | 上越市                      | 上越市 |
| 中 頸 城 郡 | 新蔵番町               | 新蔵番町       | 明治初年 改称 高田新蔵番町       | 明治初年 改称 高田新蔵番町       | 明治初年 改称 高田新蔵番町       | 明治初年 改称 高田新蔵番町       | 高田町                     | 高田町                        | 高田町                         | 明治41年11月1日 高田町         | 明治44年9月1日 市制 高田市     | 高田市                                          | 高田市                        | 高田市                        | 高田市                         | 昭和46年4月29日 上越市 | 上越市                      | 上越市 |
| 中 頸 城 郡 | 上寺町                 | 上寺町         | 明治初年 改称 高田上寺町         | 明治初年 改称 高田上寺町         | 明治初年 改称 高田上寺町         | 明治初年 改称 高田上寺町         | 高田町                     | 高田町                        | 高田町                         | 明治41年11月1日 高田町         | 明治44年9月1日 市制 高田市     | 高田市                                          | 高田市                        | 高田市                        | 高田市                         | 昭和46年4月29日 上越市 | 上越市                      | 上越市 |
| 中 頸 城 郡 | 横町                   | 横町           | 明治初年 改称 高田横町           | 明治初年 改称 高田横町           | 明治初年 改称 高田横町           | 明治初年 改称 高田横町           | 高田町                     | 高田町                        | 高田町                         | 明治41年11月1日 高田町         | 明治44年9月1日 市制 高田市     | 高田市                                          | 高田市                        | 高田市                        | 高田市                         | 昭和46年4月29日 上越市 | 上越市                      | 上越市 |
| 中 頸 城 郡 | 呉服町                 | 呉服町         | 明治初年 改称 高田呉服町         | 明治初年 改称 高田呉服町         | 明治初年 改称 高田呉服町         | 明治初年 改称 高田呉服町         | 高田町                     | 高田町                        | 高田町                         | 明治41年11月1日 高田町         | 明治44年9月1日 市制 高田市     | 高田市                                          | 高田市                        | 高田市                        | 高田市                         | 昭和46年4月29日 上越市 | 上越市                      | 上越市 |
| 中 頸 城 郡 | 上小町                 | 上小町         | 明治初年 改称 高田上小町         | 明治初年 改称 高田上小町         | 明治初年 改称 高田上小町         | 明治初年 改称 高田上小町         | 高田町                     | 高田町                        | 高田町                         | 明治41年11月1日 高田町         | 明治44年9月1日 市制 高田市     | 高田市                                          | 高田市                        | 高田市                        | 高田市                         | 昭和46年4月29日 上越市 | 上越市                      | 上越市 |
| 中 頸 城 郡 | 中小町                 | 中小町         | 明治初年 改称 高田中小町         | 明治初年 改称 高田中小町         | 明治初年 改称 高田中小町         | 明治初年 改称 高田中小町         | 高田町                     | 高田町                        | 高田町                         | 明治41年11月1日 高田町         | 明治44年9月1日 市制 高田市     | 高田市                                          | 高田市                        | 高田市                        | 高田市                         | 昭和46年4月29日 上越市 | 上越市                      | 上越市 |
| 中 頸 城 郡 | 上職人町               | 上職人町       | 明治初年 改称 高田上職人町       | 明治初年 改称 高田上職人町       | 明治初年 改称 高田上職人町       | 明治初年 改称 高田上職人町       | 高田町                     | 高田町                        | 高田町                         | 明治41年11月1日 高田町         | 明治44年9月1日 市制 高田市     | 高田市                                          | 高田市                        | 高田市                        | 高田市                         | 昭和46年4月29日 上越市 | 上越市                      | 上越市 |
| 中 頸 城 郡 | 桶屋町                 | 桶屋町         | 明治初年 改称 高田桶屋町         | 明治初年 改称 高田桶屋町         | 明治初年 改称 高田桶屋町         | 明治初年 改称 高田桶屋町         | 高田町                     | 高田町                        | 高田町                         | 明治41年11月1日 高田町         | 明治44年9月1日 市制 高田市     | 高田市                                          | 高田市                        | 高田市                        | 高田市                         | 昭和46年4月29日 上越市 | 上越市                      | 上越市 |
| 中 頸 城 郡 | 杉森町                 | 杉森町         | 明治初年 改称 高田杉森町         | 明治初年 改称 高田杉森町         | 明治初年 改称 高田杉森町         | 明治初年 改称 高田杉森町         | 高田町                     | 高田町                        | 高田町                         | 明治41年11月1日 高田町         | 明治44年9月1日 市制 高田市     | 高田市                                          | 高田市                        | 高田市                        | 高田市                         | 昭和46年4月29日 上越市 | 上越市                      | 上越市 |
| 中 頸 城 郡 | 下田端町               | 下田端町       | 明治初年 改称 高田下田端町       | 明治初年 改称 高田下田端町       | 明治初年 改称 高田下田端町       | 明治初年 改称 高田下田端町       | 高田町                     | 高田町                        | 高田町                         | 明治41年11月1日 高田町         | 明治44年9月1日 市制 高田市     | 高田市                                          | 高田市                        | 高田市                        | 高田市                         | 昭和46年4月29日 上越市 | 上越市                      | 上越市 |
| 中 頸 城 郡 | 檜物屋町               | 檜物屋町       | 明治初年 改称 高田檜物屋町       | 明治初年 改称 高田檜物屋町       | 明治初年 改称 高田檜物屋町       | 明治初年 改称 高田檜物屋町       | 高田町                     | 高田町                        | 高田町                         | 明治41年11月1日 高田町         | 明治44年9月1日 市制 高田市     | 高田市                                          | 高田市                        | 高田市                        | 高田市                         | 昭和46年4月29日 上越市 | 上越市                      | 上越市 |
| 中 頸 城 郡 | 上田端町               | 上田端町       | 明治初年 改称 高田上田端町       | 明治初年 改称 高田上田端町       | 明治初年 改称 高田上田端町       | 明治初年 改称 高田上田端町       | 高田町                     | 高田町                        | 高田町                         | 明治41年11月1日 高田町         | 明治44年9月1日 市制 高田市     | 高田市                                          | 高田市                        | 高田市                        | 高田市                         | 昭和46年4月29日 上越市 | 上越市                      | 上越市 |
| 中 頸 城 郡 | 両替町                 | 両替町         | 明治初年 改称 高田両替町         | 明治初年 改称 高田両替町         | 明治初年 改称 高田両替町         | 明治初年 改称 高田両替町         | 高田町                     | 高田町                        | 高田町                         | 明治41年11月1日 高田町         | 明治44年9月1日 市制 高田市     | 高田市                                          | 高田市                        | 高田市                        | 高田市                         | 昭和46年4月29日 上越市 | 上越市                      | 上越市 |
| 中 頸 城 郡 | 須賀町                 | 須賀町         | 明治初年 改称 高田須賀町         | 明治初年 改称 高田須賀町         | 明治初年 改称 高田須賀町         | 明治初年 改称 高田須賀町         | 高田町                     | 高田町                        | 高田町                         | 明治41年11月1日 高田町         | 明治44年9月1日 市制 高田市     | 高田市                                          | 高田市                        | 高田市                        | 高田市                         | 昭和46年4月29日 上越市 | 上越市                      | 上越市 |
| 中 頸 城 郡 | 新須賀町               | 新須賀町       | 明治初年 改称 高田新須賀町       | 明治初年 改称 高田新須賀町       | 明治初年 改称 高田新須賀町       | 明治初年 改称 高田新須賀町       | 高田町                     | 高田町                        | 高田町                         | 明治41年11月1日 高田町         | 明治44年9月1日 市制 高田市     | 高田市                                          | 高田市                        | 高田市                        | 高田市                         | 昭和46年4月29日 上越市 | 上越市                      | 上越市 |
| 中 頸 城 郡 | 新職人町               | 新職人町       | 明治初年 改称 高田新職人町       | 明治初年 改称 高田新職人町       | 明治初年 改称 高田新職人町       | 明治初年 改称 高田新職人町       | 高田町                     | 高田町                        | 高田町                         | 明治41年11月1日 高田町         | 明治44年9月1日 市制 高田市     | 高田市                                          | 高田市                        | 高田市                        | 高田市                         | 昭和46年4月29日 上越市 | 上越市                      | 上越市 |
| 中 頸 城 郡 | 西村町                 | 西村町         | 明治初年 改称 高田西村町         | 明治初年 改称 高田西村町         | 明治初年 改称 高田西村町         | 明治初年 改称 高田西村町         | 高田町                     | 高田町                        | 高田町                         | 明治41年11月1日 高田町         | 明治44年9月1日 市制 高田市     | 高田市                                          | 高田市                        | 高田市                        | 高田市                         | 昭和46年4月29日 上越市 | 上越市                      | 上越市 |
| 中 頸 城 郡 | 藪野新田村             | 藪野新田村     | 明治初年 改称 高田藪野新田村     | 明治初年 改称 高田藪野新田村     | 明治初年 改称 高田藪野新田村     | 明治初年 改称 高田藪野新田村     | 高田町                     | 高田町                        | 高田町                         | 明治41年11月1日 高田町         | 明治44年9月1日 市制 高田市     | 高田市                                          | 高田市                        | 高田市                        | 高田市                         | 昭和46年4月29日 上越市 | 上越市                      | 上越市 |
| 中 頸 城 郡 | 陀羅尼新田新田         | 陀羅尼新田新田 | 明治初年 改称 高田陀羅尼新田新田 | 明治初年 改称 高田陀羅尼新田新田 | 明治初年 改称 高田陀羅尼新田新田 | 明治初年 改称 高田陀羅尼新田新田 | 高田町                     | 高田町                        | 高田町                         | 明治41年11月1日 高田町         | 明治44年9月1日 市制 高田市     | 高田市                                          | 高田市                        | 高田市                        | 高田市                         | 昭和46年4月29日 上越市 | 上越市                      | 上越市 |
| 中 頸 城 郡 | 陀羅尼新田             | 陀羅尼新田     | 明治初年 改称 高田陀羅尼新田     | 明治初年 改称 高田陀羅尼新田     | 明治初年 改称 高田陀羅尼新田     | 明治初年 改称 高田陀羅尼新田     | 高田町                     | 高田町                        | 高田町                         | 明治41年11月1日 高田町         | 明治44年9月1日 市制 高田市     | 高田市                                          | 高田市                        | 高田市                        | 高田市                         | 昭和46年4月29日 上越市 | 上越市                      | 上越市 |
| 中 頸 城 郡 | 川原町新田             | 川原町新田     | 明治初年 改称 高田川原町新田     | 明治初年 改称 高田川原町新田     | 明治初年 改称 高田川原町新田     | 明治初年 改称 高田川原町新田     | 高田町                     | 高田町                        | 高田町                         | 明治41年11月1日 高田町         | 明治44年9月1日 市制 高田市     | 高田市                                          | 高田市                        | 高田市                        | 高田市                         | 昭和46年4月29日 上越市 | 上越市                      | 上越市 |
| 中 頸 城 郡 | 高田廻請地 高田廻      | 一部を除く     | 明治初年 高田高土村              | 明治初年 高田高土村              | 明治初年 高田高土村              | 明治初年 高田高土村              | 高田町                     | 高田町                        | 高田町                         | 明治41年11月1日 高田町         | 明治44年9月1日 市制 高田市     | 高田市                                          | 高田市                        | 高田市                        | 高田市                         | 昭和46年4月29日 上越市 | 上越市                      | 上越市 |
| 中 頸 城 郡 | 高田廻請地 高田廻      | 一部           | 明治初年 高田高土村              | 明治初年 高田高土村              | 明治初年 高田高土村              | 明治初年 高田高土村              | 高城村                     | 高城村                        | 高城村                         | 明治41年11月1日 高田町         | 明治44年9月1日 市制 高田市     | 高田市                                          | 高田市                        | 高田市                        | 高田市                         | 昭和46年4月29日 上越市 | 上越市                      | 上越市 |
| 中 頸 城 郡 | 馬塚新田               | 馬塚新田       | 明治初年 改称 高田馬塚新田       | 明治初年 改称 高田馬塚新田       | 明治初年 改称 高田馬塚新田       | 明治初年 改称 高田馬塚新田       | 高城村                     | 高城村                        | 高城村                         | 明治41年11月1日 高田町         | 明治44年9月1日 市制 高田市     | 高田市                                          | 高田市                        | 高田市                        | 高田市                         | 昭和46年4月29日 上越市 | 上越市                      | 上越市 |
| 中 頸 城 郡 | 外馬塚町               | 外馬塚町       | 明治初年 改称 高田外馬塚町       | 明治初年 改称 高田外馬塚町       | 明治初年 改称 高田外馬塚町       | 明治初年 改称 高田外馬塚町       | 高城村                     | 高城村                        | 高城村                         | 明治41年11月1日 高田町         | 明治44年9月1日 市制 高田市     | 高田市                                          | 高田市                        | 高田市                        | 高田市                         | 昭和46年4月29日 上越市 | 上越市                      | 上越市 |
| 中 頸 城 郡 | 内馬塚町               | 内馬塚町       | 明治初年 改称 高田内馬塚町       | 明治初年 改称 高田内馬塚町       | 明治初年 改称 高田内馬塚町       | 明治初年 改称 高田内馬塚町       | 高城村                     | 高城村                        | 高城村                         | 明治41年11月1日 高田町         | 明治44年9月1日 市制 高田市     | 高田市                                          | 高田市                        | 高田市                        | 高田市                         | 昭和46年4月29日 上越市 | 上越市                      | 上越市 |
| 中 頸 城 郡 | 蓮池横町               | 蓮池横町       | 明治初年 改称 高田蓮池横町       | 明治初年 改称 高田蓮池横町       | 明治初年 改称 高田蓮池横町       | 明治初年 改称 高田蓮池横町       | 高城村                     | 高城村                        | 高城村                         | 明治41年11月1日 高田町         | 明治44年9月1日 市制 高田市     | 高田市                                          | 高田市                        | 高田市                        | 高田市                         | 昭和46年4月29日 上越市 | 上越市                      | 上越市 |
| 中 頸 城 郡 | 鷹部屋町               | 鷹部屋町       | 明治初年 改称 高田鷹部屋町       | 明治初年 改称 高田鷹部屋町       | 明治初年 改称 高田鷹部屋町       | 明治初年 改称 高田鷹部屋町       | 高城村                     | 高城村                        | 高城村                         | 明治41年11月1日 高田町         | 明治44年9月1日 市制 高田市     | 高田市                                          | 高田市                        | 高田市                        | 高田市                         | 昭和46年4月29日 上越市 | 上越市                      | 上越市 |
| 中 頸 城 郡 | 紀伊国仲町             | 紀伊国仲町     | 明治初年 改称 高田紀伊国仲町     | 明治初年 改称 高田紀伊国仲町     | 明治初年 改称 高田紀伊国仲町     | 明治初年 改称 高田紀伊国仲町     | 高城村                     | 高城村                        | 高城村                         | 明治41年11月1日 高田町         | 明治44年9月1日 市制 高田市     | 高田市                                          | 高田市                        | 高田市                        | 高田市                         | 昭和46年4月29日 上越市 | 上越市                      | 上越市 |
| 中 頸 城 郡 | 紀伊国町               | 紀伊国町       | 明治初年 改称 高田紀伊国町       | 明治初年 改称 高田紀伊国町       | 明治初年 改称 高田紀伊国町       | 明治初年 改称 高田紀伊国町       | 高城村                     | 高城村                        | 高城村                         | 明治41年11月1日 高田町         | 明治44年9月1日 市制 高田市     | 高田市                                          | 高田市                        | 高田市                        | 高田市                         | 昭和46年4月29日 上越市 | 上越市                      | 上越市 |
| 中 頸 城 郡 | 南出丸町               | 南出丸町       | 明治初年 改称 高田南出丸町       | 明治初年 改称 高田南出丸町       | 明治初年 改称 高田南出丸町       | 明治初年 改称 高田南出丸町       | 高城村                     | 高城村                        | 高城村                         | 明治41年11月1日 高田町         | 明治44年9月1日 市制 高田市     | 高田市                                          | 高田市                        | 高田市                        | 高田市                         | 昭和46年4月29日 上越市 | 上越市                      | 上越市 |
| 中 頸 城 郡 | 北出丸町               | 北出丸町       | 明治初年 改称 高田北出丸町       | 明治初年 改称 高田北出丸町       | 明治初年 改称 高田北出丸町       | 明治初年 改称 高田北出丸町       | 高城村                     | 高城村                        | 高城村                         | 明治41年11月1日 高田町         | 明治44年9月1日 市制 高田市     | 高田市                                          | 高田市                        | 高田市                        | 高田市                         | 昭和46年4月29日 上越市 | 上越市                      | 上越市 |
| 中 頸 城 郡 | 馬場先町               | 馬場先町       | 明治初年 改称 高田馬場先町       | 明治初年 改称 高田馬場先町       | 明治初年 改称 高田馬場先町       | 明治初年 改称 高田馬場先町       | 高城村                     | 高城村                        | 高城村                         | 明治41年11月1日 高田町         | 明治44年9月1日 市制 高田市     | 高田市                                          | 高田市                        | 高田市                        | 高田市                         | 昭和46年4月29日 上越市 | 上越市                      | 上越市 |
| 中 頸 城 郡 | 南会所町               | 南会所町       | 明治初年 改称 高田南会所町       | 明治初年 改称 高田南会所町       | 明治初年 改称 高田南会所町       | 明治初年 改称 高田南会所町       | 高城村                     | 高城村                        | 高城村                         | 明治41年11月1日 高田町         | 明治44年9月1日 市制 高田市     | 高田市                                          | 高田市                        | 高田市                        | 高田市                         | 昭和46年4月29日 上越市 | 上越市                      | 上越市 |
| 中 頸 城 郡 | 枡形町                 | 枡形町         | 明治初年 改称 高田枡形町         | 明治初年 改称 高田枡形町         | 明治初年 改称 高田枡形町         | 明治初年 改称 高田枡形町         | 高城村                     | 高城村                        | 高城村                         | 明治41年11月1日 高田町         | 明治44年9月1日 市制 高田市     | 高田市                                          | 高田市                        | 高田市                        | 高田市                         | 昭和46年4月29日 上越市 | 上越市                      | 上越市 |
| 中 頸 城 郡 | 尾張町                 | 尾張町         | 明治初年 改称 高田尾張町         | 明治初年 改称 高田尾張町         | 明治初年 改称 高田尾張町         | 明治初年 改称 高田尾張町         | 高城村                     | 高城村                        | 高城村                         | 明治41年11月1日 高田町         | 明治44年9月1日 市制 高田市     | 高田市                                          | 高田市                        | 高田市                        | 高田市                         | 昭和46年4月29日 上越市 | 上越市                      | 上越市 |
| 中 頸 城 郡 | 木築町                 | 木築町         | 明治初年 改称 高田木築町         | 明治初年 改称 高田木築町         | 明治初年 改称 高田木築町         | 明治初年 改称 高田木築町         | 高城村                     | 高城村                        | 高城村                         | 明治41年11月1日 高田町         | 明治44年9月1日 市制 高田市     | 高田市                                          | 高田市                        | 高田市                        | 高田市                         | 昭和46年4月29日 上越市 | 上越市                      | 上越市 |
| 中 頸 城 郡 | 作事町                 | 作事町         | 明治初年 改称 高田作事町         | 明治初年 改称 高田作事町         | 明治初年 改称 高田作事町         | 明治初年 改称 高田作事町         | 高城村                     | 高城村                        | 高城村                         | 明治41年11月1日 高田町         | 明治44年9月1日 市制 高田市     | 高田市                                          | 高田市                        | 高田市                        | 高田市                         | 昭和46年4月29日 上越市 | 上越市                      | 上越市 |
| 中 頸 城 郡 | 西会所町               | 西会所町       | 明治初年 改称 高田西会所町       | 明治初年 改称 高田西会所町       | 明治初年 改称 高田西会所町       | 明治初年 改称 高田西会所町       | 高城村                     | 高城村                        | 高城村                         | 明治41年11月1日 高田町         | 明治44年9月1日 市制 高田市     | 高田市                                          | 高田市                        | 高田市                        | 高田市                         | 昭和46年4月29日 上越市 | 上越市                      | 上越市 |
| 中 頸 城 郡 | 岡島町                 | 岡島町         | 明治初年 改称 高田岡島町         | 明治初年 改称 高田岡島町         | 明治初年 改称 高田岡島町         | 明治初年 改称 高田岡島町         | 高城村                     | 高城村                        | 高城村                         | 明治41年11月1日 高田町         | 明治44年9月1日 市制 高田市     | 高田市                                          | 高田市                        | 高田市                        | 高田市                         | 昭和46年4月29日 上越市 | 上越市                      | 上越市 |
| 中 頸 城 郡 | 西会所通町             | 西会所通町     | 明治初年 改称 高田西会所通町     | 明治初年 改称 高田西会所通町     | 明治初年 改称 高田西会所通町     | 明治初年 改称 高田西会所通町     | 高城村                     | 高城村                        | 高城村                         | 明治41年11月1日 高田町         | 明治44年9月1日 市制 高田市     | 高田市                                          | 高田市                        | 高田市                        | 高田市                         | 昭和46年4月29日 上越市 | 上越市                      | 上越市 |
| 中 頸 城 郡 | 川原町                 | 川原町         | 明治初年 改称 高田川原町         | 明治初年 改称 高田川原町         | 明治初年 改称 高田川原町         | 明治初年 改称 高田川原町         | 高城村                     | 高城村                        | 高城村                         | 明治41年11月1日 高田町         | 明治44年9月1日 市制 高田市     | 高田市                                          | 高田市                        | 高田市                        | 高田市                         | 昭和46年4月29日 上越市 | 上越市                      | 上越市 |
| 中 頸 城 郡 | 四ノ辻通町             | 四ノ辻通町     | 明治初年 改称 高田四ノ辻通町     | 明治初年 改称 高田四ノ辻通町     | 明治初年 改称 高田四ノ辻通町     | 明治初年 改称 高田四ノ辻通町     | 高城村                     | 高城村                        | 高城村                         | 明治41年11月1日 高田町         | 明治44年9月1日 市制 高田市     | 高田市                                          | 高田市                        | 高田市                        | 高田市                         | 昭和46年4月29日 上越市 | 上越市                      | 上越市 |
| 中 頸 城 郡 | 主水町                 | 主水町         | 明治初年 改称 高田主水町         | 明治初年 改称 高田主水町         | 明治初年 改称 高田主水町         | 明治初年 改称 高田主水町         | 高城村                     | 高城村                        | 高城村                         | 明治41年11月1日 高田町         | 明治44年9月1日 市制 高田市     | 高田市                                          | 高田市                        | 高田市                        | 高田市                         | 昭和46年4月29日 上越市 | 上越市                      | 上越市 |
| 中 頸 城 郡 | 裏川原町               | 裏川原町       | 明治初年 改称 高田裏川原町       | 明治初年 改称 高田裏川原町       | 明治初年 改称 高田裏川原町       | 明治初年 改称 高田裏川原町       | 高城村                     | 高城村                        | 高城村                         | 明治41年11月1日 高田町         | 明治44年9月1日 市制 高田市     | 高田市                                          | 高田市                        | 高田市                        | 高田市                         | 昭和46年4月29日 上越市 | 上越市                      | 上越市 |
| 中 頸 城 郡 | 表川原町               | 表川原町       | 明治初年 改称 高田表川原町       | 明治初年 改称 高田表川原町       | 明治初年 改称 高田表川原町       | 明治初年 改称 高田表川原町       | 高城村                     | 高城村                        | 高城村                         | 明治41年11月1日 高田町         | 明治44年9月1日 市制 高田市     | 高田市                                          | 高田市                        | 高田市                        | 高田市                         | 昭和46年4月29日 上越市 | 上越市                      | 上越市 |
| 中 頸 城 郡 | 六軒町                 | 六軒町         | 明治初年 改称 高田六軒町         | 明治初年 改称 高田六軒町         | 明治初年 改称 高田六軒町         | 明治初年 改称 高田六軒町         | 高城村                     | 高城村                        | 高城村                         | 明治41年11月1日 高田町         | 明治44年9月1日 市制 高田市     | 高田市                                          | 高田市                        | 高田市                        | 高田市                         | 昭和46年4月29日 上越市 | 上越市                      | 上越市 |
| 中 頸 城 郡 | 新川原町               | 新川原町       | 明治初年 改称 高田新川原町       | 明治初年 改称 高田新川原町       | 明治初年 改称 高田新川原町       | 明治初年 改称 高田新川原町       | 高城村                     | 高城村                        | 高城村                         | 明治41年11月1日 高田町         | 明治44年9月1日 市制 高田市     | 高田市                                          | 高田市                        | 高田市                        | 高田市                         | 昭和46年4月29日 上越市 | 上越市                      | 上越市 |
| 中 頸 城 郡 | 中中殿町               | 中中殿町       | 明治初年 改称 高田中中殿町       | 明治初年 改称 高田中中殿町       | 明治初年 改称 高田中中殿町       | 明治初年 改称 高田中中殿町       | 高城村                     | 高城村                        | 高城村                         | 明治41年11月1日 高田町         | 明治44年9月1日 市制 高田市     | 高田市                                          | 高田市                        | 高田市                        | 高田市                         | 昭和46年4月29日 上越市 | 上越市                      | 上越市 |
| 中 頸 城 郡 | 中殿町通町             | 中殿町通町     | 明治初年 改称 高田中殿町通町     | 明治初年 改称 高田中殿町通町     | 明治初年 改称 高田中殿町通町     | 明治初年 改称 高田中殿町通町     | 高城村                     | 高城村                        | 高城村                         | 明治41年11月1日 高田町         | 明治44年9月1日 市制 高田市     | 高田市                                          | 高田市                        | 高田市                        | 高田市                         | 昭和46年4月29日 上越市 | 上越市                      | 上越市 |
| 中 頸 城 郡 | 新中殿町               | 新中殿町       | 明治初年 改称 高田新中殿町       | 明治初年 改称 高田新中殿町       | 明治初年 改称 高田新中殿町       | 明治初年 改称 高田新中殿町       | 高城村                     | 高城村                        | 高城村                         | 明治41年11月1日 高田町         | 明治44年9月1日 市制 高田市     | 高田市                                          | 高田市                        | 高田市                        | 高田市                         | 昭和46年4月29日 上越市 | 上越市                      | 上越市 |
| 中 頸 城 郡 | 中殿町                 | 中殿町         | 明治初年 改称 高田中殿町         | 明治初年 改称 高田中殿町         | 明治初年 改称 高田中殿町         | 明治初年 改称 高田中殿町         | 高城村                     | 高城村                        | 高城村                         | 明治41年11月1日 高田町         | 明治44年9月1日 市制 高田市     | 高田市                                          | 高田市                        | 高田市                        | 高田市                         | 昭和46年4月29日 上越市 | 上越市                      | 上越市 |
| 中 頸 城 郡 | 南土橋町               | 南土橋町       | 明治初年 改称 高田南土橋町       | 明治初年 改称 高田南土橋町       | 明治初年 改称 高田南土橋町       | 明治初年 改称 高田南土橋町       | 高城村                     | 高城村                        | 高城村                         | 明治41年11月1日 高田町         | 明治44年9月1日 市制 高田市     | 高田市                                          | 高田市                        | 高田市                        | 高田市                         | 昭和46年4月29日 上越市 | 上越市                      | 上越市 |
| 中 頸 城 郡 | 新土橋町               | 新土橋町       | 明治初年 改称 高田新土橋町       | 明治初年 改称 高田新土橋町       | 明治初年 改称 高田新土橋町       | 明治初年 改称 高田新土橋町       | 高城村                     | 高城村                        | 高城村                         | 明治41年11月1日 高田町         | 明治44年9月1日 市制 高田市     | 高田市                                          | 高田市                        | 高田市                        | 高田市                         | 昭和46年4月29日 上越市 | 上越市                      | 上越市 |
| 中 頸 城 郡 | 馬出町                 | 馬出町         | 明治初年 改称 高田馬出町         | 明治初年 改称 高田馬出町         | 明治初年 改称 高田馬出町         | 明治初年 改称 高田馬出町         | 高城村                     | 高城村                        | 高城村                         | 明治41年11月1日 高田町         | 明治44年9月1日 市制 高田市     | 高田市                                          | 高田市                        | 高田市                        | 高田市                         | 昭和46年4月29日 上越市 | 上越市                      | 上越市 |
| 中 頸 城 郡 | 市ノ橋町               | 市ノ橋町       | 明治初年 改称 高田市ノ橋町       | 明治初年 改称 高田市ノ橋町       | 明治初年 改称 高田市ノ橋町       | 明治初年 改称 高田市ノ橋町       | 高城村                     | 高城村                        | 高城村                         | 明治41年11月1日 高田町         | 明治44年9月1日 市制 高田市     | 高田市                                          | 高田市                        | 高田市                        | 高田市                         | 昭和46年4月29日 上越市 | 上越市                      | 上越市 |
| 中 頸 城 郡 | 東二ノ辻町             | 東二ノ辻町     | 明治初年 改称 高田東二ノ辻町     | 明治初年 改称 高田東二ノ辻町     | 明治初年 改称 高田東二ノ辻町     | 明治初年 改称 高田東二ノ辻町     | 高城村                     | 高城村                        | 高城村                         | 明治41年11月1日 高田町         | 明治44年9月1日 市制 高田市     | 高田市                                          | 高田市                        | 高田市                        | 高田市                         | 昭和46年4月29日 上越市 | 上越市                      | 上越市 |
| 中 頸 城 郡 | 西二ノ辻町             | 西二ノ辻町     | 明治初年 改称 高田西二ノ辻町     | 明治初年 改称 高田西二ノ辻町     | 明治初年 改称 高田西二ノ辻町     | 明治初年 改称 高田西二ノ辻町     | 高城村                     | 高城村                        | 高城村                         | 明治41年11月1日 高田町         | 明治44年9月1日 市制 高田市     | 高田市                                          | 高田市                        | 高田市                        | 高田市                         | 昭和46年4月29日 上越市 | 上越市                      | 上越市 |
| 中 頸 城 郡 | 三ノ辻町               | 三ノ辻町       | 明治初年 改称 高田三ノ辻町       | 明治初年 改称 高田三ノ辻町       | 明治初年 改称 高田三ノ辻町       | 明治初年 改称 高田三ノ辻町       | 高城村                     | 高城村                        | 高城村                         | 明治41年11月1日 高田町         | 明治44年9月1日 市制 高田市     | 高田市                                          | 高田市                        | 高田市                        | 高田市                         | 昭和46年4月29日 上越市 | 上越市                      | 上越市 |
| 中 頸 城 郡 | 四ノ辻町               | 四ノ辻町       | 明治初年 改称 高田四ノ辻町       | 明治初年 改称 高田四ノ辻町       | 明治初年 改称 高田四ノ辻町       | 明治初年 改称 高田四ノ辻町       | 高城村                     | 高城村                        | 高城村                         | 明治41年11月1日 高田町         | 明治44年9月1日 市制 高田市     | 高田市                                          | 高田市                        | 高田市                        | 高田市                         | 昭和46年4月29日 上越市 | 上越市                      | 上越市 |
| 中 頸 城 郡 | 新四ノ辻町             | 新四ノ辻町     | 明治初年 改称 高田新四ノ辻町     | 明治初年 改称 高田新四ノ辻町     | 明治初年 改称 高田新四ノ辻町     | 明治初年 改称 高田新四ノ辻町     | 高城村                     | 高城村                        | 高城村                         | 明治41年11月1日 高田町         | 明治44年9月1日 市制 高田市     | 高田市                                          | 高田市                        | 高田市                        | 高田市                         | 昭和46年4月29日 上越市 | 上越市                      | 上越市 |
| 中 頸 城 郡 | 幸橋町                 | 幸橋町         | 明治初年 改称 高田幸橋町         | 明治初年 改称 高田幸橋町         | 明治初年 改称 高田幸橋町         | 明治初年 改称 高田幸橋町         | 高城村                     | 高城村                        | 高城村                         | 明治41年11月1日 高田町         | 明治44年9月1日 市制 高田市     | 高田市                                          | 高田市                        | 高田市                        | 高田市                         | 昭和46年4月29日 上越市 | 上越市                      | 上越市 |
| 中 頸 城 郡 | 南五ノ辻町             | 南五ノ辻町     | 明治初年 改称 高田南五ノ辻町     | 明治初年 改称 高田南五ノ辻町     | 明治初年 改称 高田南五ノ辻町     | 明治初年 改称 高田南五ノ辻町     | 高城村                     | 高城村                        | 高城村                         | 明治41年11月1日 高田町         | 明治44年9月1日 市制 高田市     | 高田市                                          | 高田市                        | 高田市                        | 高田市                         | 昭和46年4月29日 上越市 | 上越市                      | 上越市 |
| 中 頸 城 郡 | 北五ノ辻町             | 北五ノ辻町     | 明治初年 改称 高田北五ノ辻町     | 明治初年 改称 高田北五ノ辻町     | 明治初年 改称 高田北五ノ辻町     | 明治初年 改称 高田北五ノ辻町     | 高城村                     | 高城村                        | 高城村                         | 明治41年11月1日 高田町         | 明治44年9月1日 市制 高田市     | 高田市                                          | 高田市                        | 高田市                        | 高田市                         | 昭和46年4月29日 上越市 | 上越市                      | 上越市 |
| 中 頸 城 郡 | 六ノ辻町               | 六ノ辻町       | 明治初年 改称 高田六ノ辻町       | 明治初年 改称 高田六ノ辻町       | 明治初年 改称 高田六ノ辻町       | 明治初年 改称 高田六ノ辻町       | 高城村                     | 高城村                        | 高城村                         | 明治41年11月1日 高田町         | 明治44年9月1日 市制 高田市     | 高田市                                          | 高田市                        | 高田市                        | 高田市                         | 昭和46年4月29日 上越市 | 上越市                      | 上越市 |
| 中 頸 城 郡 | 五分一一町             | 五分一一町     | 明治初年 改称 高田五分一一町     | 明治初年 改称 高田五分一一町     | 明治初年 改称 高田五分一一町     | 明治初年 改称 高田五分一一町     | 高城村                     | 高城村                        | 高城村                         | 明治41年11月1日 高田町         | 明治44年9月1日 市制 高田市     | 高田市                                          | 高田市                        | 高田市                        | 高田市                         | 昭和46年4月29日 上越市 | 上越市                      | 上越市 |
| 中 頸 城 郡 | 五分一二町             | 五分一二町     | 明治初年 改称 高田五分一二町     | 明治初年 改称 高田五分一二町     | 明治初年 改称 高田五分一二町     | 明治初年 改称 高田五分一二町     | 高城村                     | 高城村                        | 高城村                         | 明治41年11月1日 高田町         | 明治44年9月1日 市制 高田市     | 高田市                                          | 高田市                        | 高田市                        | 高田市                         | 昭和46年4月29日 上越市 | 上越市                      | 上越市 |
| 中 頸 城 郡 | 五分一三町             | 五分一三町     | 明治初年 改称 高田五分一三町     | 明治初年 改称 高田五分一三町     | 明治初年 改称 高田五分一三町     | 明治初年 改称 高田五分一三町     | 高城村                     | 高城村                        | 高城村                         | 明治41年11月1日 高田町         | 明治44年9月1日 市制 高田市     | 高田市                                          | 高田市                        | 高田市                        | 高田市                         | 昭和46年4月29日 上越市 | 上越市                      | 上越市 |
| 中 頸 城 郡 | 五分一四町             | 五分一四町     | 明治初年 改称 高田五分一四町     | 明治初年 改称 高田五分一四町     | 明治初年 改称 高田五分一四町     | 明治初年 改称 高田五分一四町     | 高城村                     | 高城村                        | 高城村                         | 明治41年11月1日 高田町         | 明治44年9月1日 市制 高田市     | 高田市                                          | 高田市                        | 高田市                        | 高田市                         | 昭和46年4月29日 上越市 | 上越市                      | 上越市 |
| 中 頸 城 郡 | 五分一五町             | 五分一五町     | 明治初年 改称 高田五分一五町     | 明治初年 改称 高田五分一五町     | 明治初年 改称 高田五分一五町     | 明治初年 改称 高田五分一五町     | 高城村                     | 高城村                        | 高城村                         | 明治41年11月1日 高田町         | 明治44年9月1日 市制 高田市     | 高田市                                          | 高田市                        | 高田市                        | 高田市                         | 昭和46年4月29日 上越市 | 上越市                      | 上越市 |
| 中 頸 城 郡 | 五分一六町             | 五分一六町     | 明治初年 改称 高田五分一六町     | 明治初年 改称 高田五分一六町     | 明治初年 改称 高田五分一六町     | 明治初年 改称 高田五分一六町     | 高城村                     | 高城村                        | 高城村                         | 明治41年11月1日 高田町         | 明治44年9月1日 市制 高田市     | 高田市                                          | 高田市                        | 高田市                        | 高田市                         | 昭和46年4月29日 上越市 | 上越市                      | 上越市 |
| 中 頸 城 郡 | 字高田城               | 字高田城       | 字高田城                         | 字高田城                         | 字高田城                         | 字高田城                         | 高城村                     | 高城村                        | 高城村                         | 明治41年11月1日 高田町         | 明治44年9月1日 市制 高田市     | 高田市                                          | 高田市                        | 高田市                        | 高田市                         | 昭和46年4月29日 上越市 | 上越市                      | 上越市 |
| 中 頸 城 郡 | 樋場村                 | 樋場村         | 樋場村                           | 樋場村                           | 樋場村                           | 樋場村                           | 新道村                     | 新道村                        | 新道村                         | 新道村                         | 新道村                         | 昭和29年4月1日 高田市に編入                     | 高田市                        | 高田市                        | 高田市                         | 昭和46年4月29日 上越市 | 上越市                      | 上越市 |
| 中 頸 城 郡 | 子安村                 | 子安村         | 子安村                           | 子安村                           | 子安村                           | 子安村                           | 新道村                     | 新道村                        | 新道村                         | 新道村                         | 新道村                         | 昭和29年4月1日 高田市に編入                     | 高田市                        | 高田市                        | 高田市                         | 昭和46年4月29日 上越市 | 上越市                      | 上越市 |
| 中 頸 城 郡 | 子安新田               | 子安新田       | 子安新田                         | 子安新田                         | 子安新田                         | 子安新田                         | 新道村                     | 新道村                        | 新道村                         | 新道村                         | 新道村                         | 昭和29年4月1日 高田市に編入                     | 高田市                        | 高田市                        | 高田市                         | 昭和46年4月29日 上越市 | 上越市                      | 上越市 |
| 中 頸 城 郡 | 鴨島村                 | 鴨島村         | 明治初年頃 鴨島村                | 明治初年頃 鴨島村                | 明治初年頃 鴨島村                | 明治初年頃 鴨島村                | 新道村                     | 新道村                        | 新道村                         | 新道村                         | 新道村                         | 昭和29年4月1日 高田市に編入                     | 高田市                        | 高田市                        | 高田市                         | 昭和46年4月29日 上越市 | 上越市                      | 上越市 |
| 中 頸 城 郡 | 鴨島新田               |                | 明治初年頃 鴨島村                | 明治初年頃 鴨島村                | 明治初年頃 鴨島村                | 明治初年頃 鴨島村                | 新道村                     | 新道村                        | 新道村                         | 新道村                         | 新道村                         | 昭和29年4月1日 高田市に編入                     | 高田市                        | 高田市                        | 高田市                         | 昭和46年4月29日 上越市 | 上越市                      | 上越市 |
| 中 頸 城 郡 | 鴨島請野新田           |                | 明治初年頃 鴨島村                | 明治初年頃 鴨島村                | 明治初年頃 鴨島村                | 明治初年頃 鴨島村                | 新道村                     | 新道村                        | 新道村                         | 新道村                         | 新道村                         | 昭和29年4月1日 高田市に編入                     | 高田市                        | 高田市                        | 高田市                         | 昭和46年4月29日 上越市 | 上越市                      | 上越市 |
| 中 頸 城 郡 | 上稲田村               | 上稲田村       | 上稲田村                         | 上稲田村                         | 上稲田村                         | 上稲田村                         | 新道村                     | 新道村                        | 新道村                         | 新道村                         | 新道村                         | 昭和29年4月1日 高田市に編入                     | 高田市                        | 高田市                        | 高田市                         | 昭和46年4月29日 上越市 | 上越市                      | 上越市 |
| 中 頸 城 郡 | 下稲田村               | 下稲田村       | 下稲田村                         | 下稲田村                         | 下稲田村                         | 下稲田村                         | 新道村                     | 新道村                        | 新道村                         | 新道村                         | 新道村                         | 昭和29年4月1日 高田市に編入                     | 高田市                        | 高田市                        | 高田市                         | 昭和46年4月29日 上越市 | 上越市                      | 上越市 |
| 中 頸 城 郡 | 赤塚新田               | 赤塚新田       | 赤塚新田                         | 赤塚新田                         | 赤塚新田                         | 赤塚新田                         | 新道村                     | 新道村                        | 新道村                         | 新道村                         | 新道村                         | 昭和29年4月1日 高田市に編入                     | 高田市                        | 高田市                        | 高田市                         | 昭和46年4月29日 上越市 | 上越市                      | 上越市 |
| 中 頸 城 郡 | 寺村                   | 寺村           | 寺村                             | 寺村                             | 寺村                             | 寺村                             | 新道村                     | 新道村                        | 新道村                         | 新道村                         | 新道村                         | 昭和29年4月1日 高田市に編入                     | 高田市                        | 高田市                        | 高田市                         | 昭和46年4月29日 上越市 | 上越市                      | 上越市 |
| 中 頸 城 郡 | 大日村                 | 大日村         | 大日村                           | 大日村                           | 明治19年 大日村                  | 明治19年 大日村                  | 新道村                     | 新道村                        | 新道村                         | 新道村                         | 新道村                         | 昭和29年4月1日 高田市に編入                     | 高田市                        | 高田市                        | 高田市                         | 昭和46年4月29日 上越市 | 上越市                      | 上越市 |
| 中 頸 城 郡 | 大日新田               | 大日新田       | 大日新田                         | 大日新田                         | 明治19年 大日村                  | 明治19年 大日村                  | 新道村                     | 新道村                        | 新道村                         | 新道村                         | 新道村                         | 昭和29年4月1日 高田市に編入                     | 高田市                        | 高田市                        | 高田市                         | 昭和46年4月29日 上越市 | 上越市                      | 上越市 |
| 中 頸 城 郡 | 中田新田村             | 中田新田村     | 中田新田村                       | 中田新田村                       | 中田新田村                       | 中田新田村                       | 新道村                     | 新道村                        | 新道村                         | 新道村                         | 新道村                         | 昭和29年4月1日 高田市に編入                     | 高田市                        | 高田市                        | 高田市                         | 昭和46年4月29日 上越市 | 上越市                      | 上越市 |
| 中 頸 城 郡 | 上島新田               | 上島新田       | 上島新田                         | 上島新田                         | 明治19年 上島村                  | 明治19年 上島村                  | 新道村                     | 新道村                        | 新道村                         | 新道村                         | 新道村                         | 昭和29年4月1日 高田市に編入                     | 高田市                        | 高田市                        | 高田市                         | 昭和46年4月29日 上越市 | 上越市                      | 上越市 |
| 中 頸 城 郡 | 大日古川新田           | 大日古川新田   | 大日古川新田                     | 大日古川新田                     | 明治19年 上島村                  | 明治19年 上島村                  | 新道村                     | 新道村                        | 新道村                         | 新道村                         | 新道村                         | 昭和29年4月1日 高田市に編入                     | 高田市                        | 高田市                        | 高田市                         | 昭和46年4月29日 上越市 | 上越市                      | 上越市 |
| 中 頸 城 郡 | 大道新田               | 大道新田       | 大道新田                         | 大道新田                         | 大道新田                         | 大道新田                         | 新道村                     | 新道村                        | 新道村                         | 新道村                         | 新道村                         | 昭和29年4月1日 高田市に編入                     | 高田市                        | 高田市                        | 高田市                         | 昭和46年4月29日 上越市 | 上越市                      | 上越市 |
| 中 頸 城 郡 | 中村新田村             | 中村新田村     | 明治初年 改称 中村新田村         | 明治12年 改称 中々村新田         | 明治12年 改称 中々村新田         | 明治12年 改称 中々村新田         | 新道村                     | 新道村                        | 新道村                         | 新道村                         | 新道村                         | 昭和29年4月1日 高田市に編入                     | 高田市                        | 高田市                        | 高田市                         | 昭和46年4月29日 上越市 | 上越市                      | 上越市 |
| 中 頸 城 郡 | 平岡村                 | 平岡村         | 平岡村                           | 平岡村                           | 平岡村                           | 平岡村                           | 新道村                     | 新道村                        | 新道村                         | 新道村                         | 新道村                         | 昭和29年4月1日 高田市に編入                     | 高田市                        | 高田市                        | 高田市                         | 昭和46年4月29日 上越市 | 上越市                      | 上越市 |
| 中 頸 城 郡 | 南田屋新田村           | 南田屋新田村   | 南田屋新田村                     | 南田屋新田村                     | 南田屋新田村                     | 南田屋新田村                     | 新道村                     | 新道村                        | 新道村                         | 新道村                         | 新道村                         | 昭和29年4月1日 高田市に編入                     | 高田市                        | 高田市                        | 高田市                         | 昭和46年4月29日 上越市 | 上越市                      | 上越市 |
| 中 頸 城 郡 | 北田屋新田村           | 北田屋新田村   | 北田屋新田村                     | 北田屋新田村                     | 北田屋新田村                     | 北田屋新田村                     | 新道村                     | 新道村                        | 新道村                         | 新道村                         | 新道村                         | 昭和29年4月1日 高田市に編入                     | 高田市                        | 高田市                        | 高田市                         | 昭和46年4月29日 上越市 | 上越市                      | 上越市 |
| 中 頸 城 郡 | 福田新田               | 福田新田       | 福田新田                         | 明治12年 改称 中福田新田         | 明治19年 大道福田村              | 明治19年 大道福田村              | 新道村                     | 新道村                        | 新道村                         | 新道村                         | 新道村                         | 昭和29年4月1日 高田市に編入                     | 高田市                        | 高田市                        | 高田市                         | 昭和46年4月29日 上越市 | 上越市                      | 上越市 |
| 中 頸 城 郡 | 富岡古川新田           | 富岡古川新田   | 富岡古川新田                     | 富岡古川新田                     | 明治19年 大道福田村              | 明治19年 大道福田村              | 新道村                     | 新道村                        | 新道村                         | 新道村                         | 新道村                         | 昭和29年4月1日 高田市に編入                     | 高田市                        | 高田市                        | 高田市                         | 昭和46年4月29日 上越市 | 上越市                      | 上越市 |
| 中 頸 城 郡 | 富岡村                 | 富岡村         | 明治初年頃 富岡村                | 明治10年頃 富岡村                | 明治10年頃 富岡村                | 明治10年頃 富岡村                | 新道村                     | 新道村                        | 新道村                         | 新道村                         | 新道村                         | 昭和29年4月1日 高田市に編入                     | 高田市                        | 高田市                        | 高田市                         | 昭和46年4月29日 上越市 | 上越市                      | 上越市 |
| 中 頸 城 郡 | 富岡新々田             |                | 明治初年頃 富岡村                | 明治10年頃 富岡村                | 明治10年頃 富岡村                | 明治10年頃 富岡村                | 新道村                     | 新道村                        | 新道村                         | 新道村                         | 新道村                         | 昭和29年4月1日 高田市に編入                     | 高田市                        | 高田市                        | 高田市                         | 昭和46年4月29日 上越市 | 上越市                      | 上越市 |
| 中 頸 城 郡 | 上田屋新田             |                | 明治初年頃 富岡村                | 明治10年頃 富岡村                | 明治10年頃 富岡村                | 明治10年頃 富岡村                | 新道村                     | 新道村                        | 新道村                         | 新道村                         | 新道村                         | 昭和29年4月1日 高田市に編入                     | 高田市                        | 高田市                        | 高田市                         | 昭和46年4月29日 上越市 | 上越市                      | 上越市 |
| 中 頸 城 郡 | 富岡新田               | 富岡新田       | 富岡新田                         | 明治10年頃 富岡村                | 明治10年頃 富岡村                | 明治10年頃 富岡村                | 新道村                     | 新道村                        | 新道村                         | 新道村                         | 新道村                         | 昭和29年4月1日 高田市に編入                     | 高田市                        | 高田市                        | 高田市                         | 昭和46年4月29日 上越市 | 上越市                      | 上越市 |
| 中 頸 城 郡 | 若宮新田               | 若宮新田       | 若宮新田                         | 明治10年頃 富岡村                | 明治10年頃 富岡村                | 明治10年頃 富岡村                | 新道村                     | 新道村                        | 新道村                         | 新道村                         | 新道村                         | 昭和29年4月1日 高田市に編入                     | 高田市                        | 高田市                        | 高田市                         | 昭和46年4月29日 上越市 | 上越市                      | 上越市 |
| 中 頸 城 郡 | 長池新田               | 長池新田       | 長池新田                         | 明治10年頃 富岡村                | 明治10年頃 富岡村                | 明治10年頃 富岡村                | 新道村                     | 新道村                        | 新道村                         | 新道村                         | 新道村                         | 昭和29年4月1日 高田市に編入                     | 高田市                        | 高田市                        | 高田市                         | 昭和46年4月29日 上越市 | 上越市                      | 上越市 |
| 中 頸 城 郡 | 藤野新田               | 藤野新田       | 藤野新田                         | 藤野新田                         | 藤野新田                         | 藤野新田                         | 新道村                     | 新道村                        | 新道村                         | 新道村                         | 新道村                         | 昭和29年4月1日 高田市に編入                     | 高田市                        | 高田市                        | 高田市                         | 昭和46年4月29日 上越市 | 上越市                      | 上越市 |
| 中 頸 城 郡 | 大貫村                 | 大貫村         | 大貫村                           | 大貫村                           | 明治18年 大貫村                  | 明治18年 大貫村                  | 下ノ郷村                   | 下ノ郷村                      | 明治34年11月1日 金谷村         | 明治34年11月1日 金谷村         | 明治34年11月1日 金谷村         | 昭和29年4月1日 高田市に編入                     | 高田市                        | 高田市                        | 高田市                         | 昭和46年4月29日 上越市 | 上越市                      | 上越市 |
| 中 頸 城 郡 | 寺町新田               | 寺町新田       | 寺町新田                         | 寺町新田                         | 明治18年 大貫村                  | 明治18年 大貫村                  | 下ノ郷村                   | 下ノ郷村                      | 明治34年11月1日 金谷村         | 明治34年11月1日 金谷村         | 明治34年11月1日 金谷村         | 昭和29年4月1日 高田市に編入                     | 高田市                        | 高田市                        | 高田市                         | 昭和46年4月29日 上越市 | 上越市                      | 上越市 |
| 中 頸 城 郡 | 勘左衛門新田           | 勘左衛門新田   | 勘左衛門新田                     | 勘左衛門新田                     | 明治18年 大貫村                  | 明治18年 大貫村                  | 下ノ郷村                   | 下ノ郷村                      | 明治34年11月1日 金谷村         | 明治34年11月1日 金谷村         | 明治34年11月1日 金谷村         | 昭和29年4月1日 高田市に編入                     | 高田市                        | 高田市                        | 高田市                         | 昭和46年4月29日 上越市 | 上越市                      | 上越市 |
| 中 頸 城 郡 | 飯村                   | 飯村           | 飯村                             | 飯村                             | 飯村                             | 飯村                             | 下ノ郷村                   | 下ノ郷村                      | 明治34年11月1日 金谷村         | 明治34年11月1日 金谷村         | 明治34年11月1日 金谷村         | 昭和29年4月1日 高田市に編入                     | 高田市                        | 高田市                        | 高田市                         | 昭和46年4月29日 上越市 | 上越市                      | 上越市 |
| 中 頸 城 郡 | 茶新田村               | 茶新田村       | 茶新田村                         | 茶新田村                         | 茶新田村                         | 茶新田村                         | 下ノ郷村                   | 下ノ郷村                      | 明治34年11月1日 金谷村         | 明治34年11月1日 金谷村         | 明治34年11月1日 金谷村         | 昭和29年4月1日 高田市に編入                     | 高田市                        | 高田市                        | 高田市                         | 昭和46年4月29日 上越市 | 上越市                      | 上越市 |
| 中 頸 城 郡 | 滝寺村                 | 滝寺村         | 滝寺村                           | 滝寺村                           | 滝寺村                           | 滝寺村                           | 下ノ郷村                   | 下ノ郷村                      | 明治34年11月1日 金谷村         | 明治34年11月1日 金谷村         | 明治34年11月1日 金谷村         | 昭和29年4月1日 高田市に編入                     | 高田市                        | 高田市                        | 高田市                         | 昭和46年4月29日 上越市 | 上越市                      | 上越市 |
| 中 頸 城 郡 | 中正善寺村             | 中正善寺村     | 中正善寺村                       | 中正善寺村                       | 中正善寺村                       | 中正善寺村                       | 下ノ郷村                   | 下ノ郷村                      | 明治34年11月1日 金谷村         | 明治34年11月1日 金谷村         | 明治34年11月1日 金谷村         | 昭和29年4月1日 高田市に編入                     | 高田市                        | 高田市                        | 高田市                         | 昭和46年4月29日 上越市 | 上越市                      | 上越市 |
| 中 頸 城 郡 | 下正善寺村             | 下正善寺村     | 下正善寺村                       | 下正善寺村                       | 下正善寺村                       | 下正善寺村                       | 下ノ郷村                   | 下ノ郷村                      | 明治34年11月1日 金谷村         | 明治34年11月1日 金谷村         | 明治34年11月1日 金谷村         | 昭和29年4月1日 高田市に編入                     | 高田市                        | 高田市                        | 高田市                         | 昭和46年4月29日 上越市 | 上越市                      | 上越市 |
| 中 頸 城 郡 | 宇津尾村               | 宇津尾村       | 宇津尾村                         | 宇津尾村                         | 宇津尾村                         | 宇津尾村                         | 下ノ郷村                   | 下ノ郷村                      | 明治34年11月1日 金谷村         | 明治34年11月1日 金谷村         | 明治34年11月1日 金谷村         | 昭和29年4月1日 高田市に編入                     | 高田市                        | 高田市                        | 高田市                         | 昭和46年4月29日 上越市 | 上越市                      | 上越市 |
| 中 頸 城 郡 | 中野俣村               | 中野俣村       | 中野俣村                         | 中野俣村                         | 中野俣村                         | 中野俣村                         | 下ノ郷村                   | 下ノ郷村                      | 明治34年11月1日 金谷村         | 明治34年11月1日 金谷村         | 明治34年11月1日 金谷村         | 昭和29年4月1日 高田市に編入                     | 高田市                        | 高田市                        | 高田市                         | 昭和46年4月29日 上越市 | 上越市                      | 上越市 |
| 中 頸 城 郡 | 上綱子村               | 上綱子村       | 上綱子村                         | 上綱子村                         | 上綱子村                         | 上綱子村                         | 下ノ郷村                   | 下ノ郷村                      | 明治34年11月1日 金谷村         | 明治34年11月1日 金谷村         | 明治34年11月1日 金谷村         | 昭和29年4月1日 高田市に編入                     | 高田市                        | 高田市                        | 高田市                         | 昭和46年4月29日 上越市 | 上越市                      | 上越市 |
| 中 頸 城 郡 | 福岡村                 | 福岡村         | 福岡村                           | 福岡村                           | 福岡村                           | 福岡村                           | 下ノ郷村                   | 下ノ郷村                      | 明治34年11月1日 金谷村         | 明治34年11月1日 金谷村         | 明治34年11月1日 金谷村         | 昭和29年4月1日 高田市に編入                     | 高田市                        | 高田市                        | 高田市                         | 昭和46年4月29日 上越市 | 上越市                      | 上越市 |
| 中 頸 城 郡 | 門前村                 | 門前村         | 門前村                           | 明治12年 改称 上門前村           | 明治12年 改称 上門前村           | 明治12年 改称 上門前村           | 北大崎村                   | 北大崎村                      | 明治34年11月1日 金谷村         | 明治34年11月1日 金谷村         | 明治34年11月1日 金谷村         | 昭和29年4月1日 高田市に編入                     | 高田市                        | 高田市                        | 高田市                         | 昭和46年4月29日 上越市 | 上越市                      | 上越市 |
| 中 頸 城 郡 | 小滝村                 | 小滝村         | 小滝村                           | 小滝村                           | 小滝村                           | 小滝村                           | 北大崎村                   | 北大崎村                      | 明治34年11月1日 金谷村         | 明治34年11月1日 金谷村         | 明治34年11月1日 金谷村         | 昭和29年4月1日 高田市に編入                     | 高田市                        | 高田市                        | 高田市                         | 昭和46年4月29日 上越市 | 上越市                      | 上越市 |
| 中 頸 城 郡 | 地頭方村               | 地頭方村       | 地頭方村                         | 地頭方村                         | 地頭方村                         | 地頭方村                         | 北大崎村                   | 北大崎村                      | 明治34年11月1日 金谷村         | 明治34年11月1日 金谷村         | 明治34年11月1日 金谷村         | 昭和29年4月1日 高田市に編入                     | 高田市                        | 高田市                        | 高田市                         | 昭和46年4月29日 上越市 | 上越市                      | 上越市 |
| 中 頸 城 郡 | 青木村                 | 青木村         | 青木村                           | 青木村                           | 青木村                           | 青木村                           | 北大崎村                   | 北大崎村                      | 明治34年11月1日 金谷村         | 明治34年11月1日 金谷村         | 明治34年11月1日 金谷村         | 昭和29年4月1日 高田市に編入                     | 高田市                        | 高田市                        | 高田市                         | 昭和46年4月29日 上越市 | 上越市                      | 上越市 |
| 中 頸 城 郡 | 上中田村               | 上中田村       | 上中田村                         | 上中田村                         | 上中田村                         | 上中田村                         | 北大崎村                   | 北大崎村                      | 明治34年11月1日 金谷村         | 明治34年11月1日 金谷村         | 明治34年11月1日 金谷村         | 昭和29年4月1日 高田市に編入                     | 高田市                        | 高田市                        | 高田市                         | 昭和46年4月29日 上越市 | 上越市                      | 上越市 |
| 中 頸 城 郡 | 下中田村               | 下中田村       | 下中田村                         | 下中田村                         | 下中田村                         | 下中田村                         | 北大崎村                   | 北大崎村                      | 明治34年11月1日 金谷村         | 明治34年11月1日 金谷村         | 明治34年11月1日 金谷村         | 昭和29年4月1日 高田市に編入                     | 高田市                        | 高田市                        | 高田市                         | 昭和46年4月29日 上越市 | 上越市                      | 上越市 |
| 中 頸 城 郡 | 馬場村                 | 馬場村         | 馬場村                           | 明治12年 改称 下馬場村           | 明治12年 改称 下馬場村           | 明治12年 改称 下馬場村           | 北大崎村                   | 北大崎村                      | 明治34年11月1日 金谷村         | 明治34年11月1日 金谷村         | 明治34年11月1日 金谷村         | 昭和29年4月1日 高田市に編入                     | 高田市                        | 高田市                        | 高田市                         | 昭和46年4月29日 上越市 | 上越市                      | 上越市 |
| 中 頸 城 郡 | 朝日村                 | 朝日村         | 朝日村                           | 朝日村                           | 朝日村                           | 朝日村                           | 北大崎村                   | 北大崎村                      | 明治34年11月1日 金谷村         | 明治34年11月1日 金谷村         | 明治34年11月1日 金谷村         | 昭和29年4月1日 高田市に編入                     | 高田市                        | 高田市                        | 高田市                         | 昭和46年4月29日 上越市 | 上越市                      | 上越市 |
| 中 頸 城 郡 | 後谷村                 | 後谷村         | 後谷村                           | 後谷村                           | 後谷村                           | 後谷村                           | 北大崎村                   | 北大崎村                      | 明治34年11月1日 金谷村         | 明治34年11月1日 金谷村         | 明治34年11月1日 金谷村         | 昭和29年4月1日 高田市に編入                     | 高田市                        | 高田市                        | 高田市                         | 昭和46年4月29日 上越市 | 上越市                      | 上越市 |
| 中 頸 城 郡 | 黒田村                 | 黒田村         | 黒田村                           | 黒田村                           | 黒田村                           | 黒田村                           | 北大崎村                   | 北大崎村                      | 明治34年11月1日 金谷村         | 明治34年11月1日 金谷村         | 明治34年11月1日 金谷村         | 昭和29年4月1日 高田市に編入                     | 高田市                        | 高田市                        | 高田市                         | 昭和46年4月29日 上越市 | 上越市                      | 上越市 |
| 中 頸 城 郡 | 灰塚村                 | 灰塚村         | 灰塚村                           | 灰塚村                           | 灰塚村                           | 灰塚村                           | 北大崎村                   | 北大崎村                      | 明治34年11月1日 金谷村         | 明治34年11月1日 金谷村         | 明治34年11月1日 金谷村         | 昭和29年4月1日 高田市に編入                     | 高田市                        | 高田市                        | 高田市                         | 昭和46年4月29日 上越市 | 上越市                      | 上越市 |
| 中 頸 城 郡 | 京田村                 | 京田村         | 京田村                           | 京田村                           | 京田村                           | 京田村                           | 北大崎村                   | 北大崎村                      | 明治34年11月1日 金谷村         | 明治34年11月1日 金谷村         | 明治34年11月1日 金谷村         | 昭和29年4月1日 高田市に編入                     | 高田市                        | 高田市                        | 高田市                         | 昭和46年4月29日 上越市 | 上越市                      | 上越市 |
| 中 頸 城 郡 | 向橋村                 | 向橋村         | 向橋村                           | 向橋村                           | 向橋村                           | 向橋村                           | 北大崎村                   | 北大崎村                      | 明治34年11月1日 金谷村         | 明治34年11月1日 金谷村         | 明治34年11月1日 金谷村         | 昭和29年4月1日 高田市に編入                     | 高田市                        | 高田市                        | 高田市                         | 昭和46年4月29日 上越市 | 上越市                      | 上越市 |
| 中 頸 城 郡 | 塩荷谷村               | 塩荷谷村       | 塩荷谷村                         | 塩荷谷村                         | 塩荷谷村                         | 塩荷谷村                         | 北大崎村                   | 北大崎村                      | 明治34年11月1日 金谷村         | 明治34年11月1日 金谷村         | 明治34年11月1日 金谷村         | 昭和29年4月1日 高田市に編入                     | 高田市                        | 高田市                        | 高田市                         | 昭和46年4月29日 上越市 | 上越市                      | 上越市 |
| 中 頸 城 郡 | 儀明村                 | 儀明村         | 儀明村                           | 儀明村                           | 儀明村                           | 儀明村                           | 北大崎村                   | 北大崎村                      | 明治34年11月1日 金谷村         | 明治34年11月1日 金谷村         | 明治34年11月1日 金谷村         | 昭和29年4月1日 高田市に編入                     | 高田市                        | 高田市                        | 高田市                         | 昭和46年4月29日 上越市 | 上越市                      | 上越市 |
| 中 頸 城 郡 | 湯谷村                 | 湯谷村         | 湯谷村                           | 明治12年 改称 上湯谷村           | 明治12年 改称 上湯谷村           | 明治12年 改称 上湯谷村           | 北大崎村                   | 北大崎村                      | 明治34年11月1日 金谷村         | 明治34年11月1日 金谷村         | 明治34年11月1日 金谷村         | 昭和29年4月1日 高田市に編入                     | 高田市                        | 高田市                        | 高田市                         | 昭和46年4月29日 上越市 | 上越市                      | 上越市 |
| 中 頸 城 郡 | 柳井田村               | 柳井田村       | 柳井田村                         | 柳井田村                         | 柳井田村                         | 柳井田村                         | 下板倉村 （一部）          | 下板倉村（一部）              | 明治34年11月1日 和田村（一部） | 明治34年11月1日 和田村（一部） | 明治34年11月1日 和田村（一部） | 昭和30年2月1日 高田市に編入                     | 高田市                        | 高田市                        | 高田市                         | 昭和46年4月29日 上越市 | 上越市                      | 上越市 |
| 中 頸 城 郡 | 島田村                 | 島田村         | 島田村                           | 島田村                           | 島田村                           | 島田村                           | 下板倉村 （一部）          | 下板倉村（一部）              | 明治34年11月1日 和田村（一部） | 明治34年11月1日 和田村（一部） | 明治34年11月1日 和田村（一部） | 昭和30年2月1日 高田市に編入                     | 高田市                        | 高田市                        | 高田市                         | 昭和46年4月29日 上越市 | 上越市                      | 上越市 |
| 中 頸 城 郡 | 島田上新田村           | 島田上新田村   | 島田上新田村                     | 島田上新田村                     | 島田上新田村                     | 島田上新田村                     | 下板倉村 （一部）          | 下板倉村（一部）              | 明治34年11月1日 和田村（一部） | 明治34年11月1日 和田村（一部） | 明治34年11月1日 和田村（一部） | 昭和30年2月1日 高田市に編入                     | 高田市                        | 高田市                        | 高田市                         | 昭和46年4月29日 上越市 | 上越市                      | 上越市 |
| 中 頸 城 郡 | 上箱井村               | 上箱井村       | 上箱井村                         | 上箱井村                         | 上箱井村                         | 上箱井村                         | 下板倉村 （一部）          | 下板倉村（一部）              | 明治34年11月1日 和田村（一部） | 明治34年11月1日 和田村（一部） | 明治34年11月1日 和田村（一部） | 昭和30年2月1日 高田市に編入                     | 高田市                        | 高田市                        | 高田市                         | 昭和46年4月29日 上越市 | 上越市                      | 上越市 |
| 中 頸 城 郡 | 中箱井村               | 中箱井村       | 中箱井村                         | 中箱井村                         | 中箱井村                         | 中箱井村                         | 下板倉村 （一部）          | 下板倉村（一部）              | 明治34年11月1日 和田村（一部） | 明治34年11月1日 和田村（一部） | 明治34年11月1日 和田村（一部） | 昭和30年2月1日 高田市に編入                     | 高田市                        | 高田市                        | 高田市                         | 昭和46年4月29日 上越市 | 上越市                      | 上越市 |
| 中 頸 城 郡 | 岡原村                 | 岡原村         | 岡原村                           | 岡原村                           | 岡原村                           | 岡原村                           | 下板倉村 （一部）          | 下板倉村（一部）              | 明治34年11月1日 和田村（一部） | 明治34年11月1日 和田村（一部） | 明治34年11月1日 和田村（一部） | 昭和30年2月1日 高田市に編入                     | 高田市                        | 高田市                        | 高田市                         | 昭和46年4月29日 上越市 | 上越市                      | 上越市 |
| 中 頸 城 郡 | 島田下新田村           | 島田下新田村   | 島田下新田村                     | 島田下新田村                     | 島田下新田村                     | 島田下新田村                     | 下板倉村 （一部）          | 下板倉村（一部）              | 明治34年11月1日 和田村（一部） | 明治34年11月1日 和田村（一部） | 明治34年11月1日 和田村（一部） | 昭和30年2月1日 高田市に編入                     | 高田市                        | 高田市                        | 高田市                         | 昭和46年4月29日 上越市 | 上越市                      | 上越市 |
| 中 頸 城 郡 | 下箱井村               | 下箱井村       | 下箱井村                         | 下箱井村                         | 下箱井村                         | 下箱井村                         | 下板倉村 （一部）          | 下板倉村（一部）              | 明治34年11月1日 和田村（一部） | 明治34年11月1日 和田村（一部） | 明治34年11月1日 和田村（一部） | 昭和30年2月1日 高田市に編入                     | 高田市                        | 高田市                        | 高田市                         | 昭和46年4月29日 上越市 | 上越市                      | 上越市 |
| 中 頸 城 郡 | 五ヶ所新田             | 五ヶ所新田     | 五ヶ所新田                       | 五ヶ所新田                       | 五ヶ所新田                       | 五ヶ所新田                       | 下板倉村 （一部）          | 下板倉村（一部）              | 明治34年11月1日 和田村（一部） | 明治34年11月1日 和田村（一部） | 明治34年11月1日 和田村（一部） | 昭和30年2月1日 高田市に編入                     | 高田市                        | 高田市                        | 高田市                         | 昭和46年4月29日 上越市 | 上越市                      | 上越市 |
| 中 頸 城 郡 | 丸山新田村             | 丸山新田村     | 丸山新田村                       | 丸山新田村                       | 丸山新田村                       | 丸山新田村                       | 下板倉村 （一部）          | 下板倉村（一部）              | 明治34年11月1日 和田村（一部） | 明治34年11月1日 和田村（一部） | 明治34年11月1日 和田村（一部） | 昭和30年2月1日 高田市に編入                     | 高田市                        | 高田市                        | 高田市                         | 昭和46年4月29日 上越市 | 上越市                      | 上越市 |
| 中 頸 城 郡 | 下新田村               | 下新田村       | 下新田村                         | 下新田村                         | 下新田村                         | 下新田村                         | 下板倉村 （一部）          | 下板倉村（一部）              | 明治34年11月1日 和田村（一部） | 明治34年11月1日 和田村（一部） | 明治34年11月1日 和田村（一部） | 昭和30年2月1日 高田市に編入                     | 高田市                        | 高田市                        | 高田市                         | 昭和46年4月29日 上越市 | 上越市                      | 上越市 |
| 中 頸 城 郡 | 石沢村                 | 石沢村         | 石沢村                           | 石沢村                           | 石沢村                           | 石沢村                           | 大倉村 （一部）            | 大倉村（一部）                | 明治34年11月1日 和田村（一部） | 明治34年11月1日 和田村（一部） | 明治34年11月1日 和田村（一部） | 昭和30年2月1日 高田市に編入                     | 高田市                        | 高田市                        | 高田市                         | 昭和46年4月29日 上越市 | 上越市                      | 上越市 |
| 中 頸 城 郡 | 寺町村                 | 寺町村         | 寺町村                           | 寺町村                           | 寺町村                           | 寺町村                           | 大倉村 （一部）            | 大倉村（一部）                | 明治34年11月1日 和田村（一部） | 明治34年11月1日 和田村（一部） | 明治34年11月1日 和田村（一部） | 昭和30年2月1日 高田市に編入                     | 高田市                        | 高田市                        | 高田市                         | 昭和46年4月29日 上越市 | 上越市                      | 上越市 |
| 中 頸 城 郡 | 田中村                 | 田中村         | 田中村                           | 明治12年 改称 西田中村           | 明治12年 改称 西田中村           | 明治12年 改称 西田中村           | 大倉村 （一部）            | 大倉村（一部）                | 明治34年11月1日 和田村（一部） | 明治34年11月1日 和田村（一部） | 明治34年11月1日 和田村（一部） | 昭和30年2月1日 高田市に編入                     | 高田市                        | 高田市                        | 高田市                         | 昭和46年4月29日 上越市 | 上越市                      | 上越市 |
| 中 頸 城 郡 | 新田村                 | 新田村         | 高田新田村                       | 高田新田村                       | 高田新田村                       | 高田新田村                       | 大和村                     | 大和村                        | 明治34年11月1日 和田村（一部） | 明治34年11月1日 和田村（一部） | 明治34年11月1日 和田村（一部） | 昭和30年2月1日 高田市に編入                     | 高田市                        | 高田市                        | 高田市                         | 昭和46年4月29日 上越市 | 上越市                      | 上越市 |
| 中 頸 城 郡 | 荒町村                 | 荒町村         | 荒町村                           | 荒町村                           | 荒町村                           | 荒町村                           | 大和村                     | 大和村                        | 明治34年11月1日 和田村（一部） | 明治34年11月1日 和田村（一部） | 明治34年11月1日 和田村（一部） | 昭和30年2月1日 高田市に編入                     | 高田市                        | 高田市                        | 高田市                         | 昭和46年4月29日 上越市 | 上越市                      | 上越市 |
| 中 頸 城 郡 | 脇野田村               | 脇野田村       | 脇野田村                         | 脇野田村                         | 脇野田村                         | 脇野田村                         | 大和村                     | 大和村                        | 明治34年11月1日 和田村（一部） | 明治34年11月1日 和田村（一部） | 明治34年11月1日 和田村（一部） | 昭和30年2月1日 高田市に編入                     | 高田市                        | 高田市                        | 高田市                         | 昭和46年4月29日 上越市 | 上越市                      | 上越市 |
| 中 頸 城 郡 | 今泉村                 | 今泉村         | 今泉村                           | 今泉村                           | 今泉村                           | 今泉村                           | 大和村                     | 大和村                        | 明治34年11月1日 和田村（一部） | 明治34年11月1日 和田村（一部） | 明治34年11月1日 和田村（一部） | 昭和30年2月1日 高田市に編入                     | 高田市                        | 高田市                        | 高田市                         | 昭和46年4月29日 上越市 | 上越市                      | 上越市 |
| 中 頸 城 郡 | 土合村                 | 土合村         | 土合村                           | 土合村                           | 土合村                           | 土合村                           | 大和村                     | 大和村                        | 明治34年11月1日 和田村（一部） | 明治34年11月1日 和田村（一部） | 明治34年11月1日 和田村（一部） | 昭和30年2月1日 高田市に編入                     | 高田市                        | 高田市                        | 高田市                         | 昭和46年4月29日 上越市 | 上越市                      | 上越市 |
| 中 頸 城 郡 | 七ヶ所新田村           | 七ヶ所新田村   | 七ヶ所新田村                     | 七ヶ所新田村                     | 七ヶ所新田村                     | 七ヶ所新田村                     | 大和村                     | 大和村                        | 明治34年11月1日 和田村（一部） | 明治34年11月1日 和田村（一部） | 明治34年11月1日 和田村（一部） | 昭和30年2月1日 高田市に編入                     | 高田市                        | 高田市                        | 高田市                         | 昭和46年4月29日 上越市 | 上越市                      | 上越市 |
| 中 頸 城 郡 | 稲荷村                 | 稲荷村         | 稲荷村                           | 稲荷村                           | 稲荷村                           | 稲荷村                           | 斐太村 （一部）            | 斐太村（一部）                | 明治34年11月1日 斐太村（一部） | 明治34年11月1日 斐太村（一部） | 明治34年11月1日 斐太村（一部） | 昭和29年11月1日 新井市（一部）                  | 昭和30年6月1日 高田市に編入   | 高田市                        | 高田市                         | 昭和46年4月29日 上越市 | 上越市                      | 上越市 |
| 中 頸 城 郡 | 福田新田村             | 福田新田村     | 福田新田村                       | 明治12年 改称 西福田新田村       | 明治12年 改称 西福田新田村       | 明治12年 改称 西福田新田村       | 矢代村 （一部）            | 矢代村（一部）                | 矢代村（一部）                 | 矢代村（一部）                 | 矢代村（一部）                 | 昭和29年11月1日 新井市（一部）                  | 新井市（一部）                | 昭和31年1月1日 中郷村に編入   | 中郷村                         | 中郷村                 | 平成17年1月1日 上越市に編入 | 上越市 |
| 中 頸 城 郡 | 岡沢村                 | 岡沢村         | 岡沢村                           | 明治8年頃 岡沢村                 | 明治8年頃 岡沢村                 | 明治8年頃 岡沢村                 | 矢代村 （一部）            | 矢代村（一部）                | 矢代村（一部）                 | 矢代村（一部）                 | 矢代村（一部）                 | 昭和29年11月1日 新井市（一部）                  | 新井市（一部）                | 昭和31年1月1日 中郷村に編入   | 中郷村                         | 中郷村                 | 平成17年1月1日 上越市に編入 | 上越市 |
| 中 頸 城 郡 | 岡沢新田               | 岡沢新田       | 明治初年頃 岡沢新田村            | 明治8年頃 岡沢村                 | 明治8年頃 岡沢村                 | 明治8年頃 岡沢村                 | 矢代村 （一部）            | 矢代村（一部）                | 矢代村（一部）                 | 矢代村（一部）                 | 矢代村（一部）                 | 昭和29年11月1日 新井市（一部）                  | 新井市（一部）                | 昭和31年1月1日 中郷村に編入   | 中郷村                         | 中郷村                 | 平成17年1月1日 上越市に編入 | 上越市 |
| 中 頸 城 郡 | 増沢村                 |                | 明治初年頃 岡沢新田村            | 明治8年頃 岡沢村                 | 明治8年頃 岡沢村                 | 明治8年頃 岡沢村                 | 矢代村 （一部）            | 矢代村（一部）                | 矢代村（一部）                 | 矢代村（一部）                 | 矢代村（一部）                 | 昭和29年11月1日 新井市（一部）                  | 新井市（一部）                | 昭和31年1月1日 中郷村に編入   | 中郷村                         | 中郷村                 | 平成17年1月1日 上越市に編入 | 上越市 |
| 中 頸 城 郡 | 板橋新田               | 板橋新田       | 板橋新田                         | 板橋新田                         | 板橋新田                         | 板橋新田                         | 中郷村                     | 中郷村                        | 中郷村                         | 中郷村                         | 中郷村                         | 中郷村                                          | 中郷村                        | 中郷村                        | 中郷村                         | 中郷村                 | 平成17年1月1日 上越市に編入 | 上越市 |
| 中 頸 城 郡 | 藤沢村                 | 藤沢村         | 藤沢村                           | 藤沢村                           | 藤沢村                           | 藤沢村                           | 中郷村                     | 中郷村                        | 中郷村                         | 中郷村                         | 中郷村                         | 中郷村                                          | 中郷村                        | 中郷村                        | 中郷村                         | 中郷村                 | 平成17年1月1日 上越市に編入 | 上越市 |
| 中 頸 城 郡 | 坂本新田               | 坂本新田       | 坂本新田                         | 坂本新田                         | 坂本新田                         | 坂本新田                         | 中郷村                     | 中郷村                        | 中郷村                         | 中郷村                         | 中郷村                         | 中郷村                                          | 中郷村                        | 中郷村                        | 中郷村                         | 中郷村                 | 平成17年1月1日 上越市に編入 | 上越市 |
| 中 頸 城 郡 | 二本木村               | 二本木村       | 二本木村                         | 二本木村                         | 二本木村                         | 二本木村                         | 中郷村                     | 中郷村                        | 中郷村                         | 中郷村                         | 中郷村                         | 中郷村                                          | 中郷村                        | 中郷村                        | 中郷村                         | 中郷村                 | 平成17年1月1日 上越市に編入 | 上越市 |
| 中 頸 城 郡 | 松崎村                 | 松崎村         | 松崎村                           | 松崎村                           | 松崎村                           | 松崎村                           | 中郷村                     | 中郷村                        | 中郷村                         | 中郷村                         | 中郷村                         | 中郷村                                          | 中郷村                        | 中郷村                        | 中郷村                         | 中郷村                 | 平成17年1月1日 上越市に編入 | 上越市 |
| 中 頸 城 郡 | 市屋村                 | 市屋村         | 市屋村                           | 市屋村                           | 市屋村                           | 市屋村                           | 中郷村                     | 中郷村                        | 中郷村                         | 中郷村                         | 中郷村                         | 中郷村                                          | 中郷村                        | 中郷村                        | 中郷村                         | 中郷村                 | 平成17年1月1日 上越市に編入 | 上越市 |
| 中 頸 城 郡 | 江口新田村             | 江口新田村     | 江口新田村                       | 江口新田村                       | 江口新田村                       | 江口新田村                       | 中郷村                     | 中郷村                        | 中郷村                         | 中郷村                         | 中郷村                         | 中郷村                                          | 中郷村                        | 中郷村                        | 中郷村                         | 中郷村                 | 平成17年1月1日 上越市に編入 | 上越市 |
| 中 頸 城 郡 | 片貝村                 | 片貝村         | 片貝村                           | 片貝村                           | 片貝村                           | 片貝村                           | 中郷村                     | 中郷村                        | 中郷村                         | 中郷村                         | 中郷村                         | 中郷村                                          | 中郷村                        | 中郷村                        | 中郷村                         | 中郷村                 | 平成17年1月1日 上越市に編入 | 上越市 |
| 中 頸 城 郡 | 福崎新田村             | 福崎新田村     | 福崎新田村                       | 福崎新田村                       | 福崎新田村                       | 福崎新田村                       | 中郷村                     | 中郷村                        | 中郷村                         | 中郷村                         | 中郷村                         | 中郷村                                          | 中郷村                        | 中郷村                        | 中郷村                         | 中郷村                 | 平成17年1月1日 上越市に編入 | 上越市 |
| 中 頸 城 郡 | 稲荷山新田村           | 稲荷山新田村   | 稲荷山新田村                     | 稲荷山新田村                     | 稲荷山新田村                     | 稲荷山新田村                     | 中郷村                     | 中郷村                        | 中郷村                         | 中郷村                         | 中郷村                         | 中郷村                                          | 中郷村                        | 中郷村                        | 中郷村                         | 中郷村                 | 平成17年1月1日 上越市に編入 | 上越市 |
| 中 頸 城 郡 | 宮野原新田村           | 宮野原新田村   | 宮野原新田村                     | 宮野原新田村                     | 宮野原新田村                     | 宮野原新田村                     | 中郷村                     | 中郷村                        | 中郷村                         | 中郷村                         | 中郷村                         | 中郷村                                          | 中郷村                        | 中郷村                        | 中郷村                         | 中郷村                 | 平成17年1月1日 上越市に編入 | 上越市 |
| 中 頸 城 郡 | 岡川村                 | 岡川村         | 岡川村                           | 岡川村                           | 岡川村                           | 岡川村                           | 中郷村                     | 中郷村                        | 中郷村                         | 中郷村                         | 中郷村                         | 中郷村                                          | 中郷村                        | 中郷村                        | 中郷村                         | 中郷村                 | 平成17年1月1日 上越市に編入 | 上越市 |
| 中 頸 城 郡 | 西四ツ屋新田           | 西四ツ屋新田   | 西四ツ屋新田                     | 西四ツ屋新田                     | 西四ツ屋新田                     | 西四ツ屋新田                     | 中郷村                     | 中郷村                        | 中郷村                         | 中郷村                         | 中郷村                         | 中郷村                                          | 中郷村                        | 中郷村                        | 中郷村                         | 中郷村                 | 平成17年1月1日 上越市に編入 | 上越市 |
| 中 頸 城 郡 | 八斗蒔新田             | 八斗蒔新田     | 八斗蒔新田                       | 八斗蒔新田                       | 八斗蒔新田                       | 八斗蒔新田                       | 中郷村                     | 中郷村                        | 中郷村                         | 中郷村                         | 中郷村                         | 中郷村                                          | 中郷村                        | 中郷村                        | 中郷村                         | 中郷村                 | 平成17年1月1日 上越市に編入 | 上越市 |
| 西 頸 城 郡 | 名立小泊村             | 名立小泊村     | 名立小泊村                       | 名立小泊村                       | 名立小泊村                       | 名立小泊村                       | 名立町                     | 名立町                        | 名立町                         | 名立町                         | 名立町                         | 名立町                                          | 昭和30年11月1日 名立町        | 名立町                        | 名立町                         | 名立町                 | 平成17年1月1日 上越市に編入 | 上越市 |
| 西 頸 城 郡 | 名立大町村             | 名立大町村     | 名立大町村                       | 名立大町村                       | 名立大町村                       | 名立大町村                       | 名立町                     | 名立町                        | 名立町                         | 名立町                         | 名立町                         | 名立町                                          | 昭和30年11月1日 名立町        | 名立町                        | 名立町                         | 名立町                 | 平成17年1月1日 上越市に編入 | 上越市 |
| 西 頸 城 郡 | 坪山村                 | 坪山村         | 坪山村                           | 坪山村                           | 坪山村                           | 坪山村                           | 名立町                     | 名立町                        | 名立町                         | 名立町                         | 名立町                         | 名立町                                          | 昭和30年11月1日 名立町        | 名立町                        | 名立町                         | 名立町                 | 平成17年1月1日 上越市に編入 | 上越市 |
| 西 頸 城 郡 | 赤ノ俣村               | 赤ノ俣村       | 赤ノ俣村                         | 赤ノ俣村                         | 赤ノ俣村                         | 赤ノ俣村                         | 名立町                     | 名立町                        | 名立町                         | 名立町                         | 名立町                         | 名立町                                          | 昭和30年11月1日 名立町        | 名立町                        | 名立町                         | 名立町                 | 平成17年1月1日 上越市に編入 | 上越市 |
| 西 頸 城 郡 | 大菅村                 | 大菅村         | 大菅村                           | 大菅村                           | 大菅村                           | 大菅村                           | 下名立村                   | 下名立村                      | 明治34年11月1日 名立村         | 明治34年11月1日 名立村         | 明治34年11月1日 名立村         | 名立村                                          | 昭和30年11月1日 名立町        | 名立町                        | 名立町                         | 名立町                 | 平成17年1月1日 上越市に編入 | 上越市 |
| 西 頸 城 郡 | 谷口村                 | 谷口村         | 谷口村                           | 谷口村                           | 谷口村                           | 谷口村                           | 下名立村                   | 下名立村                      | 明治34年11月1日 名立村         | 明治34年11月1日 名立村         | 明治34年11月1日 名立村         | 名立村                                          | 昭和30年11月1日 名立町        | 名立町                        | 名立町                         | 名立町                 | 平成17年1月1日 上越市に編入 | 上越市 |
| 西 頸 城 郡 | 躰畑村                 | 躰畑村         | 躰畑村                           | 躰畑村                           | 躰畑村                           | 躰畑村                           | 下名立村                   | 下名立村                      | 明治34年11月1日 名立村         | 明治34年11月1日 名立村         | 明治34年11月1日 名立村         | 名立村                                          | 昭和30年11月1日 名立町        | 名立町                        | 名立町                         | 名立町                 | 平成17年1月1日 上越市に編入 | 上越市 |
| 西 頸 城 郡 | 田野上村               | 田野上村       | 田野上村                         | 田野上村                         | 田野上村                         | 田野上村                         | 下名立村                   | 下名立村                      | 明治34年11月1日 名立村         | 明治34年11月1日 名立村         | 明治34年11月1日 名立村         | 名立村                                          | 昭和30年11月1日 名立町        | 名立町                        | 名立町                         | 名立町                 | 平成17年1月1日 上越市に編入 | 上越市 |
| 西 頸 城 郡 | 折居村                 | 折居村         | 折居村                           | 折居村                           | 折居村                           | 折居村                           | 下名立村                   | 下名立村                      | 明治34年11月1日 名立村         | 明治34年11月1日 名立村         | 明治34年11月1日 名立村         | 名立村                                          | 昭和30年11月1日 名立町        | 名立町                        | 名立町                         | 名立町                 | 平成17年1月1日 上越市に編入 | 上越市 |
| 西 頸 城 郡 | 丸田村                 | 丸田村         | 丸田村                           | 丸田村                           | 丸田村                           | 丸田村                           | 下名立村                   | 下名立村                      | 明治34年11月1日 名立村         | 明治34年11月1日 名立村         | 明治34年11月1日 名立村         | 名立村                                          | 昭和30年11月1日 名立町        | 名立町                        | 名立町                         | 名立町                 | 平成17年1月1日 上越市に編入 | 上越市 |
| 西 頸 城 郡 | 池田村                 | 池田村         | 池田村                           | 池田村                           | 池田村                           | 池田村                           | 下名立村                   | 下名立村                      | 明治34年11月1日 名立村         | 明治34年11月1日 名立村         | 明治34年11月1日 名立村         | 名立村                                          | 昭和30年11月1日 名立町        | 名立町                        | 名立町                         | 名立町                 | 平成17年1月1日 上越市に編入 | 上越市 |
| 西 頸 城 郡 | 森村                   | 森村           | 森村                             | 森村                             | 森村                             | 森村                             | 下名立村                   | 下名立村                      | 明治34年11月1日 名立村         | 明治34年11月1日 名立村         | 明治34年11月1日 名立村         | 名立村                                          | 昭和30年11月1日 名立町        | 名立町                        | 名立町                         | 名立町                 | 平成17年1月1日 上越市に編入 | 上越市 |
| 西 頸 城 郡 | 桂谷村                 | 桂谷村         | 桂谷村                           | 桂谷村                           | 桂谷村                           | 桂谷村                           | 下名立村                   | 下名立村                      | 明治34年11月1日 名立村         | 明治34年11月1日 名立村         | 明治34年11月1日 名立村         | 名立村                                          | 昭和30年11月1日 名立町        | 名立町                        | 名立町                         | 名立町                 | 平成17年1月1日 上越市に編入 | 上越市 |
| 西 頸 城 郡 | 濁沢村                 | 濁沢村         | 濁沢村                           | 濁沢村                           | 濁沢村                           | 濁沢村                           | 下名立村                   | 下名立村                      | 明治34年11月1日 名立村         | 明治34年11月1日 名立村         | 明治34年11月1日 名立村         | 名立村                                          | 昭和30年11月1日 名立町        | 名立町                        | 名立町                         | 名立町                 | 平成17年1月1日 上越市に編入 | 上越市 |
| 西 頸 城 郡 | 峠村                   | 峠村           | 峠村                             | 峠村                             | 峠村                             | 峠村                             | 下名立村                   | 下名立村                      | 明治34年11月1日 名立村         | 明治34年11月1日 名立村         | 明治34年11月1日 名立村         | 名立村                                          | 昭和30年11月1日 名立町        | 名立町                        | 名立町                         | 名立町                 | 平成17年1月1日 上越市に編入 | 上越市 |
| 西 頸 城 郡 | 車路村                 | 車路村         | 車路村                           | 車路村                           | 車路村                           | 明治20年 車路村                  | 下名立村                   | 下名立村                      | 明治34年11月1日 名立村         | 明治34年11月1日 名立村         | 明治34年11月1日 名立村         | 名立村                                          | 昭和30年11月1日 名立町        | 名立町                        | 名立町                         | 名立町                 | 平成17年1月1日 上越市に編入 | 上越市 |
| 西 頸 城 郡 | 竹田新田               | 一部           | 竹田新田                         | 竹田新田                         | 竹田新田                         | 明治20年 車路村                  | 下名立村                   | 下名立村                      | 明治34年11月1日 名立村         | 明治34年11月1日 名立村         | 明治34年11月1日 名立村         | 名立村                                          | 昭和30年11月1日 名立町        | 名立町                        | 名立町                         | 名立町                 | 平成17年1月1日 上越市に編入 | 上越市 |
| 西 頸 城 郡 | 竹田新田               | 一部           | 竹田新田                         | 竹田新田                         | 竹田新田                         | 明治20年 杉ノ瀬村                | 下名立村                   | 下名立村                      | 明治34年11月1日 名立村         | 明治34年11月1日 名立村         | 明治34年11月1日 名立村         | 名立村                                          | 昭和30年11月1日 名立町        | 名立町                        | 名立町                         | 名立町                 | 平成17年1月1日 上越市に編入 | 上越市 |
| 西 頸 城 郡 | 杉ノ瀬村               | 杉ノ瀬村       | 杉ノ瀬村                         | 杉ノ瀬村                         | 杉ノ瀬村                         | 明治20年 杉ノ瀬村                | 下名立村                   | 下名立村                      | 明治34年11月1日 名立村         | 明治34年11月1日 名立村         | 明治34年11月1日 名立村         | 名立村                                          | 昭和30年11月1日 名立町        | 名立町                        | 名立町                         | 名立町                 | 平成17年1月1日 上越市に編入 | 上越市 |
| 西 頸 城 郡 | 竹田新田               | 一部           | 竹田新田                         | 竹田新田                         | 竹田新田                         | 明治20年 東飛山村                | 上名立村                   | 上名立村                      | 明治34年11月1日 名立村         | 明治34年11月1日 名立村         | 明治34年11月1日 名立村         | 名立村                                          | 昭和30年11月1日 名立町        | 名立町                        | 名立町                         | 名立町                 | 平成17年1月1日 上越市に編入 | 上越市 |
| 西 頸 城 郡 | 飛山村                 | 飛山村         | 飛山村                           | 明治12年 改称 東飛山村           | 明治18年 東飛山村                | 明治20年 東飛山村                | 上名立村                   | 上名立村                      | 明治34年11月1日 名立村         | 明治34年11月1日 名立村         | 明治34年11月1日 名立村         | 名立村                                          | 昭和30年11月1日 名立町        | 名立町                        | 名立町                         | 名立町                 | 平成17年1月1日 上越市に編入 | 上越市 |
| 西 頸 城 郡 | 瀬戸飛山新田           | 一部           | 瀬戸飛山新田                     | 瀬戸飛山新田                     | 明治18年 東飛山村                | 明治20年 東飛山村                | 上名立村                   | 上名立村                      | 明治34年11月1日 名立村         | 明治34年11月1日 名立村         | 明治34年11月1日 名立村         | 名立村                                          | 昭和30年11月1日 名立町        | 名立町                        | 名立町                         | 名立町                 | 平成17年1月1日 上越市に編入 | 上越市 |
| 西 頸 城 郡 | 瀬戸飛山新田           | 一部           | 瀬戸飛山新田                     | 瀬戸飛山新田                     | 明治18年 瀬戸村                  | 明治18年 瀬戸村                  | 上名立村                   | 上名立村                      | 明治34年11月1日 名立村         | 明治34年11月1日 名立村         | 明治34年11月1日 名立村         | 名立村                                          | 昭和30年11月1日 名立町        | 名立町                        | 名立町                         | 名立町                 | 平成17年1月1日 上越市に編入 | 上越市 |
| 西 頸 城 郡 | 瀬戸村                 | 瀬戸村         | 瀬戸村                           | 瀬戸村                           | 明治18年 瀬戸村                  | 明治18年 瀬戸村                  | 上名立村                   | 上名立村                      | 明治34年11月1日 名立村         | 明治34年11月1日 名立村         | 明治34年11月1日 名立村         | 名立村                                          | 昭和30年11月1日 名立町        | 名立町                        | 名立町                         | 名立町                 | 平成17年1月1日 上越市に編入 | 上越市 |
| 西 頸 城 郡 | 小田島村               | 小田島村       | 小田島村                         | 小田島村                         | 小田島村                         | 小田島村                         | 上名立村                   | 上名立村                      | 明治34年11月1日 名立村         | 明治34年11月1日 名立村         | 明治34年11月1日 名立村         | 名立村                                          | 昭和30年11月1日 名立町        | 名立町                        | 名立町                         | 名立町                 | 平成17年1月1日 上越市に編入 | 上越市 |
| 西 頸 城 郡 | 西蒲生田村             | 西蒲生田村     | 西蒲生田村                       | 西蒲生田村                       | 西蒲生田村                       | 西蒲生田村                       | 上名立村                   | 上名立村                      | 明治34年11月1日 名立村         | 明治34年11月1日 名立村         | 明治34年11月1日 名立村         | 名立村                                          | 昭和30年11月1日 名立町        | 名立町                        | 名立町                         | 名立町                 | 平成17年1月1日 上越市に編入 | 上越市 |
| 西 頸 城 郡 | 東蒲生田村             | 東蒲生田村     | 東蒲生田村                       | 東蒲生田村                       | 東蒲生田村                       | 東蒲生田村                       | 上名立村                   | 上名立村                      | 明治34年11月1日 名立村         | 明治34年11月1日 名立村         | 明治34年11月1日 名立村         | 名立村                                          | 昭和30年11月1日 名立町        | 名立町                        | 名立町                         | 名立町                 | 平成17年1月1日 上越市に編入 | 上越市 |
| 西 頸 城 郡 | 折戸村                 | 折戸村         | 折戸村                           | 折戸村                           | 折戸村                           | 折戸村                           | 上名立村                   | 上名立村                      | 明治34年11月1日 名立村         | 明治34年11月1日 名立村         | 明治34年11月1日 名立村         | 名立村                                          | 昭和30年11月1日 名立町        | 名立町                        | 名立町                         | 名立町                 | 平成17年1月1日 上越市に編入 | 上越市 |
| 西 頸 城 郡 | 平谷村                 | 平谷村         | 平谷村                           | 平谷村                           | 平谷村                           | 平谷村                           | 上名立村                   | 上名立村                      | 明治34年11月1日 名立村         | 明治34年11月1日 名立村         | 明治34年11月1日 名立村         | 名立村                                          | 昭和30年11月1日 名立町        | 名立町                        | 名立町                         | 名立町                 | 平成17年1月1日 上越市に編入 | 上越市 |

#### 近年の傾向

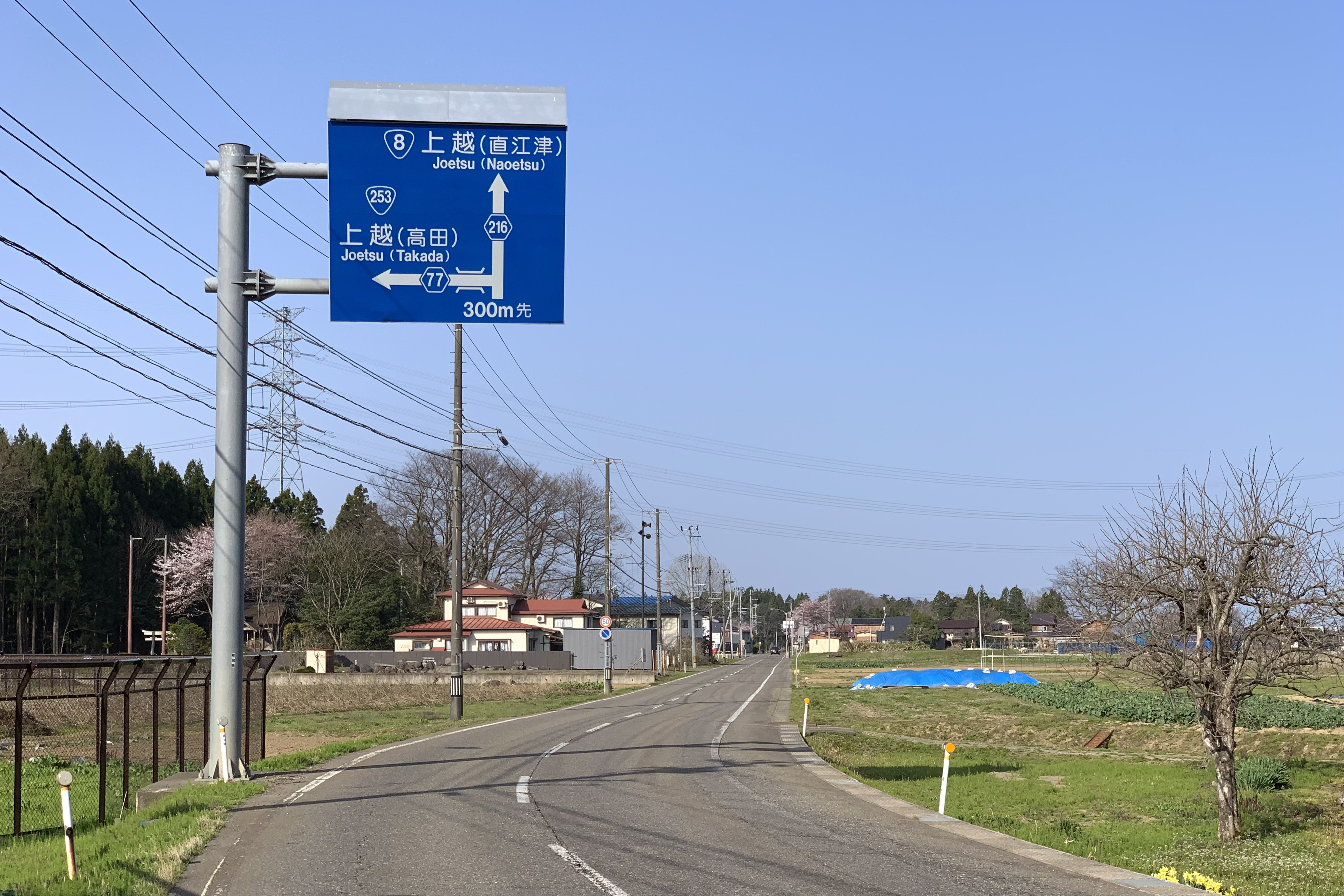
「上越（高田）」と「上越（直江津）」が並ぶ道路標識

上越市では高田・直江津双方の中心部を「中心市街地」としており、公文書等では「中心市街地（高田地区）」などと、いずれかの地区を明記している。また市内の道路に設置された案内標識も、どちらの市街地であるかを明記するため「上越市街（高田）」「上越市街（直江津）」という標示が用いられている。
だが近年の上越市は全域で人口減少傾向が著しくなっている。
高田・直江津地区の中心市街地
高田・直江津の両中心市街地も人口減少傾向の例外ではなく、高田地区では中心部の核店舗とも言える存在でもあった総合スーパー「長崎屋高田店」が2002年（平成14年）2月に、百貨店「大和上越店」が2010年（平成22年）4月25日にそれぞれ閉店するなど、空洞化も顕著となっている。
上越市では両中心部の空洞化を抑制するため「中心市街地再整備計画」などの施策を進めており、両者の跡地にはそれぞれ、「あすとぴあ高田」、「イレブンプラザ」がオープンした。
2018年6月には直江津地区にある上越市立水族博物館が「うみがたり」の愛称を得てリニューアルオープンし、狙いとした県内外への上越市の宣伝や交流人口の拡大に大きく貢献した。
2020年7月には、直江津ショッピングセンターエルマールの2階に世界最大級の無印良品が開業した。良品計画は上越市およびショッピングセンターを経営する頸城自動車と包括連携協定を締結し、地域活性化や公共交通の利便性向上、産業振興などに関する幅広い分野で協力していく方針とされる。
春日地区の市街化
その一方で、春日地区では前掲のように市役所木田庁舎や春日山駅、北陸自動車道の上越インターチェンジなどを中心に市街地化が進み、且つ市域南北を縦貫する国道18号の上新バイパス、上越大通り、山麓線などの幹線道路沿線にあたる地区でも、道路交通の利便性を活かして大型ショッピングセンターやロードサイド型店舗が数多く出店し、住宅地開発も進捗している。
2005年の編入市域合併以降、市内28自治区で人口が増加しているのは春日区・新道区・有田区・金谷区・三郷区の5区のみである。
北陸新幹線の延伸による上越妙高駅の開通
2015年（平成27年）には北陸新幹線の延伸により、高田地区からさらに5 kmほど南の大和二丁目に位置する脇野田駅が上越妙高駅へと改築・改称され、新幹線駅として開業した。同駅からは東京都や長野県、富山県、石川県への移動が便利となった。
駅周辺は新幹線延伸前には住宅地や農地が中心であったが、延伸後にホテルやセレモニーホール、コンビニエンスストア、日帰り入浴施設、レンタカー業者などが次々と出店し、市街化が進んだ。2020年4月には複合商業施設「エンジョイプラザ」が開業した。

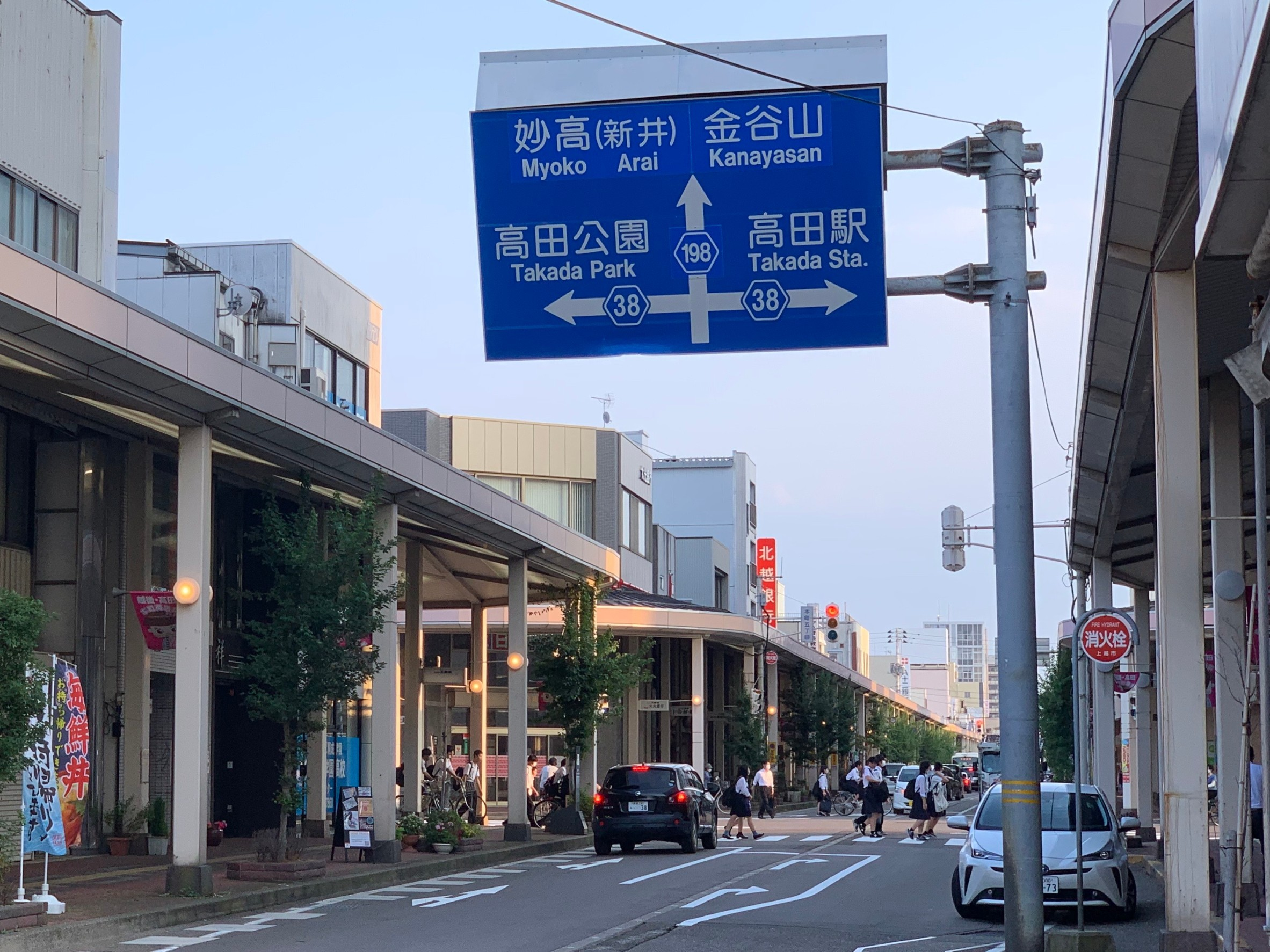
高田市街（2020年8月）
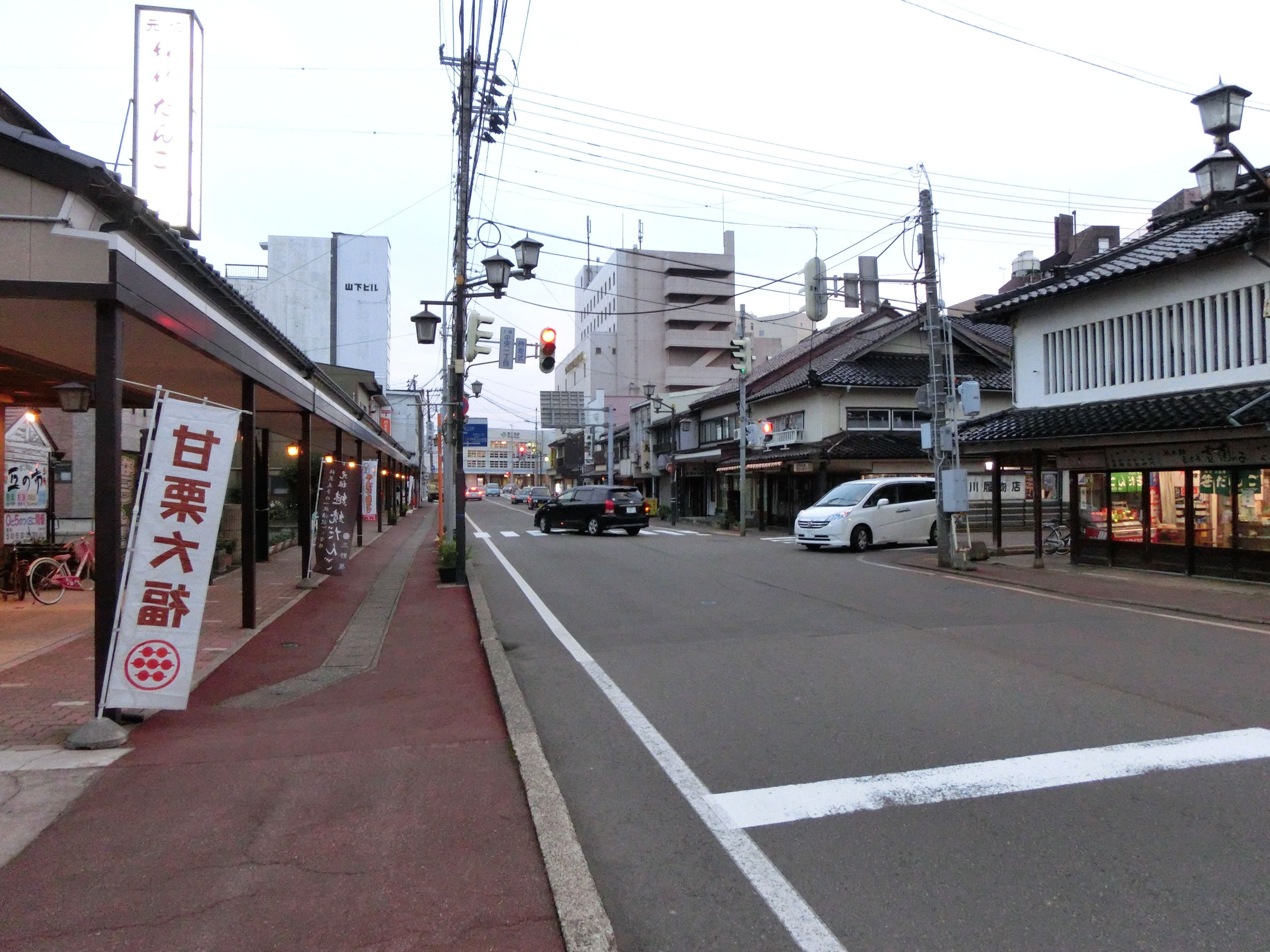
直江津市街
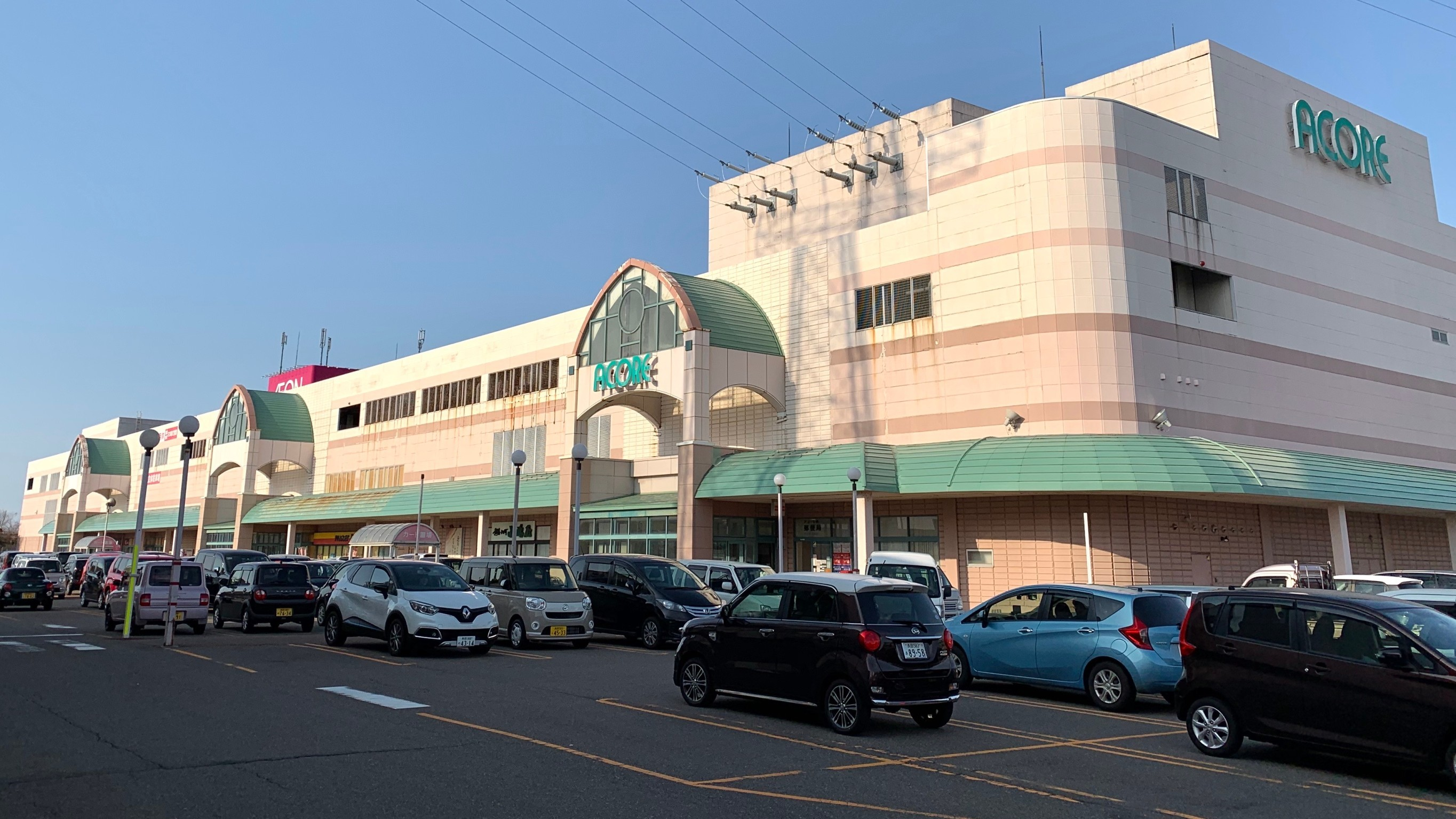
上越IC隣接の上越ショッピングセンター（「アコーレ」・イオン上越店、2020年4月）
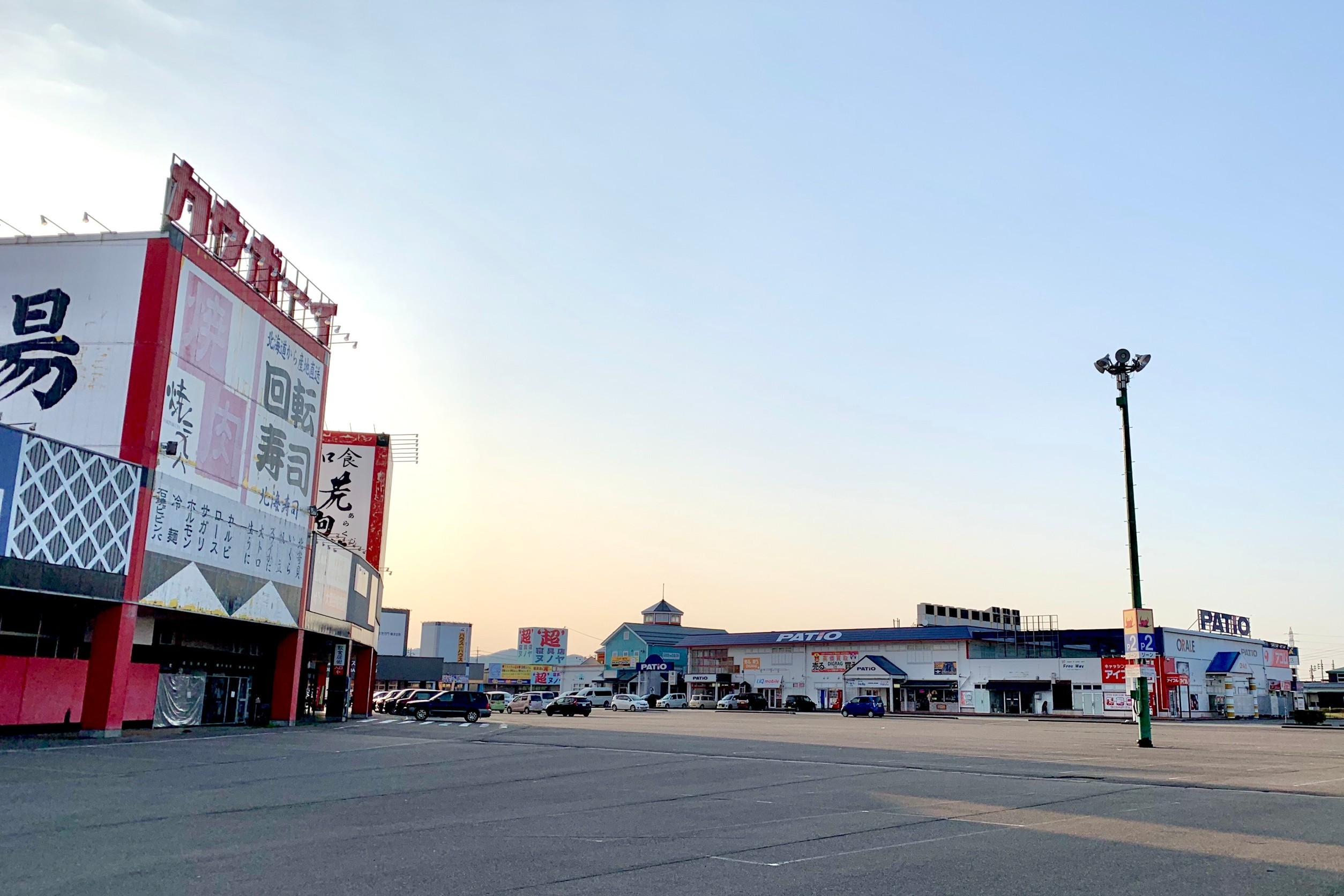
上新バイパス脇の上越ウイングマーケットセンター。カウボーイは閉店済み（2020年4月）
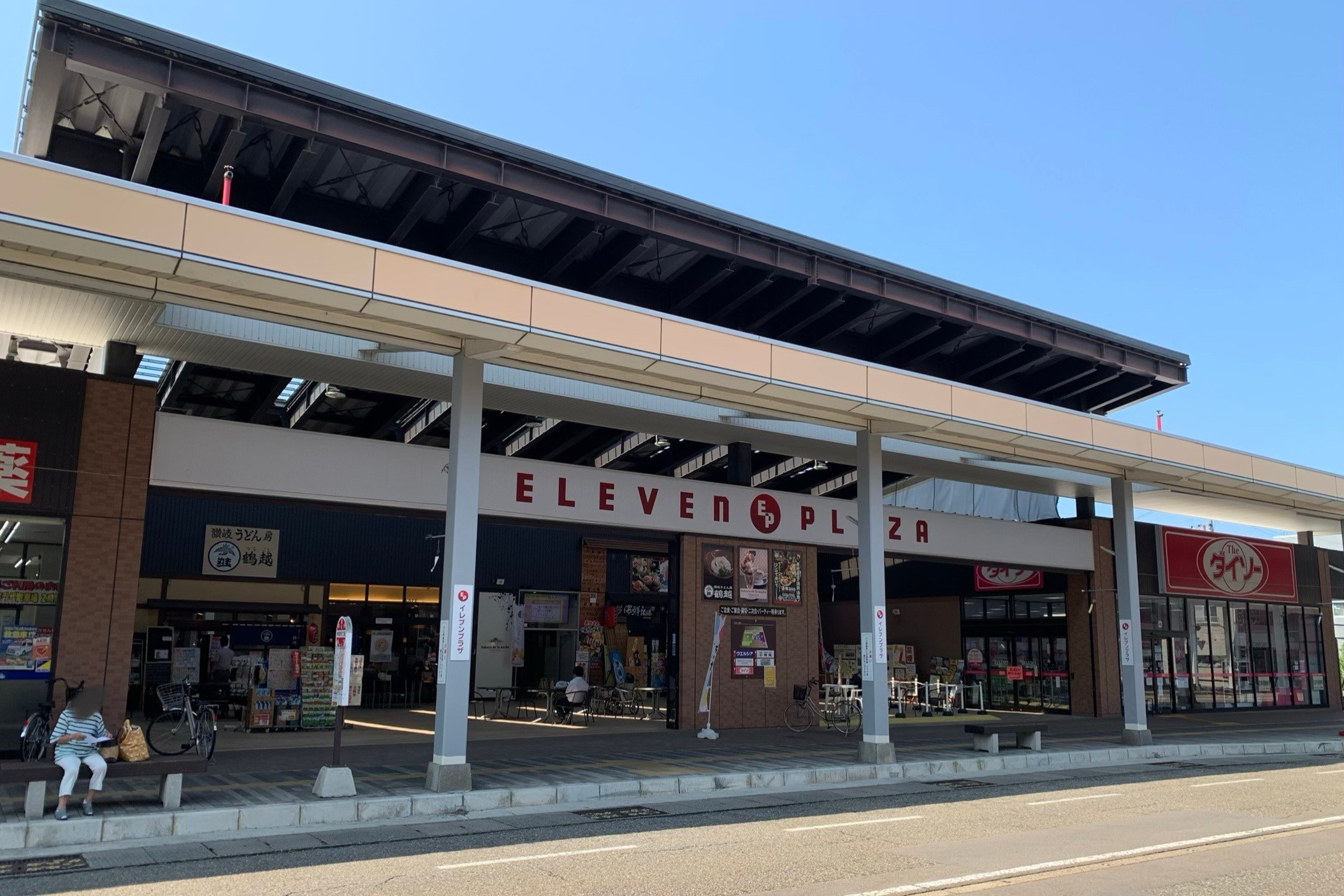
高田市街に整備された「イレブンプラザ」（上越大和跡地、2020年8月）

#### 地域自治区
上越市には計28の地域自治区が設けられている。これは2005年（平成17年）1月1日付で周辺13町村を編入合併した際、当時の合併特例法で定められた同制度を導入したもので、全国初の導入例となった。
まず2005年1月1日付で編入合併した13町村に新設され、13区の旧町村庁舎には「総合事務所」が設けられ、所長が配置された。また、この編入市域13区の地名・町名には自治区名が冠されるとともに「大字」の表記が廃止された。
さらに、編入合併前の旧市域についても地域自治区設置の検討が進められ、2009年（平成21年）3月の市議会で「上越市における地域自治区の設置に関する条例」の一部改正の承認を経て、同年10月1日付で昭和の大合併以前の市町村区域に基づく15区が新設された。この旧市域15区の地名・町名の表記には自治区名を冠さないほか、住居表示や町名変更が施行されていない地域の一部では「大字」の表記が存続されている。また総合事務所に代わる事務機能として、南部（高田地区南部の4区）、中部（高田地区北部の5区）、北部（直江津地区の6区）の3地区ごとに、各自治区の協議会に関する事務等を行う「まちづくりセンター」が設置されている。
なお地域自治区制度は2008年（平成20年）4月から合併特例法に代わり、地方自治法に基づいて運用されている。
2005年1月設置（編入市域13区）
- 安塚区（旧安塚町）
- 浦川原区（旧浦川原村）
- 大島区（旧大島村）
- 牧区（旧牧村）
- 柿崎区（旧柿崎町）
- 大潟区（旧大潟町）
- 頸城区（旧頸城村）

- 吉川区（旧吉川町）
- 中郷区（旧中郷村）
- 板倉区（旧板倉町）
- 清里区（旧清里村）
- 三和区（旧三和村）
- 名立区（旧名立町）

2009年10月設置（旧市域15区）
南部まちづくりセンター管内
- 高田区（旧高田市）
- 金谷区（旧金谷村）
- 三郷区（旧三郷村）
- 和田区（旧和田村）

中部まちづくりセンター管内
- 新道区（旧新道村）
- 春日区（旧春日村）
- 諏訪区（旧諏訪村南部）
- 津有区（旧津有村）
- 高士区（旧高士村）

北部まちづくりセンター管内
- 直江津区（旧直江津市）
- 有田区（旧有田村）
- 八千浦区（旧八千浦村）
- 保倉区（旧保倉村）
- 北諏訪区（旧諏訪村北部）
- 谷浜・桑取区（旧谷浜村・桑取村）

### 人口
| |                                        |  |
| 上越市と全国の年齢別人口分布（2005年） | 上越市の年齢・男女別人口分布（2005年） |  |
| ■紫色 ― 上越市 ■緑色 ― 日本全国 | ■青色 ― 男性 ■赤色 ― 女性              |  |
| 上越市（に相当する地域）の人口の推移 \| 1970年（昭和45年） \| 217,679人 \| \| \| 1975年（昭和50年） \| 214,309人 \| \| \| 1980年（昭和55年） \| 216,320人 \| \| \| 1985年（昭和60年） \| 216,348人 \| \| \| 1990年（平成2年） \| 212,248人 \| \| \| 1995年（平成7年） \| 212,060人 \| \| \| 2000年（平成12年） \| 211,870人 \| \| \| 2005年（平成17年） \| 208,082人 \| \| \| 2010年（平成22年） \| 203,899人 \| \| \| 2015年（平成27年） \| 196,987人 \| \| \| 2020年（令和2年） \| 188,047人 \| \| |                                        |  |
| 総務省統計局 国勢調査より |                                        |  |
| 1970年（昭和45年） | 217,679人                              |  |
| 1975年（昭和50年） | 214,309人                              |  |
| 1980年（昭和55年） | 216,320人                              |  |
| 1985年（昭和60年） | 216,348人                              |  |
| 1990年（平成2年） | 212,248人                              |  |
| 1995年（平成7年） | 212,060人                              |  |
| 2000年（平成12年） | 211,870人                              |  |
| 2005年（平成17年） | 208,082人                              |  |
| 2010年（平成22年） | 203,899人                              |  |
| 2015年（平成27年） | 196,987人                              |  |
| 2020年（令和2年） | 188,047人                              |  |

新潟県内の市町村で3番目の人口規模を有し、前述の13町村の編入合併時には人口約21万人を擁していた。
だが近年は少子高齢化と社会減による人口減少が著しく、合併以降は年間1000人前後の減少が継続しており、推計人口は2013年（平成25年）4月1日時点で20万人を割り込んでいる。
加えて安塚区、浦川原区、大島区、牧区、吉川区、板倉区、清里区、三和区、名立区の9自治区が編入合併前から過疎地域に指定されるなど過疎化が進んでおり、過疎地域促進特別措置法特例措置の条件を満たしていることから、過疎地域（いわゆる「みなし過疎」）に指定されている。上越市ではこの9自治区について、地域の自立促進や市域発展の均衡化などを目的とした「過疎地域自立促進計画」を策定し運用を行っている。

### 隣接自治体
新潟県
- 柏崎市
- 十日町市
- 糸魚川市
- 妙高市
- 佐渡市

長野県
- 飯山市
- 下水内郡：栄村

## 歴史

### 古代
- 越国が建国され、後に分割されて成立した越中国の管轄となる。
- 0702年（大宝02年） - 所属する頸城郡が越中国より越後国に譲られる。

### 中世
鎌倉時代
- 1207年（建永02年） - 親鸞が国府に配流される。
- 1497年（明応06年） - 長尾能景が林泉寺を建立する。
- 1502年（文亀元年）1月28日 - 越後南西部地震が発生、直江津を中心に死者多数[20]
- 1507年（永正04年） - 長尾為景と上杉定実が上杉房能を自害に追い込む（永正の乱）。
- 1562年（永禄05年） - 上杉政虎（上杉謙信）が五智国分寺を再興する。
- 1567年（永禄10年） - 上杉輝虎（上杉謙信）が浄興寺を招聘する。

### 近世
安土桃山時代

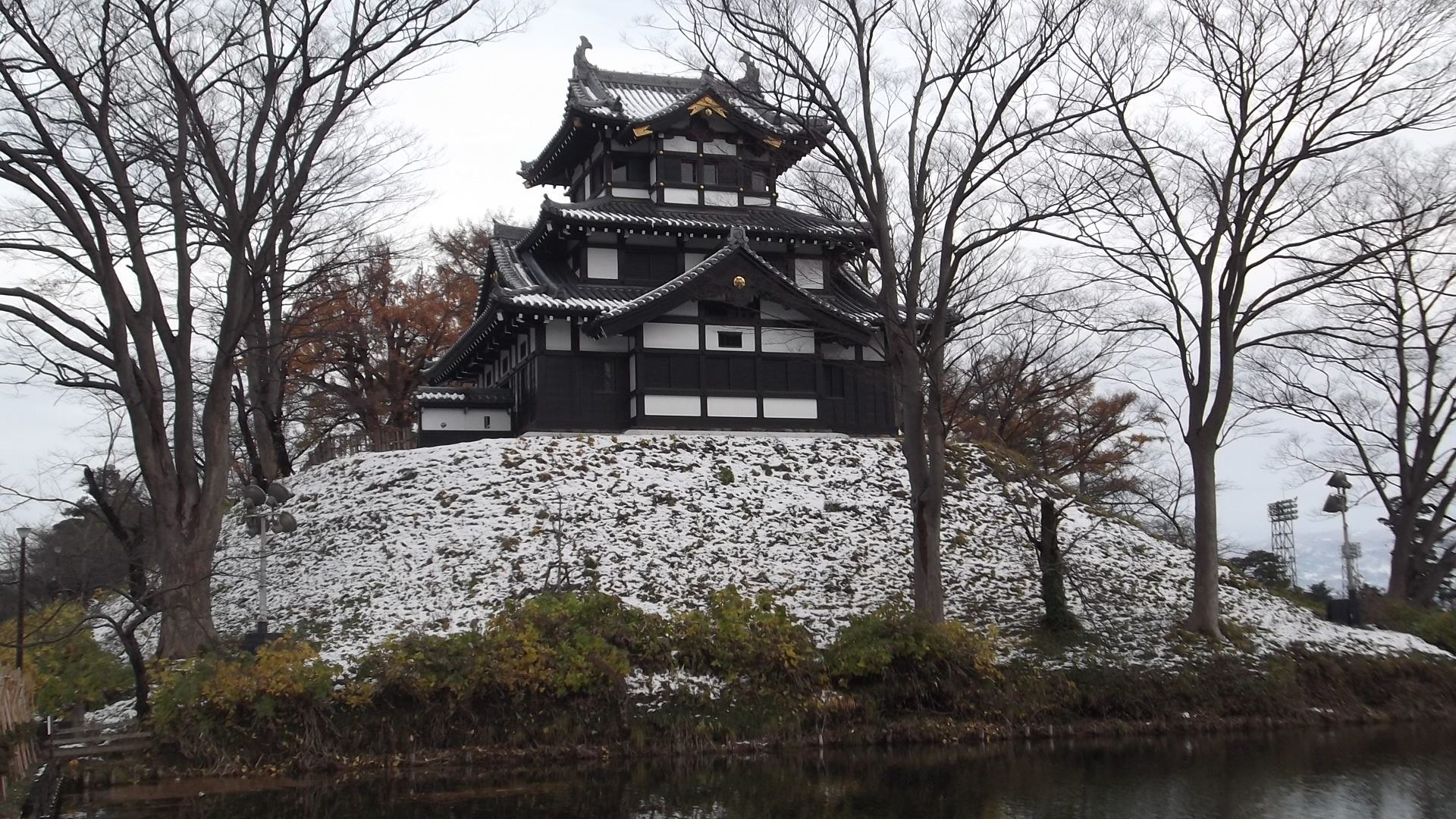
高田城三重櫓

- 1578年（天正06年） - 御館の乱が起こる。
- 1598年（慶長03年） - 上杉景勝が会津に移封され、堀秀治が入府する。

江戸時代
- 幕藩体制の成立により、春日山藩が立藩される。
- 1607年（慶長12年）- 堀忠俊が福島城を築き、春日山城は廃城となる（福島藩の立藩）。
- 1610年（慶長15年） - 越後福嶋騒動によって堀氏は改易となる。
- 1614年（慶長19年） - 松平忠輝が高田城を築き、福島城は廃城となる（高田藩の立藩）。
- 1616年（元和02年） - 牧野忠成が長峰藩を立藩する（1618年に廃藩）。
- 1681年（天和元年） - 越後騒動によって松平光長は改易となり、高田藩の領地は天領となる。
- 1684年（貞享元年） - 江戸幕府により川浦陣屋が置かれる。
- 1685年（貞享02年） - 稲葉正往が高田藩を再度立藩する。
- 1751年（寛延04年） - 高田地震が発生する。

### 近代
明治時代
- 1868年（慶応04年） - 明治維新により、 旧天領・旗本領は柏崎県の管轄となる。
- 1869年（明治02年） - 旧天領・旗本領の主管自治体が柏崎県（第1次）、越後府、水原県、柏崎県（第2次）と変遷する。
- 1871年（明治04年） - 廃藩置県により高田藩は高田県となる。同年のうちに高田県は柏崎県に編入される。
- 1873年（明治06年）6月10日 - 柏崎県が新潟県に編入する。
- 1883年（明治16年）3月20日 - 高田事件が発生する。
- 1886年（明治19年）8月15日 - 信越本線の直江津駅から関山駅間が開業する。
- 1889年（明治22年）4月1日 - 町村制の施行により、中頸城郡高田町、および直江津町が成立。
- 1897年（明治30年）4月 - 北越鉄道線（現信越本線）が開業する（1907年（明治40年）8月1日に鉄道国有法により買収）。
- 1901年（明治34年）
  - 11月 - アメリカのスタンダード・オイルの日本法人「インターナショナル石油」の直江津製油所が操業を開始。
  - 春日山神社が建立される。
- 1908年（明治41年）11月6日 - 大日本帝国陸軍第13師団が高田に入城する。この記念として城址に2200本の桜が植えられた。
- 1911年（明治44年）
  - 1月12日 - テオドール・エードラー・フォン・レルヒが金谷山において、日本で初めてとなるスキー指導を行う。
  - 9月1日 - 市制施行して、高田市が成立。

大正時代
- 1914年（大正3年）
  - 高田藩開藩100周年記念事業として本町3丁目に高田市役所が完成する（1977年（昭和52年）に高田商店街近代化事業に伴い解体され、跡地は駐車場となった）。
  - 10月1日 - 頸城鉄道線が開業する（1971年に全線廃止）。

### 近現代
昭和時代
- 1927年（昭和2年） - いづも屋百貨店が新潟県初の百貨店として本町5丁目に開業した（1985年（昭和60年）2月20日閉店）。
- 1947年（昭和22年）10月10日 - 昭和天皇が直江津、高田市内を行幸（昭和天皇の戦後巡幸）。行先で奉迎も行われた[21]。
- 1949年（昭和24年）3月30日 - 名立機雷爆発事件が発生する。
- 1954年（昭和29年）
  - 6月1日 - 市制施行して、直江津市が成立。
  - 高田市・清水市中学校生徒交歓会が開催される（2003年（平成15年）まで継続）。
- 1960年（昭和35年）
  - 金谷山に大型ジャンプ台（2代目）が完成する（翌年の第16回国体のために作られたが、国体開催時は雪が少なくこのジャンプ台は使用されなかった）。
  - 9月18日 - 集中豪雨により保倉川、荒川が氾濫し、直江津市街地の約3400戸が床上浸水、約1000戸が床下浸水。関川の堤防も決壊し、高田市街地の約4000戸が浸水[22]。
  - 10月1日 - 国道18号線バイパス（現在の県道579号線）が全線開通する。
- 1964年（昭和39年）6月10日 - 昭和天皇、香淳皇后が第19回国民体育大会開催に合わせて県内を行幸啓。三菱化成直江津工場、高田高校などを訪問[23]。
- 1971年（昭和46年）
  - 1月18日 - 高田市及び直江津市の合併についての議案が高田市議会の本会議及び直江津市議会の本会議にて可決[24]。
  - 3月20日 - 新潟県議会の本会議にて高田市及び直江津市の合併についての議案を可決[24]。

上越市が発足後
- 1971年（昭和46年）
  - 4月29日 - 高田市及び直江津市が合併して、上越市が発足する。
- 1972年（昭和47年）11月21日 - 直江津の臨海工業地帯周辺で、新潟大学医学部による調査でフッ素被害が確認されたため、フッ素公害防止協定を締結。
- 1974年（昭和49年）
  - 10月30日 - 国道8号線直江津バイパスが全線開通。
  - 11月28日 - 上越地域2番目のデパートとして長崎屋が本町5に出店（2002年（平成14年）2月11日閉店）。翌年7月には大和が3番目のデパートとして本町4に出店（2010年（平成22年）4月25日閉店）。
- 1976年（昭和51年）
  - 4月1日 - 上越市役所新庁舎、オールシーズンプールが落成（市役所前の通りが謙信公通りとして完成するのは27年後の2003年（平成14年）となる）。
  - 6月11日 - 上越市民の歌を制定。
- 1978年（昭和53年）
  - 5月20日 - 文化会館が落成。
  - 10月1日 - 上越教育大学が開学する。
- 1979年（昭和54年）
  - 10月10日 - 総合体育館が落成。
  - 12月 - 公共下水道事業認可（1989年（平成元年）3月25日下水道供用開始）[25]。
- 1980年（昭和55年）
  - 3月3日 - 市の木（サクラ）、花（ツバキ）制定。
  - 7月18日 - 水族館（5代目）が開館。
  - 12月7日 - 本町三丁目商店街アーケードが完成（1992年（平成4年）の本町四丁目部分完成をもって高田商店街近代化事業は完成した）。
- 1981年（昭和56年）7月12日 - 金谷山に40m級オールシーズンジャンプ台（3代目）が竣工（1995年に運営停止され、2012年に解体撤去）。
- 1983年（昭和58年）11月9日 - 北陸自動車道が延伸開通する。
- 1984年（昭和59年）
  - 10月1日 - リージョンプラザ上越、上越科学館が開館し、下門前、富岡方面の開発が始まる。
  - 11月6日 - 正善寺ダムが竣工。
  - この年から3年続きで異常な豪雪が発生し、各年で災害救助法が適用される（2025年現在、この当時を上回る年間積雪量は記録されていない）。
- 1986年（昭和61年）11月1日 - 上越ケーブルビジョンが開局。
- 1987年（昭和62年）6月11日 - 西本町3に直江津ショッピングセンターが開館（核テナントとなっていたイトーヨーカドーは2019年（令和元年）5月12日に撤退し、2020年（令和2年）7月20日に無印良品が入居し核テナントとなる）。
- 1988年（昭和63年）
  - 1月16日 - 五智国分寺が焼失（1997年（平成9年）に再建）。
  - 6月28日 - 直江津港ターミナルが竣工。
  - 7月22日 - 市民プールが竣工。
  - 10月1日 - 北クリーンセンターゴミ焼却炉（先代）が稼働。

### 現代
平成時代
- 1989年（平成元年）12月13日 - 前島記念館が新装して開館。
- 1991年（平成3年）
  - 7月30日 - 上新バイパスが全線開通。
  - 9月17日 - 直江津駅南地区土地区画整理事業認可。
- 1992年（平成4年）
  - 4月27日 - スキー発祥記念資料館が竣工。
  - 6月13日 - つくし工房（上越つくしの里医療福祉協会）が開設。
- 1993年（平成5年）
  - 4月2日 - 高田城三重櫓が竣工、師団長官舎の移設完了。
  - 12月8日 - 高田駅前地区沿道土地区画整理事業認可。
- 1994年（平成6年）
  - 4月1日 - 新潟県立看護短期大学が開学する（2005年に廃止され2006年から新潟県立看護大学へ改組）。
  - 7月15日 - 高田図書館が移転し、高田公園内に開館する。
  - 7月29日 - 上越ウイングマーケットセンターが開場。
  - 8月7日 - 直江津屋台会館が開館。
  - 9月13日 - 上越地域12市町村が地方拠点都市地域の指定を受ける。
- 1995年（平成7年）
  - 4月1日 - 東京事務所を開設。
  - 4月29日 - 雁木通り美術館が開館。
  - 7月11日 - 上越地域に大きな水害が発生。災害救助法が適用。
  - 10月11日 - 資源ごみ分別収集開始。
- 1996年（平成8年）3月20日 - 上越ショッピングセンターが開館。
- 1997年（平成9年）
  - 3月22日 - 北越急行ほくほく線が開業する。
  - 8月1日 - 県立中央病院が移転し開院。
  - 10月16日 - 上信越自動車道が延伸開通する。
- 1999年（平成11年）
  - 4月3日 - 雁木通りプラザ開館。館内に第3セクターとしてエフエム上越が開局（2021年3月に上越ケーブルビジョンへ経営譲渡）。
  - 10月1日 - 直江津港ガントリークレーン供用開始。
- 2000年（平成12年）
  - 3月1日 - 国からの移管により上越地域医療センター病院が開院（1908年（明治41年）に陸軍第13師団が高田に駐屯すると同時に衛戍（えいじゅ）病院として創設され、戦後は国立高田病院として長く運営されていた）。
  - 4月7日 - 直江津駅、新装駅舎が竣工。
- 2001年（平成12年）
  - 2月19日 - 南高田駅前地区土地区画整理事業認可。
  - 3月4日 - 市民プラザが開所。
  - 3月27日 - 直江津港にて風力発電施設一号機が竣工。
- 2003年（平成14年）10月27日 - 埋蔵文化財センターが開設。
- 2005年（平成17年）1月1日 - 東頸城郡安塚町、浦川原村、大島村、牧村並びに中頸城郡板倉町、大潟町、柿崎町、清里村、頸城村、中郷村、三和村、吉川町及び西頸城郡名立町を編入する（合併特例債等の特例による平成の大合併）。
- 2006年（平成18年）
  - 3月21日 - 上越総合病院が竣工。
  - 9月21日 - 合併協議会の申し合わせを受けて新市民歌「このふるさとを」を制定。
- 2007年（平成19年）4月1日 - 特例市に移行する。
- 2008年（平成20年）
  - 4月1日 - 家庭ごみ有料化が開始。
  - 7月28日 - 吹上遺跡、釜蓋遺跡が国の史跡に指定される。
- 2012年（平成24年）
  - 3月7日 - 板倉区において大規模地すべりが発生し、災害救助法が適用。
  - 7月1日 - 上越火力発電所が営業運転を開始する。
- 2014年（平成26年）10月15日 - 新潟県道63号（山麓線）が全線開通。
- 2015年（平成27年）
  - 3月14日 - 北陸新幹線が延伸開業する。えちごトキめき鉄道開業。
  - 4月1日 - 特例市制度廃止により施行時特例市に移行する。
- 2017年（平成29年）
  - 9月29日 - 高田公園オーレンプラザが開所。
  - 10月1日 - 上越市クリーンセンターが開所。
- 2018年（平成30年）
  - 5月22日 - ご当地ナンバープレートの名称が「上越」に決定（2020年（令和2年）5月11日ナンバープレート交付開始）。
  - 6月26日 - 水族博物館（6代目）うみがたりが開館。
  - 7月21日 - 歴史博物館が開館。
- 2019年（平成31年）4月1日 - ライオン像のある館が開館

令和時代

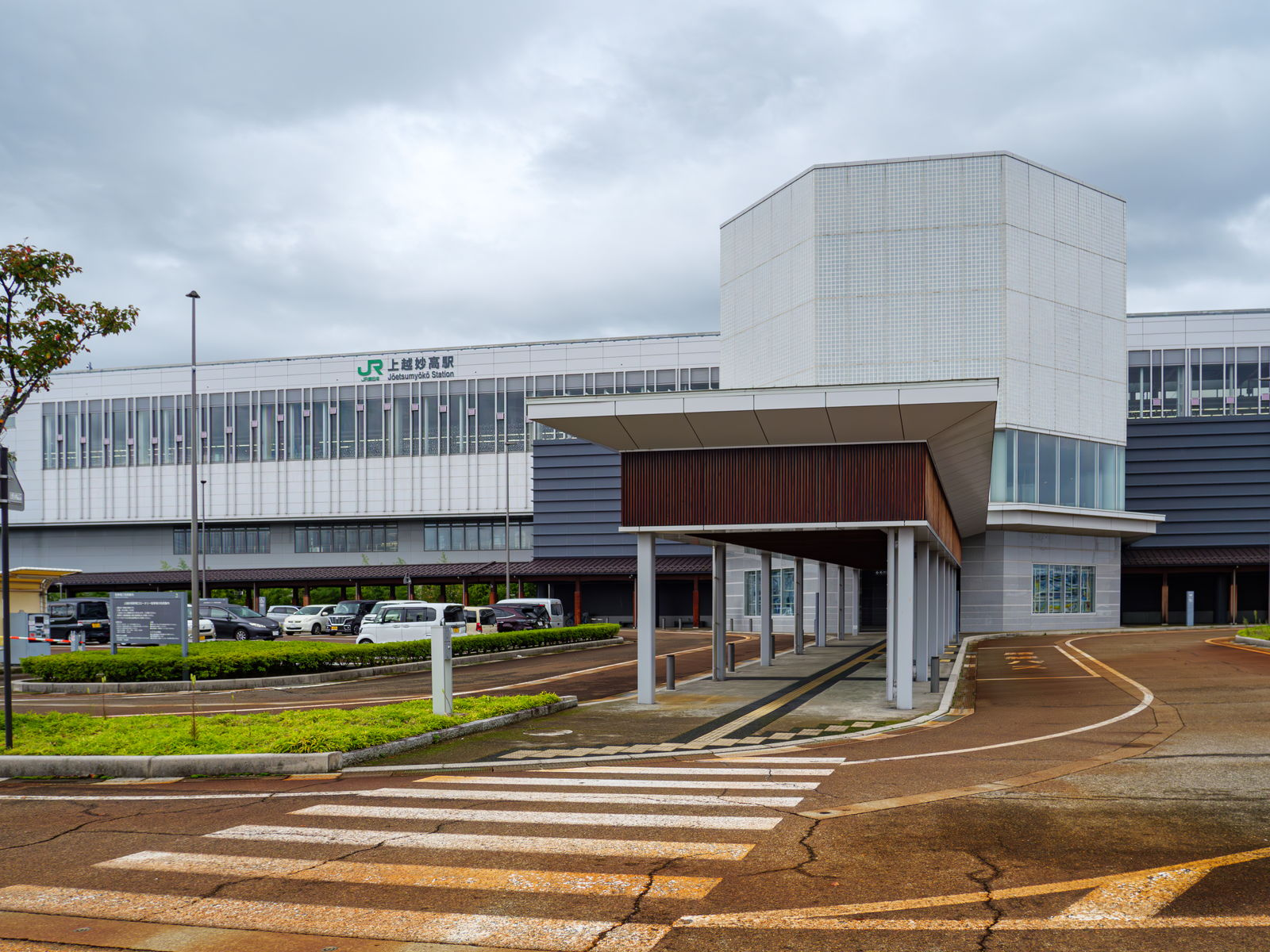
2015年に開業した上越妙高駅

- 2019年（令和元年）12月1日 - 謙信公武道館が開館。
- 2020年（令和2年）
  - 1月26日 - 体操場ジムリーナが開館。
  - 3月 - 上越地域消防局および上越消防署の運用開始。
  - 10月3日 - 小林古径記念美術館が開館。
- 2021年（令和3年）1月8日 - 異常降雪により、24時間降雪量が観測史上最高の103cmを記録。災害救助法が適用。
- 2025年（令和7年）7月 - 少雨により記録的渇水が発生。

## 行政

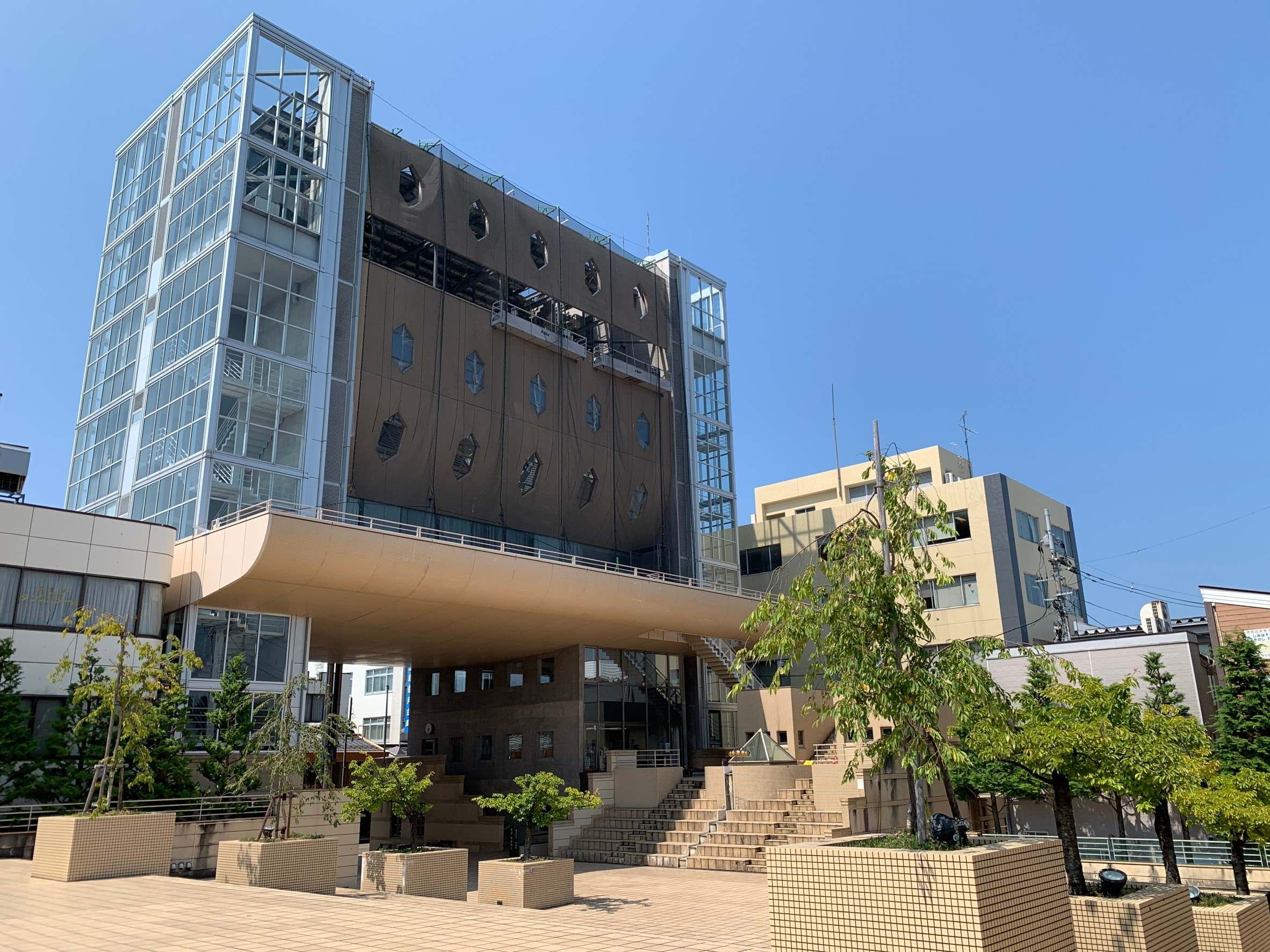
高田市役所跡地に建設された「雁木通りプラザ」。市役所南出張所が入る（2020年8月）

### 市長
中川幹太（2021年11月9日就任、1期目）
投票日：2021年10月31日
投票率：66.09％
| 当落 | 候補者名 | 年齢 | 所属党派 | 新旧別 | 得票数   |
| ---- | -------- | ---- | -------- | ------ | -------- |
| 当   | 中川幹太 | 46   | 無所属   | 新     | 54,954票 |
| 落   | 野澤朗   | 64   | 無所属   | 新     | 46,354票 |

| 代 | 氏名     | 就任          | 退任           |
| -- | -------- | ------------- | -------------- |
| 1  | 小山元一 | 1971年6月14日 | 1973年12月22日 |
| 2  | 植木公   | 1974年2月10日 | 1993年11月8日  |
| 3  | 宮越馨   | 1993年11月9日 | 2001年11月8日  |
| 4  | 木浦正幸 | 2001年11月9日 | 2009年11月8日  |
| 5  | 村山秀幸 | 2009年11月9日 | 2021年11月8日  |
| 6  | 中川幹太 | 2021年11月9日 | 現職           |

## 議会

### 県議会
- 選挙区：上越市選挙区
- 定数：5人
- 投票日：2023年4月9日
- 当日有権者数：155,085人
- 投票率：46.96％

| 候補者名 | 当落 | 年齢 | 所属党派   | 新旧別 | 得票数   |
| -------- | ---- | ---- | ---------- | ------ | -------- |
| 楡井辰雄 | 当   | 71   | 自由民主党 | 現     | 16,660票 |
| 牧田正樹 | 当   | 58   | 無所属     | 新     | 12,186票 |
| 馬場秀幸 | 当   | 59   | 無所属     | 新     | 11,716票 |
| 斎京四郎 | 当   | 57   | 自由民主党 | 現     | 11,263票 |
| 土田竜吾 | 当   | 34   | 無所属     | 新     | 10,671票 |
| 桜庭節子 | 落   | 65   | 自由民主党 | 現     | 9,536票  |

### 衆議院
- 選挙区：新潟5区（十日町市、糸魚川市、妙高市、上越市、魚沼市、南魚沼市、中魚沼郡、南魚沼郡）
- 投票日：2024年（令和6年）10月27日
- 当日有権者数：341,514人
- 投票率：62.62％

| 当落 | 候補者名 | 年齢 | 所属党派   | 新旧別 | 得票数    | 重複 |
| ---- | -------- | ---- | ---------- | ------ | --------- | ---- |
| 当   | 梅谷守   | 50   | 立憲民主党 | 前     | 114,429票 | ○    |
| 落   | 高鳥修一 | 64   | 自由民主党 | 前     | 92,589票  |      |

## 国家機関

### 裁判所
- 新潟地方裁判所高田支部
- 新潟家庭裁判所高田支部
- 高田簡易裁判所

### 法務省
- 新潟地方法務局上越支局
- 新潟刑務所上越拘置支所
- 新潟保護観察所上越駐在官事務所

検察庁
- 新潟地方検察庁高田支部
- 高田区検察庁

### 財務省
- 東京税関新潟税関支署直江津出張所

国税庁
- 関東信越国税局高田税務署

### 厚生労働省
- 新潟検疫所直江津出張所
- 新潟労働局上越労働基準監督署
- 新潟労働局上越公共職業安定所（ハローワーク上越）

### 農林水産省
- 横浜植物防疫所新潟支所直江津出張所

林野庁
- 関東森林管理局上越森林管理署

### 国土交通省
- 北陸地方整備局高田河川国道事務所
  - 高田出張所
  - 直江津国道維持出張所

海上保安庁
- 第9管区海上保安本部新潟海上保安部上越海上保安署

### 防衛省
自衛隊
- 自衛隊新潟地方協力本部高田地域事務所
- 陸上自衛隊高田駐屯地（第5施設群、第2普通科連隊等）

防衛施設
- 上湯谷射場
- 関山演習場

## 施設

### 警察
警察署
- 上越警察署

幹部交番
- 柿崎交番 （旧柿崎幹部交番の置き換えで設置）
- 安塚交番 （旧安塚幹部交番の置き換えで設置）
- 上越妙高駅前交番
- 高田駅前交番
- 高田交番 （旧上越南警察署の跡に設置）
- 春日山交番
- 板倉交番
- 直江津駅交番
- 三ツ屋交番
- 高田東交番

駐在所
- 灰塚駐在所
- 諏訪駐在所
- 三和駐在所
- 天野原駐在所
- 高士駐在所
- 清里駐在所
- 名立駐在所
- 長浜駐在所
- 保倉駐在所
- 犀潟駐在所
- 土底浜駐在所
- 潟町駐在所
- 原之町駐在所
- 山直海駐在所
- 浦川原駐在所
- 柳島駐在所
- 桜滝駐在所
- 大平駐在所

### 消防
本部
　上越地域消防局（藤野新田）
　上越地域消防事務組合
消防署
- 上越消防署
- 上越南消防署
- 頸北消防署
- 東頸消防署

### 医療
市内の救急告示病院
- 新潟県立中央病院[26]
- 新潟県立柿崎病院[26]
- 上越総合病院[26]
- 新潟労災病院[26]
- 上越地域医療センター病院[26]
- 知命堂病院[26]

### 文化施設
- 上越文化会館
- 上越市市民交流施設高田公園オーレンプラザ
- 町家交流館高田小町

図書館
- 上越市立図書館
  - 上越市立高田図書館
  - 上越市立直江津図書館
  - 上越市立図書館浦川原分館
  - 上越市立図書館頸城分館

美術館
- かやぶき美術館
- 小林古径記念美術館

博物館・科学館
- 上越市立水族博物館(うみがたり)
- 高田城三重櫓
- 日本スキー発祥記念館
- 上越市立歴史博物館
- 上越科学館
- 前島記念館
- 坂口記念館

学習施設
- 直江津学びの交流館
- 上越清里星のふるさと館

文化財
- 小林古径邸

### 運動施設
- 上越市総合体育館
- 上越市立オールシーズンプール
- 上越市BMX場（金谷山公園内）
- 直江津海岸ビーチバレーコート
- 謙信公武道館（新潟県立武道館）
- 上越市立上越体操場ジムリーナ

高田城址公園内
- 上越市高田城址公園弓道場
- 上越市高田スポーツセンター（競技場、柔道場、相撲場）
- 上越市高田城址公園陸上競技場
- 上越市高田城址公園野球場

## 対外関係

### 姉妹都市

#### 海外
- リリエンフェルト市（オーストリア共和国 ニーダーエスターライヒ州）
  - 1981年10月7日 - 締結
- 浦項市（大韓民国 慶尚北道）
  - 1996年4月29日 - 締結
- 琿春市（中華人民共和国 吉林省）
  - 1996年4月29日 - 締結

#### 国内
- 上田市（中部地方 長野県）
  - 1979年（昭和54年）11月5日、旧上田市と締結[27]

海側の上越、山間部の上田という自然環境の違いを補完し合うように、古くから盛んに交流を続けてきた。上田市の新設合併に伴い、旧4市町村が締結していた友好・協定都市の関係を継承する調印式が2006年（平成18年）8月18日に開催された。
- 米沢市（東北地方 山形県）
  - 1981年（昭和56年）10月7日締結

上越・米沢は共に上杉謙信にゆかりが深く、1978年（昭和53年）に米沢で開催された「謙信公四百年祭」を契機に交流が盛んとなり、小学生の交歓事業や、祭事の相互訪問などの交流が続けられている。
- 佐渡市（中部地方 新潟県）
  - 1988年（昭和63年）7月16日、旧小木町と友好港湾都市を締結

佐渡汽船の直江津港 - 小木港間航路で連絡している縁から締結された。このほか佐渡市とは集客プロモーションパートナー都市協定を締結しているほか、後述の「越五の国」でも連携プロジェクト事業を実施している。
- 静岡市（中部地方 静岡県）
  - 1995年（平成7年）10月22日、旧清水市と締結

旧高田市が清水市と1954年（昭和29年）2月から中学生の交歓事業を通じて長年交流を図っていた縁を契機に、1995年に姉妹都市を締結した。この交歓事業は半世紀にわたって継続され、2003年（平成15年）に清水市が静岡市と新設合併する際、静岡市側が「現行通りの事業継続は困難」としたことなどから同年限りで終了したが、姉妹都市としての関係は継承され、その後も後述の集客プロモーションパートナー都市協定や災害時相互応援協定を締結している。
- 室蘭市（北海道 胆振総合振興局）
  - 1995年（平成7年）10月22日 - 締結
- 岩内町（北海道 後志総合振興局 岩内郡）
  - 1995年（平成7年）10月22日締結

1990年（平成2年）に東日本フェリーの直江津港 - 室蘭港・岩内港間航路が開設されたのを機に、上越と両市町との間で交流が開始され、岩内町との間では毎年夏休みに小学生の交歓事業が実施されている。同航路は東日本フェリーの経営悪化により2000年（平成12年）に運航休止となり、その後再開されぬまま2007年（平成19年）に廃止されたが、交歓事業は現在も継続して実施されている。

編入市域13区の姉妹都市等は上越市が継承し、現在も交流事業が継続されている。
- 恵那市（中部地方 岐阜県）：1977年（昭和52年）11月4日、旧安塚町が旧山岡町と締結
- 北杜市（中部地方 山梨県）：1991年（平成3年）1月17日、旧柿崎町が旧須玉町と締結
- 荒川区（関東地方 東京都）：1987年（昭和62年）、旧吉川町が交流を開始
- 板倉町（関東地方 群馬県 邑楽郡）：1988年（昭和63年）8月1日、旧板倉町が締結
- 宮古島市（九州地方 沖縄県）：1985年（昭和60年）、旧板倉町が旧城辺町と交流を開始
- 清里町（北海道 オホーツク総合振興局 斜里郡）：1996年（平成8年）、旧清里村が交流を開始
- 東御市（中部地方 長野県）：1999年（平成11年）11月11日、旧名立町が旧北御牧村と友好親善盟約を締結

### 提携都市

#### 国内
榊原康政公ゆかり四市市長懇談会
- 群馬県館林市、 愛知県豊田市、 兵庫県姫路市 - 1985年（昭和60年）結成

榊原康政をはじめとする榊原家にゆかりの深い豊田、姫路、館林、上越の4市による文化交流を目的として、当時の豊田市長の発案によって1985年に発足した懇談会で「榊原サミット」とも呼ばれる。康政は「徳川四天王」や「徳川十六神将」に数えられた一人で、治水や新田開発、街道整備など領地整備の手腕が高く評価されている。懇話会は、歴史と文化を生かしたまちづくりを通して、各市間の友好の輪を広げることを目的としたもので、毎年4市が持ち回りで決定したテーマを基に懇談会を行っている。また4市間では、姫路で懇談会が開催された1996年（平成8年）5月29日付で災害時相互応援協定を併せて締結している。
集客プロモーションパートナー都市協定
- 長野県長野市 - 2005年（平成17年）10月14日締結
- 山梨県甲府市 - 2007年（平成19年）9月1日締結
- 静岡県静岡市 - 2010年（平成22年）7月1日締結
- 新潟県佐渡市 - 2006年（平成18年）6月19日締結
- 群馬県藤岡市 - 2012年（平成24年）7月18日締結

「集客プロモーションパートナー都市協定」とは、協定を締結した都市間が観光広報活動の活性化や市民交流の促進を通じ、交流人口の拡大と地域活性化を図ることを目的としたもので、上越市は協定を締結している上記5市のうち長野、甲府、静岡の3市との間で「4市協定」を締結している。
まず上越と長野は、海と山をテーマにした都市間交流を目的として2005年10月に協定を締結した。その後「川中島の戦い」を共通のテーマとして、上杉謙信の城下町の上越、武田信玄の城下町の甲府、両氏の戦いの場となった長野の3市連携が実現し、2007年9月に長野市八幡原史跡公園で開催中の「川中島古戦場まつり」に於いて「古戦場の誓い」と銘打ち、3市協定の締結式が開催された。さらに2010年7月、徳川家康の城下町で、上越が姉妹都市として、甲府が連携交流都市としてそれぞれ協定を締結している静岡を協定都市に加え、戦国の世の戦いにまつわる縁と、上信越自動車道と現在建設中の中部横断自動車道によって南北間が結ばれている地理条件を縁とした、4市による観光連携事業が進められている。また4市間では観光連携協定に加え、2012年7月20日付で災害時相互応援協定を併せて締結している。
上越市ではこの4市協定とは別に、佐渡市と、上信越自動車道の起終点という共通点を有する藤岡市の2市とも観光連携事業を実施している。
上越・妙高・糸魚川観光連携実行委員会
- 妙高市、糸魚川市（いずれも新潟県）

北陸新幹線の長野駅 - 金沢駅間延伸開業に合わせ、上越地方の3市が観光資源の連携と情報発信を目的に2010年（平成22年）に発足した。
越五の国
- 妙高市、柏崎市、十日町市、佐渡市（いずれも新潟県）

前掲の北陸新幹線延伸開業に合わせ、上越妙高駅周辺の各種施策の検討を目的として、上越市と妙高市が中心となって2012年4月28日に発足させた「新幹線まちづくり推進上越広域連携会議」に柏崎、十日町、佐渡の3市が参画し、2013年4月に5市間の連携プロジェクト「ようこそ。越五の国へ。」を開始した。5市間では観光誘客など多岐にわたる連携事業が実施されている。2016年6月3日に当初の目的が果たされたとして解散。
災害時相互応援協定
上越市は、前掲した姉妹・友好都市および連携・協定都市を含む下記の市区町村と、災害時相互応援協定を締結している。
- 荒川区 - 1995年（平成7年）8月5日、旧吉川町と締結
- 妙高市、糸魚川市、十日町市 - 1995年（平成7年）8月25日、当時の上越地方市町村連絡協議会に加盟していた各市町村との間で締結
- 岩内町、上田市、静岡市、室蘭市、米沢市、佐渡市 - 1995年（平成7年）10月22日、当時の姉妹・友好都市との間で締結
- 長野市 - 1995年（平成7年）10月26日締結
- 館林市、豊田市、姫路市 - 1996年（平成8年）5月29日、「榊原公ゆかり都市災害時相互応援に関する協定」を締結
- 板倉町 - 1996年（平成8年）10月4日、旧板倉町と締結
- 施行時特例市（東日本22市、西日本17市） - 2007年（平成19年）4月1日、「全国施行時特例市市長会災害時相互応援に関する協定」を締結
- 静岡市、長野市、甲府市 - 2012（平成24年）7月20日締結（前掲の4市協定の一環によるもので、静岡・長野とは再締結、甲府とは新規締結）
- 大垣市（岐阜県） - 2012年（平成24年）8月26日締結

## 経済

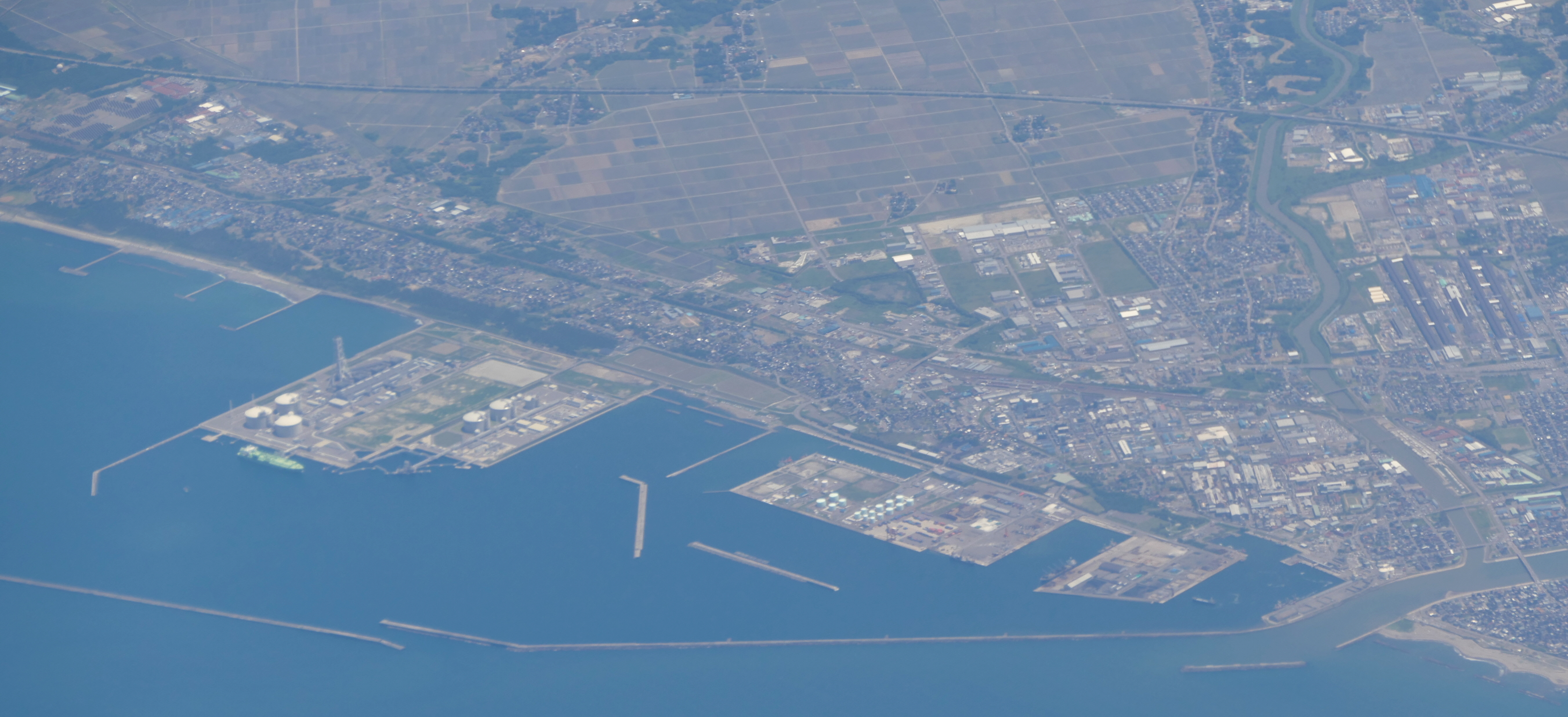
直江津港と周辺の工業地帯。左は上越火力発電所。

### 第二次産業

#### 工業
関川水系などの水力発電による豊富な電力や後述の油田を背景として近代以降に化学工業が発展し、現代でも直江津港周辺を中心に大規模工場が立地する。また、高田では機械工業が発展した。

#### 鉱業
上越市周辺では明治時代初期から原油の採掘が盛んに行われていた。横浜市から高田へ移住した油商の瀧沢安之助が1875年（明治8年）に石油掘削業を興し、翌1876年（明治9年）に採掘に成功、1877年（明治10年）7月から本格的な機械掘を開始した。
その後は石油開発が進み、1901年（明治34年）11月にはアメリカのスタンダード・オイルの日本法人「インターナショナル石油」の直江津製油所（現在の信越化学工業直江津工場付近）が操業を開始した。だが埋蔵量が乏しく、その僅か5年半後の1907年（明治40年）6月、インターナショナル石油は新潟県内の全資産を日本石油（現在のENEOS）に売却して撤退、日本石油も1923年（大正13年）1月をもって直江津製油所の操業を停止した。
1951年（昭和26年）、頸城区西部の明治地区を皮切りに周辺各地で油田・ガス田が相次いで発見され、1963年（昭和38年）には帝国石油（現在のINPEX）が大潟区渋柿浜で頸城製油所の操業を開始した。しかし国産原油の生産量減少や施設の老朽化などにより、油田は2001年（平成13年）に、製油所は2012年（平成24年）にそれぞれ操業を停止した。なお製油所跡地には2013年（平成25年）、同社の太陽光発電所「INPEXメガソーラー上越」（最大出力 2Mw）が整備された。
2000年代前半、直江津港北東沖で海底表面にメタンハイドレートが露出している海域が発見された。海底面上にあるメタンハイドレートが発見されたのは東アジア周辺海域では初めての事であった。その後2004年（平成16年）7月に実施された共同調査では、日本海側で初めてメタンハイドレートの天然結晶サンプルが採取された。

### 第三次産業

#### 商業
商業施設
- 上越ウイングマーケットセンター
- 直江津ショッピングセンターエルマール
- イオン上越店
- 上越モール

複合施設
- リージョンプラザ上越

過去に存在した施設
- いづも屋百貨店（1920年創業、1985年2月20日閉店[37]）→イヅモヤジャスコ（1985年11月22日開店[37]）
- まるせんデパート（1969年6月27日落成）[38]

### 本社を置く企業
- 田辺工業
- 日曹建設
- 信越総合建設
- 有沢製作所
- えちごトキめき鉄道
- ナルス

アクシアルリテイリング傘下で、上越地方と中越地方でスーパーマーケット事業を展開している。
かつて家電量販店大手の上新電機が新潟県内に進出する際には、同社との合弁企業「ジョーシンナルス」を設立し店舗展開を進めていた。
- イチコ
- 金子興業（JMAX THEATER）
- 上越信用金庫
- 大島農機
- 頸城自動車（頸城バス）
- ポラテクノ
- 山本味噌醸造場
- インペックス ロジスティクス

国際石油開発帝石傘下で、石油製品の物流等を手掛ける子会社。かつて大潟区で石油精製を行っていた「帝石トッピング・プラント」等を前身とする。
- ウエタックス
- 信越丸大食品
- 新潟太陽誘電
- 上越日曹ケミカル
- jマテ.ホールディングス
- 日鉄工材
- 沖プリンテッドサーキット
- 直江津電子工業
- 直江津精密加工
- 越後薬草

### 製造・研究拠点等を置く企業
- 信越化学工業
- 日本曹達
- 日本製鉄
- 日精樹脂工業
- 三菱ケミカルハイテクニカ（上越テクノセンター）
- JCU
- MARUWA
- 理研製鋼
- 太平洋特殊鋳造
- サンリン
- 大和ハウス工業
- S&Bガーリック食品
- ブルボン
- キッセイ薬品工業
- 第一工業製薬
- ウチダ和漢薬
- JERA
- 東北電力
- 日立Astemo

## 情報・通信

### マスメディア

#### 新聞社
- 上越タイムス社（新聞社）

#### 放送局
- 上越ケーブルビジョン（ケーブルテレビ・コミュニティFM局）
  - 新潟県内で唯一、テレビ東京の受信点を持っており、1986年の設立時から、同局のアナログ放送区域外再放送を開始。2011年3月1日から2014年7月24日まで地上デジタル放送の再送信を行っていた。
  - コミュニティFM局はエフエム上越株式会社が運営していたが、2021年に上越ケーブルビジョンに運営譲渡した。
- 上越市有線放送電話協会（有線放送）

この他、新潟県域のテレビ・ラジオ局のうち、新潟放送・テレビ新潟放送網・NST新潟総合テレビは支社を、NHK新潟放送局・新潟テレビ21は支局をそれぞれ置いている。

## 生活基盤

### 電信
市外局番
市内の加入電話の市外局番は下記の通り。2002年7月20日、上越市の市内局番は逼迫対策のため三桁化された。県内には市外局番「025」を使用している地域が複数あるが、現在は市内局番500～540番台及び590番台が上越市域に割り当てられている。
2006年1月現在、上越MAと安塚MAの相互通話は未だMAの統合はされておらず隣接扱いのため、市外局番025が必要である。
- 025（510-549、但し517局は天気予報のため使用されない。） - 下記以外の地域（上越MA）
- 025（500-509、590-599） - 安塚区、浦川原区、大島区（安塚MA）
- 0255（70-89） - 板倉区・中郷区（新井MA）

なお、これらとは別に、糸魚川市に550・560・600番台が割り当てられているが、上越市との相互通話は市外局番025が必要である（上越、新井MAから隣接扱い）。

## 教育・研究機関

### 大学
総合大学はないが、上越教育大学と新潟県立看護大学の2単科大学がある。

### 公共職業能力開発施設
職業能力開発校（職業能力開発促進法）
- 新潟県立上越テクノスクール

### 研究施設
- 国立研究開発法人農業・食品産業技術総合研究機構中央農業研究センター北陸研究拠点

## 交通

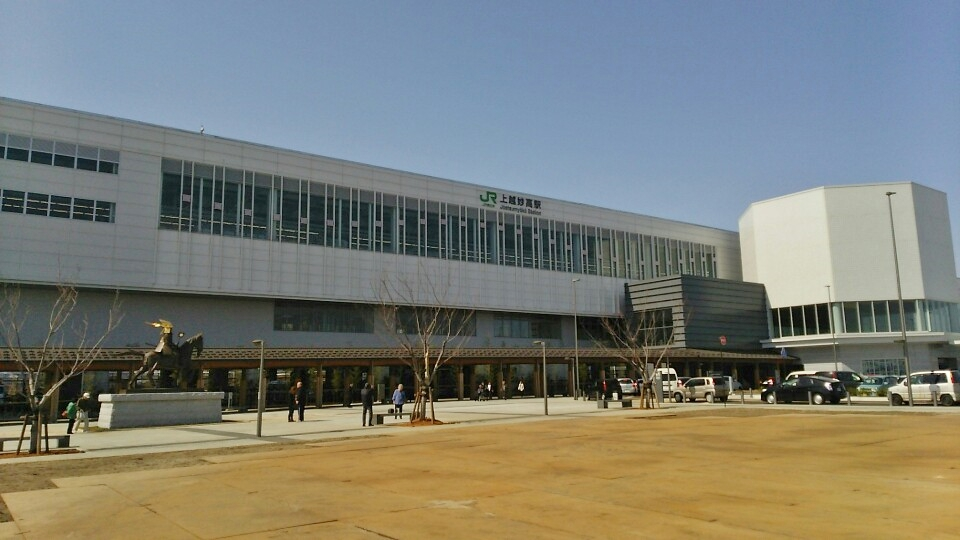
上越妙高駅

### 鉄道
2015年（平成27年）3月14日には北陸新幹線の長野駅 - 金沢駅間が延伸開業し、市南部の和田地区に上越妙高駅が設けられた。新幹線開業に合わせて駅周辺整備や土地区画整理が実施され、それらの一環として信越本線の脇野田駅は2014年（平成26年）10月19日、えちごトキめき鉄道への移管と同時に新幹線駅西側へ移設され、新幹線開業に際して上越妙高駅に改称した。
このほか直江津駅は、上越地方の在来線の拠点駅として機能している。なおJTB時刻表では、高田地区中心部の高田駅を「市の中心駅」として表記している。
東日本旅客鉄道（JR東日本）・西日本旅客鉄道（JR西日本）
- 北陸新幹線
  - 上越妙高駅
- ■信越本線
  - 直江津駅 - 黒井駅 - 犀潟駅 - 土底浜駅 - 潟町駅 - 上下浜駅 - 柿崎駅

北越急行
- ■ほくほく線
  - ほくほく大島駅 - 虫川大杉駅 - うらがわら駅 - 大池いこいの森駅 - くびき駅 - 犀潟駅

えちごトキめき鉄道
- ■妙高はねうまライン
  - 二本木駅 -（妙高市）- 上越妙高駅 - 南高田駅 - 高田駅 - 春日山駅 - 直江津駅
  - ※この他にも直江津駅-春日山駅間、春日山駅-高田駅に新駅を設置する計画がある。(詳しくはえちごトキめき鉄道妙高はねうまライン#新駅設置計画を参照。)
- ■日本海ひすいライン
  - 名立駅 - 有間川駅 - 谷浜駅 - 直江津駅

### バス

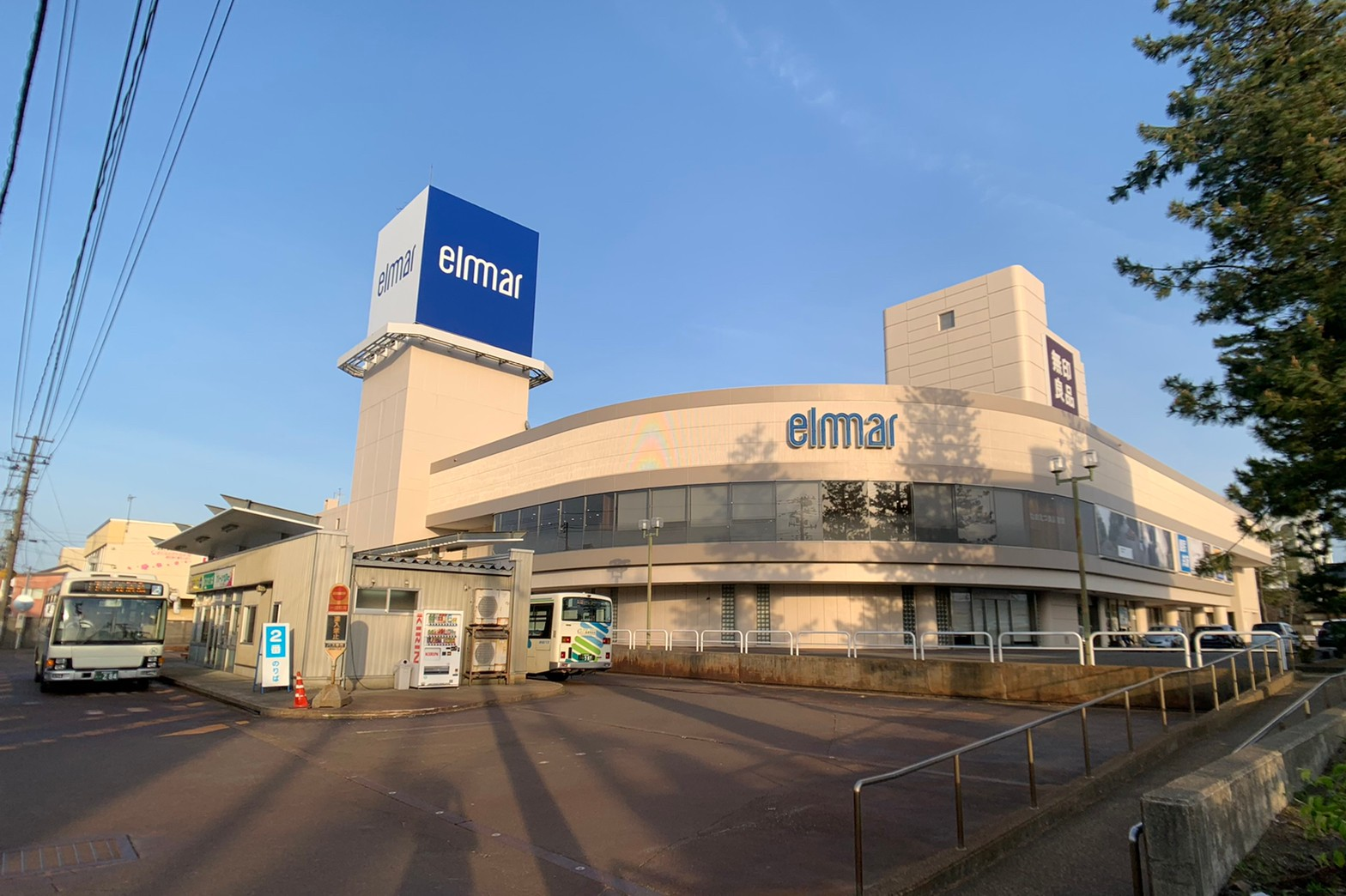
直江津側の路線バスの運行拠点となっている直江津ショッピングセンター（エルマール）

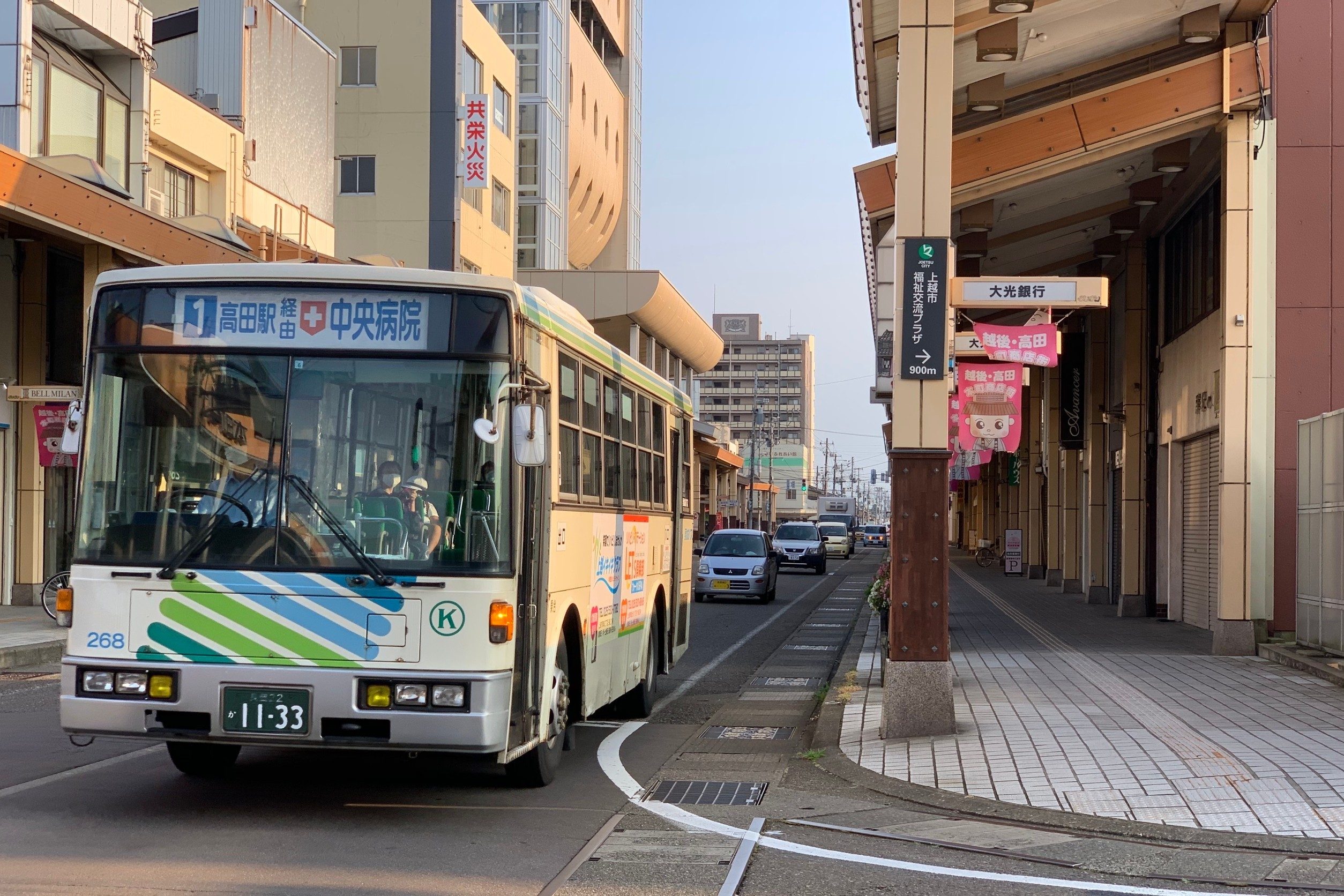
市街地を縦貫する頸城自動車「上越大通り線」のバス（2020年8月）

市域内の路線バスは、直江津地区に本社を置く頸城自動車と同社の地域子会社による頸城自動車グループ（マルケーグループ）各社が運行している。2009年3月の地域公共交通総合連携計画策定以降は幹線・支線を持つ階層型の路線網への再編が進められており、乗り継ぎ拠点の整備が進んでいるほか、支線の多くは市が主導する「市営バス」（コミュニティバスまたはデマンド交通）として運行されている（詳細はゾーンバス#上越市を参照）。
市では「上越市内公共交通総合時刻表」が毎年発行されており、各社の路線図や時刻表が網羅されている。また、市民向けに時刻表をオーダーメードで提供する「マイ時刻表」作成サービスが2020年度から市によって無料で行われている。
- 路線バス
  - 頸城自動車
  - 頸北観光バス
  - 東頸バス
  - くびき野バス
  - 頸南バス
- 高速バス
  - 県内路線
    - 【ときライナー】Ｊ 上越線（頸城自動車、越後交通、新潟交通による共同運行）
    - 【ときライナー】Ｉ 糸魚川線（頸城自動車の単独運行） 　最も利用する本数があるのはどちらも停車する「柿崎」「潟町」「頸城」バス停になる。

  - 県外路線
    - 柏崎・上越 - 東京（池袋）線（頸城自動車、越後交通、西武バスによる共同運行）

  - 以下の県外路線も市内の木田BSに停車する。木田BS付近ではパークアンドライド設備がなく、最も近い公共交通機関では春日山駅になる。
    - 長野 - 新潟線
    - 富山 - 新潟線
    - 金沢 - 新潟線
    - 名古屋 - 新潟線
    - 堺市 - 大阪 - 柏崎・長岡・三条線

### 道路

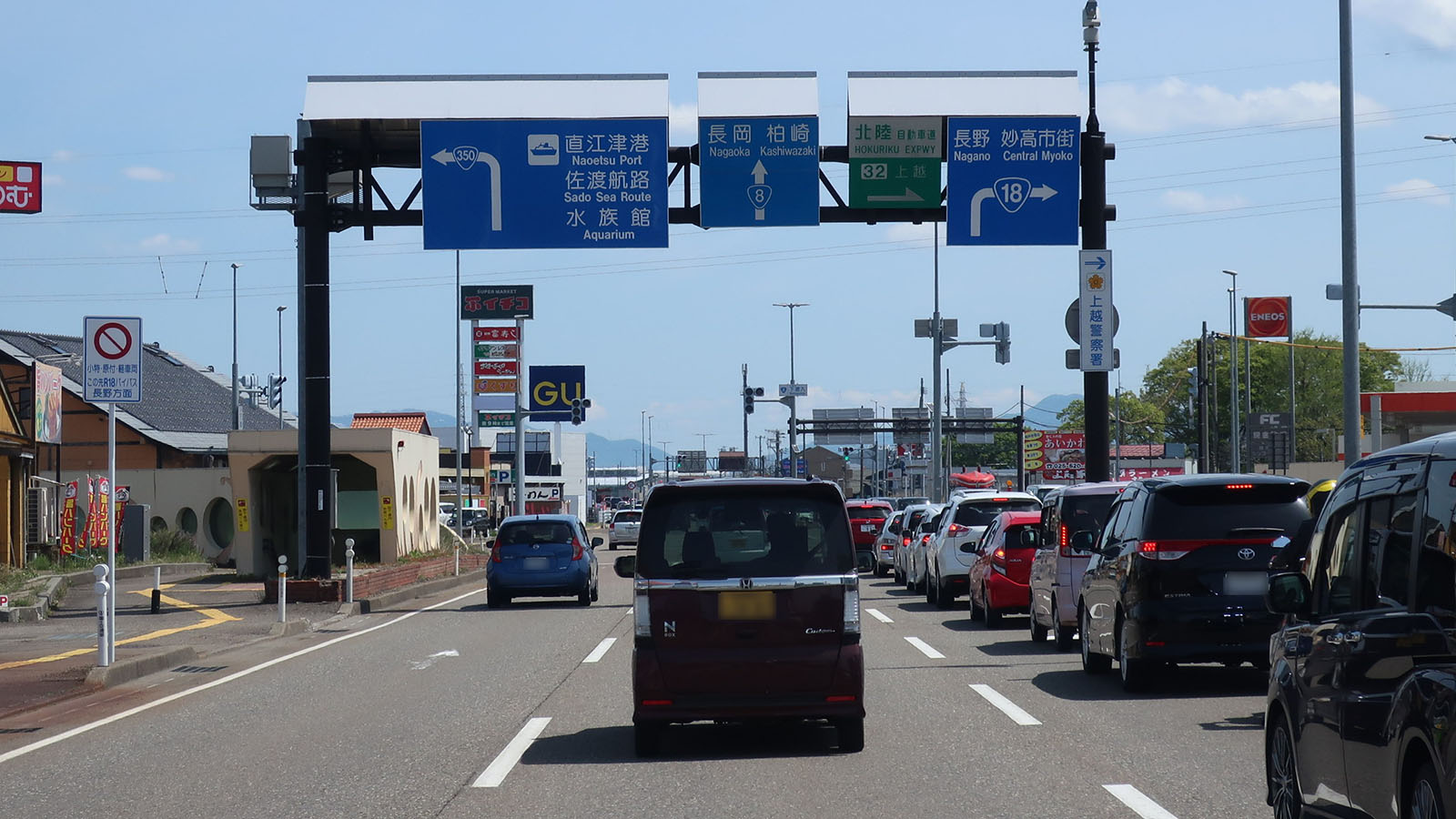
国道18号および国道350号の終点となる下源入交差点

上越市は新潟県南部の交通の要衝のひとつで、北陸各地や東北地方などの日本海側から、甲信地方などの内陸部や、関東地方や東海地方などの太平洋側とを結ぶ経路の結節点となっている。

#### 高速道路
- E8北陸自動車道
  - 名立谷浜IC・SA・BS - 上越JCT - 木田BS - 上越IC - 頸城BS - 大潟PA・SIC - 潟町BS - 柿崎IC・BS
- E18上信越自動車道
  - 中郷IC -（新井PA・SIC）- 上越高田IC - 上越JCT

#### 一般国道
- 国道8号 - 直江津バイパス
- 国道18号 - 上新バイパス（一部は上越魚沼地域振興快速道路を構成）
- 国道253号 - 上越魚沼地域振興快速道路（上越三和道路・三和安塚道路）
- 国道350号
- 国道403号
- 国道404号
- 国道405号

#### 主要地方道
| - 新潟県道13号上越安塚柏崎線 - 新潟県道25号柿崎小国線 - 新潟県道30号新井柿崎線 - 新潟県道38号高田停車場線 - 新潟県道43号上越安塚浦川原線 - 新潟県道61号柿崎牧線 | - 新潟県道63号上越新井線（山麓線） - 新潟県道77号上越頸城大潟線 - 新潟県道78号大潟高柳線 - 新潟県道85号上越高田インター線 - 新潟県道87号名立谷浜インター線 - 新潟県道95号上越飯山線 |

#### 一般県道
- 新潟県道119号柿崎停車場線
- 新潟県道120号潟町停車場線
- 新潟県道122号黒井停車場線
- 新潟県道123号直江津停車場線（上越大通り）
- 新潟県道129号犀潟柿崎線
- 新潟県道180号春日山停車場春日山城線
- 新潟県道184号三和新井線
- 新潟県道185号春日山城直江津線
- 新潟県道186号板倉直江津線
- 新潟県道198号青柳高田線
- 新潟県道199号横畑高田線
- 新潟県道200号上正善寺高田線
- 新潟県道201号田屋戸野目線
- 新潟県道216号大瀁直江津線
- 新潟県道217号二本木岡川新井線
- 新潟県道229号菖蒲棚岡線

- 新潟県道240号上増田吉川線
- 新潟県道241号川谷十町歩線
- 新潟県道245号東飛山名立線
- 新潟県道253号浦川原犀潟停車場線
- 新潟県道254号上小沢上越妙高停車場線
- 新潟県道258号長坂潟町停車場線
- 新潟県道259号小猿屋黒井停車場線
- 新潟県道261号西野谷二本木停車場線
- 新潟県道269号土口谷浜停車場線
- 新潟県道278号牧横住線
- 新潟県道301号柳島信濃坂線
- 新潟県道302号本高津戸野目線
- 新潟県道313号上下浜停車場線
- 新潟県道338号原之町上下浜停車場線
- 新潟県道344号坂本新田新井線

- 新潟県道348号菖蒲高原線
- 新潟県道359号上牧棚広線
- 新潟県道360号関山中郷線
- 新潟県道362号後谷黒田上越妙高停車場線
- 新潟県道376号名木山浦川原線
- 新潟県道425号高尾田島線
- 新潟県道468号大潟上越線
- 新潟県道488号三ツ屋中央線
- 新潟県道503号坊金虫川線
- 新潟県道523号中ノ俣下綱子線
- 新潟県道524号黒岩下小野線
- 新潟県道534号春日山停車場線
- 新潟県道542号上越糸魚川自転車道線（久比岐自転車道）
- 新潟県道579号上越脇野田新井線（上越大通り）
- 新潟県道584号新井中郷線

#### 道の駅
- 雪のふるさとやすづか
- よしかわ杜氏の郷
- うみてらす名立

### 港湾
市域の海岸部のうち、直江津地区から頸城区にわたる地域が直江津港の港域となっている。重要港湾、特定港に指定されているほか、日本海側拠点港のうち液化天然ガス部門の拠点港として新潟港と共に指定されている。

#### 航路
- 佐渡汽船: 直江津港 - 小木港（佐渡市）

かつてはカーフェリーのほか全没翼型水中翼船（ジェットフォイル）による運航が行われていた。2015年（平成27年）4月21日から波浪貫通型双胴高速カーフェリー「あかね」により運航されていたが、赤字削減のためジェットフォイルによる運航に復した。

### 県庁までの交通
概要節にも述べたように、上越市からは新潟県の県庁所在地の新潟市までよりも長野県の県庁所在地の長野市までのほうが距離が近く、新潟県庁までは125km離れているのに対して長野県庁までは64kmと、半分程度の距離である。もう一方の隣県である富山県庁へは132kmの距離であり、いかに上越市と新潟県の県庁所在地が離れているかがわかる。
ただし長野市までの経路は山間部を長く含むのに対して、新潟市までの経路は平野を通る区間が長いため、自動車専用道路での所要時間は新潟県庁まで1時間40分程度に対して長野県庁まで1時間10分程度と30分ほどの差にとどまる。

#### 北陸新幹線による影響
2015年（平成27年）3月15日には北陸新幹線が延伸して東京駅から長野駅を経由して上越市内の上越妙高駅にて発着し、富山駅や金沢駅へと運行するようになったため、上越市から長野県や富山県、東京都への移動時間が短縮された。（上越地方#交通記事も参照）
例えば上越市から新潟市の中心駅である新潟駅へ公共交通機関で移動するには特別急行列車で100分から120分程度、新幹線を併用しても最短で70分から90分程度、高速バスで110分から155分程度を要するのに対し、長野市までは新幹線でわずか24分程度、富山市までは40分程度で到着する。
さらに上越妙高駅から東京駅まで新幹線で120分前後で移動できるようになり、新潟市までの移動時間と同程度にまで短縮された。

## 観光

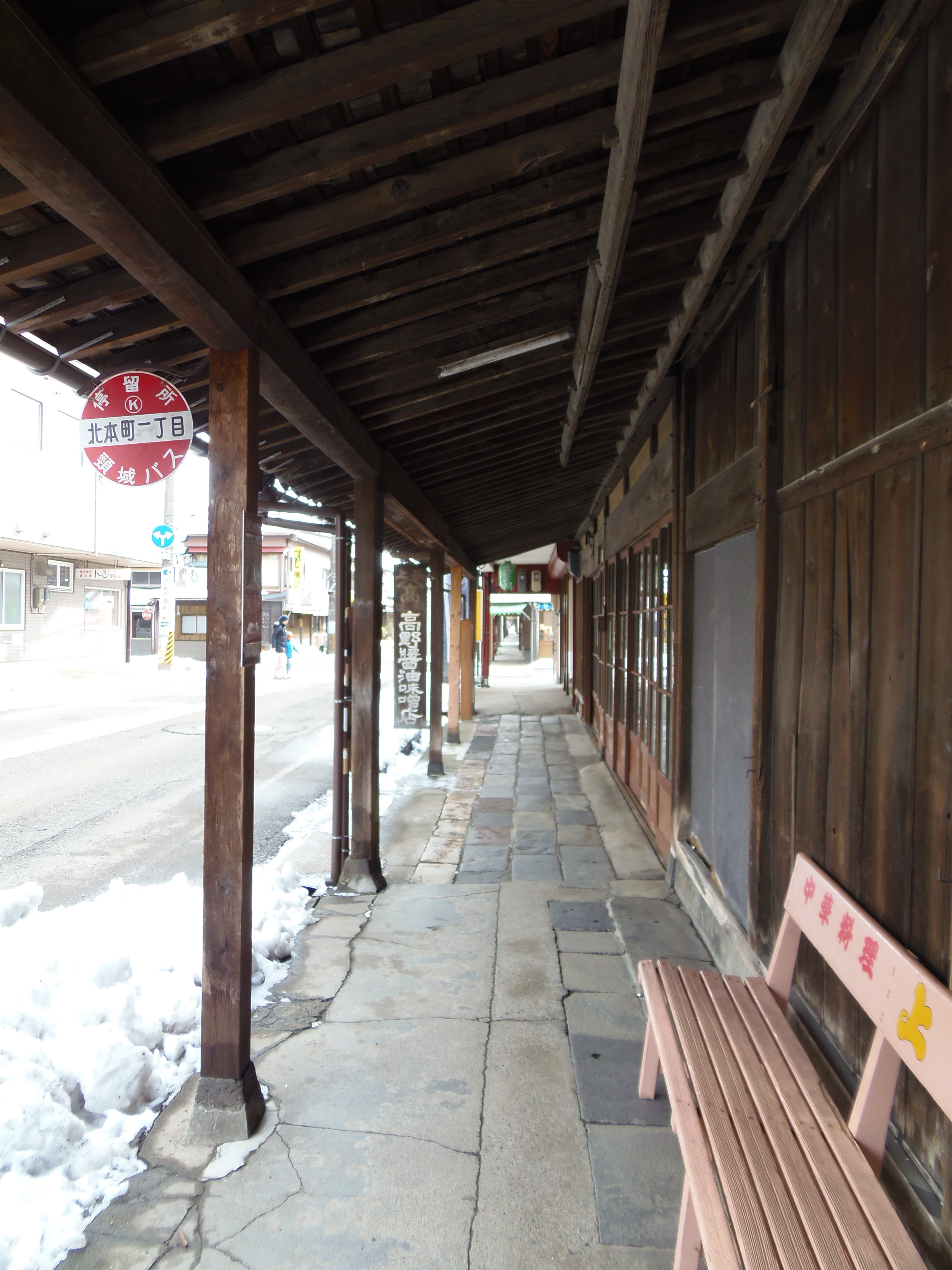
高田城下町の雁木通り

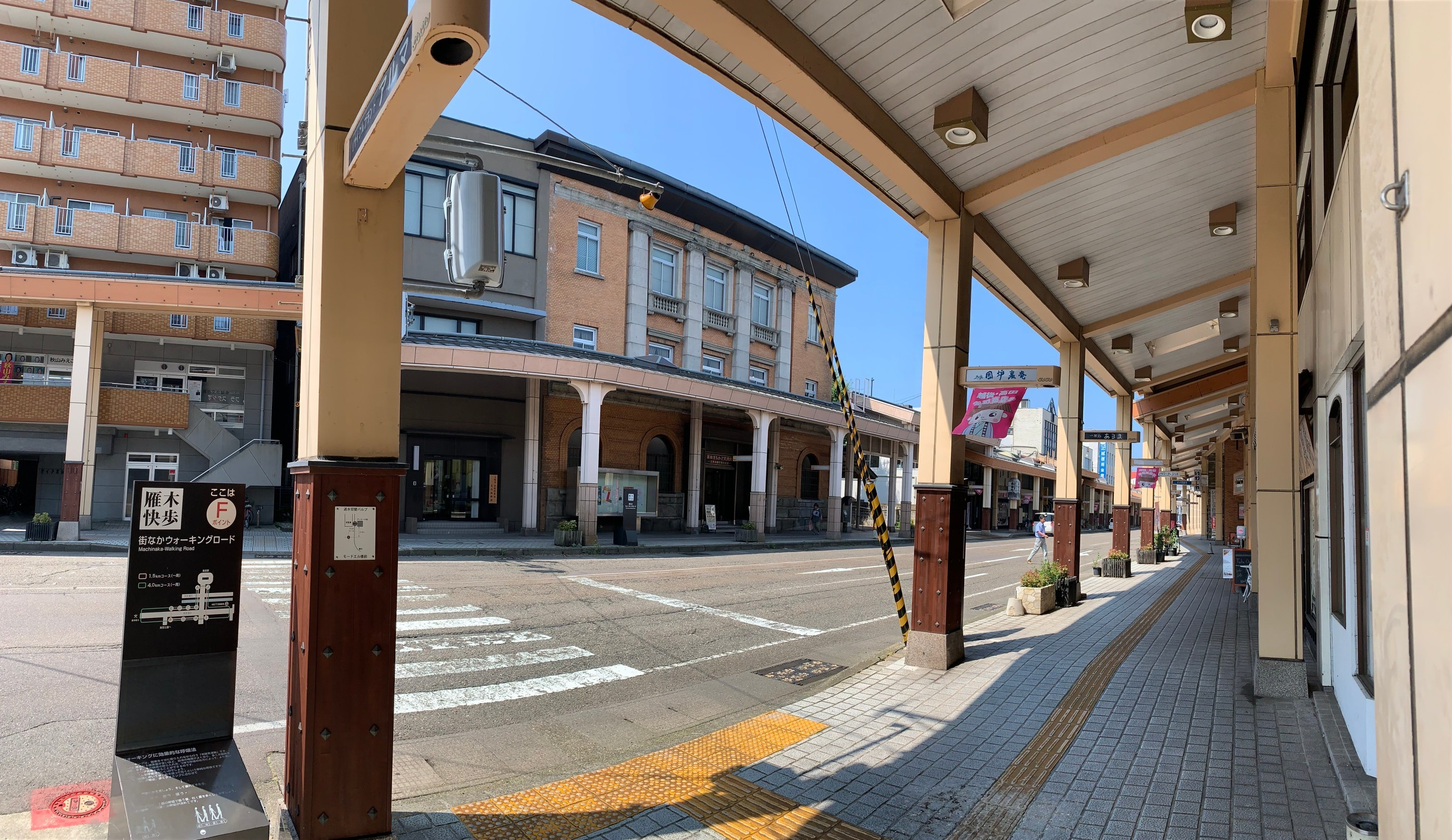
高田本町通りのアーケード部分にも「雁木快歩」と名付けられた散策コースがある。建物は高田まちかど交流館（2020年8月）

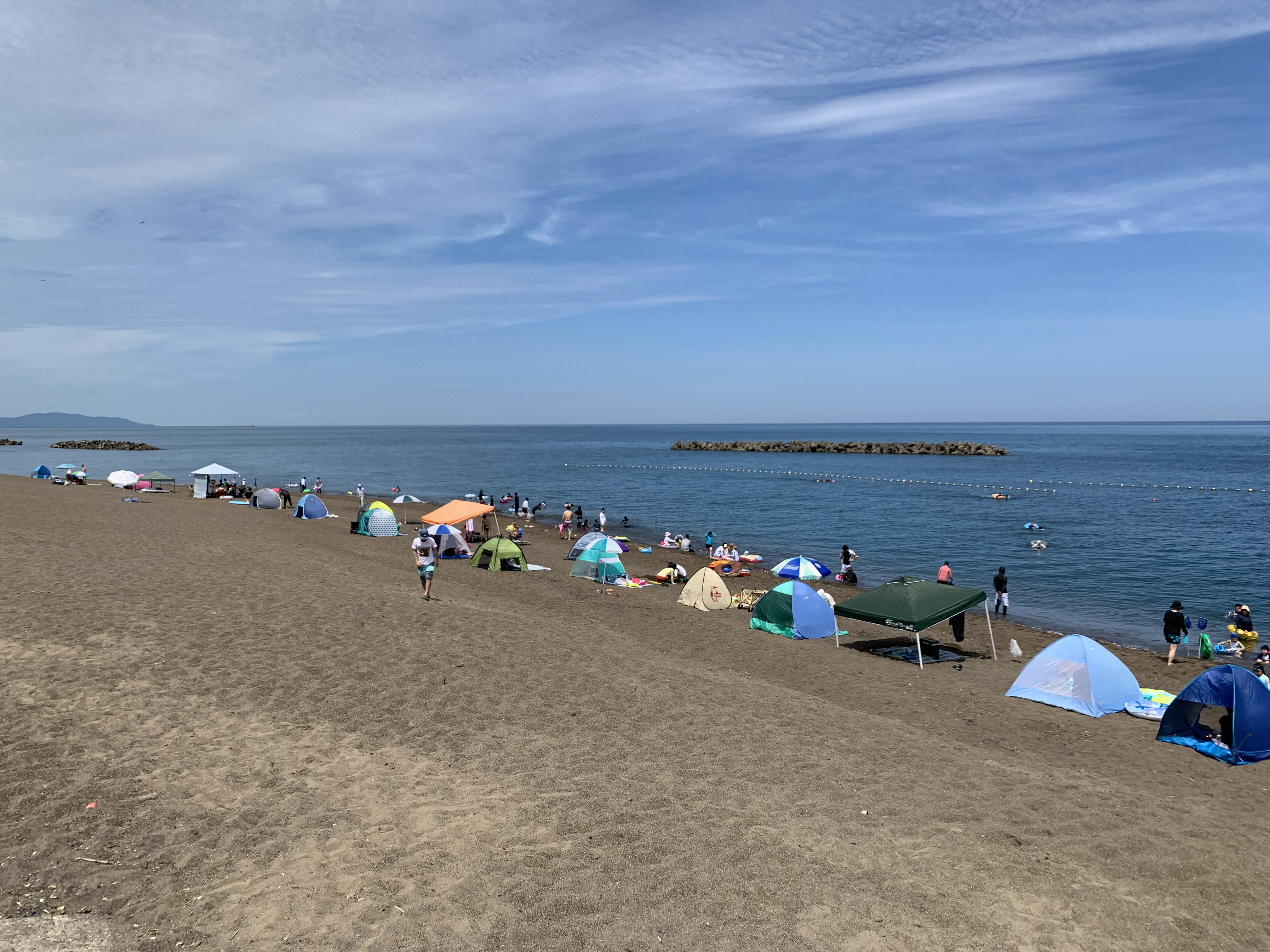
鵜の浜海水浴場

### 観光地
#施設も参照。
- 高田城址公園：高田公園の4000本の桜は日本三大夜桜の一つと言われる。
  - 高田城跡（県指定史跡）
  - 三重櫓:復元された櫓。
  - 極楽橋:高田公園内堀に架かる橋。復元されたもの。
  - 西堀橋:高田公園西堀に架かる橋。観桜会やはすまつりになると賑わう。
  - 小林古径邸・小林古径記念美術館
- 上杉謙信関連
  - 春日山城跡（国史跡）
  - 林泉寺
  - 御館
  - 明静院
  - 浜善光寺
- ウィンタースポーツ関連
  - 日本スキー発祥記念館（金谷山山頂付近）
  - キューピットバレイ:雪だるま高原にあるスキー場。
  - 金谷山スキー場:日本のスキー発祥の地、金谷山にあるスキー場。
  - 金谷山スーパーボブスレー
- 高田城下町
  - 雁木通り:高田の雁木造の雁木通りは総延長16㎞に及び日本一の長さである。直江津にも雁木通りが現存する。
  - 旧師団長官舎
  - 榊神社:神宝として榊原康政の鎧、兜、刀剣を保存している。
  - 瞽女ミュージアム高田:高田瞽女の資料館。
  - 高田まちかど交流館
  - 高田世界館:1911年7月に開館した映画館。
- 親鸞関連
  - 居多ヶ浜（親鸞聖人上陸の地）
  - 五智国分寺
  - 本願寺国府別院
  - 浄興寺（国重要文化財）
  - ゑしんの里記念館（板倉区）
- 直峰城（県指定史跡・安塚区）
- 福島城
- 水科古墳群（国史跡）
- 宮口古墳群（国史跡）
- 吹上遺跡・釜蓋遺跡（国史跡）
- 虫川の大スギ（国天然記念物）
- 居多神社（越後国一宮）
- 浄善寺（柿崎区）
- 直江津屋台会館
- ライオン像のある館（旧直江津銀行）：1915年（大正4年）まで存在した直江津銀行の本店建物をリニューアルしたもの。
- 朝市：二・七市（大町3丁目）、三・八市（中央2・3丁目）、四・九市（大町4・5丁目）、一の日市（柿崎区）
- 鵜の浜温泉（大潟区）
- 地すべり資料館・地すべり人柱供養堂：板倉区にある。地すべりで 人身御供となった旅の僧のミイラが展示されている。受験生向け「滑り止めお守り」がある。
- 上越あるるん村
- 蓮野の棚田（日本の棚田百選、大島区）
- 岩の原葡萄園
- 光ヶ原高原（板倉区）
- 妙高サンシャインランド（中郷区）
- くびき野レールパーク（頸城区）
- 直江津D51レールパーク
- シーサイドパーク名立（名立区）
- 大潟水と森公園（大潟区）
- 大池いこいの森（頸城区）
- 尾神岳エリア（吉川区・柿崎区）
  - スカイトピア遊ランド
  - スーパースライダー
  - パラグライダースクール
  - 大出口泉水（平成の名水百選）・坪野親水公園
- 有間川フィッシャリーナ
- 海水浴場（柿崎中央・鵜の浜・なおえつ・たにはま）[44] - なおえつ海水浴場は長野県など県外からの来訪客も多く[45]、「長野県民の海水浴場」とも呼ばれる[46]。

## 文化・名物

### 祭事・催事
- 観桜会（4月上旬～4月中旬）

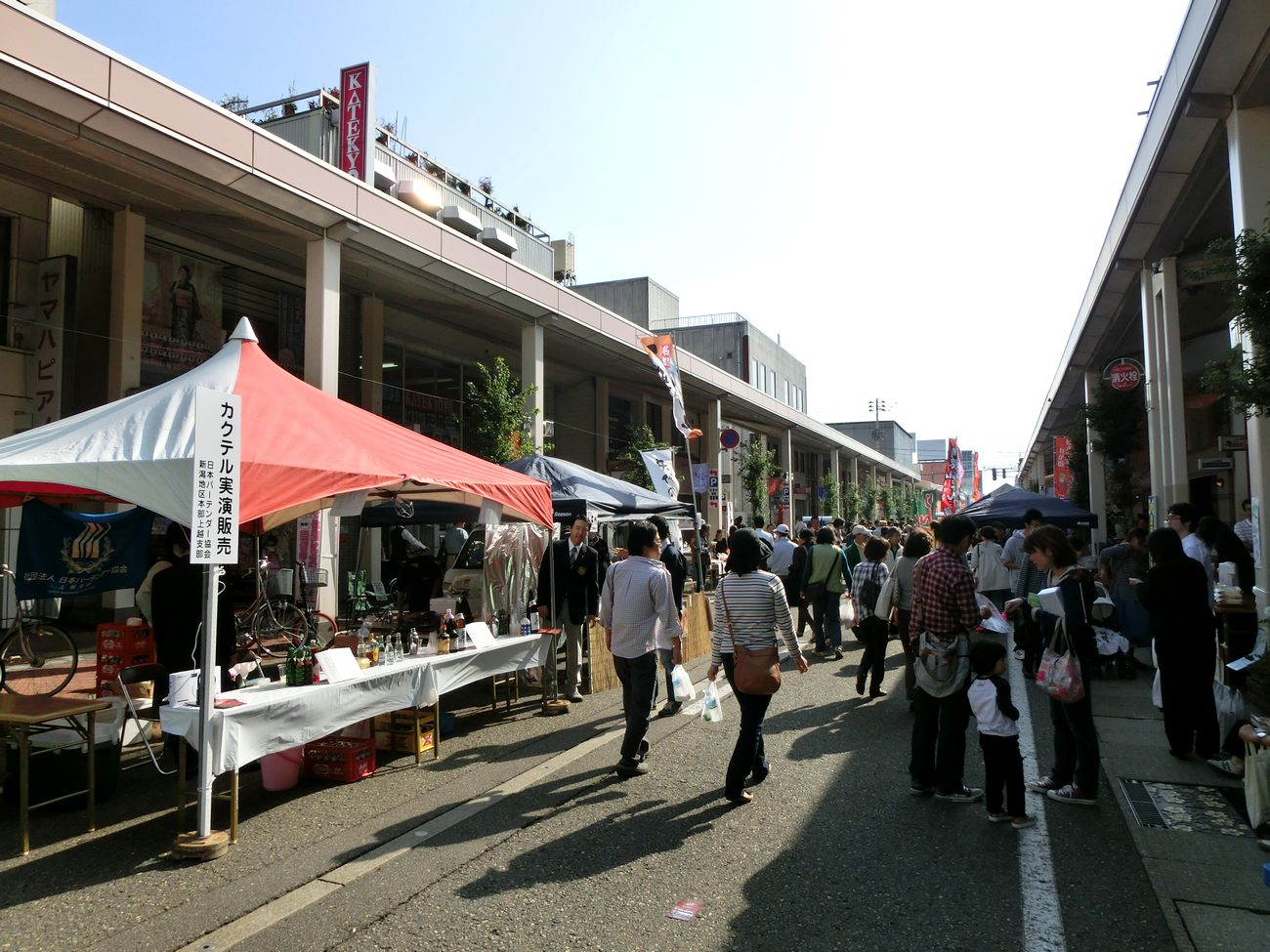
越後・謙信SAKEまつり

- 上越まつり（祇園祭、7月23日～7月29日）
- 謙信公祭（8月第4土日）
- 上越はすまつり（7月下旬～8月中旬）
- 朝市感謝祭（10月中旬）
- 越後・謙信SAKEまつり（10月下旬）
- 上越菊まつり（11月上旬）
- レルヒ祭（2月上旬）
- 灯の回廊（2月下旬）

#### 名産・特産
- ぴりっ子 - 神楽南蛮（ししとうがらし）を使用した、歴史が古い辛味調味料
- 上越コシヒカリ（米）
- くびき牛[47]
- 上越野菜[48]
  - 伝統野菜：高田シロウリ、仁野分しょうが、みょうが（正善寺みょうが、棚畑みょうがほか）、頸城オクラ、オニゴショウ、ばなな南瓜、なます南瓜、曲がりねぎ、ずいき、とうな、ひとくちまくわ
  - 特産野菜：なす（越の丸、新潟黒十全ほか）、オータムポエム・アスパラ菜、カリフラワー、枝豆
- 市内の酒蔵と主な銘柄[49][50]
  - 竹田酒造店（大潟区）「かたふね」
  - 丸山酒造場（三和区）：「雪中梅」
  - 武蔵野酒造：「スキー正宗」
  - 加藤酒造（吉川区）：「清正」
  - 上越酒造：「越の若竹」
  - 妙高酒造：「妙高山」
  - 頚城酒造（柿崎区）：「越路乃紅梅」
  - 田中酒造：「能鷹」
  - よしかわ杜氏の郷（吉川区）：「よしかわ杜氏」「天恵楽」
  - 小山酒造店（大潟区）：「越後自慢」
  - 代々菊醸造（柿崎区）：「吟田川」
  - 新潟第一酒造（浦川原区）：「越の白鳥」

### 食文化
上越地域独特のものとしてサメ食の文化が根付いている。
一般的に想像されるサメとは異なり、主に食されるものとしてはネズミザメ（モウカザメ）であり、臭みが少ない。
海岸部だけでなく上越地域の地形の特性から山間部でも食される。

#### サメ食文化
中郷区の片貝縄文遺跡からはサメの歯が発見され、釜蓋遺跡からはサメの一部とも判断できる画が発見されており、上越地域では縄文時代からサメ肉が食されていたのではないかと推測されている。
越後におけるサメ漁やサメの利用法については、江戸時代中期の宝暦6年（1756年）に寺泊の漢方医・丸山元純が記した『越後名寄（えちごなよせ）』が最古の文献とされる。『越後名寄』には頸城郡山之下（鳥ヶ首岬以西の旧・西頸城郡の海岸）で鱣（ふか、ネズミザメのこと）がよく獲れると記されている。この地域の地形は西頸城丘陵が海岸線に迫り、海岸が急激に深くなっていることもあり、大型のサメが生息する外洋まで短時間で達することができるため、地理的条件としてもサメ漁に適していたとみられている。
『越後名寄』には、鮫魚（さめ、アブラツノザメのこと）のサメ肉について「臭いはあるものの肉そのものは美味しい」と記述されており、山椒や味噌などを付けた焼き物、からしや酢みそで味付けしたなます、煮物、すしなどの調理法が紹介されている。また、日本の会談における化け猫が行灯の油を舐めるのは、行灯には高価な菜種油ではなく安価なサメなどの魚から取れた油を使っていたためではないかと考えられている。
江戸幕府は、フカヒレ、干しアワビ、乾燥ナマコの煎海鼠を長崎の出島を通じて清へ輸出することを奨励し、天保4年（1833年）には、増産のため漁に励むことや水揚げした3品はすべて幕府請負人に売り渡すことなどを厳命した。これによって大型のサメの水揚げが増えると共にフカヒレや肝臓を除いた他のサメの部位が豊富に市場に出回るようになった。旧高田藩士の庄田直道が明治22年（1889年）に記した『越後頸城郡誌稿 物産一巻』には「文化・文政の頃まで、この地域でフカザメを食べる者はめったにいなかった」と記述されている。このことから、上越のサメ食文化が普及したは、サメの水揚げが増えた天保年間以降であると考えられる。
サメ肉は水揚げ後に体内の尿素が分解されてアンモニアが生成されるため、独特の臭みがあるが、このアンモニアによって雑菌の繁殖が抑えられため、特に冬場には生魚のままでもある程度の日持ちがする。冷蔵技術が未発達の時代に、山間部で暮らす人々にとって、サメ肉は塩漬けや干物ではない生魚を味わえる貴重品という扱いであった。上越地域でサメが年取り魚やハレの日の正月料理に欠かせなくなったのは、このような理由も考えられる。
近年はサメ食文化を上越市の観光資源にしようという動きがある。伝統料理に留まらず、サメ肉のフライを挟んだサメバーガー、サメのタレかつ丼、サメのナゲット、サメのパニーニ、鮫のワインづけ、鮫の清酒づけなどの料理が開発されて、販売されており、週末には東京、大阪、北陸などから上越市を訪れて購入する客が現れている。

#### 郷土料理
- おぼろ豆腐
- 魚の煮物（深ざめの煮こごりほか）
- 里芋なます
- ずいきの酢漬け
- 笹寿司
- サメ料理（煮付け、煮ごり、ぬた、サメ雑煮など）

#### ご当地グルメ
- 謙信公 義の塩 ホワイト焼きそば
- 上越豚骨醤油ラーメン
- 雪むろ酒かすラーメン

### スポーツ

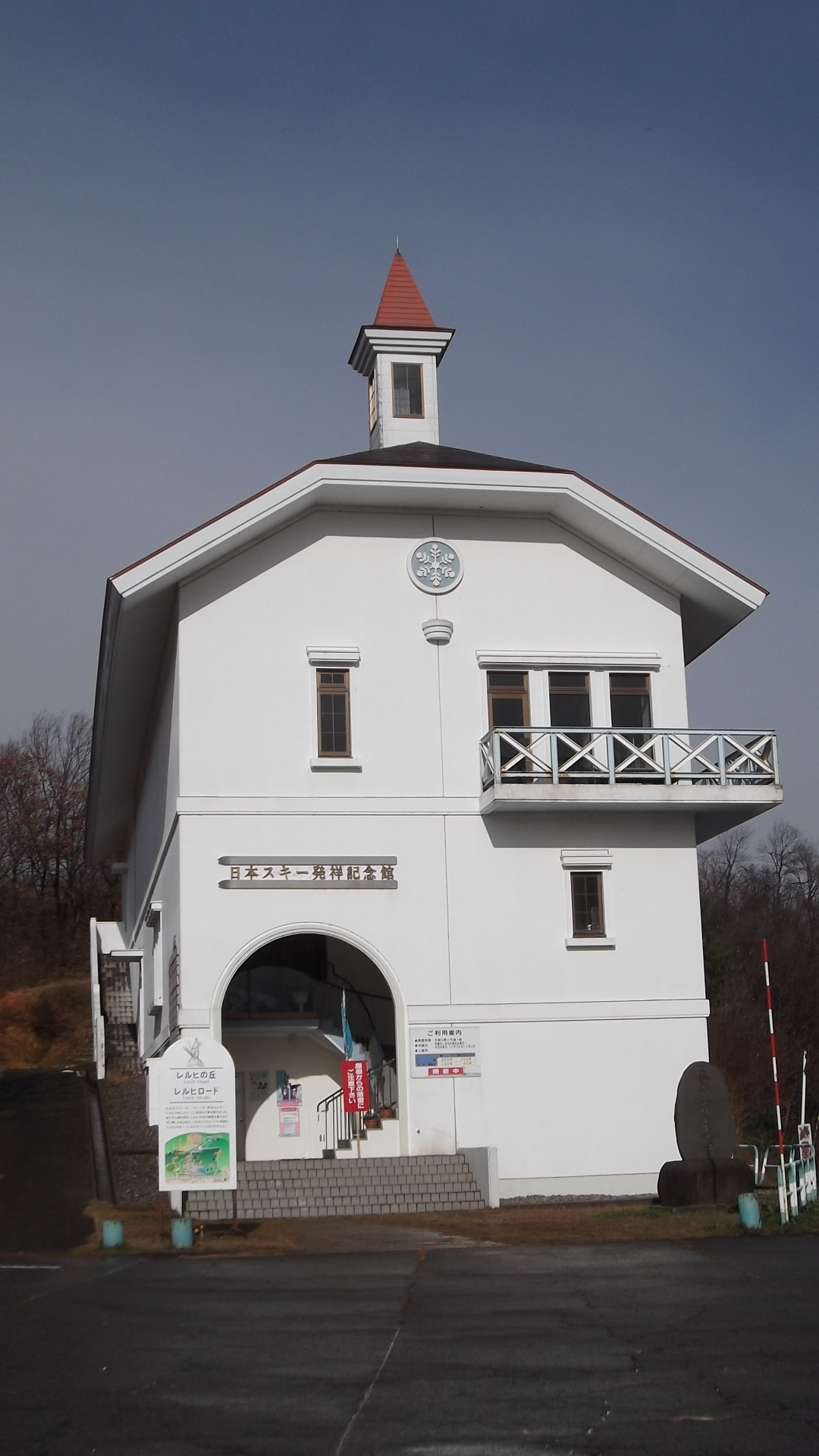
日本スキー発祥記念館（新潟県上越市金谷山）

#### スキー
日露戦争に勝利した日本の軍事研究を目的に来日したテオドール・エードラー・フォン・レルヒ少佐が、1911年に、陸軍第13師団が置かれた高田に赴任し、金谷山で日本で初めてとなるスキー講習を行ったことから、上越市は「日本スキーの発祥地」としても知られる。
姉妹都市の一つリリエンフェルト市は、「アルペンスキーの父」ことマティアス・ツダルスキーが、オーストリア・ハンガリー陸軍将校レルヒにスキーを指導した地である。
スキー発祥80周年を記念し、1992年（平成4年）4月に日本スキー発祥記念館が金谷山山頂に建設された。スキーが伝わった当時の貴重な資料やレルヒ少佐の遺品などを展示している。

#### ビーチバレー
- 上越マリンブリーズ（ビーチバレーチーム）

## 上越市を舞台とした作品

### アニメ
- タイガーマスク-(1971年/旧・直江津市が第62話「黒い挑戦者」の舞台）
- センチメンタルジャーニー-(1998年/第3話「～星降る夜の天使」の劇中に直江津駅が登場する）
- トントンあったと にいがたの昔ばなし-(2003～2007年/新潟県内で放送されたアニメ。上越市が舞台の昔話は第2シリーズで放送された「ねずみ経」と牧区が舞台の「雪太郎」）
- サザエさん-(2009年/OPの冒頭に高田公園と三重櫓が登場する）
- 戦国BASARA-(2009年8/春日山城が登場する)
- 戦国BASARA弐-(2010年/春日山城が登場する）
- 夢喰いメリー-（2011年/上越市に類似した風景が一部登場する）
- 戦国BASARA Judge End-(2014年/春日山城が登場する）
- 魔法少女育成計画 -(2016年/劇中で高田駅、高田公園、上越教育大学附属中学校、本町、仲町、西城町の電波塔、北陸自動車道など、高田を中心に上越市の風景が頻繁に登場する[55]）

### 漫画
- 夢喰いメリー-（2008年～2020/年/高田駅、J MAX THEATER 上越、謙信公大橋、本町商店街など上越市内の風景が描写）
- ましろのおと-(2010年～/瞽女ミュージアム高田と高田駅が登場する）
- ろんぐらいだぁす!-(2012年～/ヒロイン達が江の島～直江津ルートで日本列島を横断する。直江津はゴール地点）
- 雪花の虎-(2015年～/上杉謙信女性説を題材に女上杉謙信が活躍する）
- 世界は今日もまわってる-(2017年～/高田世界館、儀明川など高田地区の風景が頻繁に登場する)

### 映画
- 山椒大夫-(1954年/直江津が主要な舞台のひとつ）
- 水戸黄門-(1957年/高田藩の越後騒動が幕府を揺るがす事件に発展し、水戸黄門が解決に乗り出す）
- 天と地と-(1990年/上杉謙信が主人公。海音寺潮五郎の同名小説を映画化）
- 男はつらいよ 拝啓車寅次郎様-(1994年/上越市が舞台のひとつ。高田駅前の郵便局などで撮影）
- 人狼　JIN-ROH-(2000年/劇場アニメ。高田の旧師団長官舎がモデルの建物が登場する）
- 突入せよ! あさま山荘事件（2002年/板倉区で撮影）
- ふみ子の海-(2007年/上越市内で撮影）
- 絆 -(2007年/上越市内の特定郵便局に勤める郵便局員が主人公。上越市内で撮影された）
- シグナル～月曜日のルカ-(2012年/高田世界館で撮影された)
- 傷物語<Ⅰ 鉄血編><Ⅱ 鉄血編>-(2016年/劇場アニメ)／傷物語<Ⅲ 冷血編>-(2017年/劇場アニメ）(劇中で主人公たちが通う高校は2012年に閉校した直江津高校と同じ校名）

### ドラマ
TVドラマ
- 天と地と-(1969年/大河ドラマ。上杉謙信が主人公。海音寺潮五郎の同名小説をドラマ化）
- 水戸黄門第1部-(1970年/第26話「越後騒動」。高田が舞台）
- 水戸黄門第4部-(1973年/第一部で解決したと思われた越後高田藩のお家騒動を解決するため、水戸黄門一行が世直し旅に出る。第6話「越後血風録」は高田が舞台）
- 水戸黄門第7部-(1976年/第25話「母恋し、父（ちゃん）悲し」。高田が舞台）
- 水戸黄門第9部-(1978年/第14話「鈴に秘めた愛」。高田が舞台）
- 水戸黄門第14部-(1983年/第23話「決意を秘めた孤独の剣。高田が舞台）
- 水戸黄門第19部-(1990年/第22話「悪事隠す謎の切腹」。高田が舞台）
- 水戸黄門第20部-(1991年/第36話「因果が巡る名刀宗近」。高田が舞台）
- 水戸黄門第22部-(1993年/第29話「世継ぎを狙う毒の罠」。高田が舞台）
- 水戸黄門第25部-(1997年/第27話「父を殺した男の真実」。高田が舞台）
- 水戸黄門第29部-(2001年/第19話「謎の俳諧師を追え！」。高田が舞台）
- 水戸黄門第37部-(2007年/館林の将軍綱吉ご落胤騒動の原因となった越後高田へ水戸黄門一行が向かう。第5話「陰謀砕いた美人姫」。高田が舞台）
- 水戸黄門第42部-(2010年/第4話「剣に勝つ、医は仁術」。高田が舞台）
- 天と地と～黎明編-(1990年/映画『天と地と』の前日譚。『金曜ロードショー』特別企画として放送）
- 新幹線をつくった男たち - テレビ東京開局40周年記念ドラマ（2004年/上越市板倉区で撮影）
- 風林火山-(2007年/大河ドラマ。春日山城と直江津が登場する）
- 天地人-(2009年/大河ドラマ。直江兼続が主人公。春日山城などが舞台となっている）
- 真田丸-(2016年/大河ドラマ。春日山城などが舞台として登場する）

## 出身関連著名人

### 歴史上の人物
- 上杉謙信（戦国武将。戦国大名。春日山城主）
- 上杉景勝 （戦国武将。戦国大名。上杉謙信の養子）
- 上杉景虎 （戦国武将。上杉謙信の養子。北条氏康の七男）
- 長尾為景 （戦国武将。戦国大名。上杉謙信の実父）
- 長尾晴景 （戦国武将。戦国大名。長尾為景の子。上杉謙信の兄、義父）
- 直江兼続（戦国武将。上杉氏の家老）
- 直江景綱 （戦国武将。上杉氏の家臣）
- 柿崎景家 （戦国武将。上杉氏の家臣）
- 宇佐美定満 （戦国武将。上杉氏の家臣）
- 松平忠輝（越後国高田藩の初代藩主。徳川家康の六男）
- 松平光長 （越後国高田藩26万石の藩主。結城秀康の孫。徳川家康の曾孫）
- 小栗美作 （越後国高田藩藩士。筆頭家老）
- 榊原政永 （越後国高田藩15万石の藩主）
- 榊原政敦 （越後国高田藩15万石の藩主）
- 榊原政令 （越後国高田藩15万石の城主）
- 榊原政養 （越後国高田藩15万石の城主）
- 榊原政愛 （越後国高田藩15万石の城主）
- 榊原政敬 （越後国高田藩15万石最後の藩主）

### 政官界・軍人
- 塚田十一郎（新潟県知事、郵政大臣、参議院議員、衆議院議員）
- 前島密（日本の郵便制度の父。1円切手の肖像となっている。政治家、下池部地区の出身）
- 室孝次郎（明治期の衆議院議員。信越本線を計画した）
- 長岡外史（旧陸軍第13師団長。スキーを軍隊に導入した人物）
- 堀内文次郎（旧陸軍第13師団歩兵第58連隊長。レルヒ少佐によるスキー指導を推進させた功労者。正しくは「文次郎」でなく「文治郎」）
- テオドール・エードラー・フォン・レルヒ（いわゆるレルヒ少佐。オーストリアの軍人。日本ではじめてスキー術を伝えた人物）
- 蔣介石（旧陸軍第13師団野戦砲兵隊の隊付将校として実習を受けた）
- 長嶺喜一（陸軍中将/独立混成第六十二旅団長。上越市板倉区出身）
- 五十嵐恵（海軍中佐、美保関事件）
- 杉田庄一（日本海軍撃墜王。上越市安塚区出身）
- 芳澤謙吉（外交官、犬養内閣の外務大臣）
- 中村十作（沖縄宮古島における人頭税廃止運動の立役者、上越市板倉区出身）
- 増田義一（読売新聞記者をへて、実業之日本社を創立。その後、政界へ進出し、衆議院副議長となる。）
- 細野正文（明治期の官僚。タイタニック号に唯一乗船していた日本人）
- 藤縄清治（県議会議長。上越市大潟区出身）
- 保阪潤治（貴族院多額納税者議員、地主、古典籍蒐集家。戸野目生まれ）
- 柳孝（文部科学事務次官）

### 学界・言論界・実業界
- 五十嵐仁（社会学者、法政大学教授）
- 石田名香雄（細菌学者）
- 内山郁夫（実業家、元日本ケミコン社長）
- 川上善兵衛（篤農家、岩の原ワイン創始者）
- 倉石武四郎（中国語学者、中国文学者、日中学院創立者）
- 栗和田榮一（佐川急便の持株親会社であるSGホールディングスの会長兼社長、日本の富豪ランキング17位、上越市板倉区出身）
- 佐川清（実業家・佐川急便創業者　上越市板倉区出身）
- 坂口謹一郎（応用微生物学者、東大農学部部長）
- 佐久間英（人名研究家、歯学博士）
- 佐久間曻二（WOWOW会長、松下電器産業（現パナソニック）副社長）
- 佐藤夏雄（地球物理学者、元国立極地研究所副所長）
- 清水泰治（歴史学者、早稲田大学教授）
- 関野貞（建築史家、東大教授）
- 長野宇平治（建築家、日銀技師長）
- 中村進午（国際法学者、東京商科大学（現一橋大学）名誉教授、元早稲田大学教授、元拓殖大学学監）
- 西澤昭夫（経営学者、東北大学名誉教授、元日本ベンチャー学会会長）
- 増村朴斎（教育者・有恒学舎〔現在の新潟県立有恒高等学校〕の創立者）
- 三浦展（評論家）
- 宮澤忠蔵 (歯学博士、研究者、奥羽大学教授)

### 芸術・芸能・マスコミ・宗教
- 親鸞（浄土真宗の祖。承元の念仏弾圧で越後国府に流罪となった）
- 恵信尼（鎌倉時代浄土真宗の祖である親鸞聖人の妻）
- 高嶋米峰（仏教思想家、東洋大学学長）
- 江間章子（詩人）
- 岡田幹治（ジャーナリスト）
- 小川未明（童話作家）
- 小林古径（日本画家）
- 小山作之助（作曲家）
- 横尾深林人（日本画家）
- 柴田長俊（日本画家）
- 斎藤真一（洋画家）
- 斎藤俊雄（洋画家）
- 牧野虎雄（洋画家）
- 倉石隆（洋画家）
- 堀川紀夫（現代美術家）
- 岩野勇三（彫刻家）
- 瀧川毘堂（彫刻家）
- 濱谷浩（写真家）
- 桜井洋子（NHKアナウンサー）
- 三遊亭白鳥（落語家）
- 瀧川鯉橋（落語家）
- 竹内靖夫（元文化放送アナウンサー）
- 杉みき子（児童文学者）
- 高山裕樹（漫画家）
- 富岡惣一郎（洋画家）
- 楊洲周延（浮世絵師）
- 東洋越陳人（文人画家）
- 内田邦夫 （工芸作家）
- 深井和子（書道家）
- 片山愁（漫画家）
- 春田なな（漫画家）
- 牛木義隆（イラストレーター、漫画家）
- 北川フラム（アートディレクター）
- 金山泉（毎日放送アナウンサー）
- 伊藤敏博（シンガーソングライター） - プロフィールでは西頸城郡青海町（現糸魚川市）出身だが、旧直江津市生まれ。
- 古澤佳代（NHK札幌放送局アナウンサー）
- Hilcrhyme（日本のヒップホップユニット・第51回日本レコード大賞新人賞を受賞）
- 萩尾みどり（女優、出生地は福岡県八幡市（現・北九州市））
- 北河あをい（殺陣師・元女優・タレント、出生地は山形県酒田市）
- 遠藤浅蜊（小説家） - 前述のアニメ化したライトノベル「魔法少女育成計画」の原作者。
- 青山充（アニメーター）
- 池上紗理依（モデル）
- 高倉萌香（女優、元アイドル・元NGT48メンバー）
- 宮崎克（宮﨑克、宮崎まさる、写楽麿、観月昴）（漫画原作者）
- 渡辺謙（俳優） - 広神村出身。大手町小学校を卒業。城南中学校に入学。在学中に小出町へ転出。母親が高田の西城町生まれで母親の実家で暮らす。
- GACKT (シンガーソングライター・俳優）- 風林火山 (NHK大河ドラマ)で上杉謙信を演じたのがきっかけで謙信公祭に複数回参加した。
- 汐澤安彦（指揮者）
- 俵山峻（お笑い芸人・スクールゾーンメンバー）
- 市原雄亮（指揮者）
- 郡司ななえ（作家、小説家） - 旧高田市生まれ。
- 宮原颯希（声優）
- My Hair is Bad（ロックバンド）

### スポーツ
- 縄張綱右エ門（江戸時代の高田出身力士）
- 柏戸宗五郎 (1881年生)（力士）
- 藤ノ川雷五郎（力士）
- 高ノ花武也（力士）
- 五十嵐圭（プロバスケットボール選手）
- 大野和成（サッカー選手）
- 市川祐樹（サッカー選手）
- 山﨑夏生（プロ野球審判員）
- 笠原敦郎（プロ野球選手）
- 飯塚悟史（プロ野球選手）
- 小西翔（プロ野球選手）
- 木ノ内正樹（プロ野球選手）
- 滝澤夏央（プロ野球選手）
- 坂詰姫野（テニス選手）
- 皆川賢太郎（アルペンスキー選手、関根学園高校に在学）
- 北島忠治（明治大学ラグビー部監督、旧安塚町出身）
- 坂詰真二（スポーツトレーナー）
- 橘ジョージ（プロボクサー）
- 飯野七聖 （サッカー選手）